# Szlachta Dolnego Śląska
Szlachta Dolnego Śląska – szlachta ma swój szczególny udział w rozwoju duchowym, kulturalnym i materialnym Dolnego Śląska. Historia tego regionu jest ściśle związana ze szlacheckimi i arystokratycznymi rodami. Niektóre miały rodowód śląski inne pochodziły z różnych krajów Europy. Jedne funkcjonowały tylko kilkadziesiąt lat, ale były też takie, których historia trwała wieki. Ponieważ Dolny Śląsk położony jest na styku trzech narodów stał się miejscem, gdzie koligacja wiązała osoby i rodziny.

## A

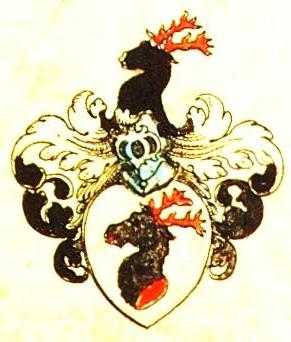
Abschatz
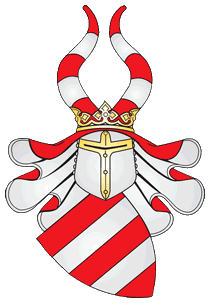
Arnim
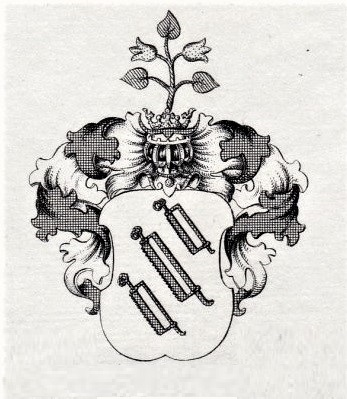
Axleben

## B

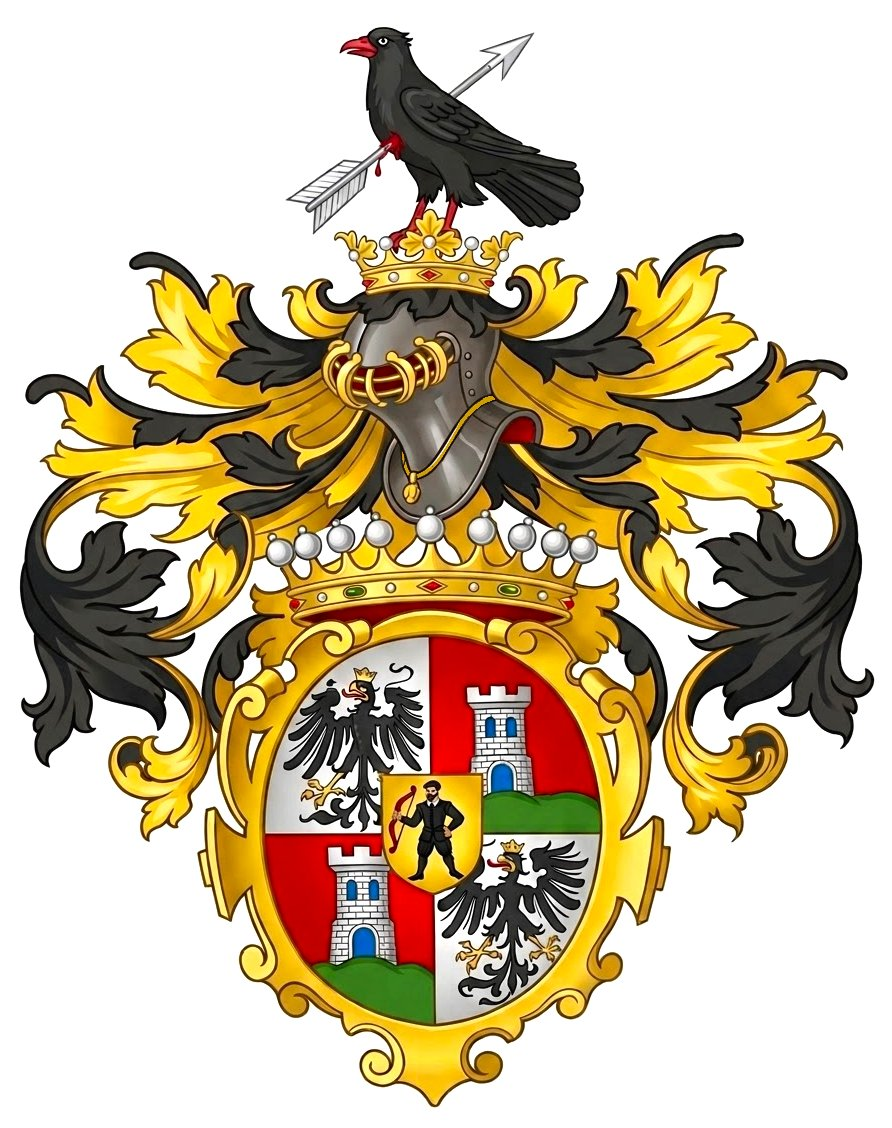
Ballestrem
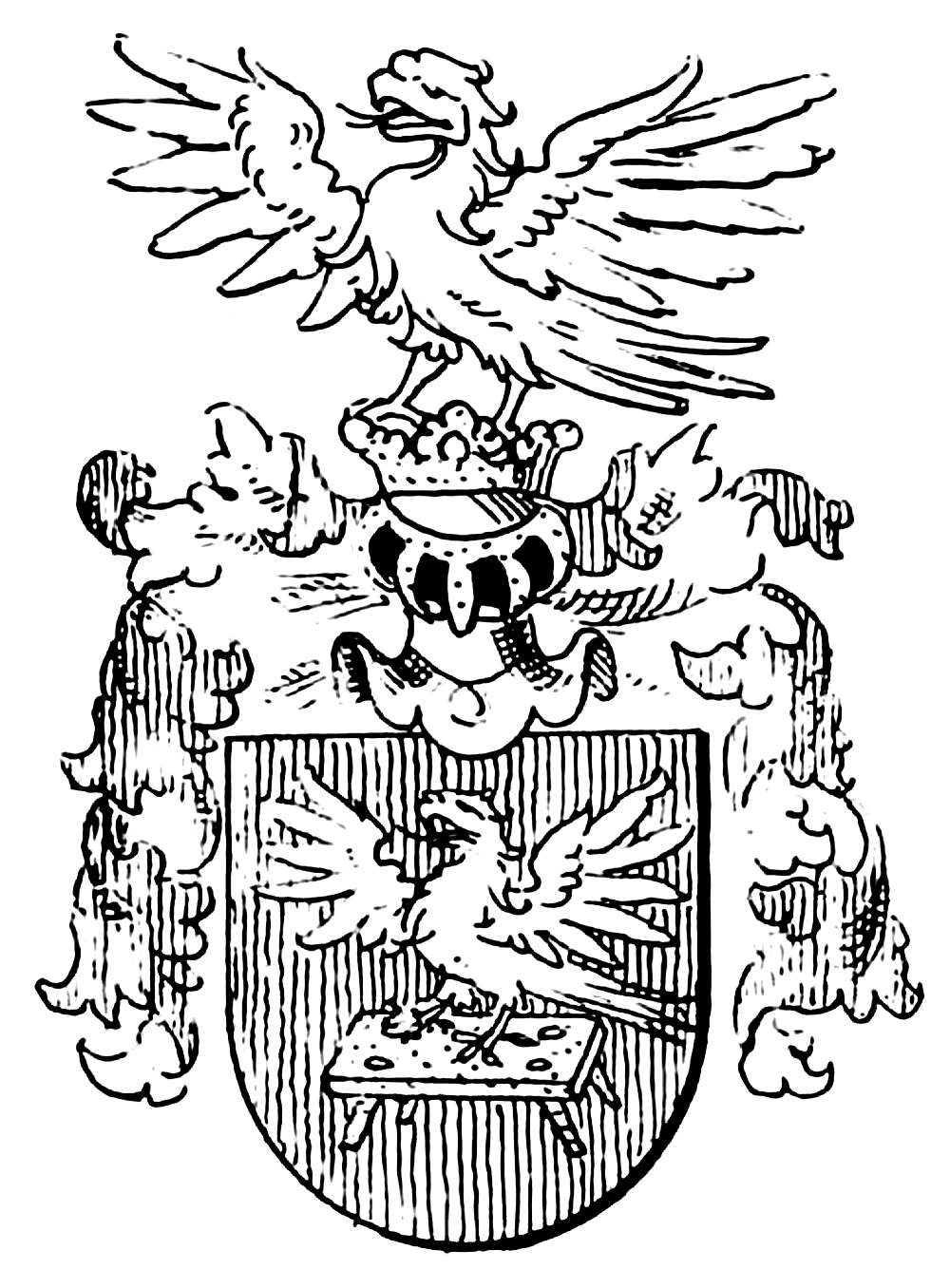
Banck
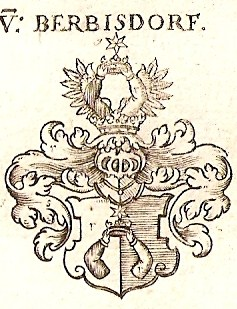
Berbisdorf
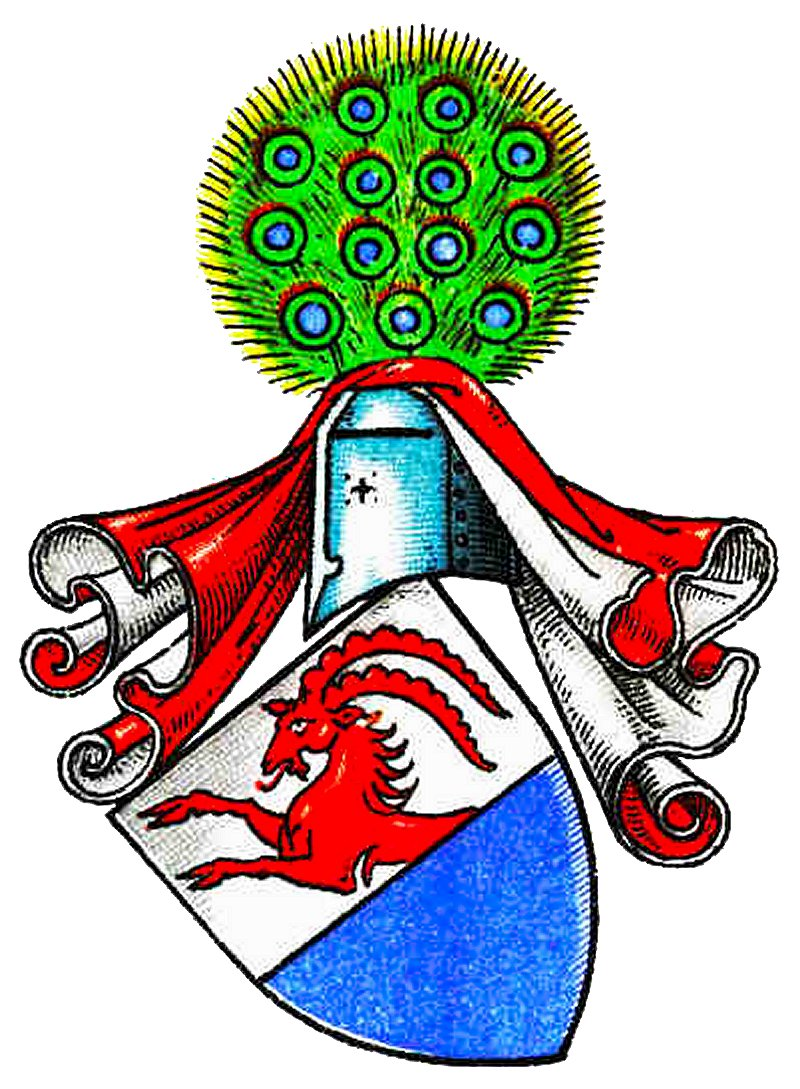
Berge
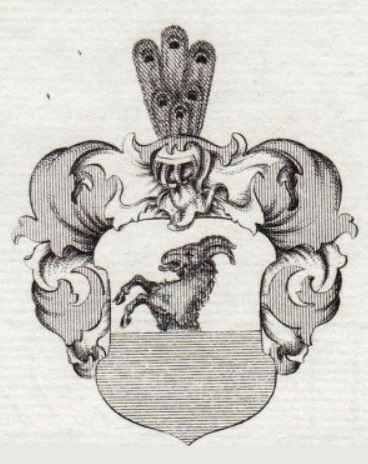
Berge
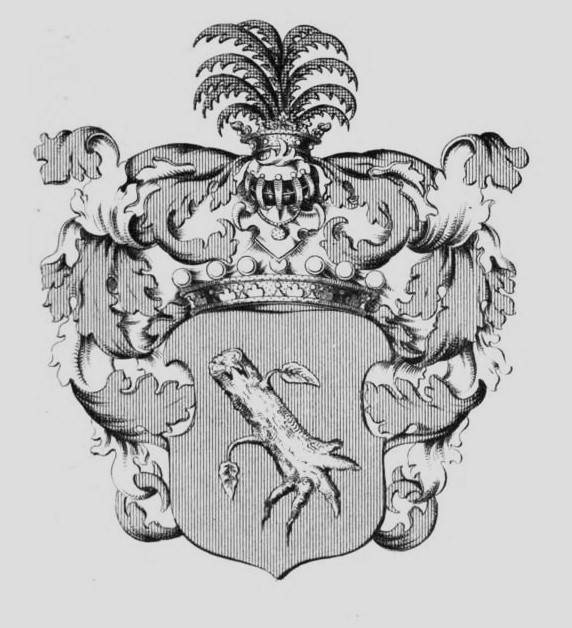
Beess und Chrostin, zob, Sebottendorf
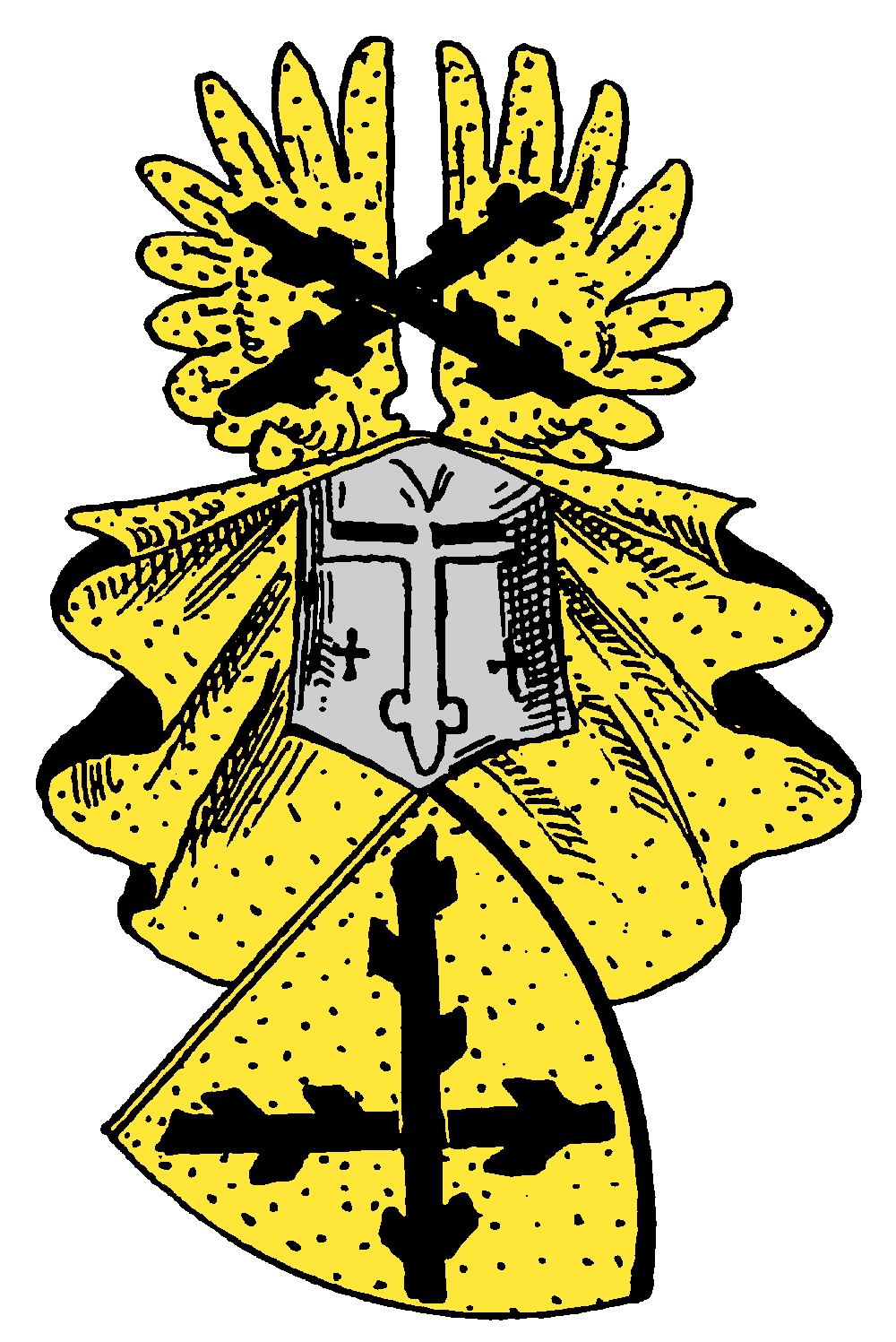
Berka
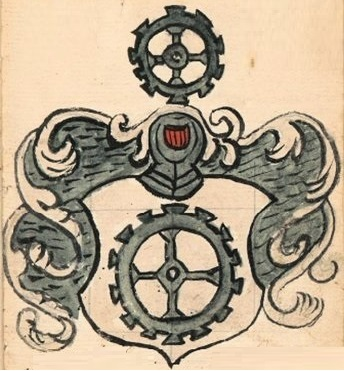
Betsch/en
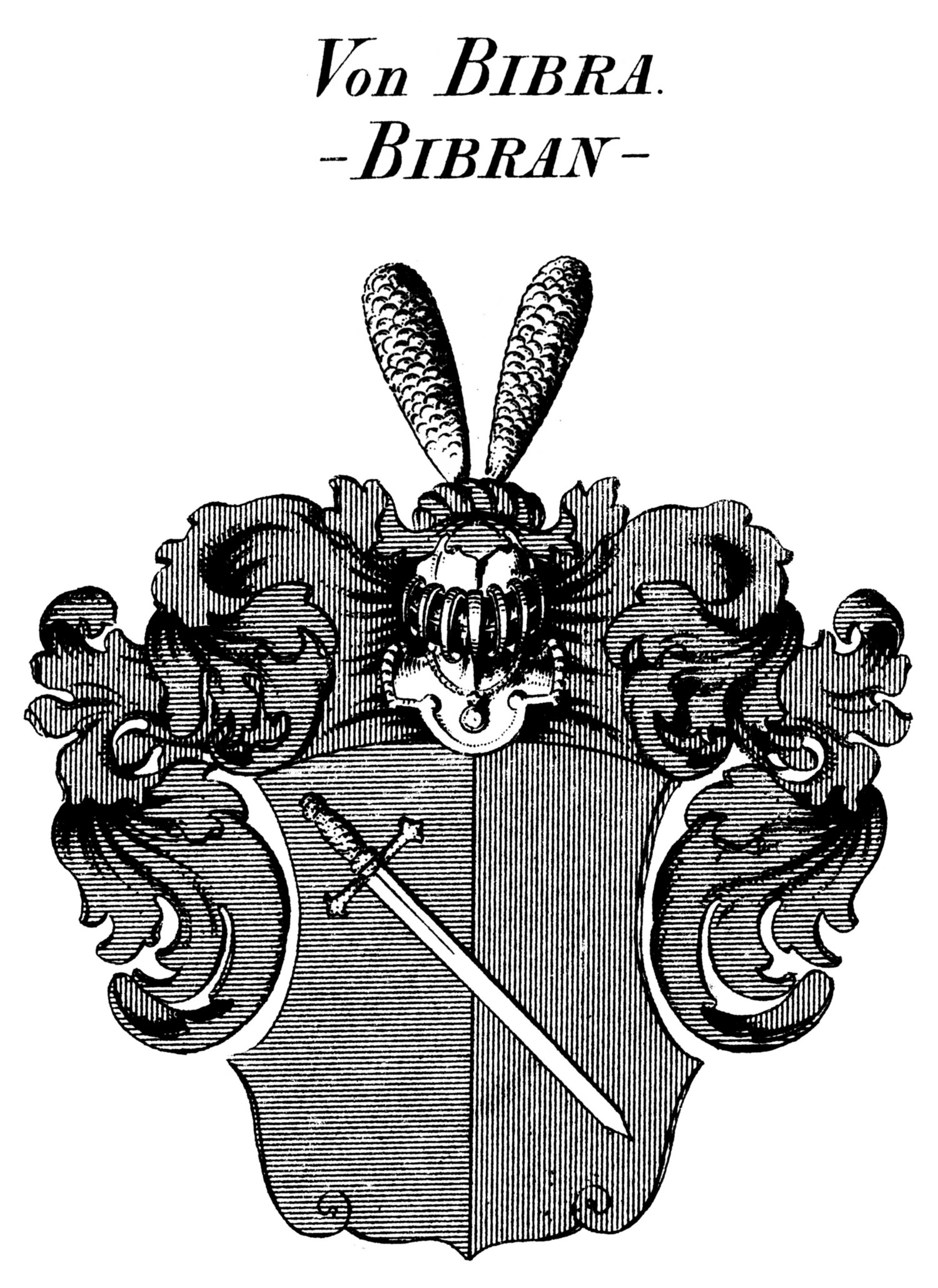
Bibran
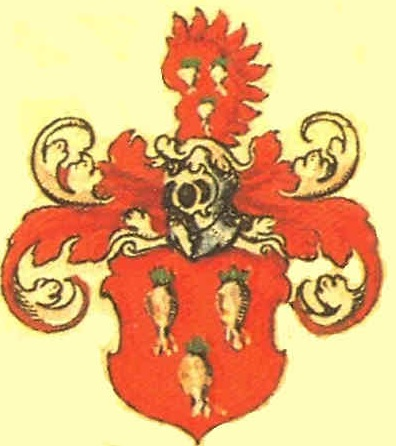
Bibritsch
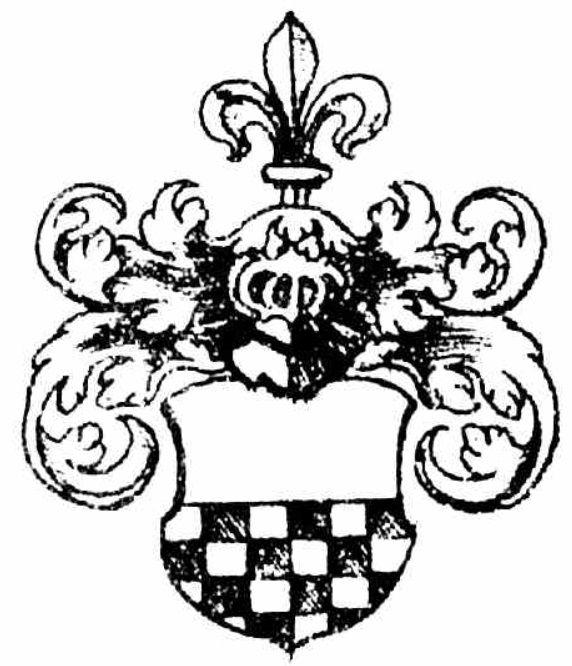
3. Bindemann
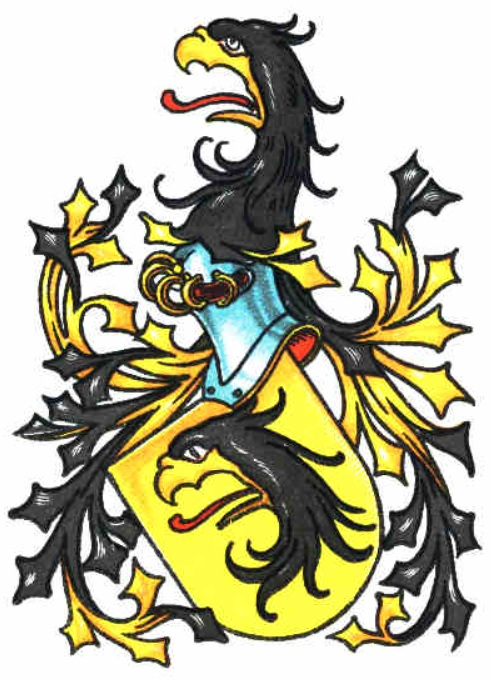
Bischoffshausen
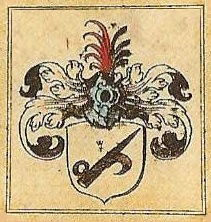
Bischofswerdt
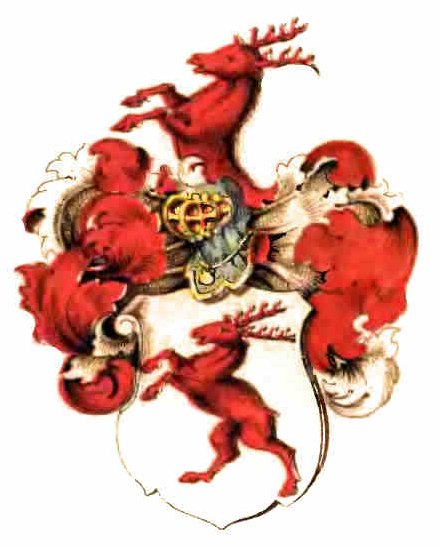
Bock
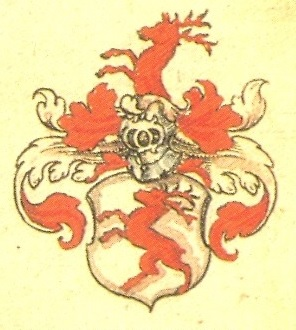
Bocken
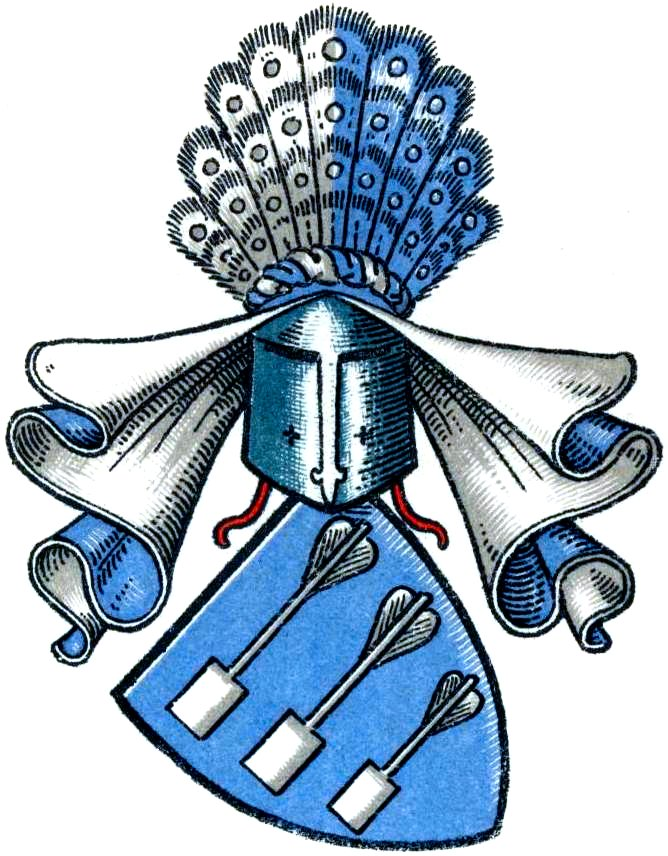
Bolcze (Boltzen)
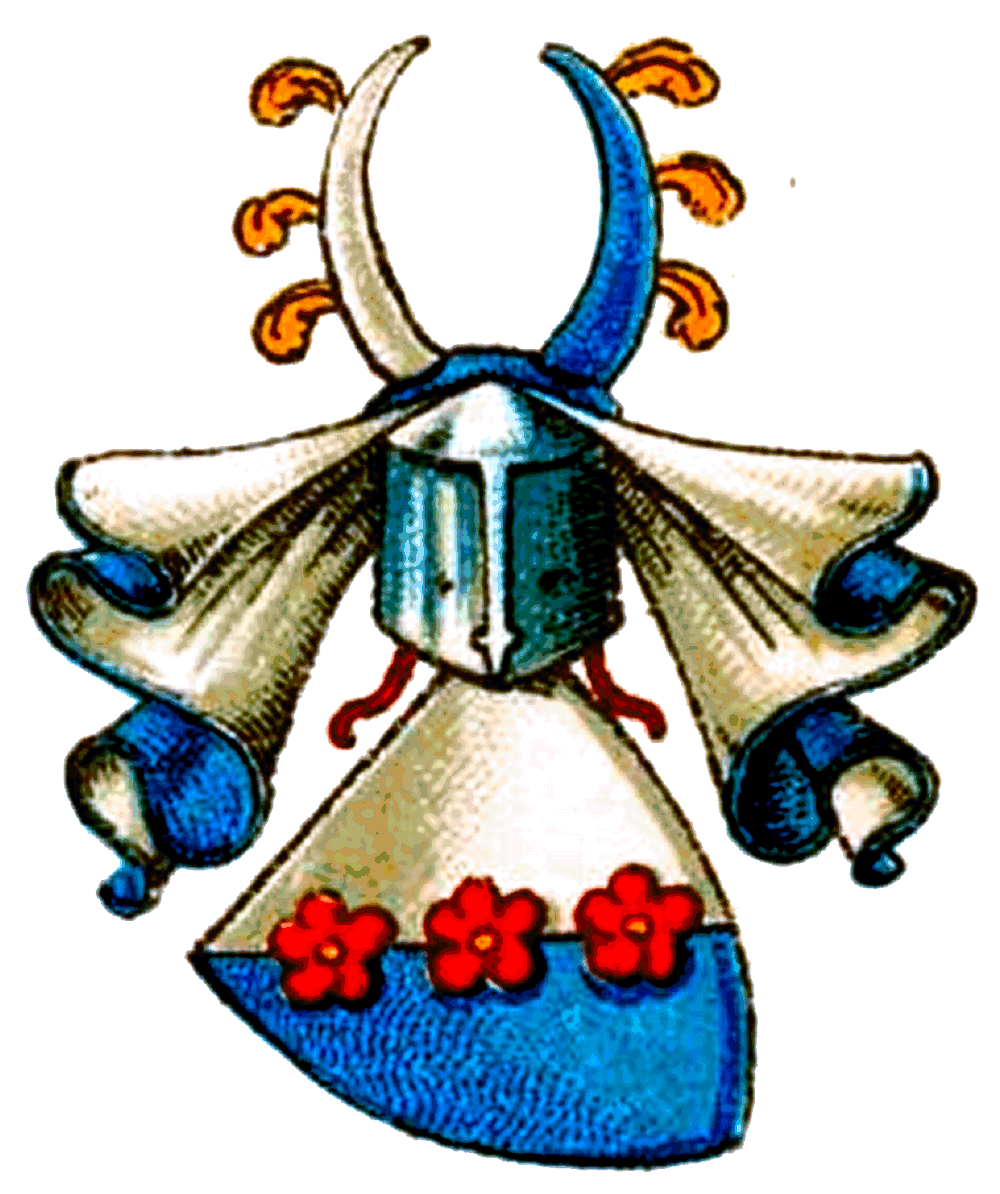
Bomsdorff
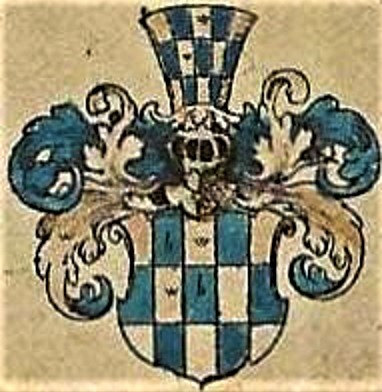
Borschnitz
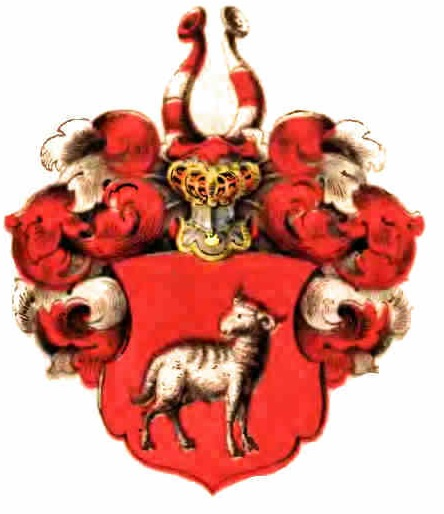
Borwitz
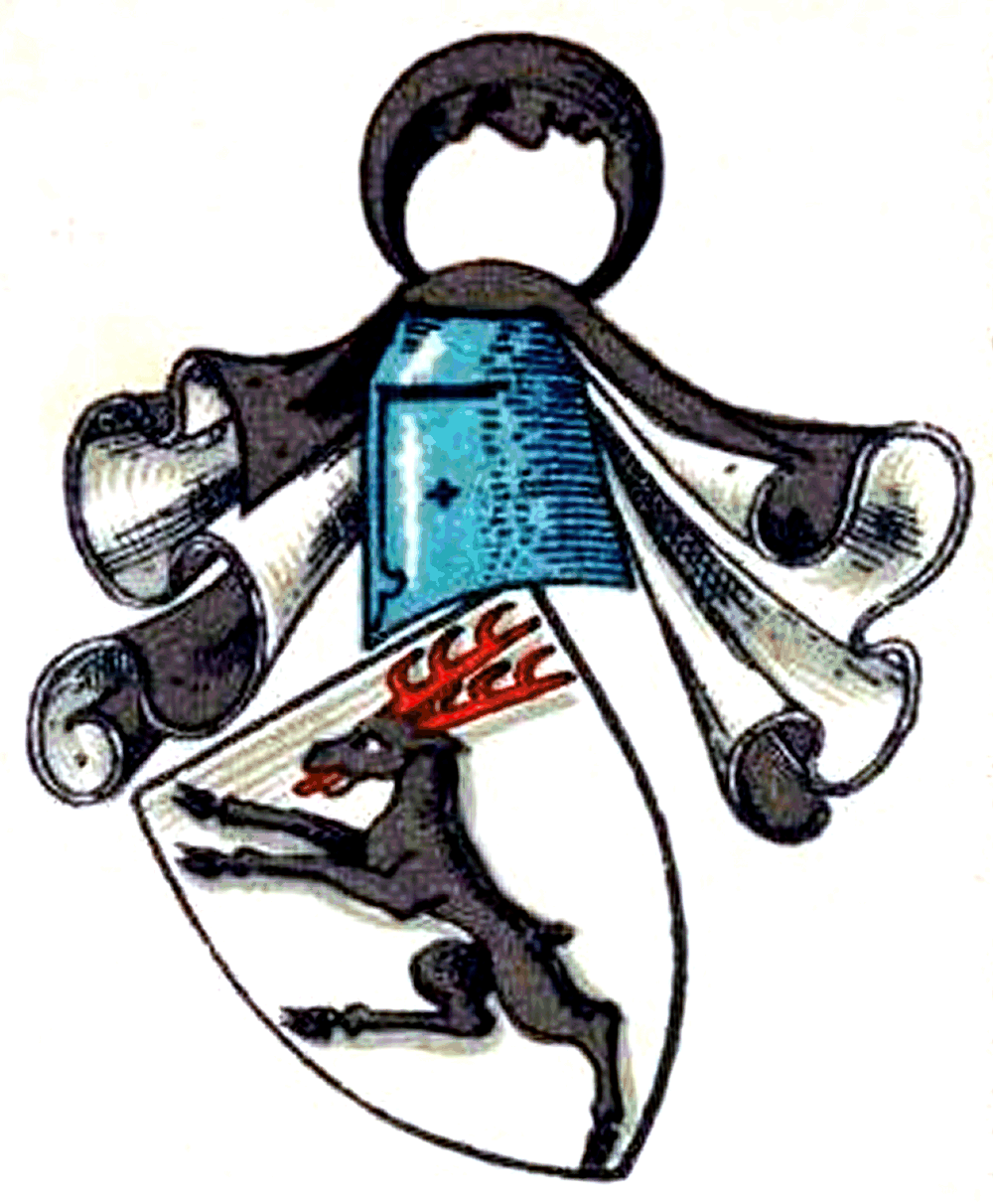
Brauchitsch
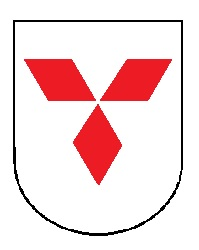
Braun (tarcza)
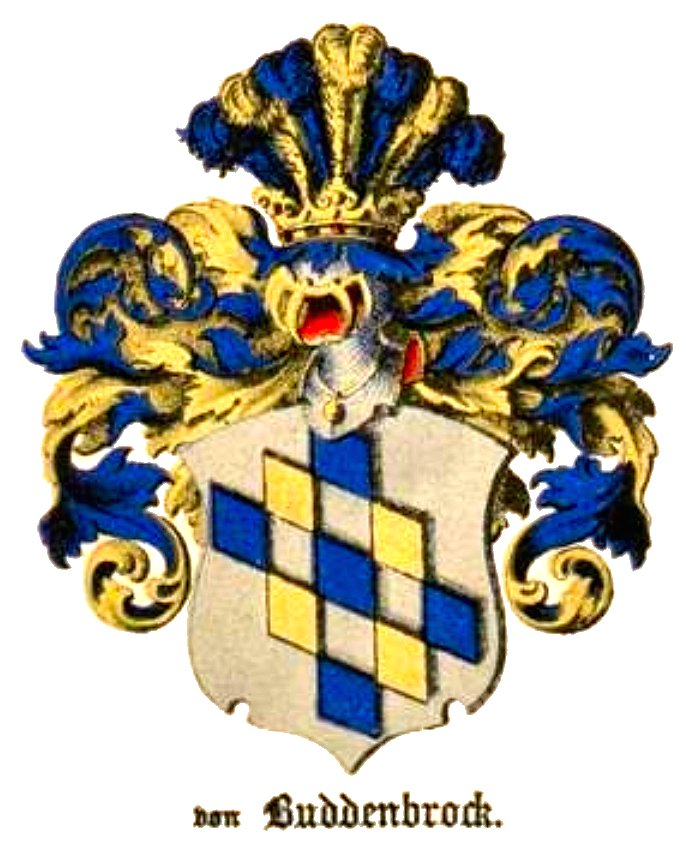
Buddenbrock
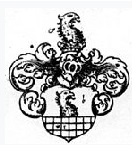
Buswoy

## C

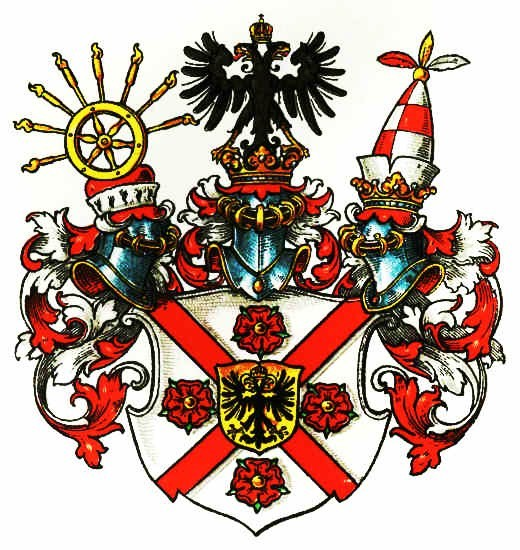
Canitz und Dallwitz
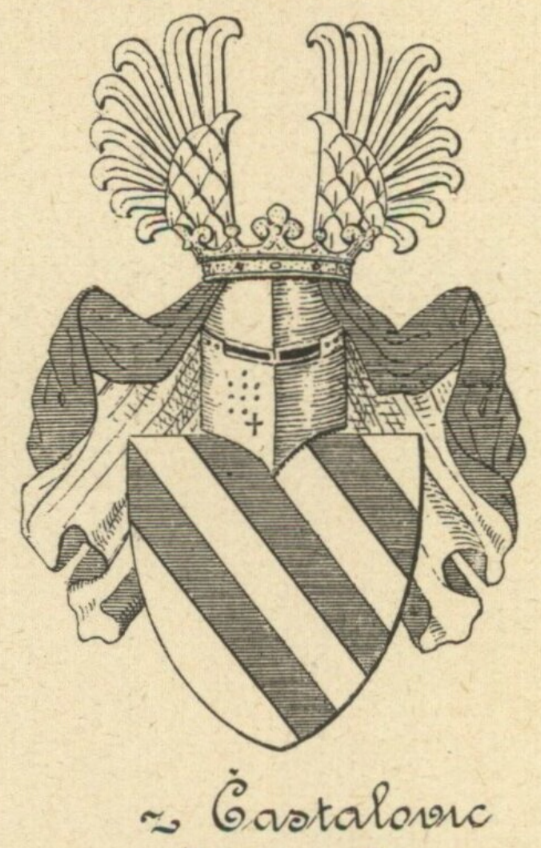
Czastalowicz
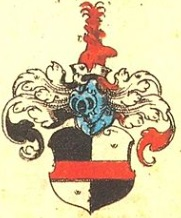
Czeschau
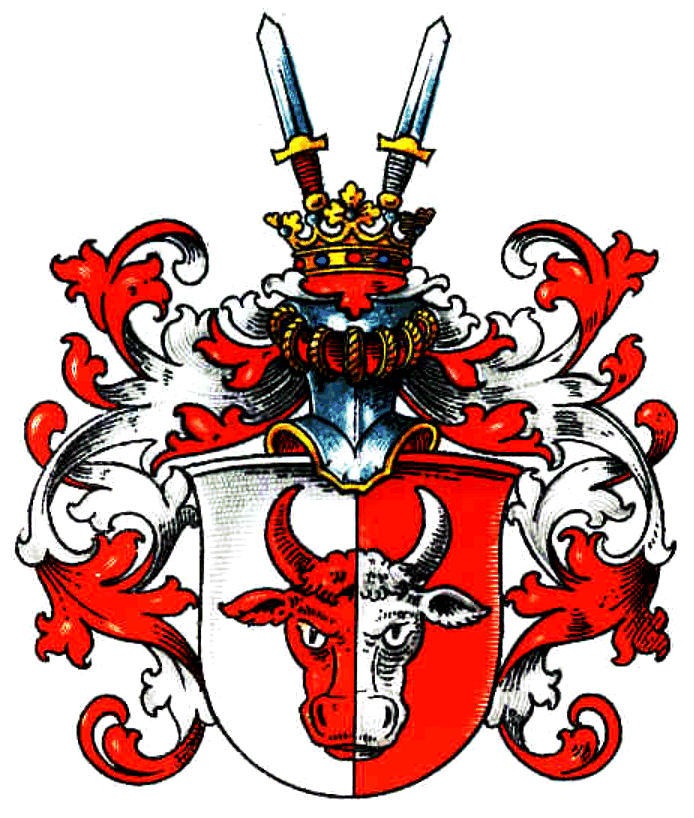
Czettritz, zob. Haugwitz Rechenberg
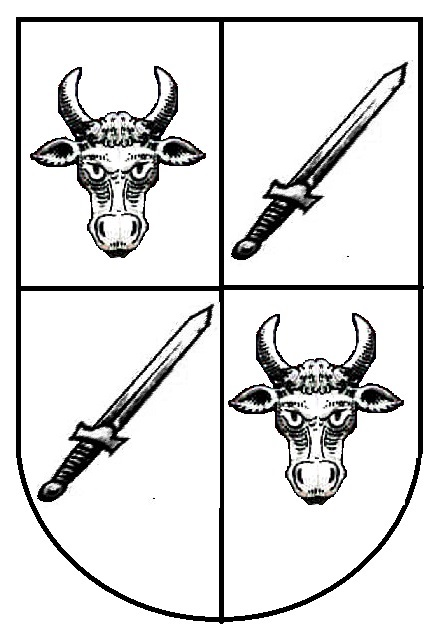
Czettritz
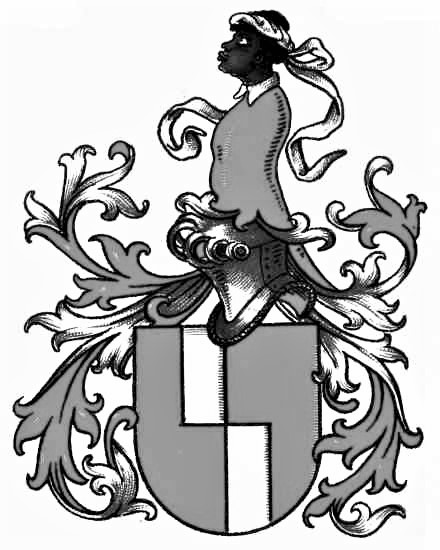
Czirn

## D

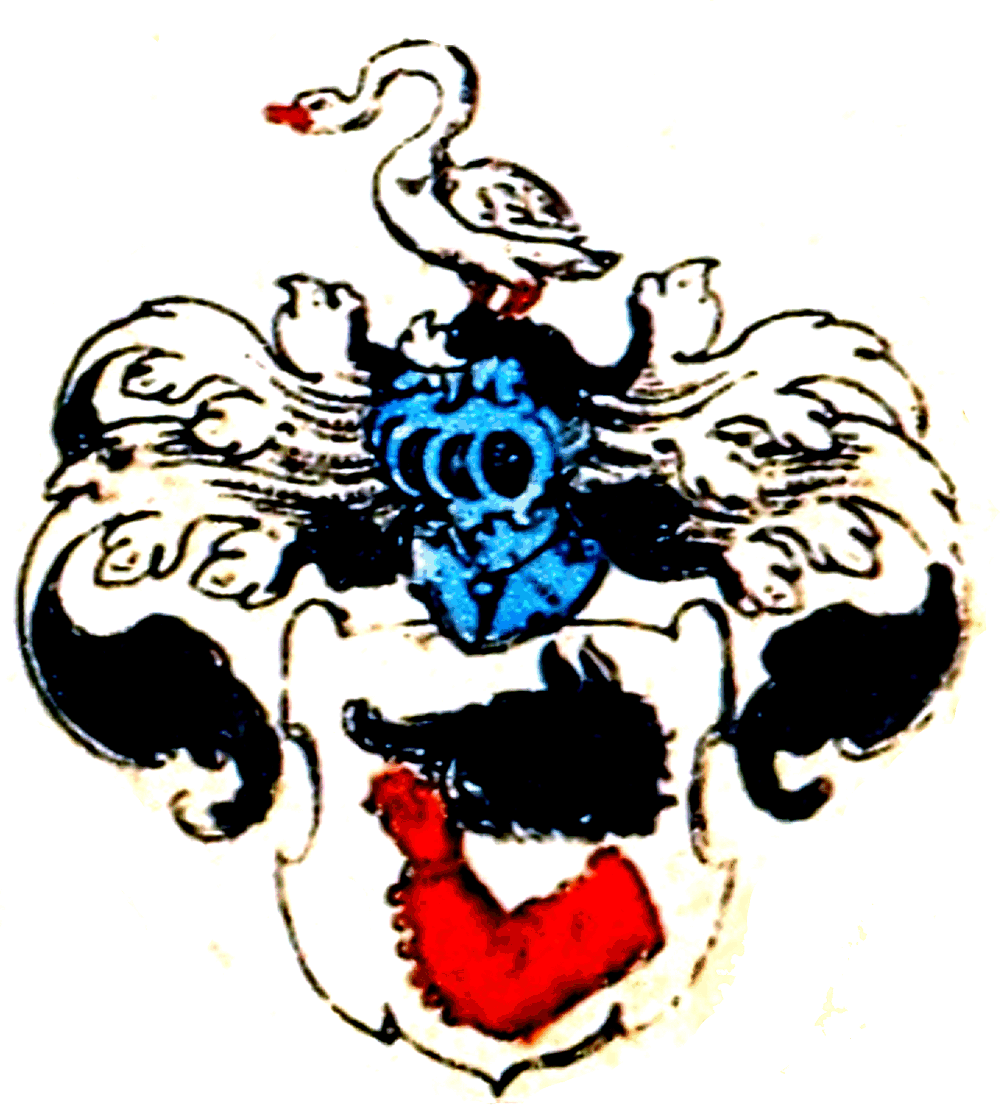
Danwitz (Stwolinsky)
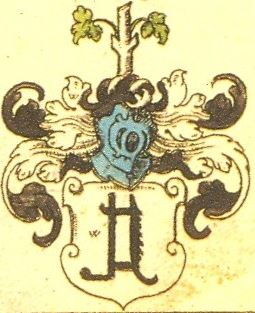
Decken-Bruhoff
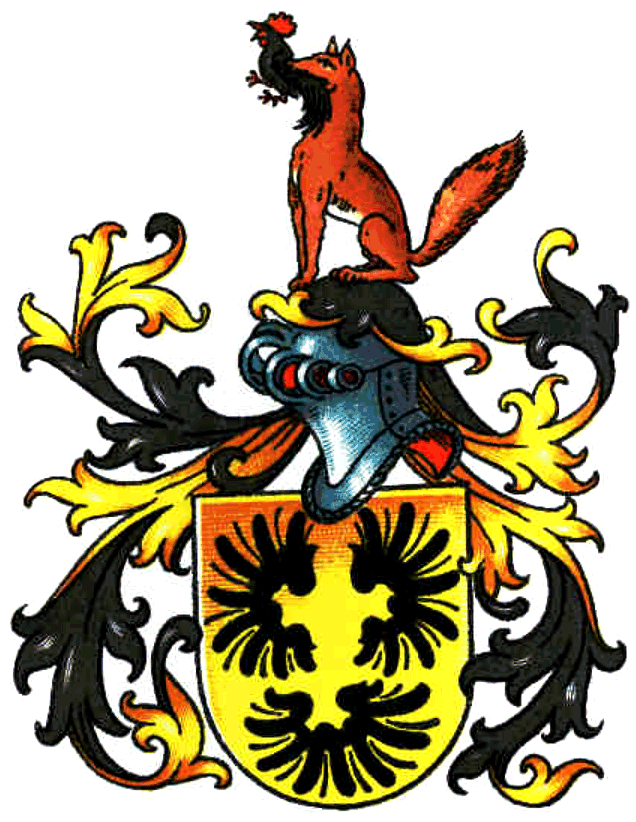
Diebitsch
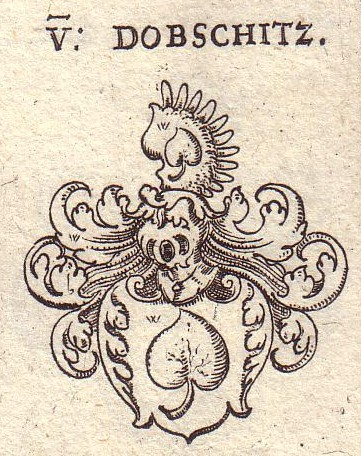
Dobschitz zb. Mauschwitz
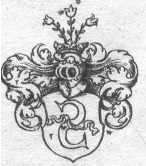
Dobritsch
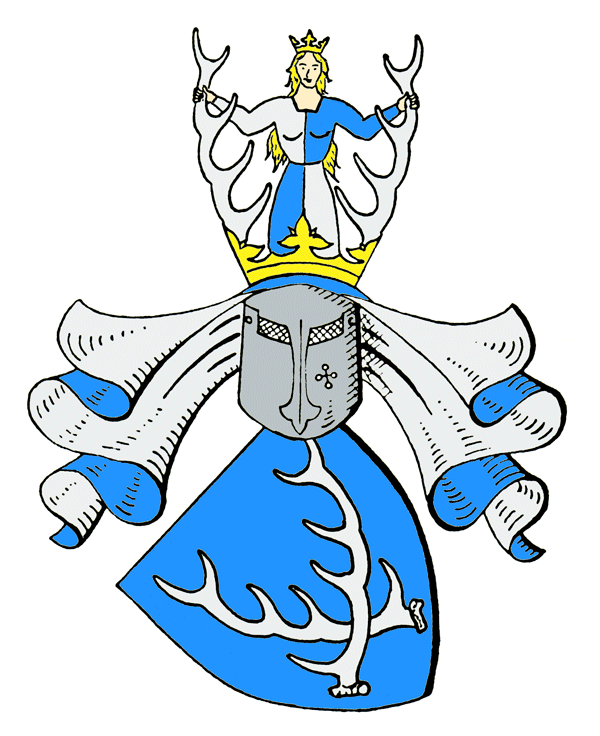
Dohna
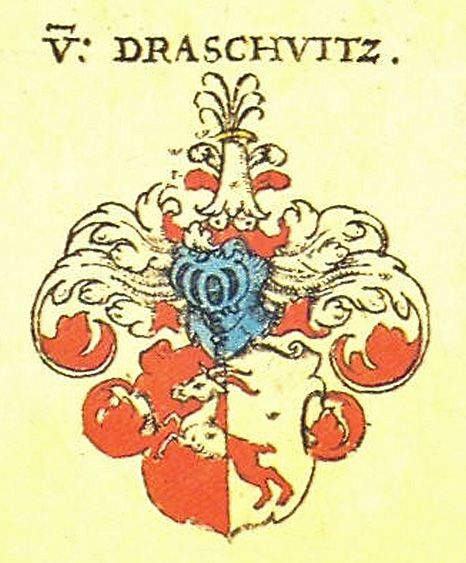
Draschwitz
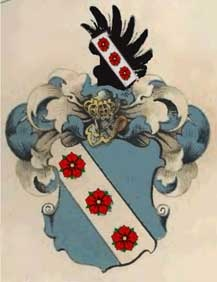
Dyhrn
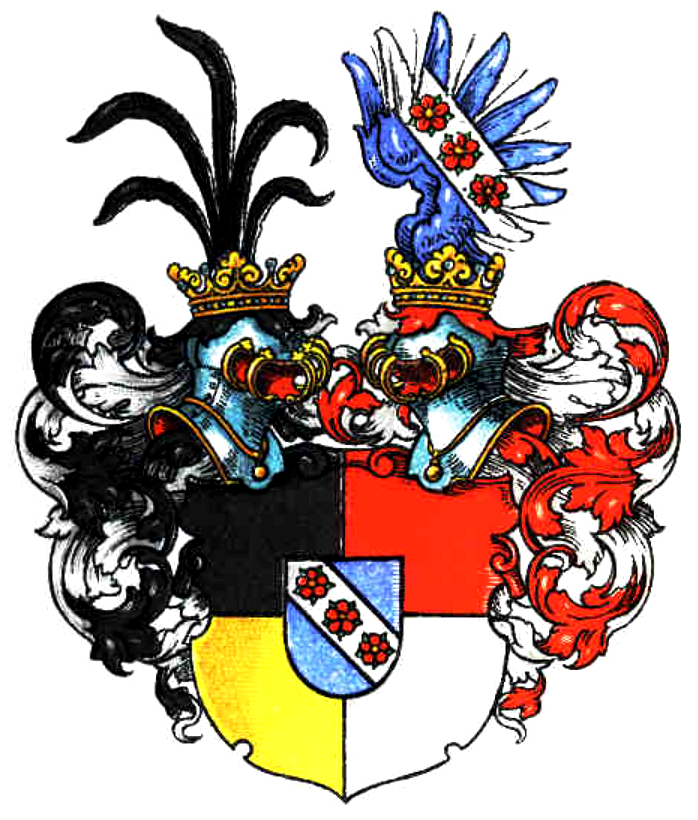
Dyhrn

## E

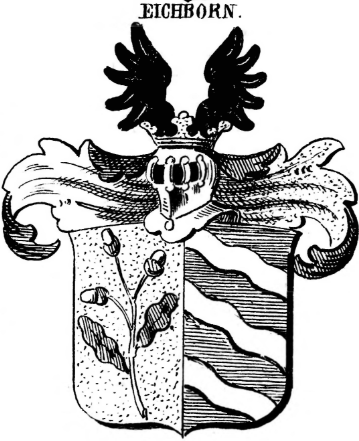
Eichborn
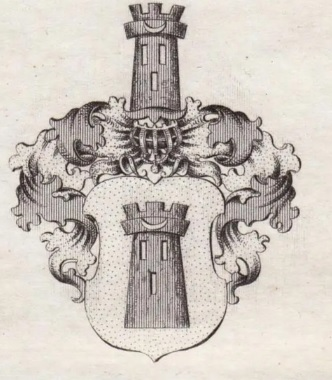
Eichholz
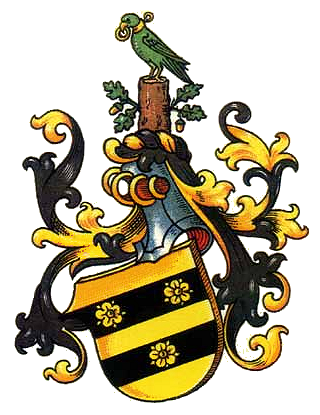
Eickstedt
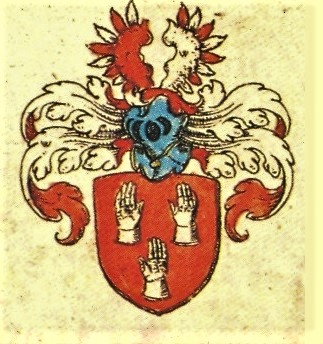
Elbel
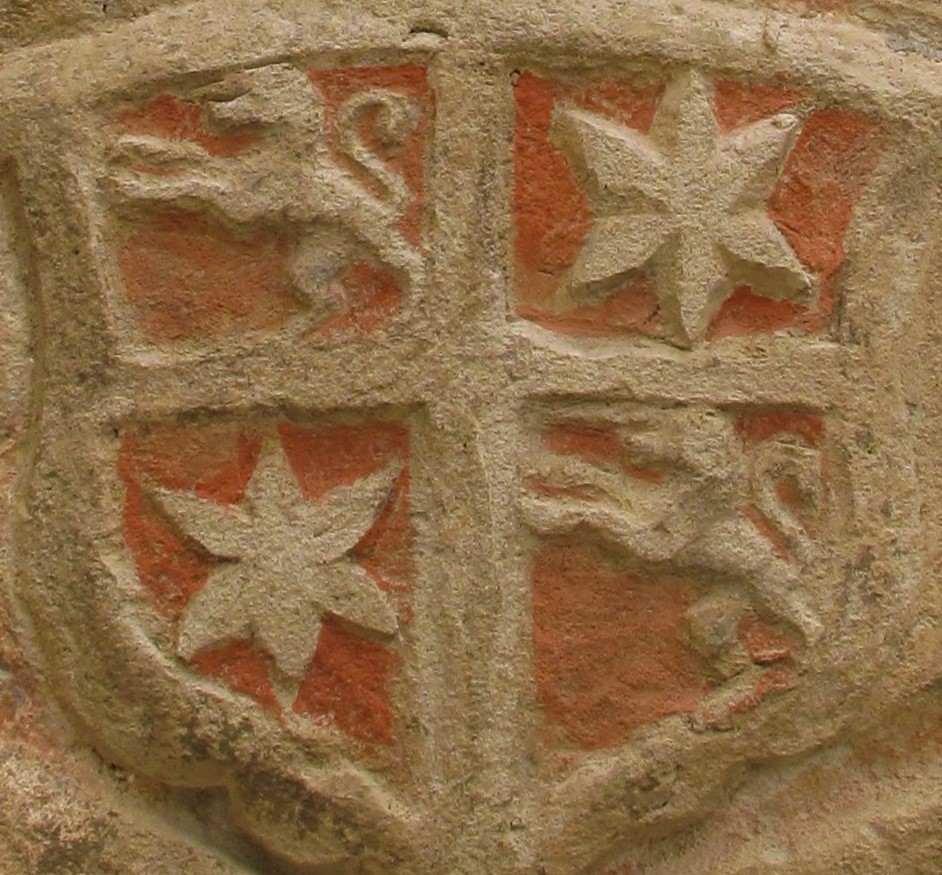
Ender
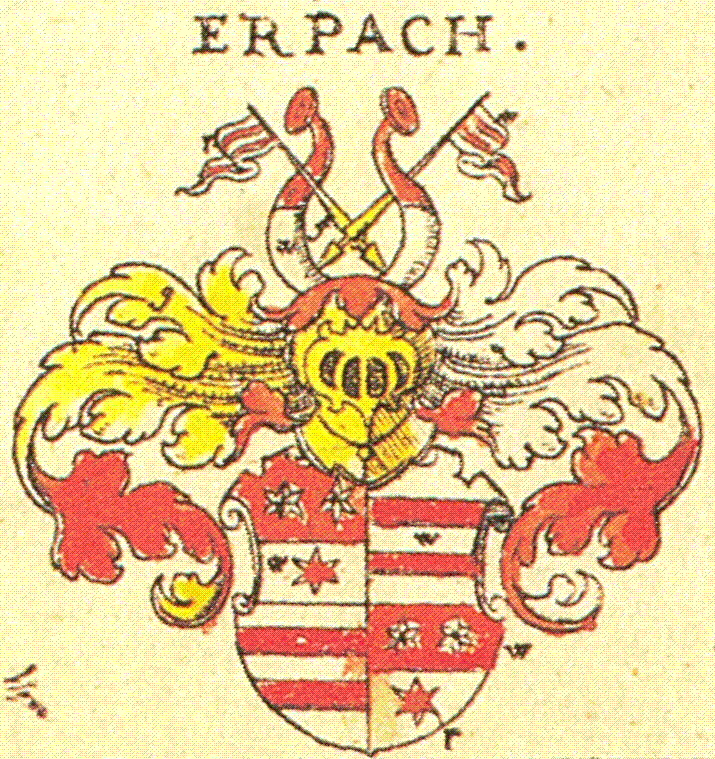
Erbach

## F

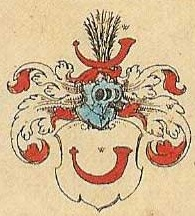
Falkenhayn
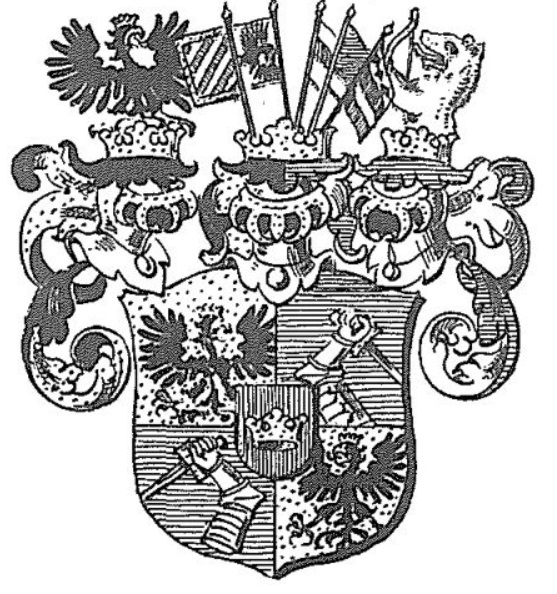
Fitschen
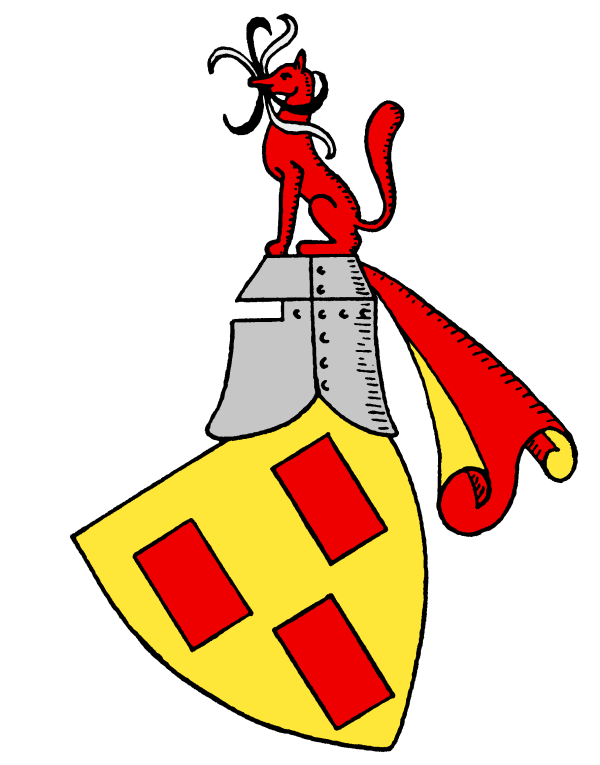
Frankenberg
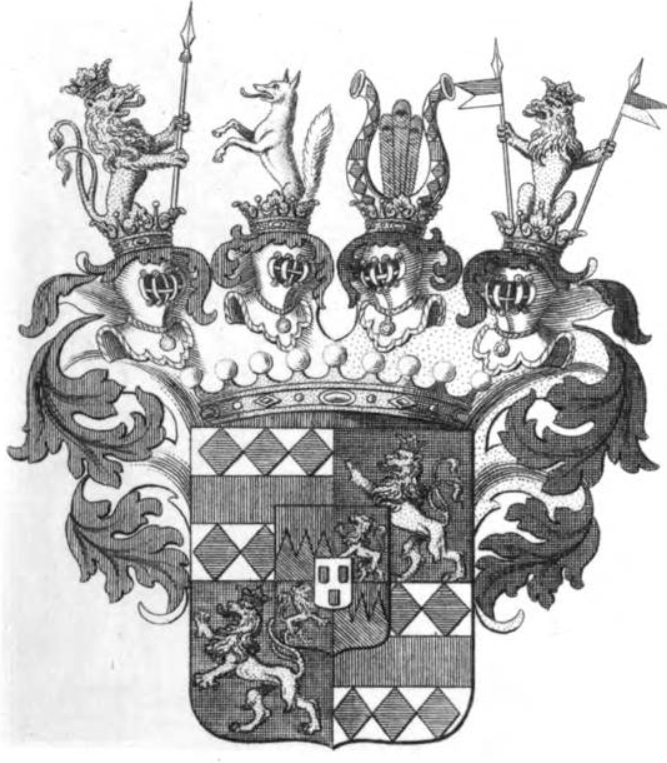
Frankenberg, Gr.
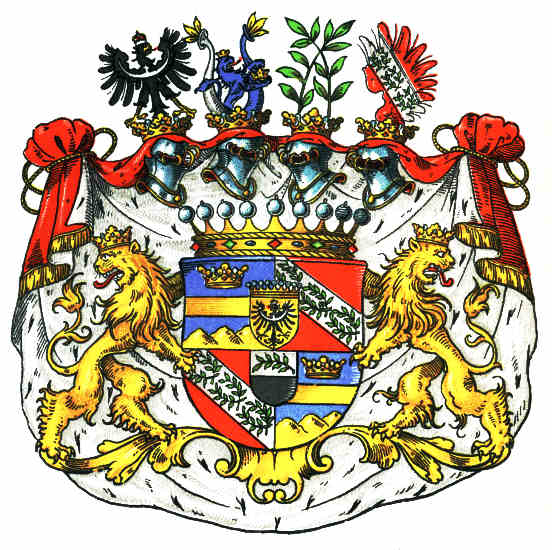
Francken Sierstorpff
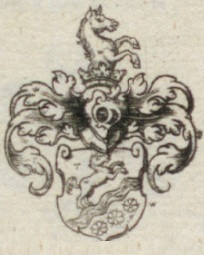
Fueg (Gefueg)
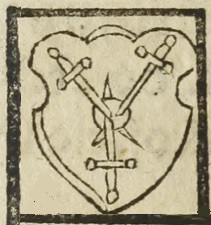
Fulštejn (tarcza)

## G

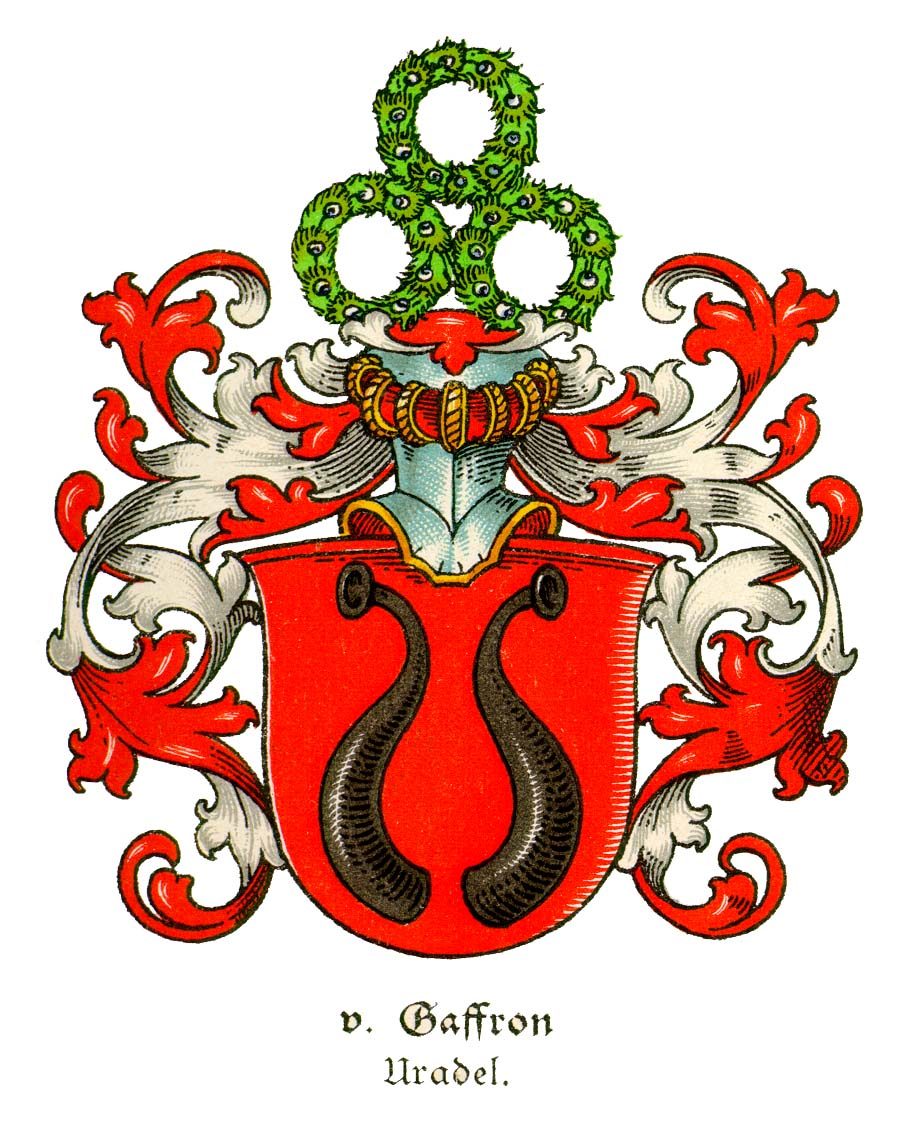
Gaffron
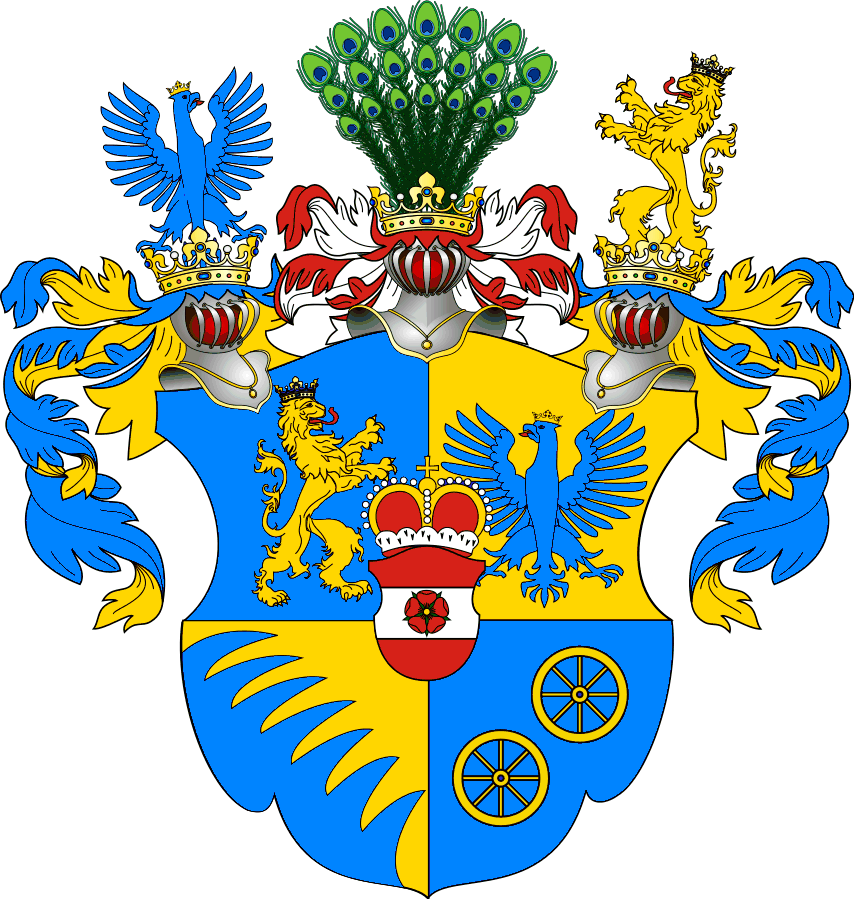
Gaschin
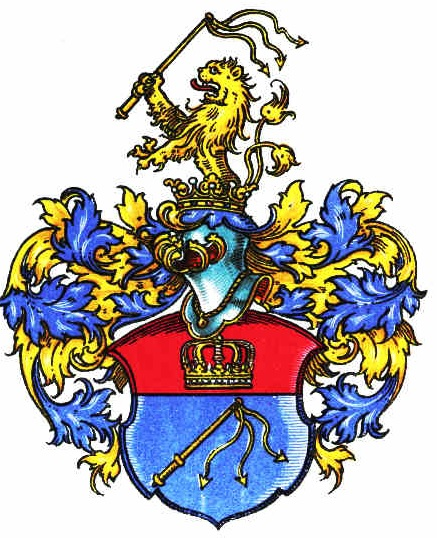
Geissler
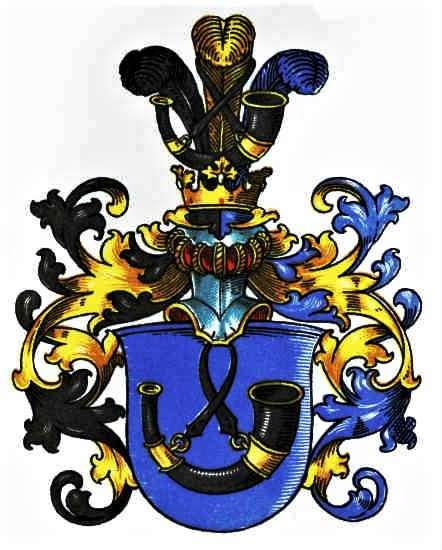
Gelhorn
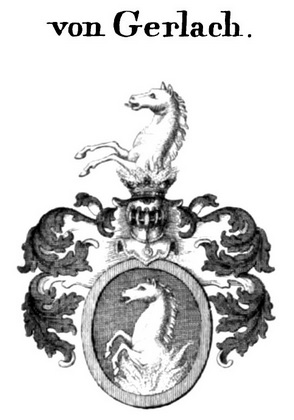
Gerlach
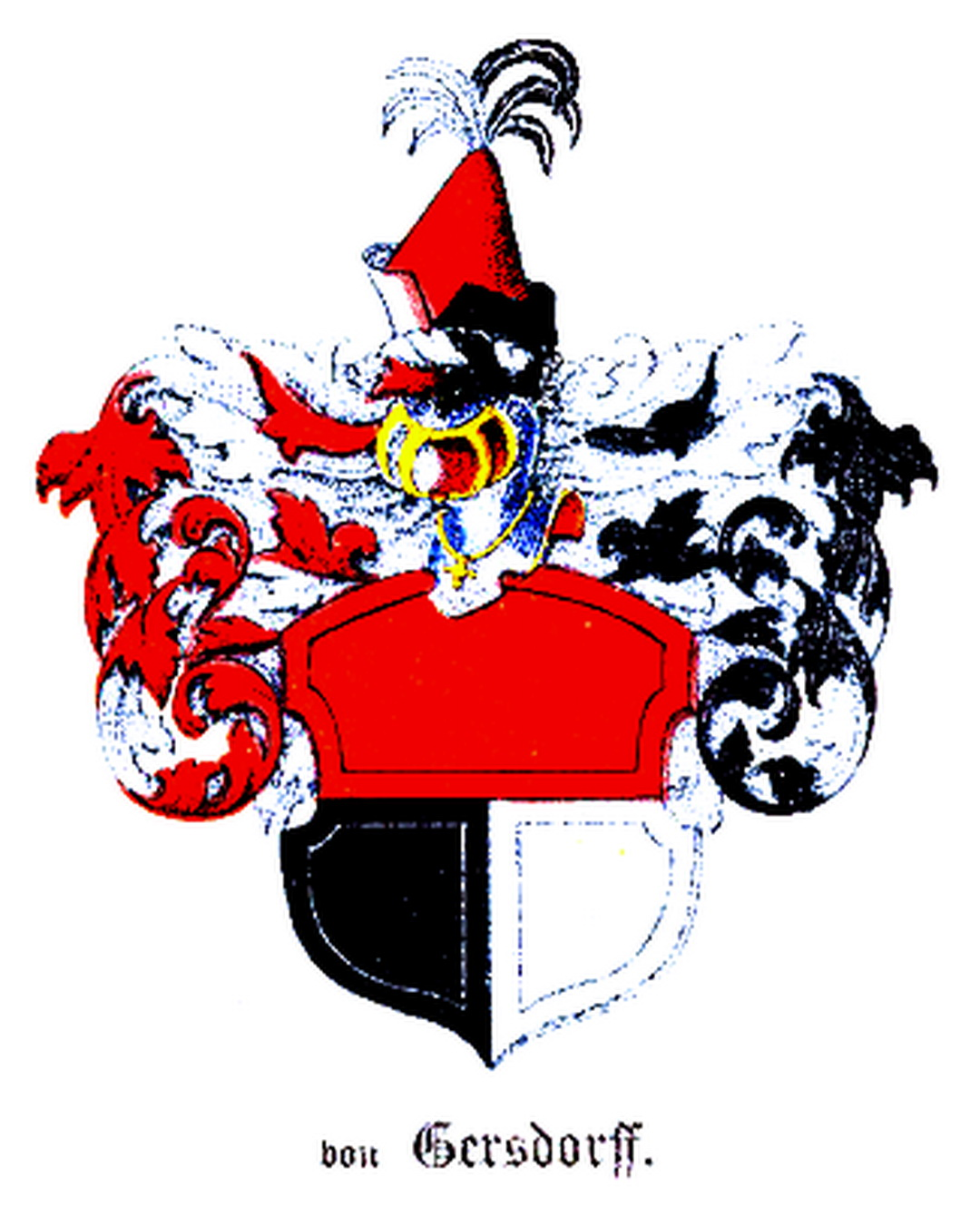
Gersdorf
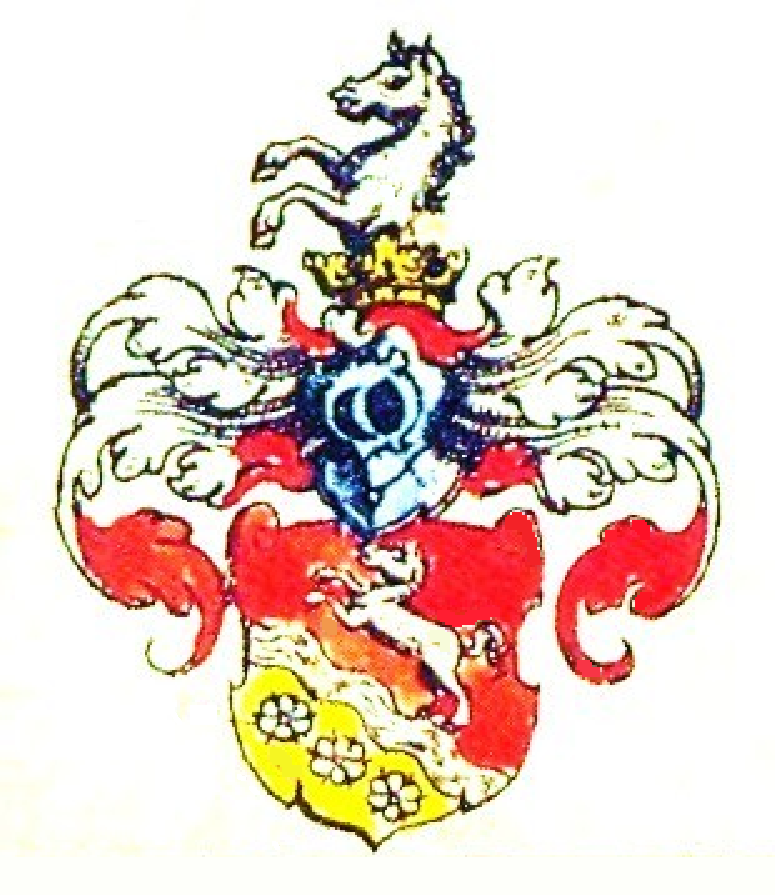
Gfug
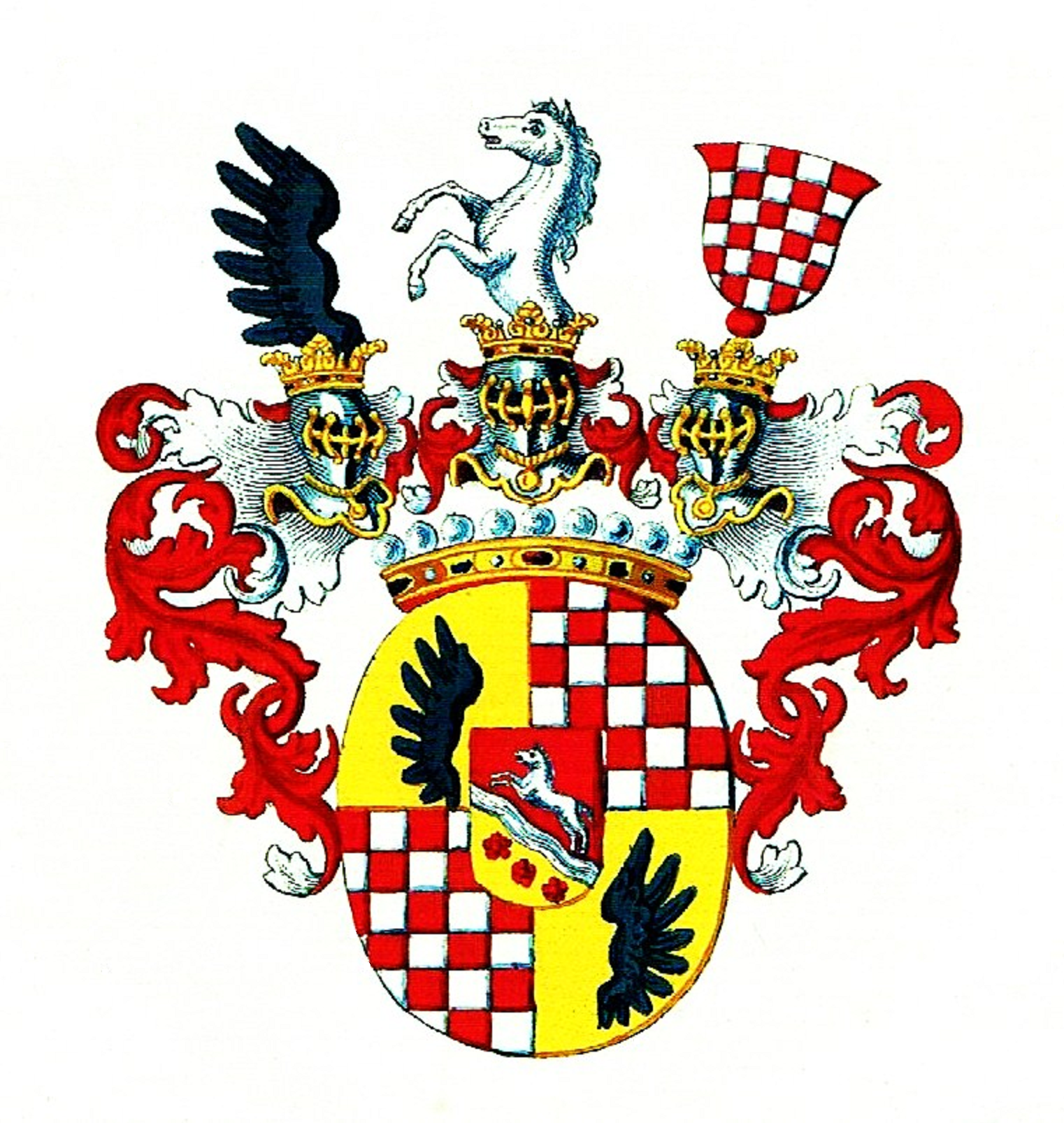
Gfug Graf.
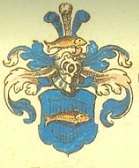
Glaubitz
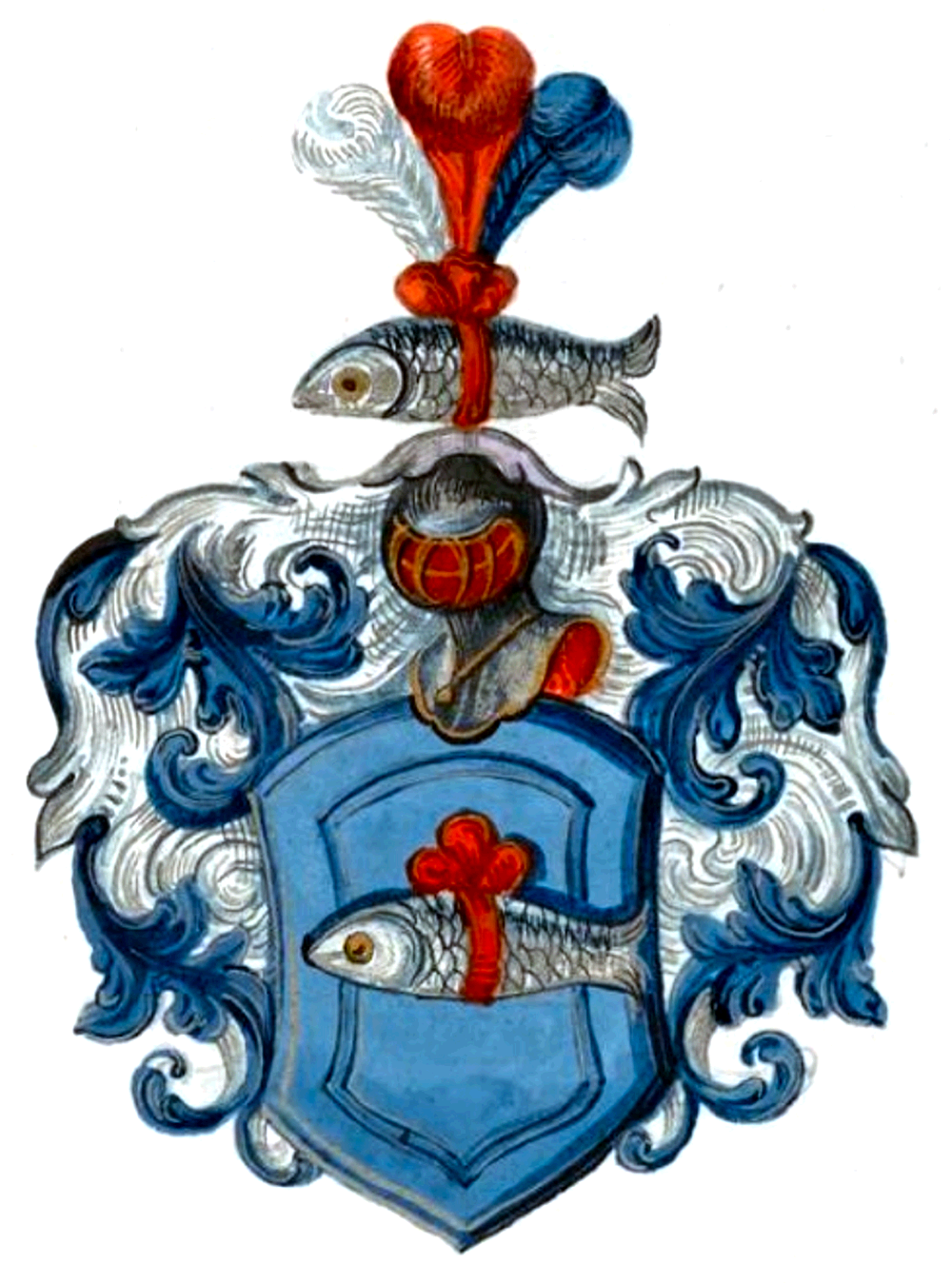
Glaubitz
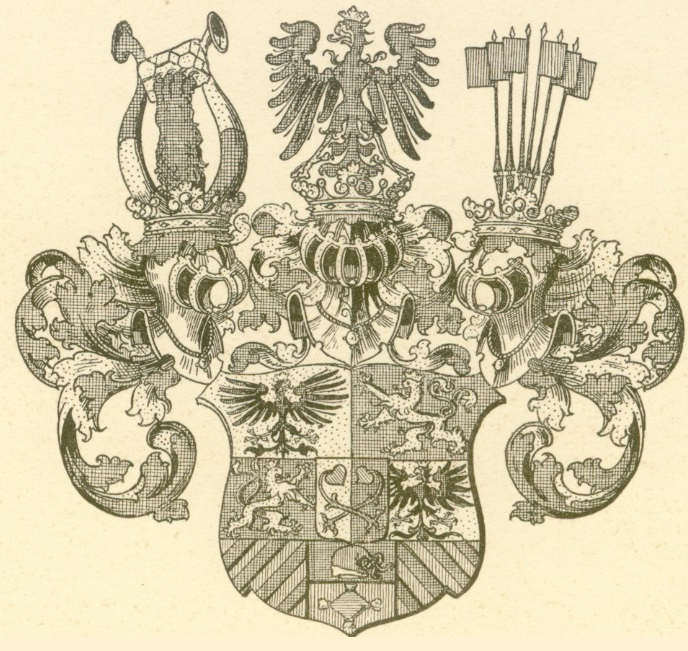
Götzen
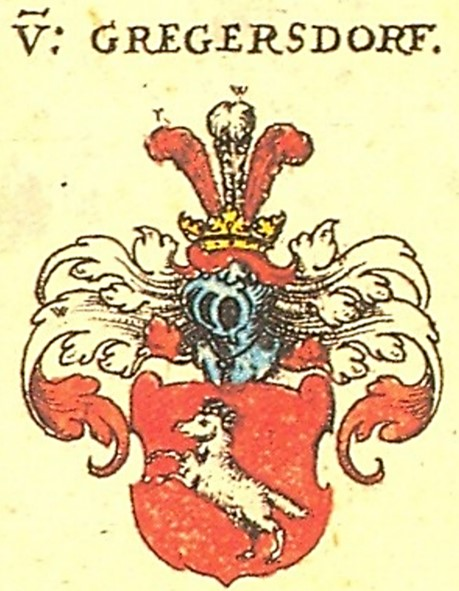
Gregersdorf
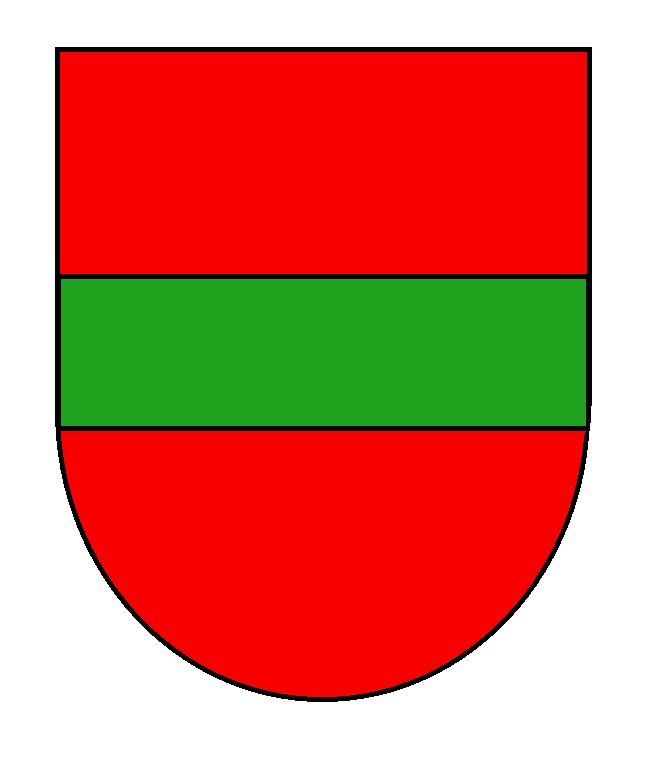
Grünberg (tarcza)
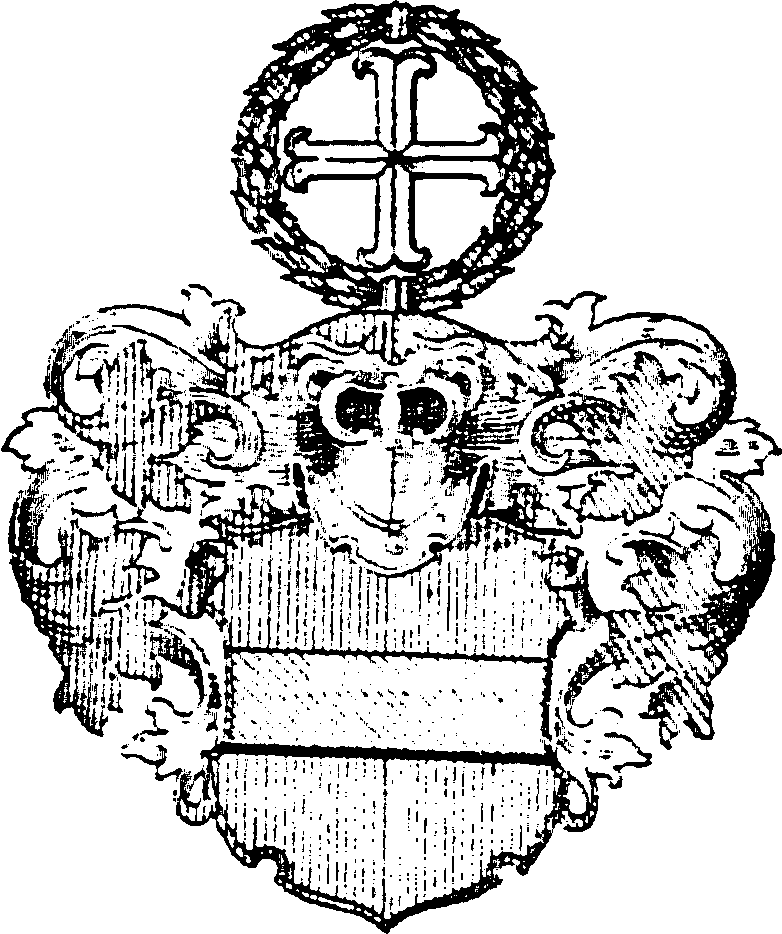
Grünberg
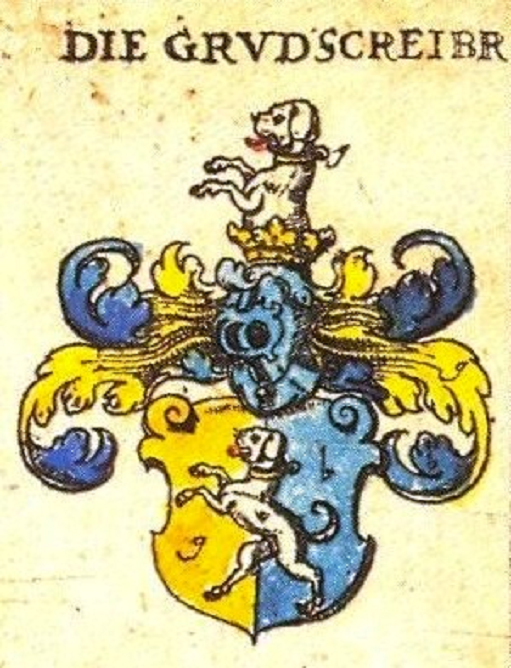
Gruttschreiber
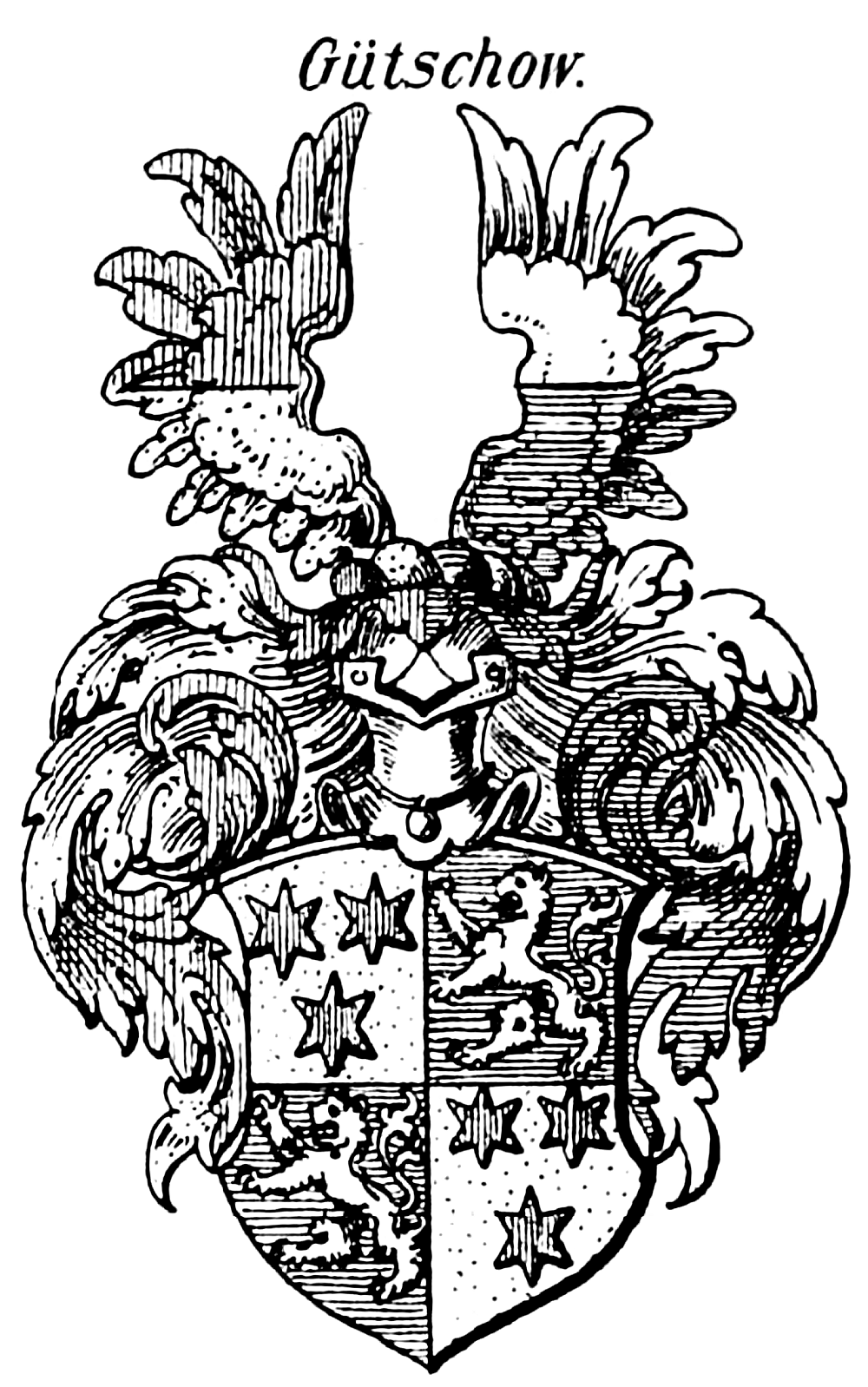
Gütschow
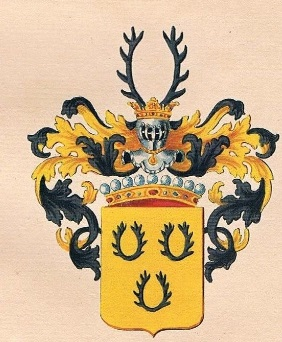
Guttenstein

## H-J

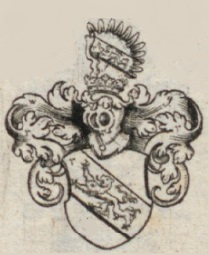
Hanwalt (Hanniwaldt)
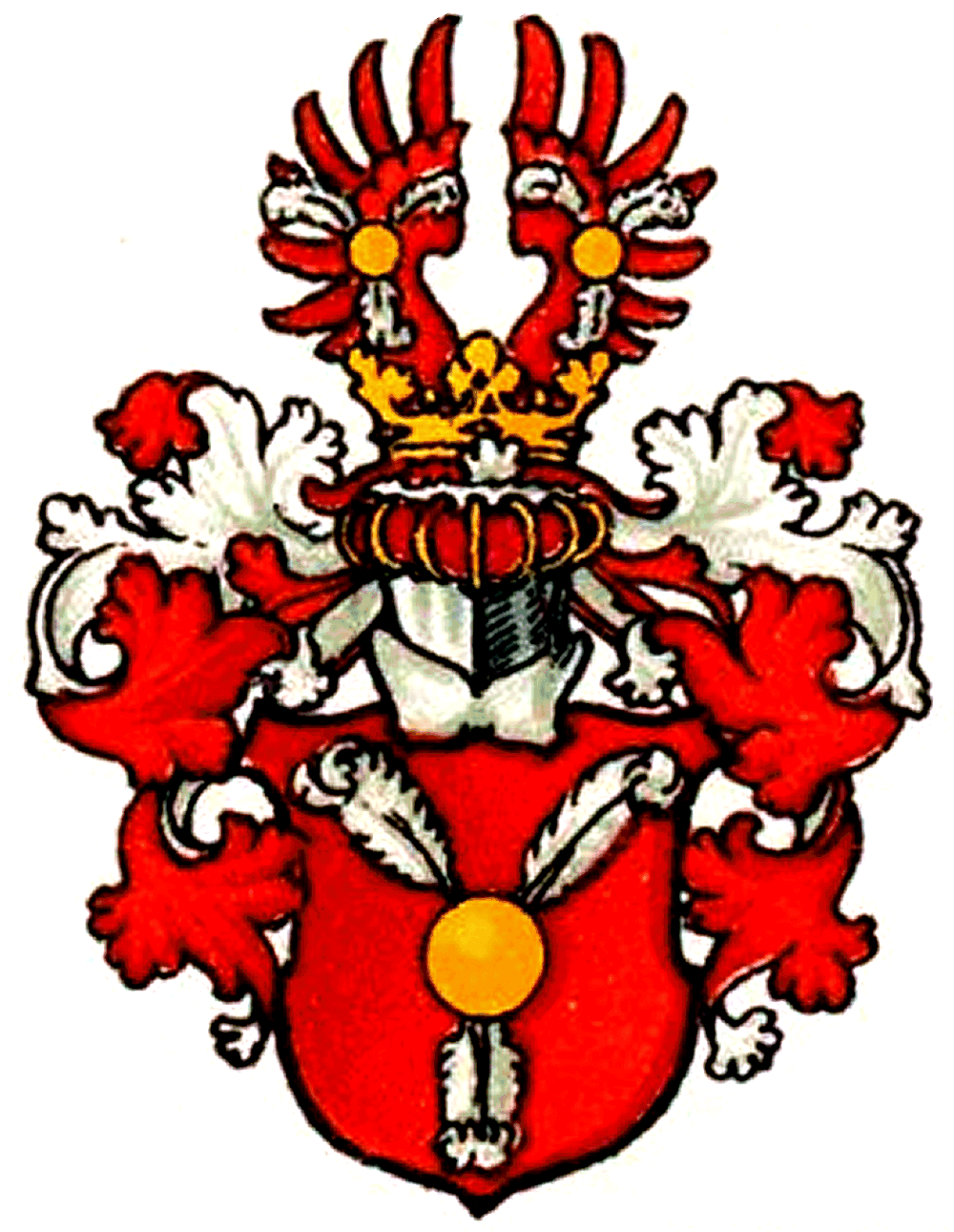
Harrach
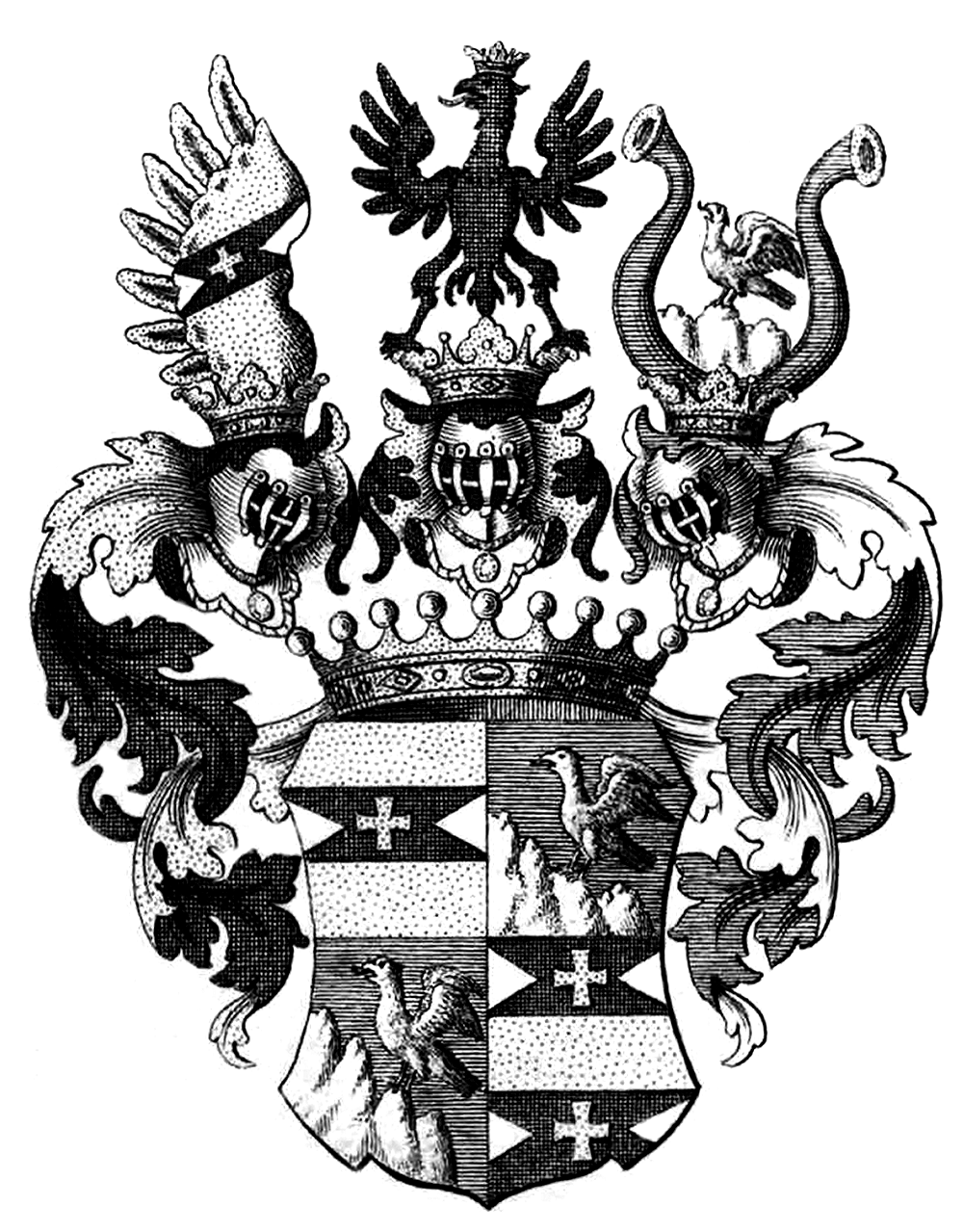
Hartig
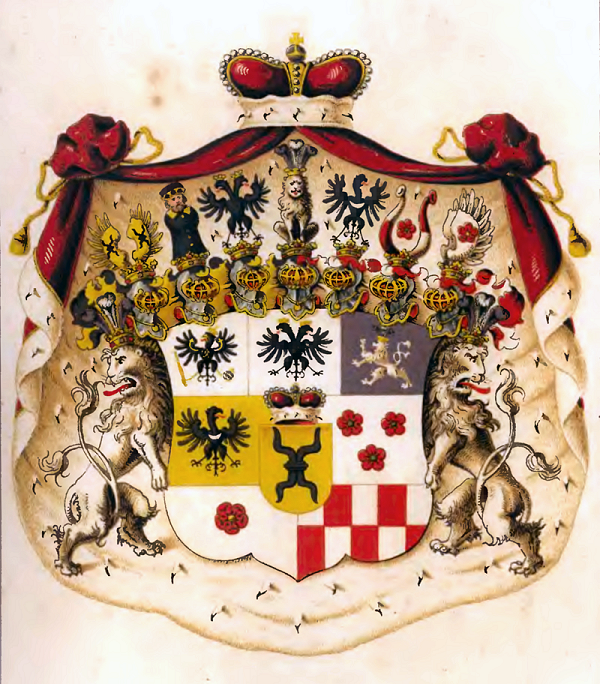
Hatzfeld z. Trachenberg
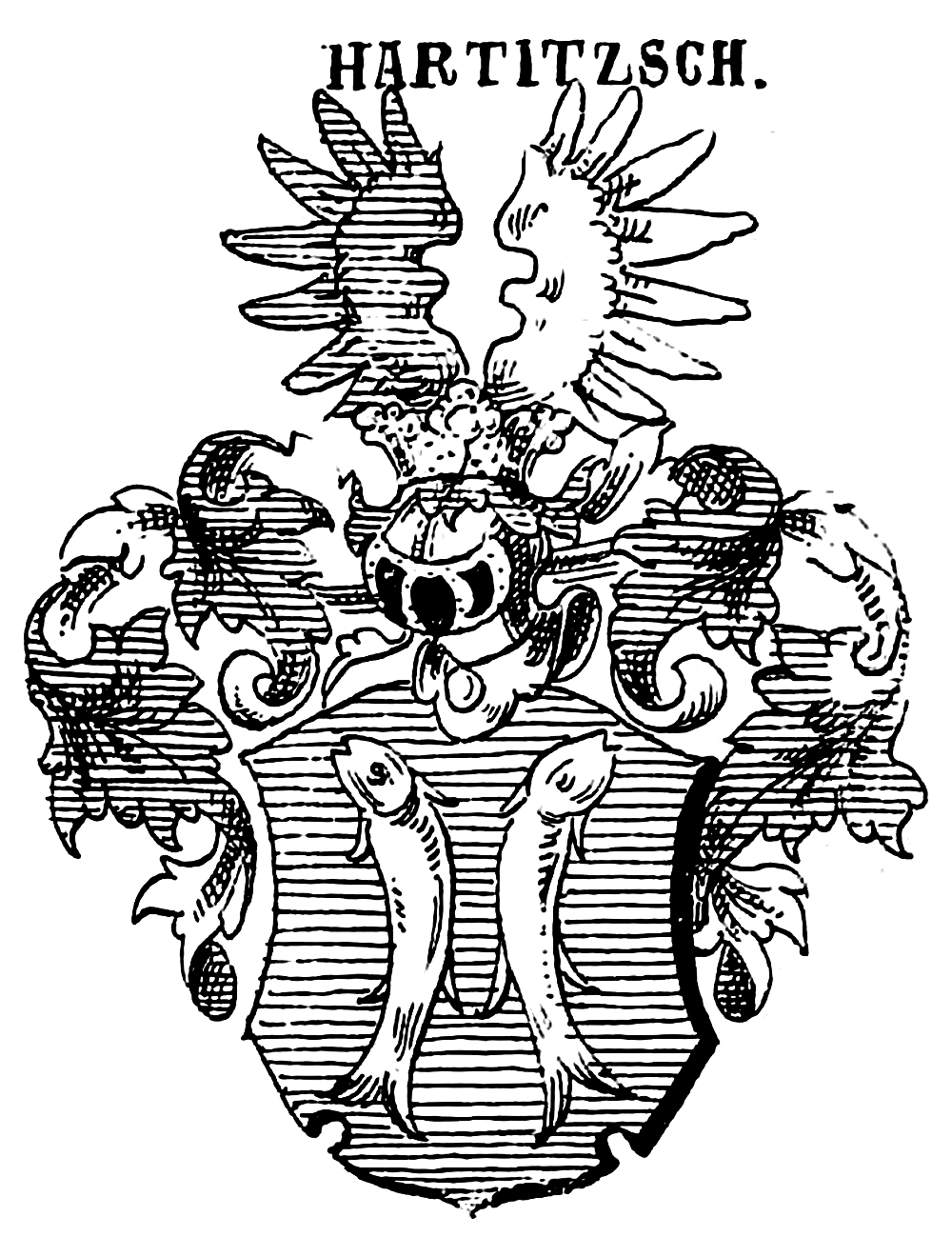
Hartitzsch
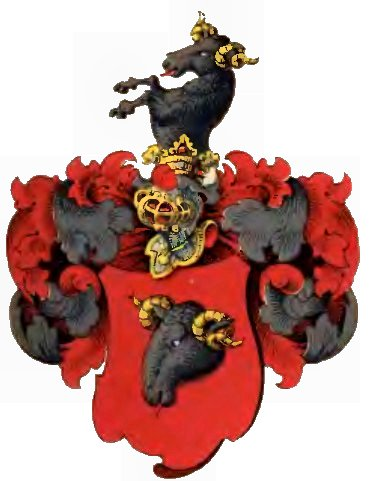
Haugwitz zob. Rechenberg, Czettritz
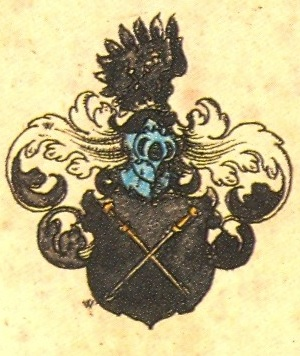
Haunolt
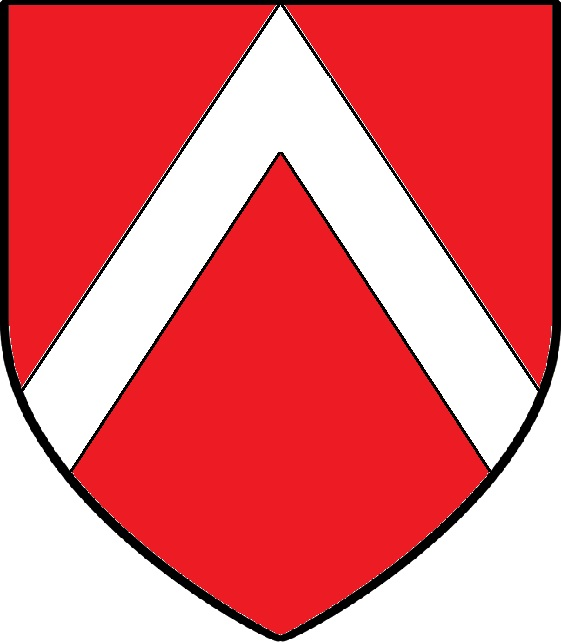
Herberstein
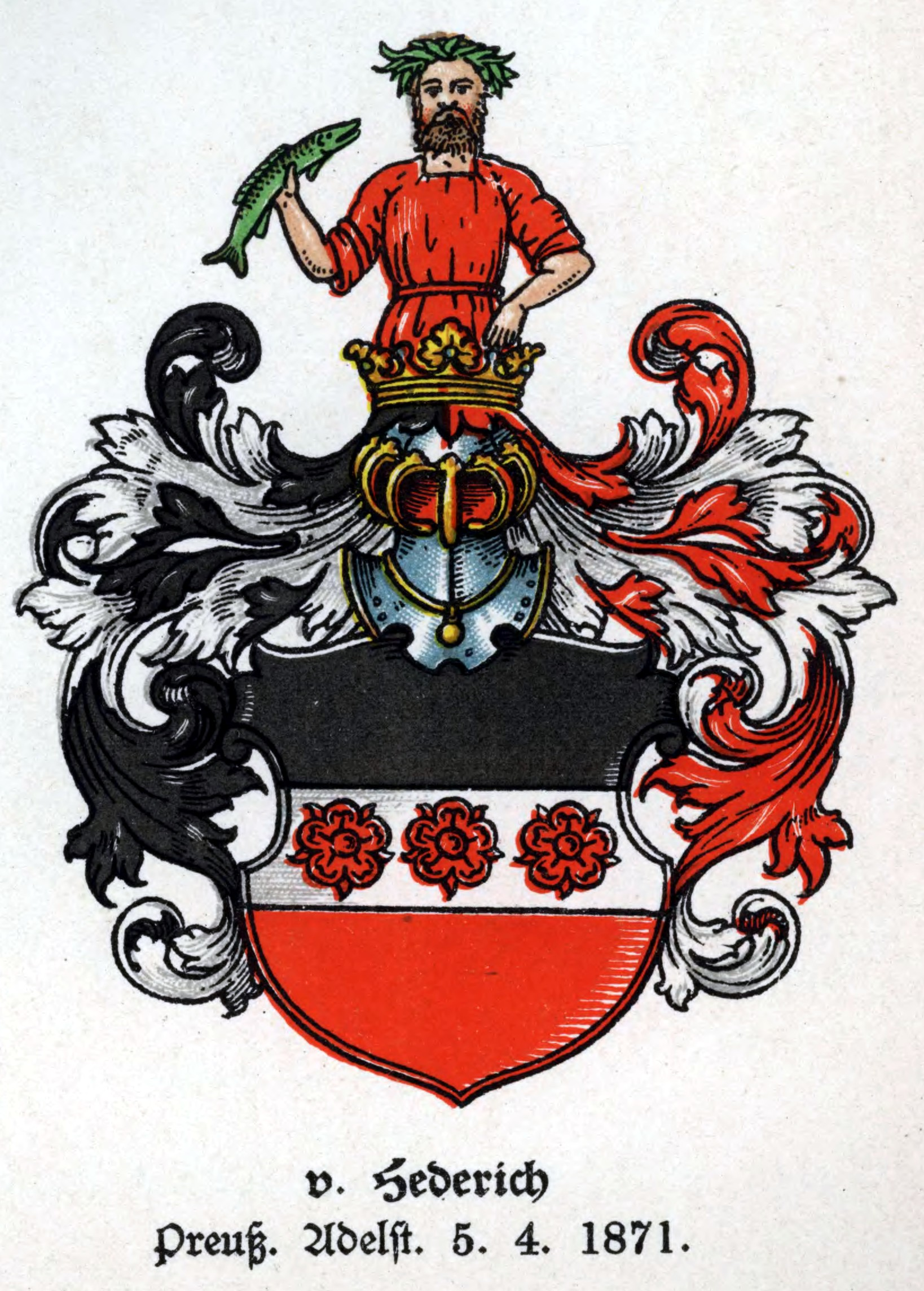
Hederich
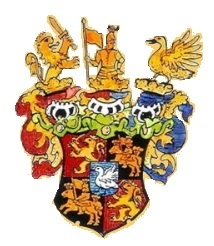
Hemm
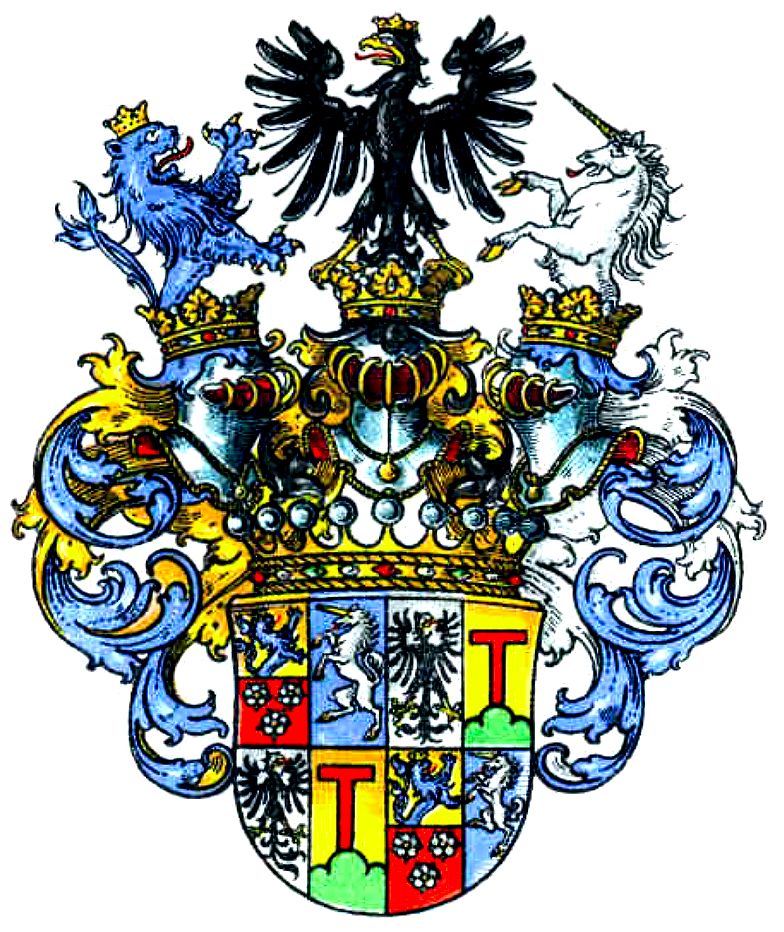
Henckel Donnersmarck
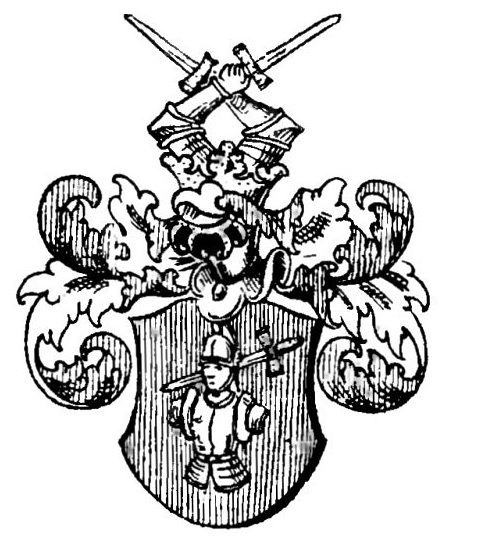
Hennigsdorf
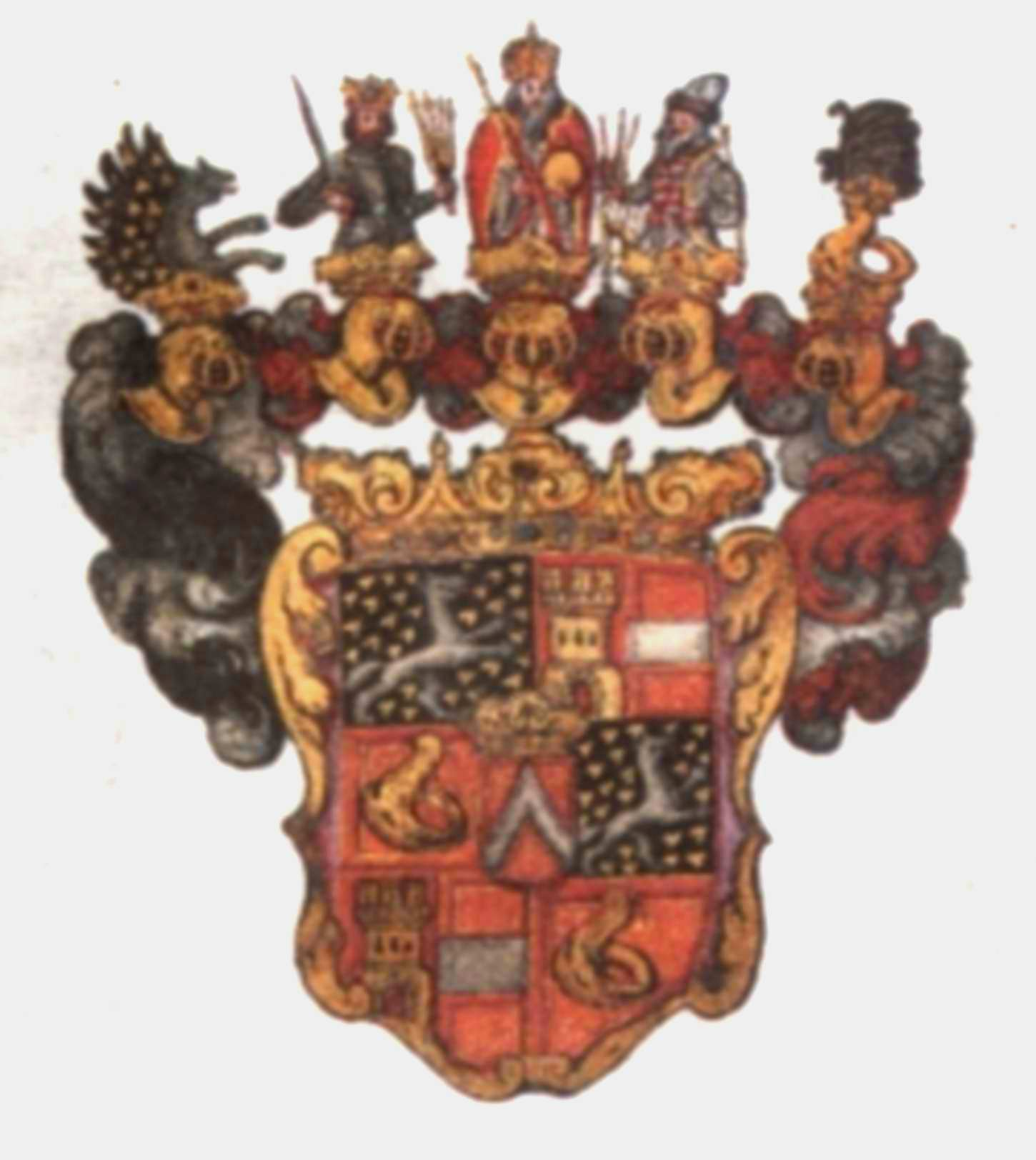
Herberstein
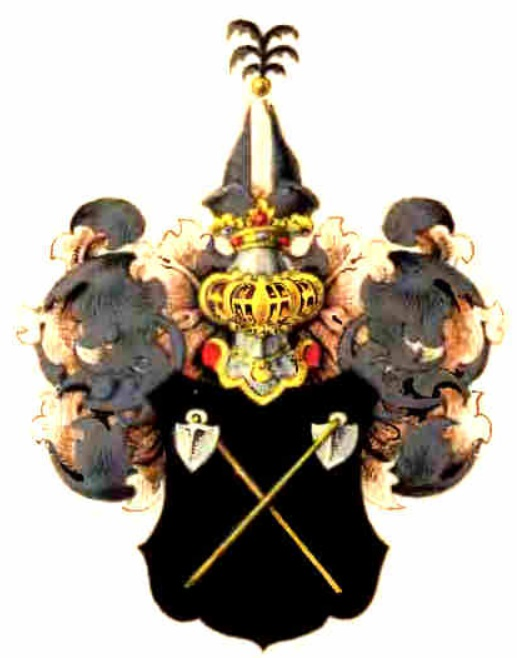
Heugel
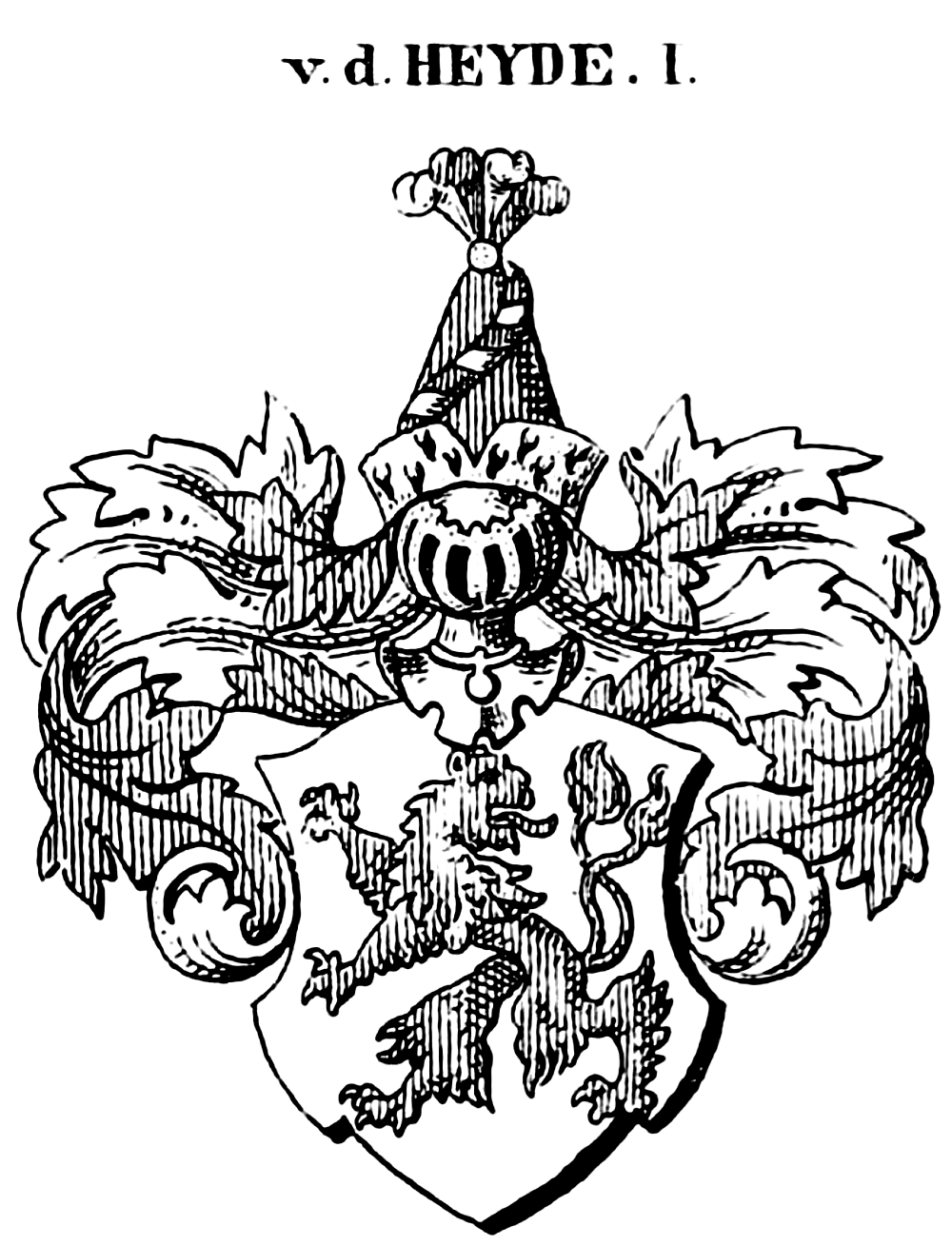
Heyde
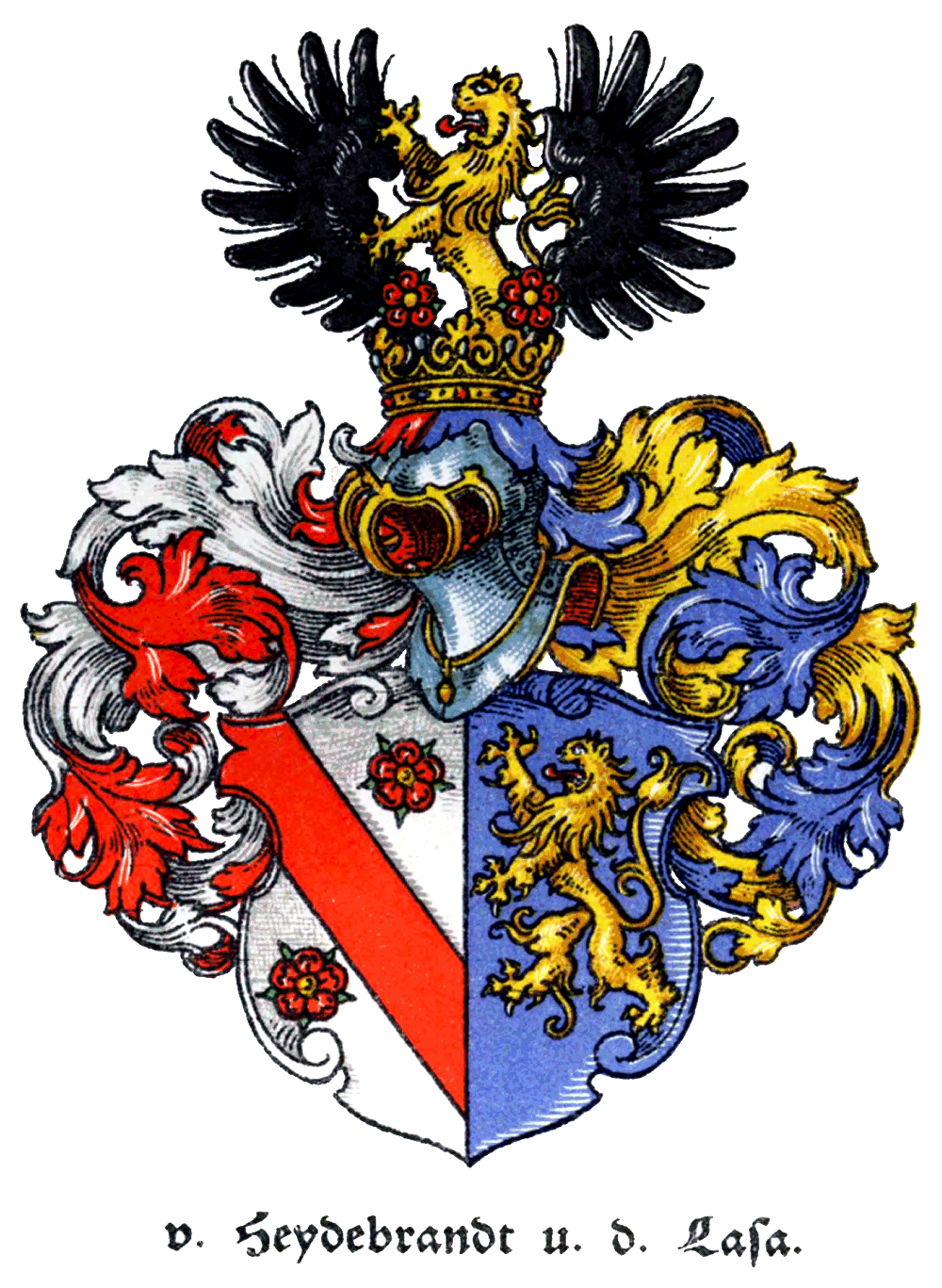
Heydebrand
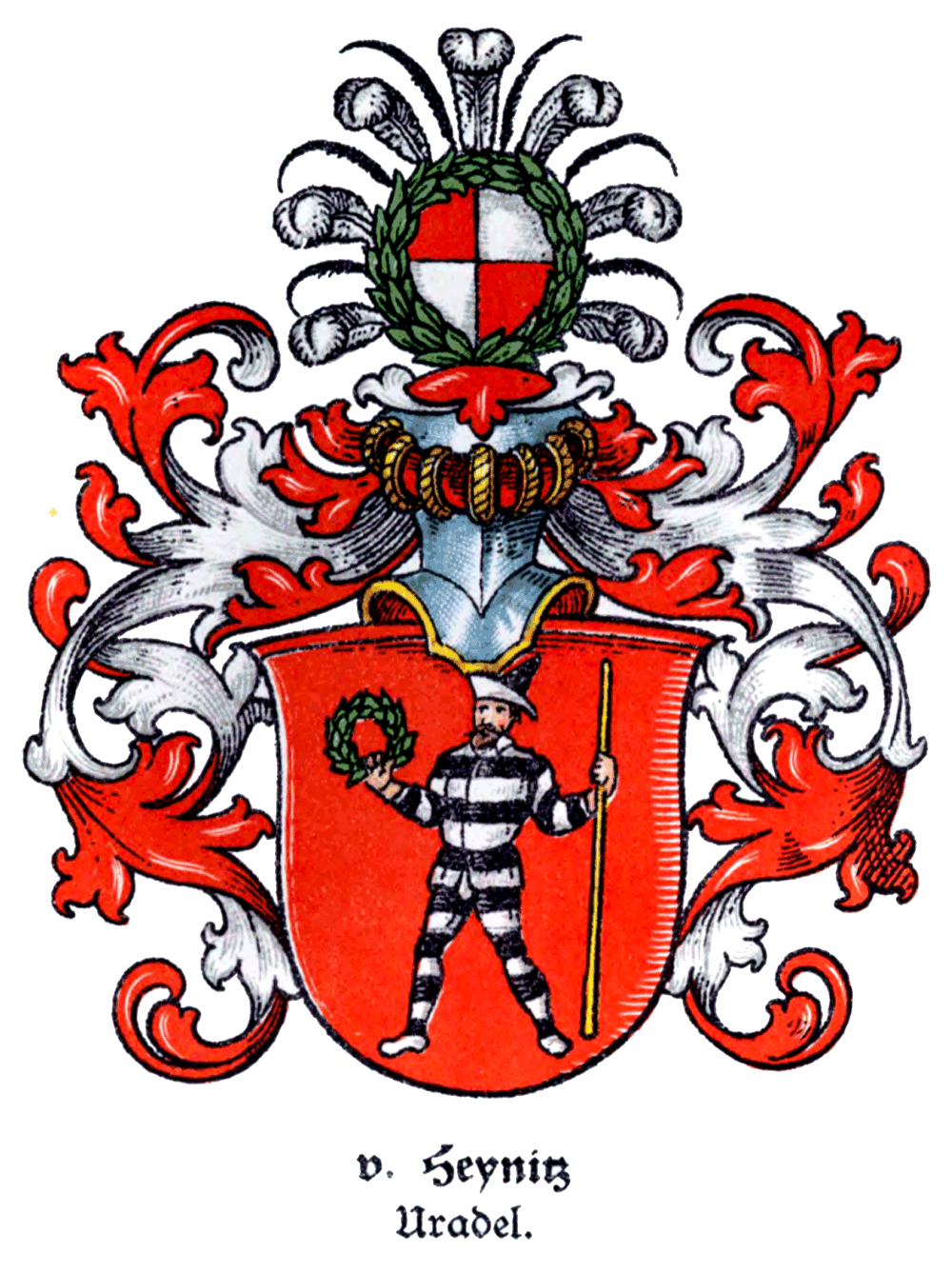
Heynitz
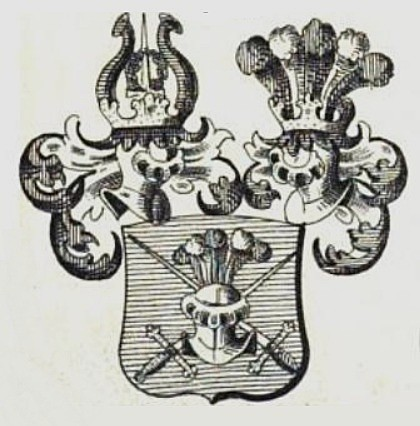
Hiller
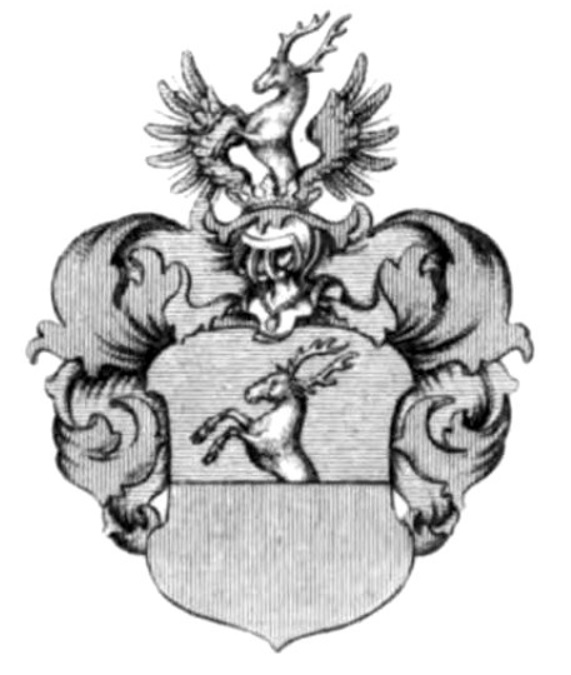
Hirsch
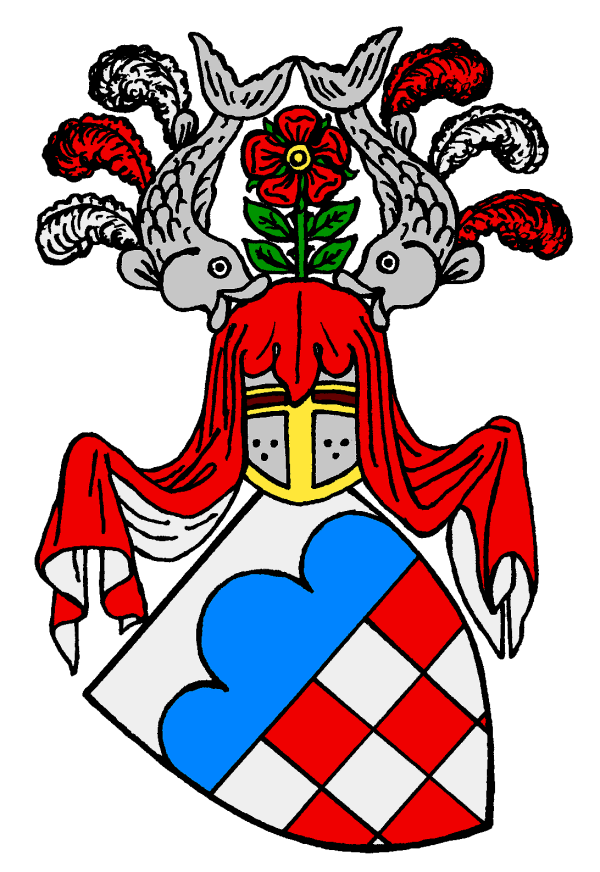
Hochberg
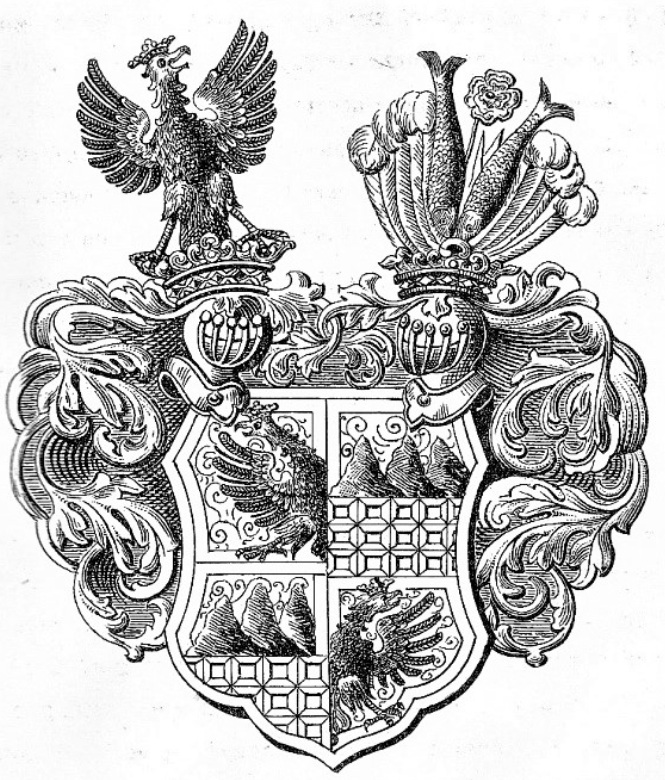
Hochberg
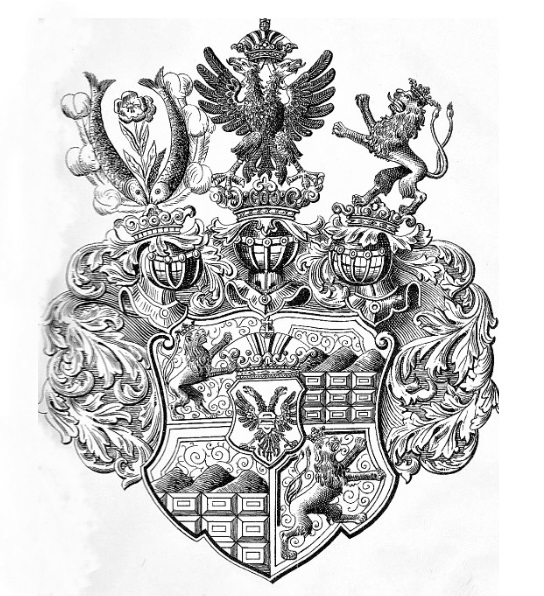
Hochberg hr.
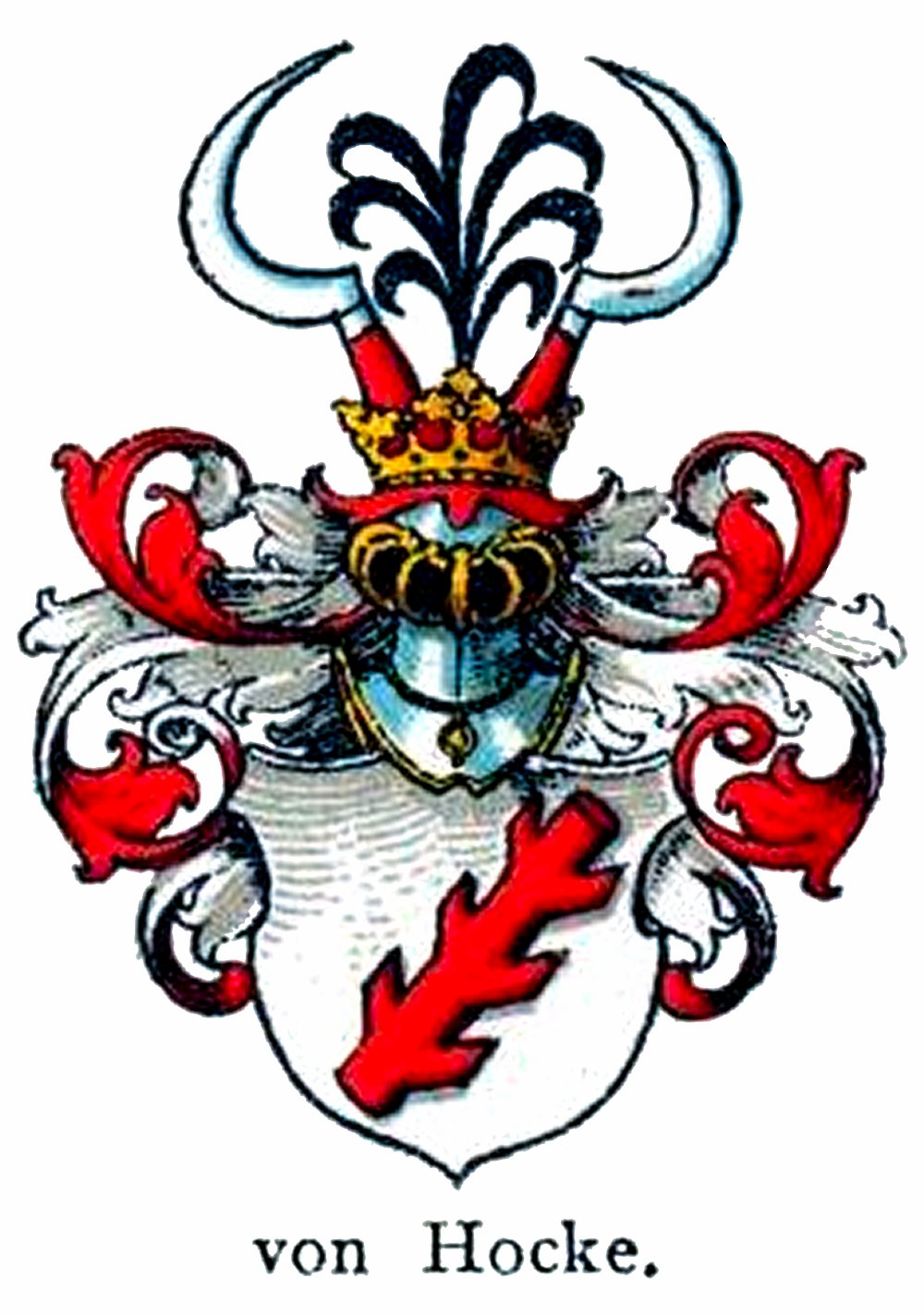
Hocke
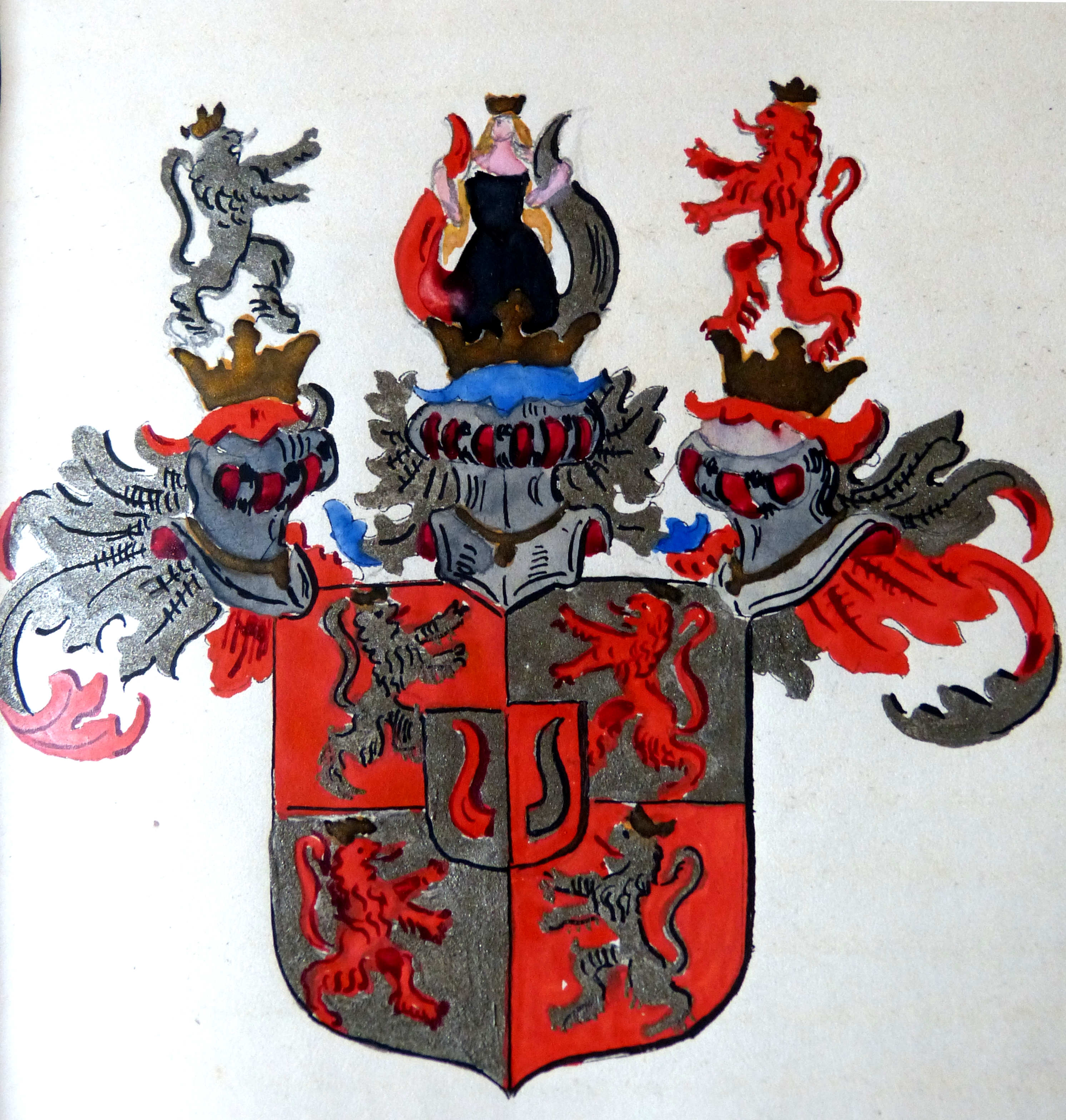
Hoditz
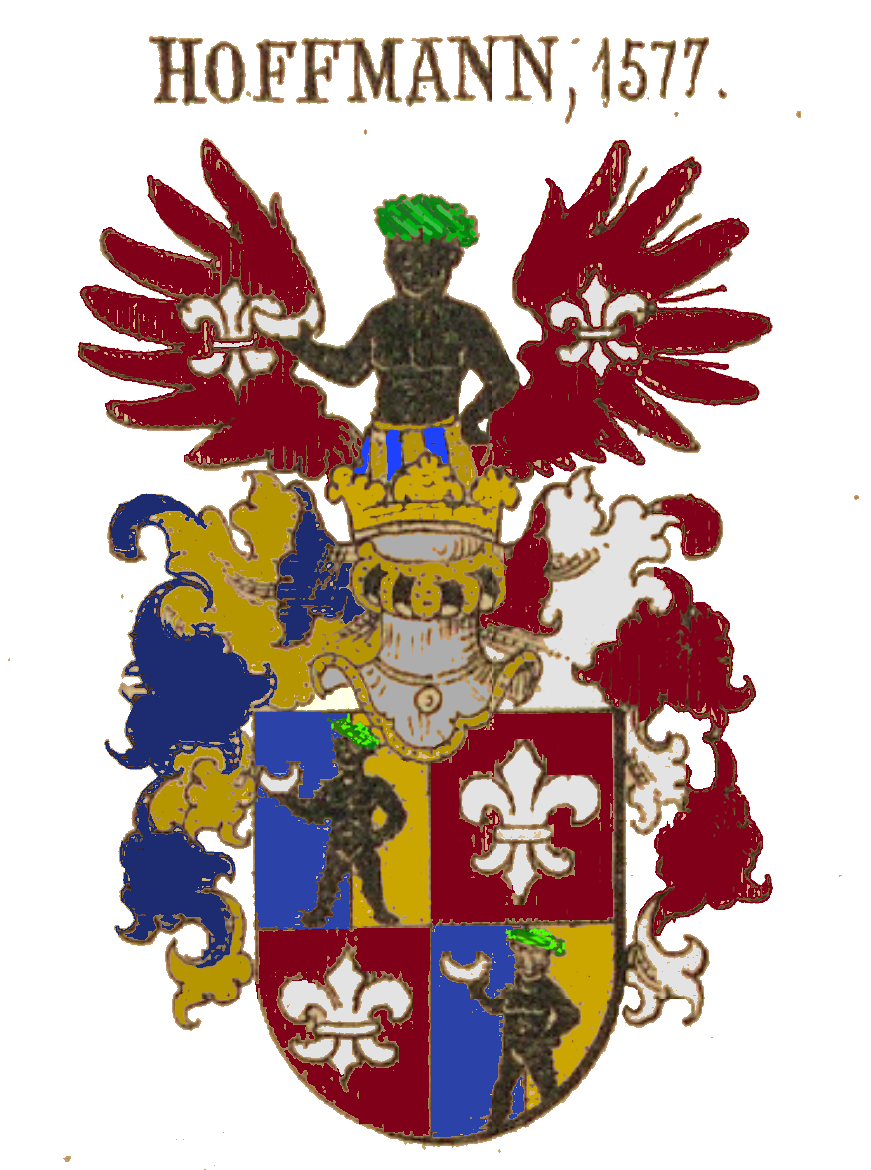
Hoffmann
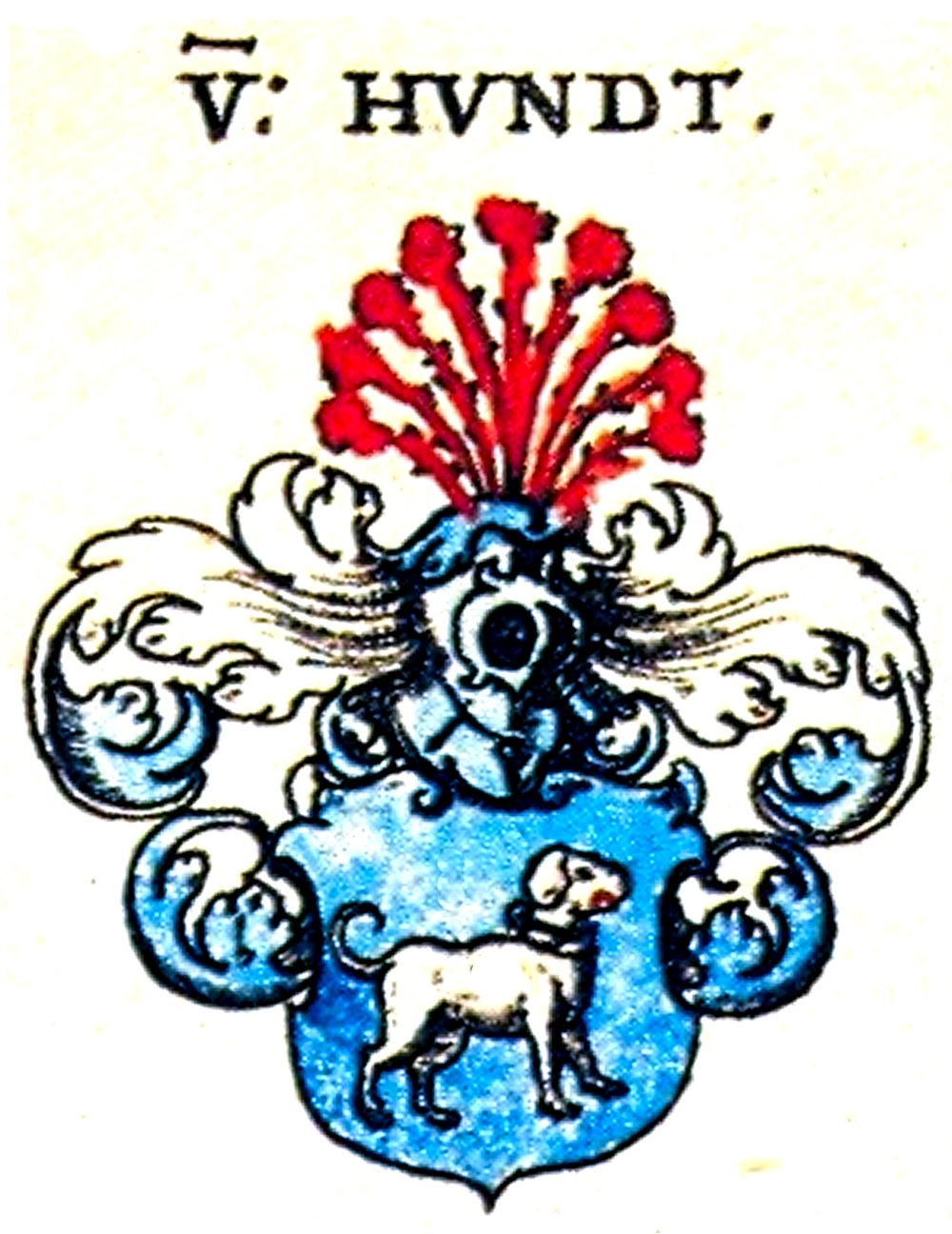
Hundt

## K

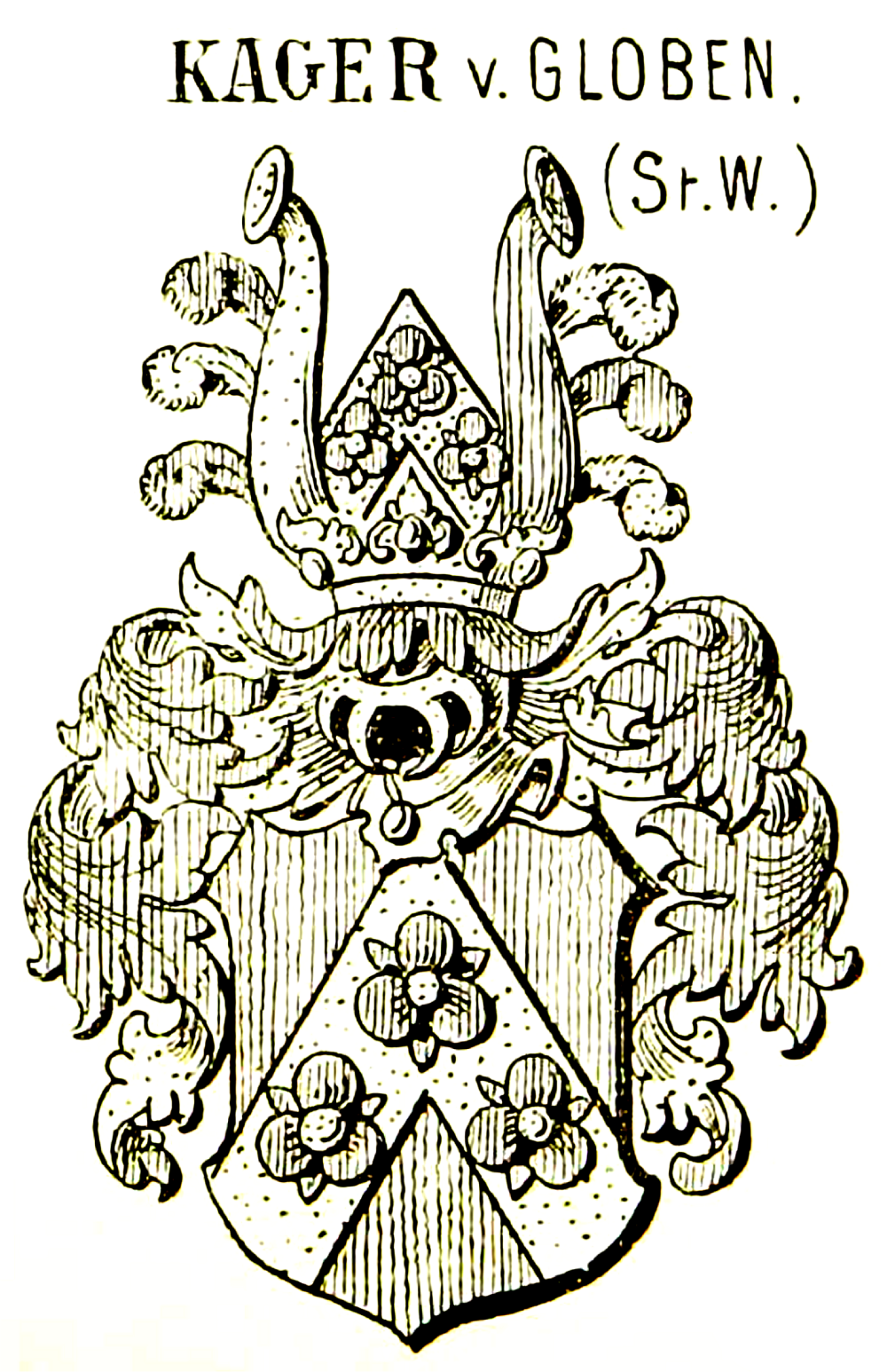
Kager von Globen
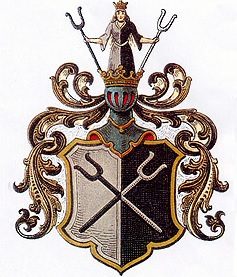
Kalckreuth
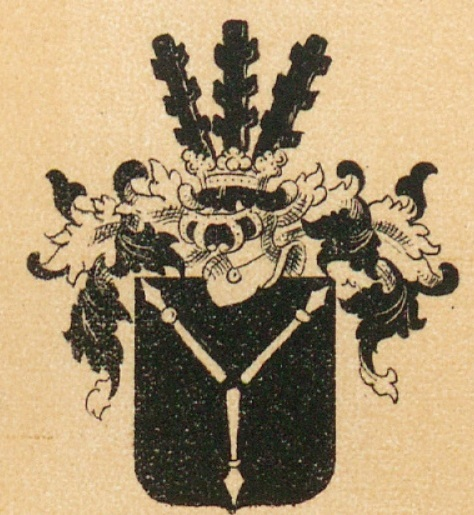
Kitschke
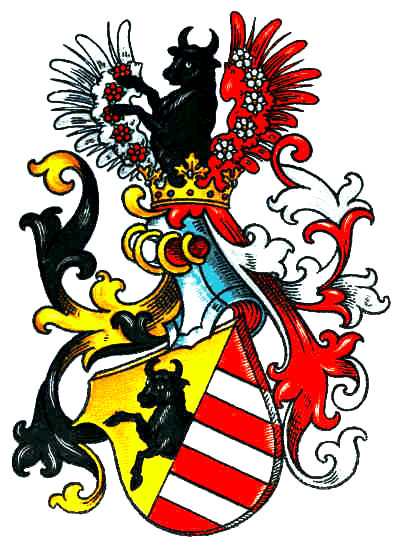
Kittlitz
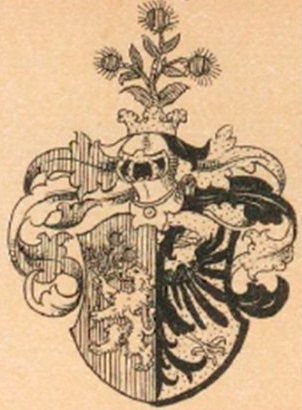
Klette
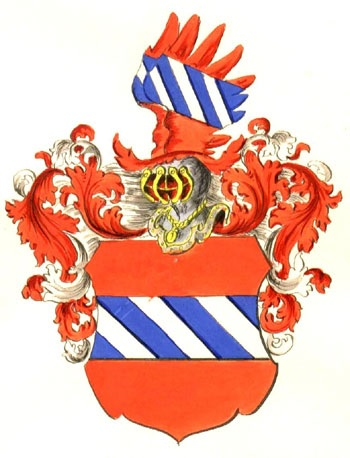
Knobelsdorff
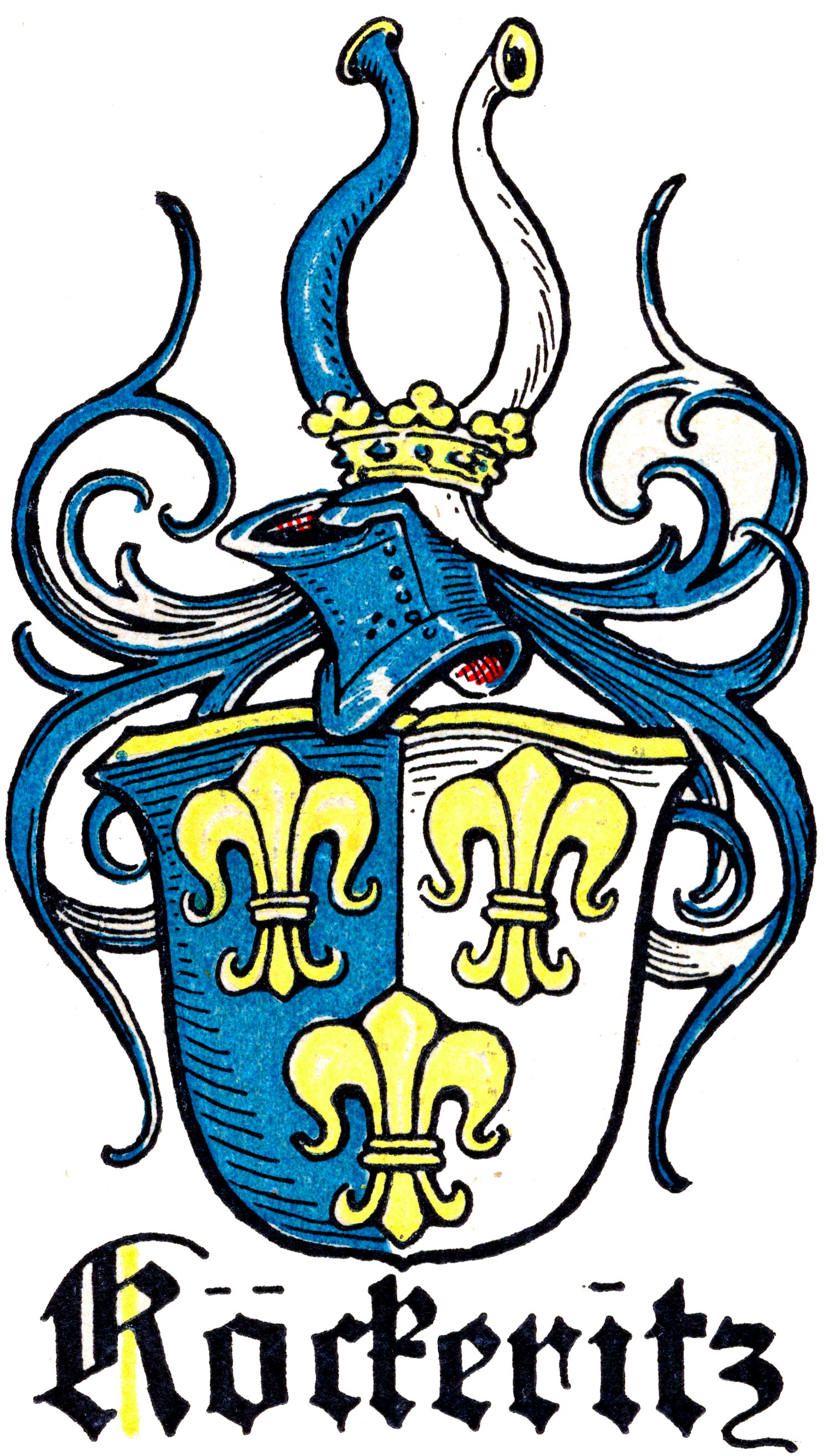
Köckeritz
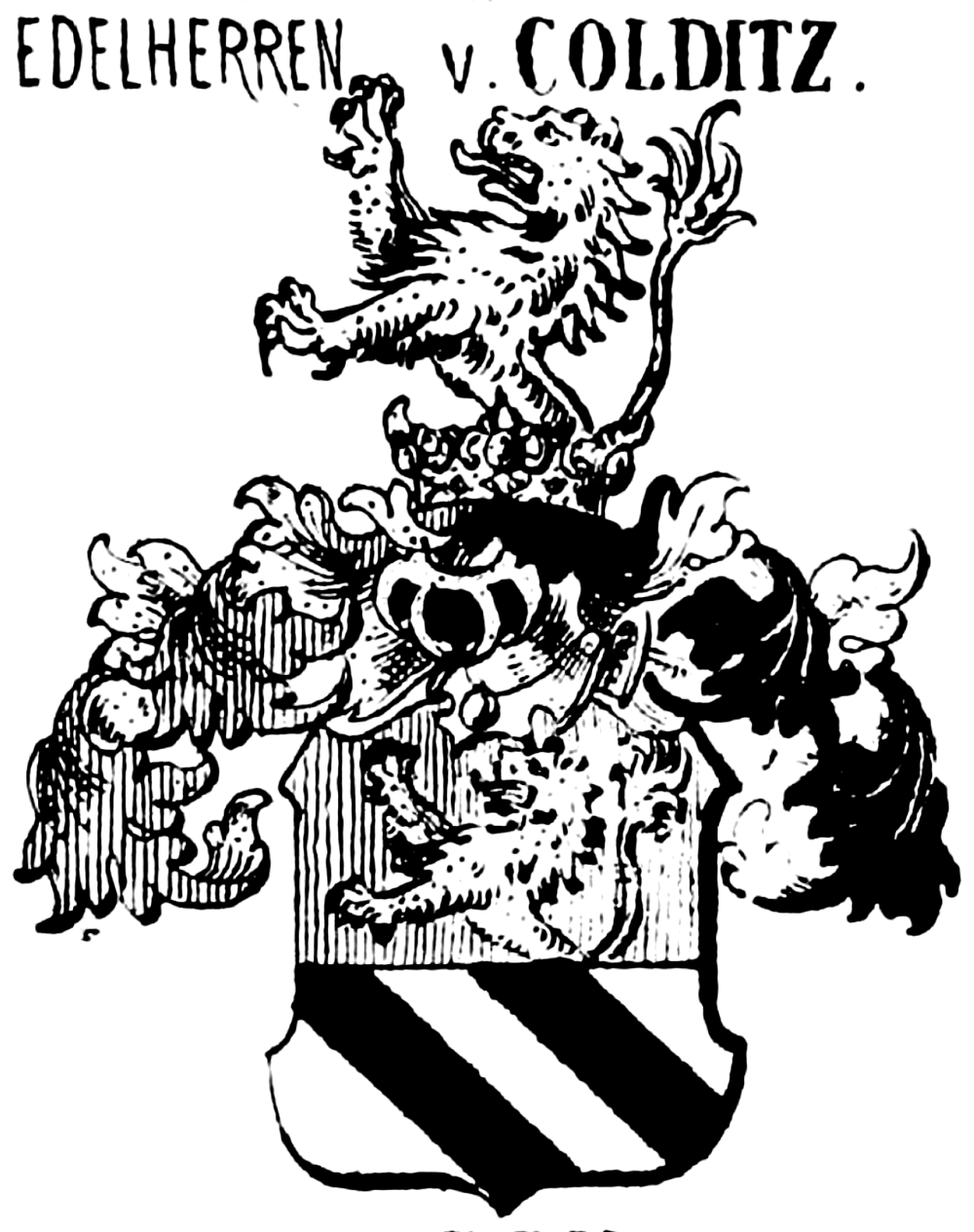
Kolditz
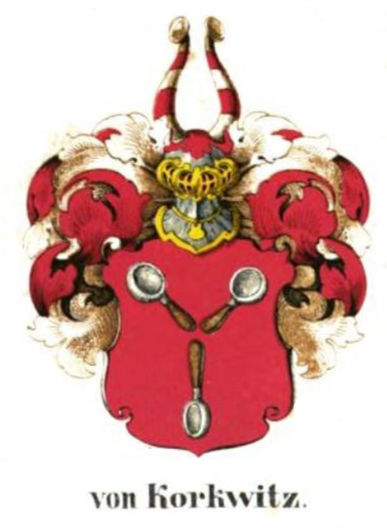
Korkwitz
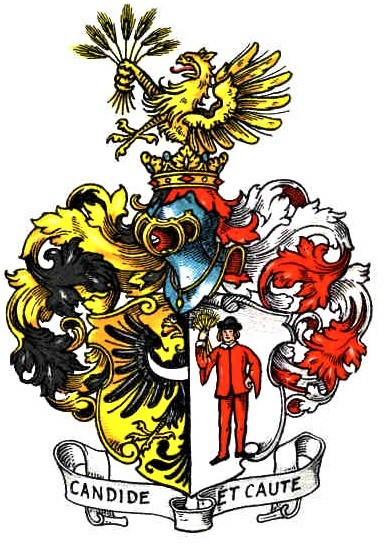
Korn
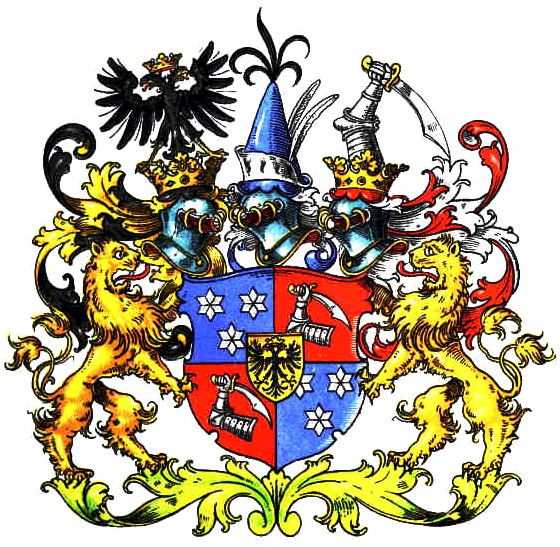
Kospoth
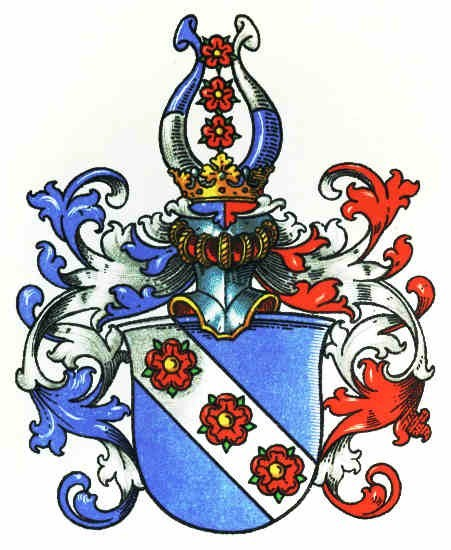
Koschembahr
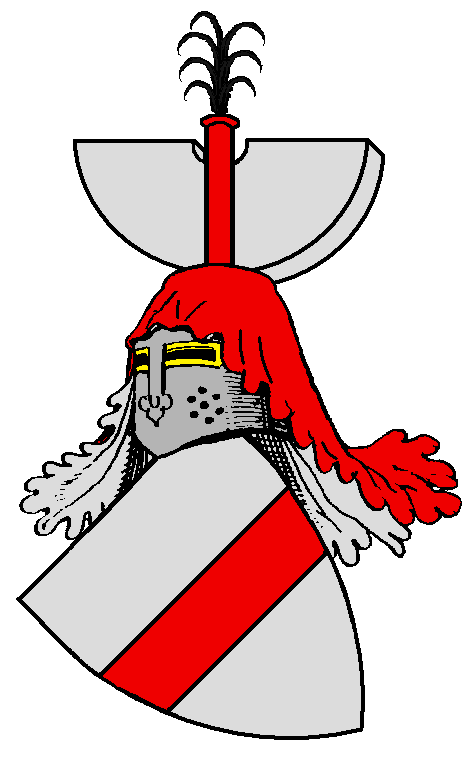
Kottwitz
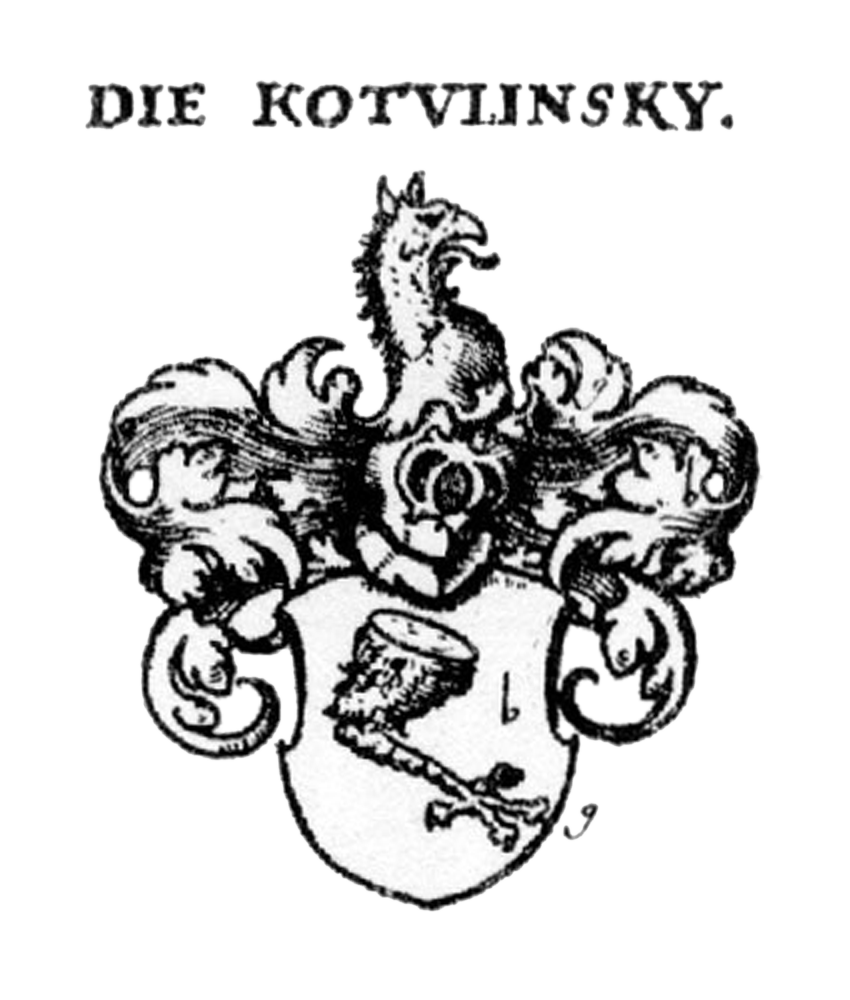
Kotulinsky
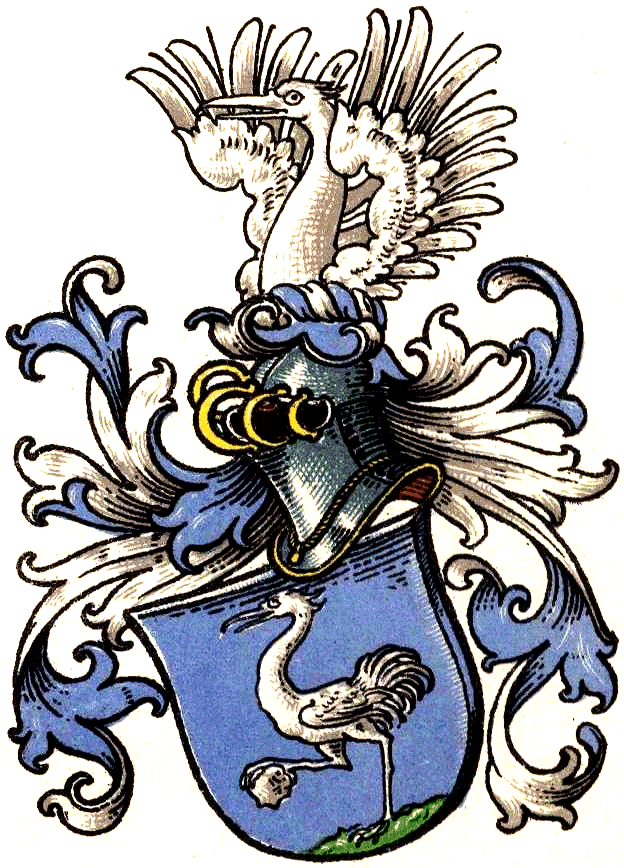
Krane
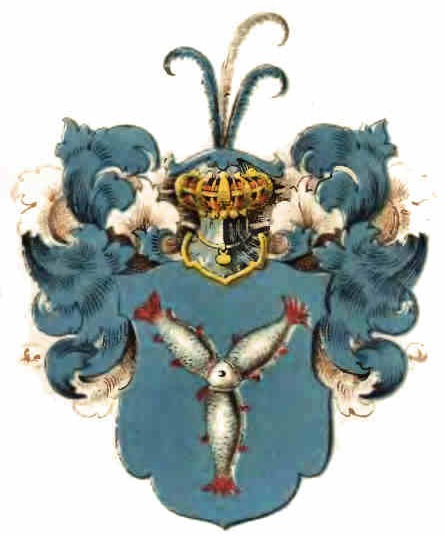
Kreckwitz
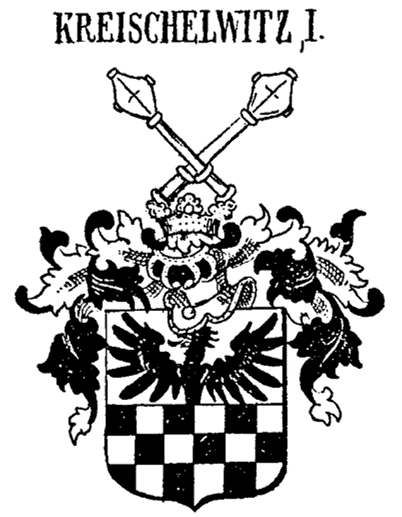
Kreischelwitz
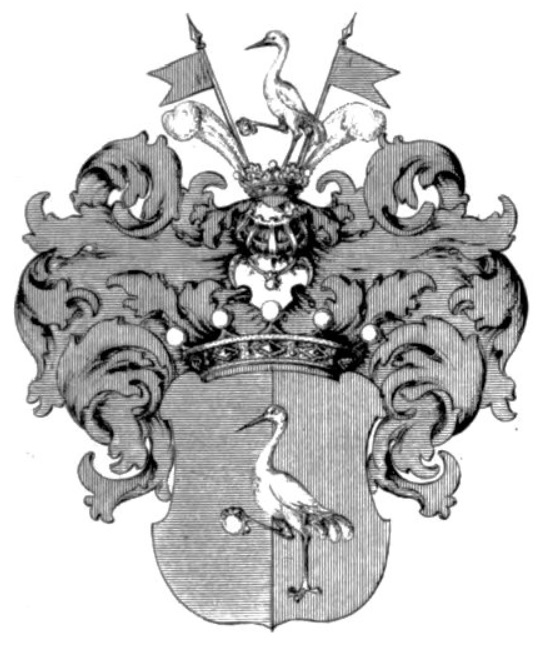
Krohn
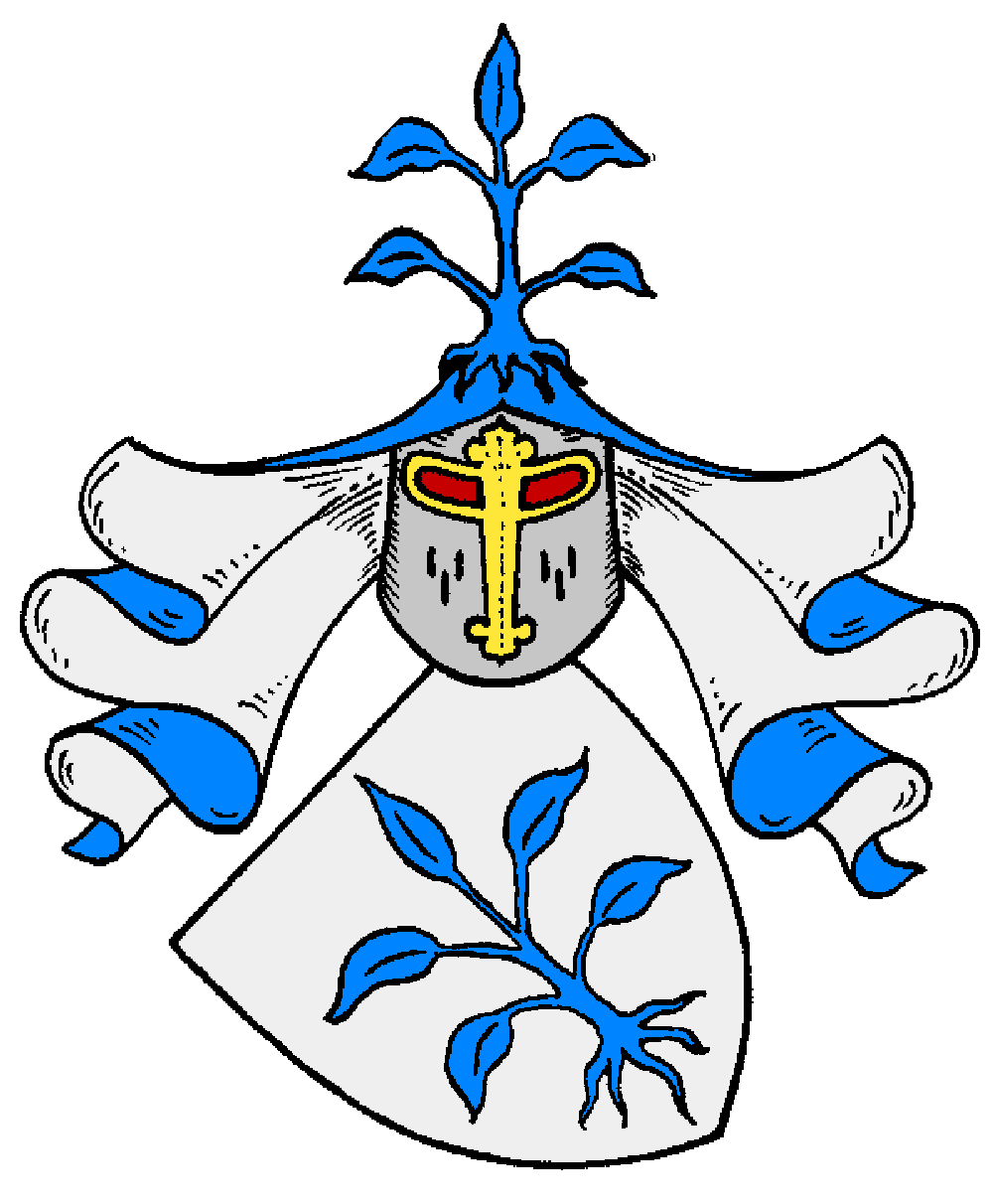
Kuhl
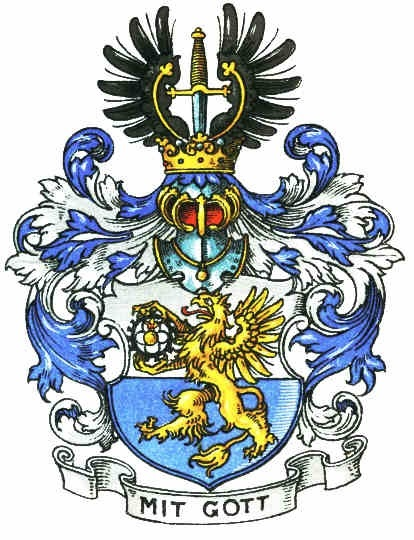
Kulmitz
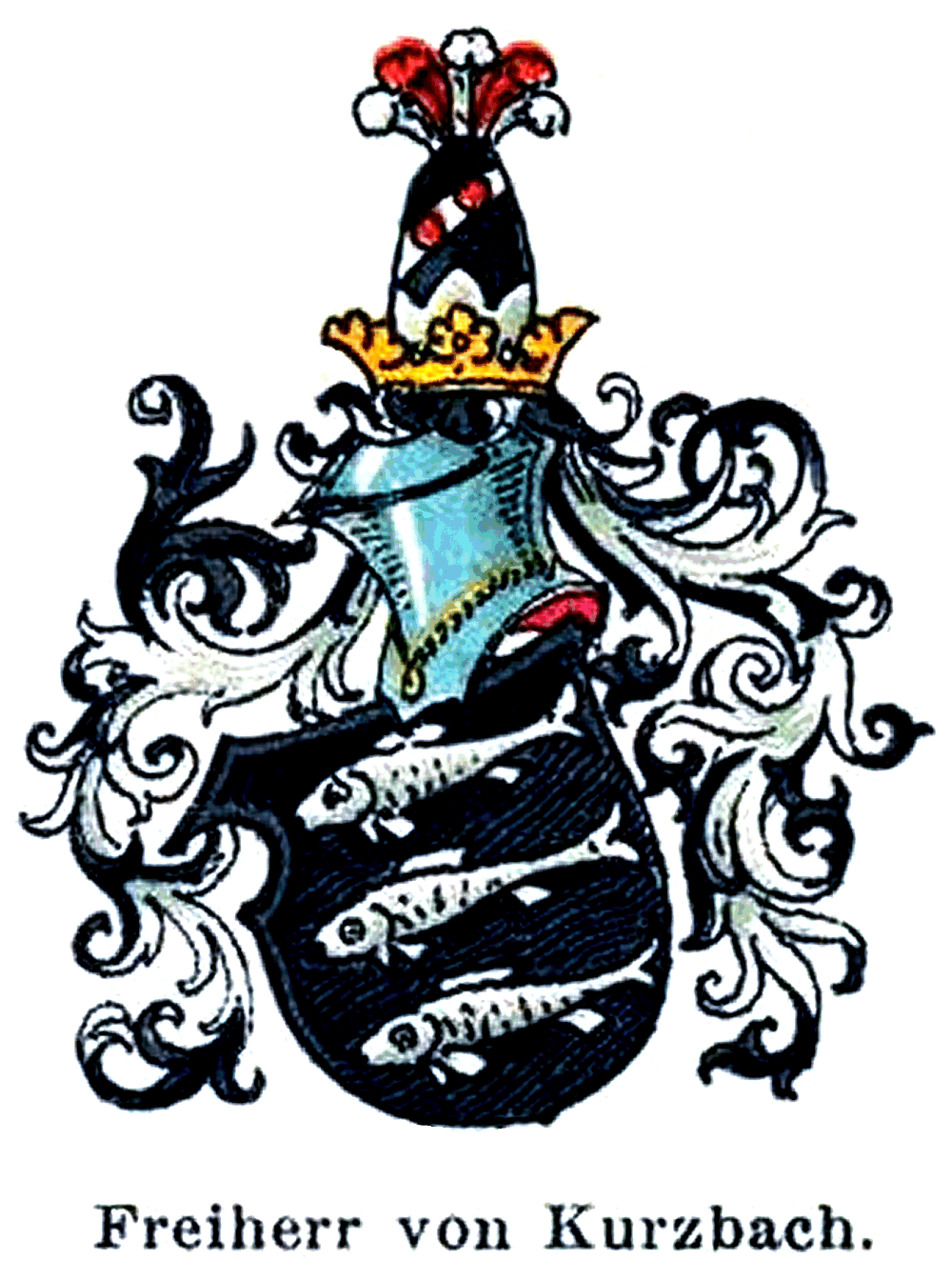
Kurzbach

## L

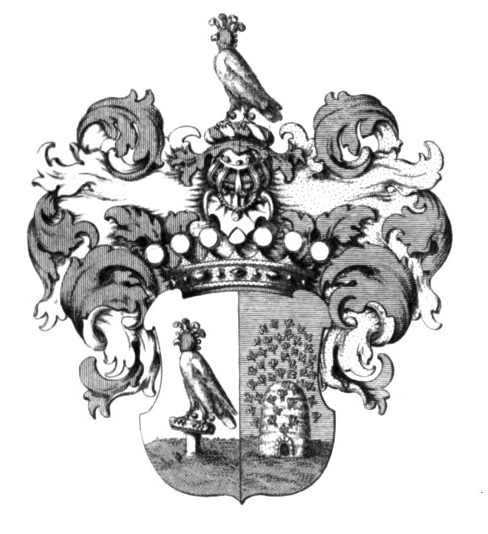
Lachmann-Falkenau
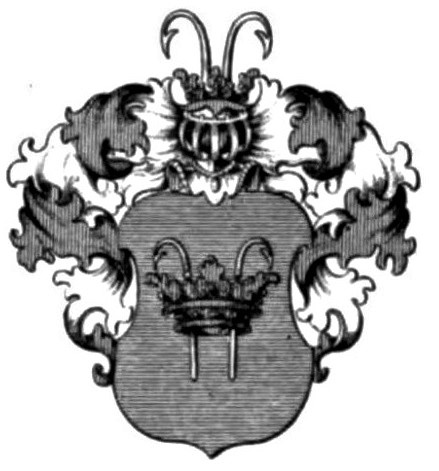
Landskron
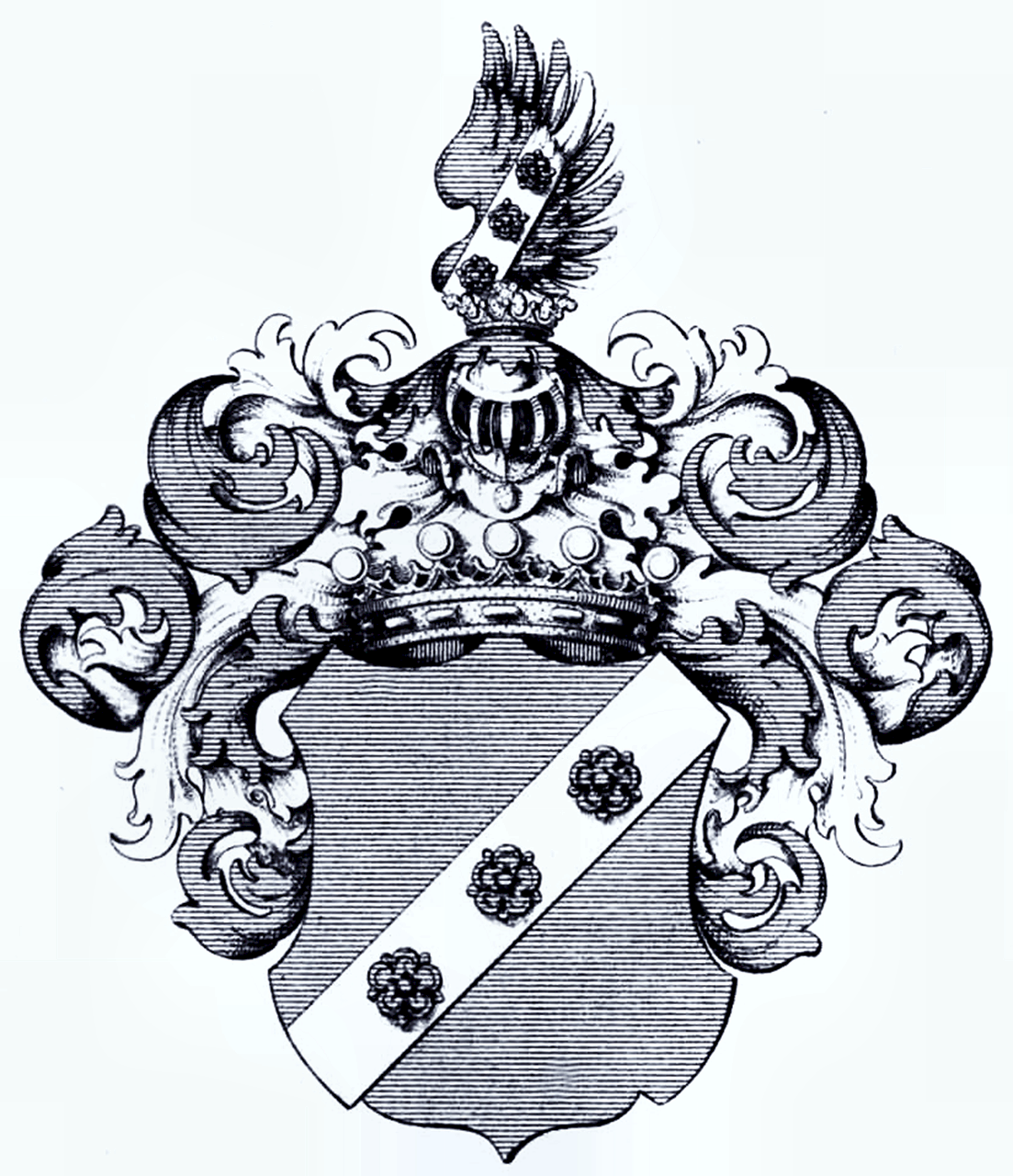
Langenau
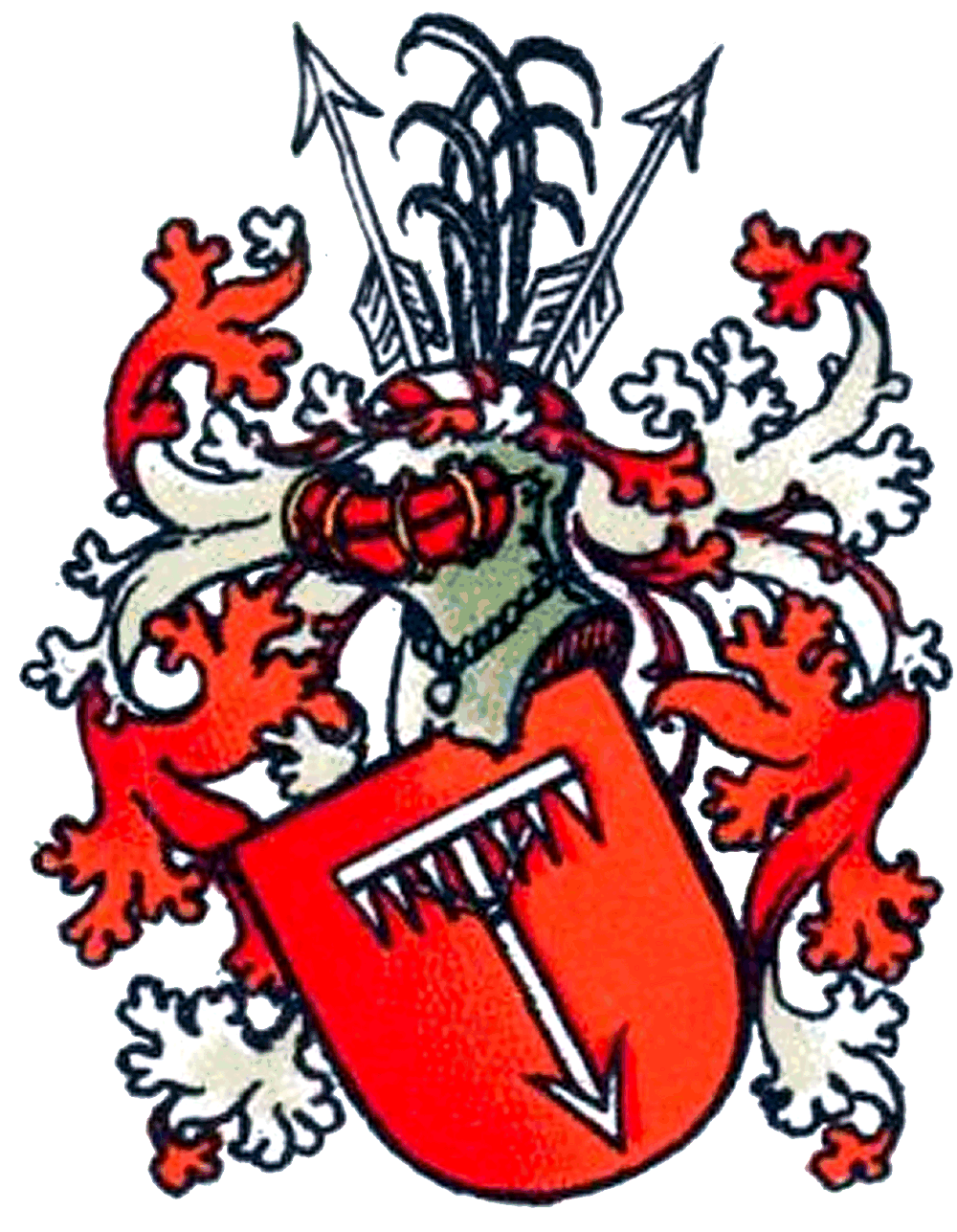
Lessel
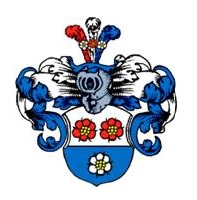
Lest
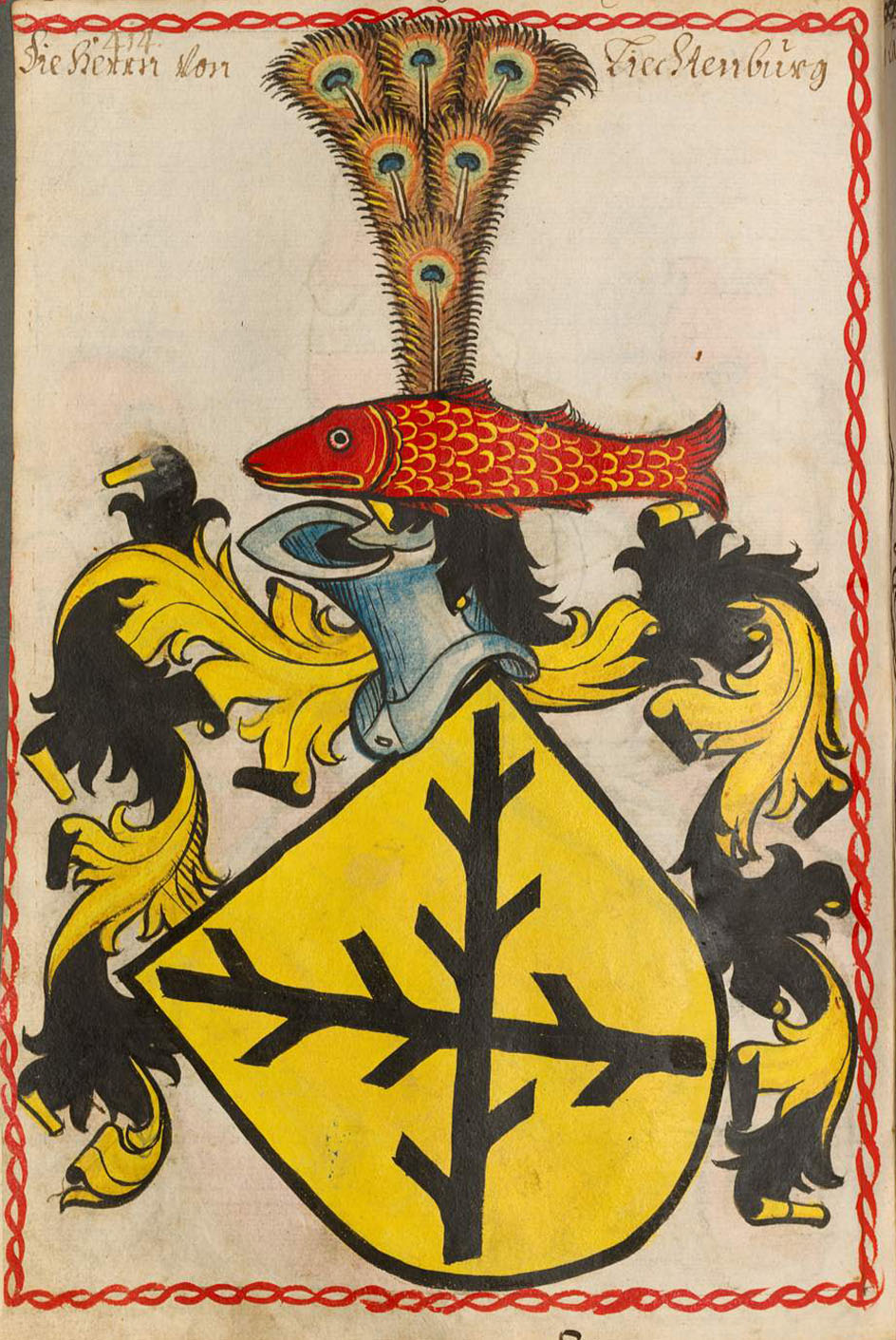
Lichtenburg
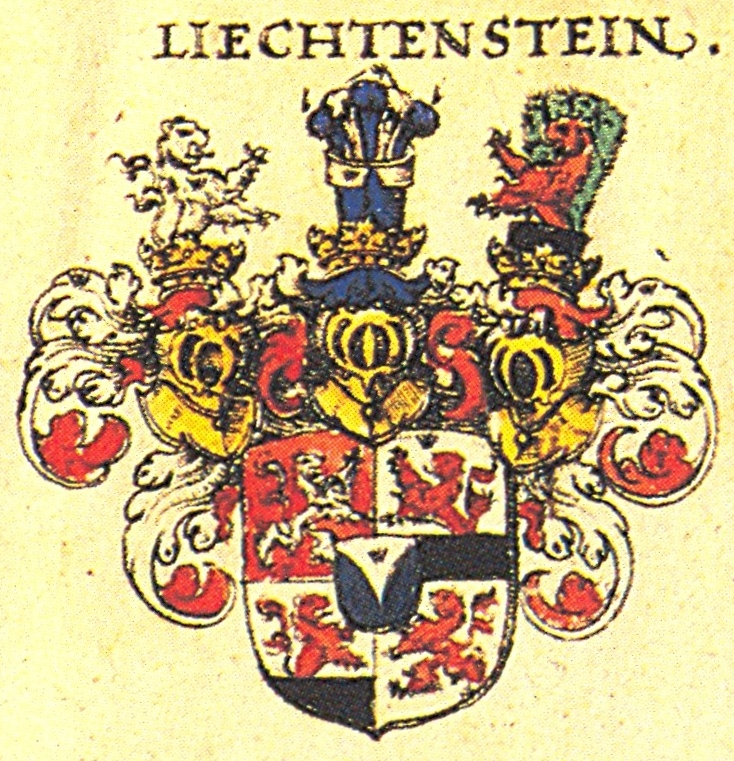
Liechtenstein
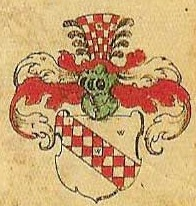
Liebdaler
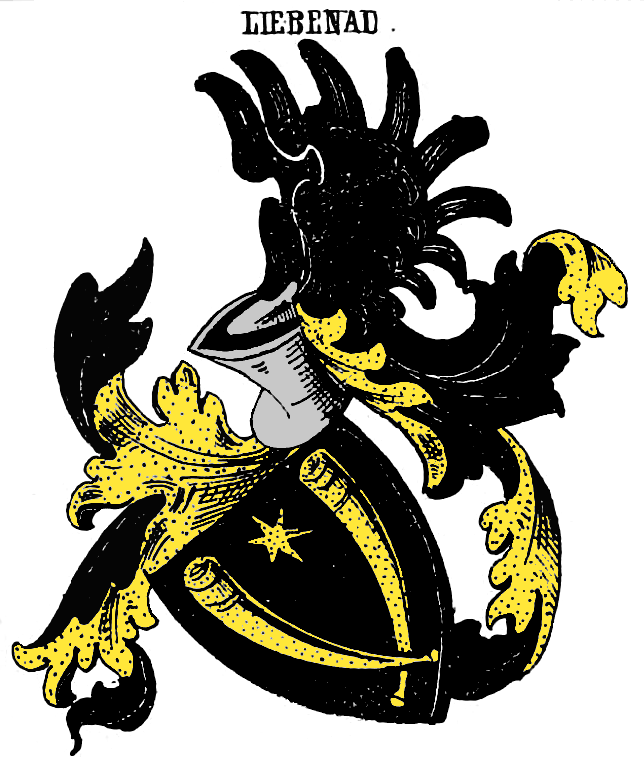
Liebenau
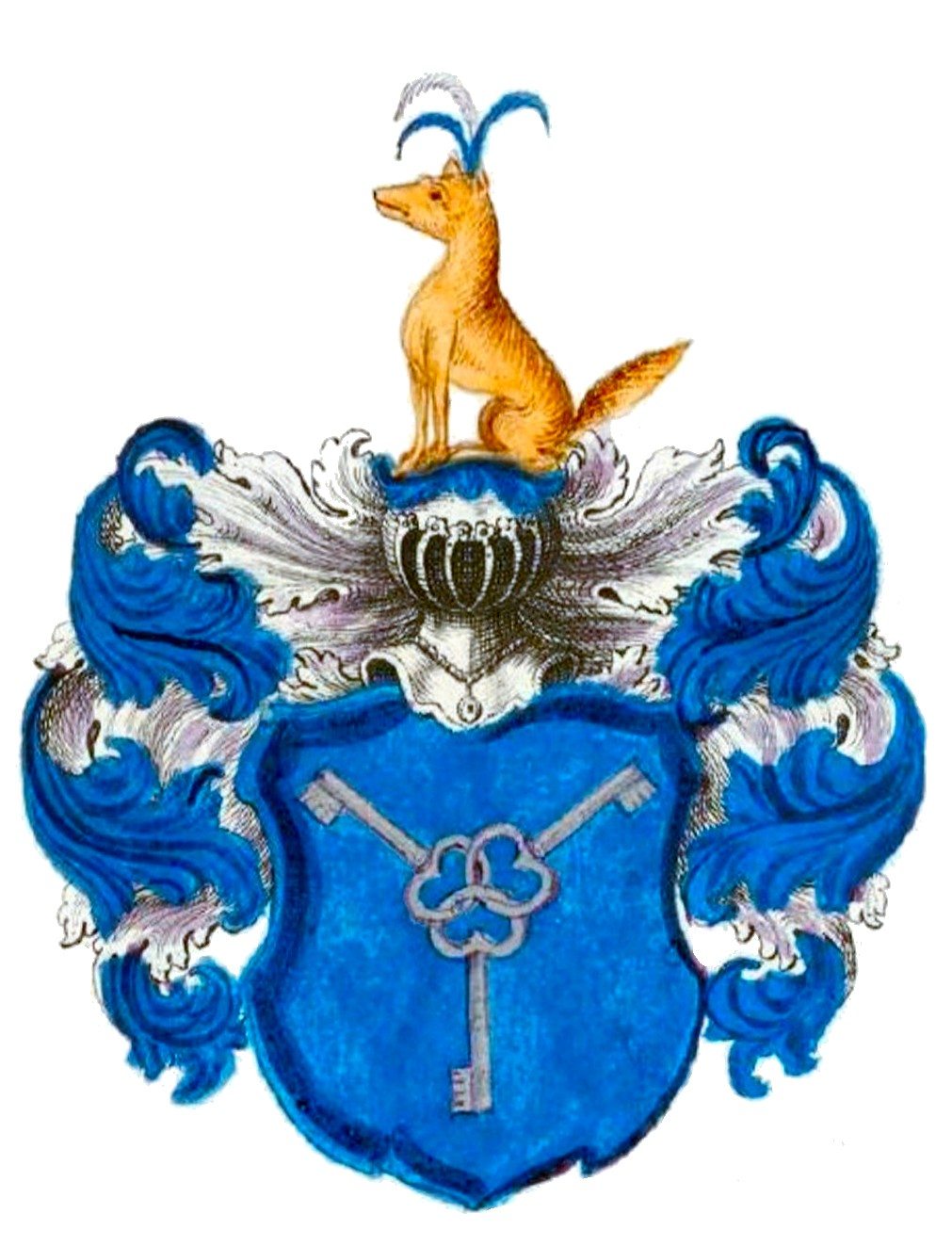
Liedlau
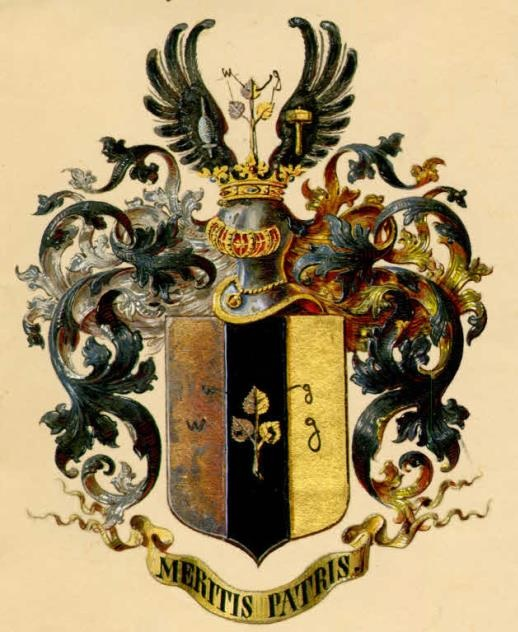
Lindheim
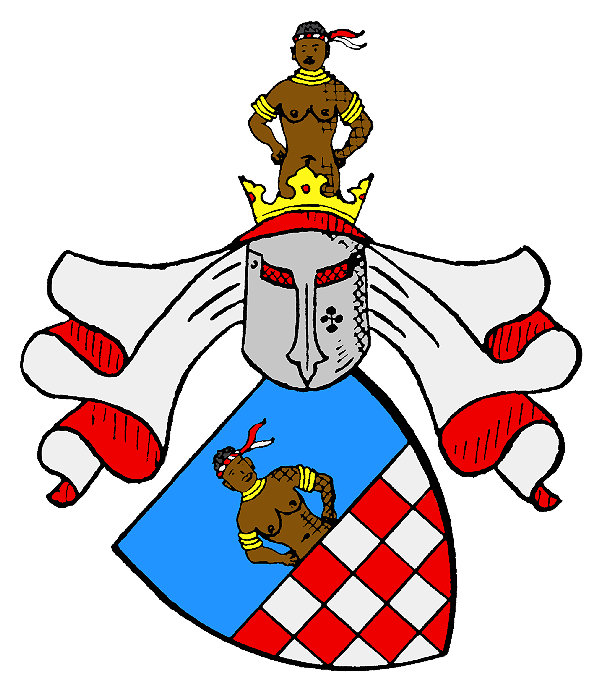
Loeben
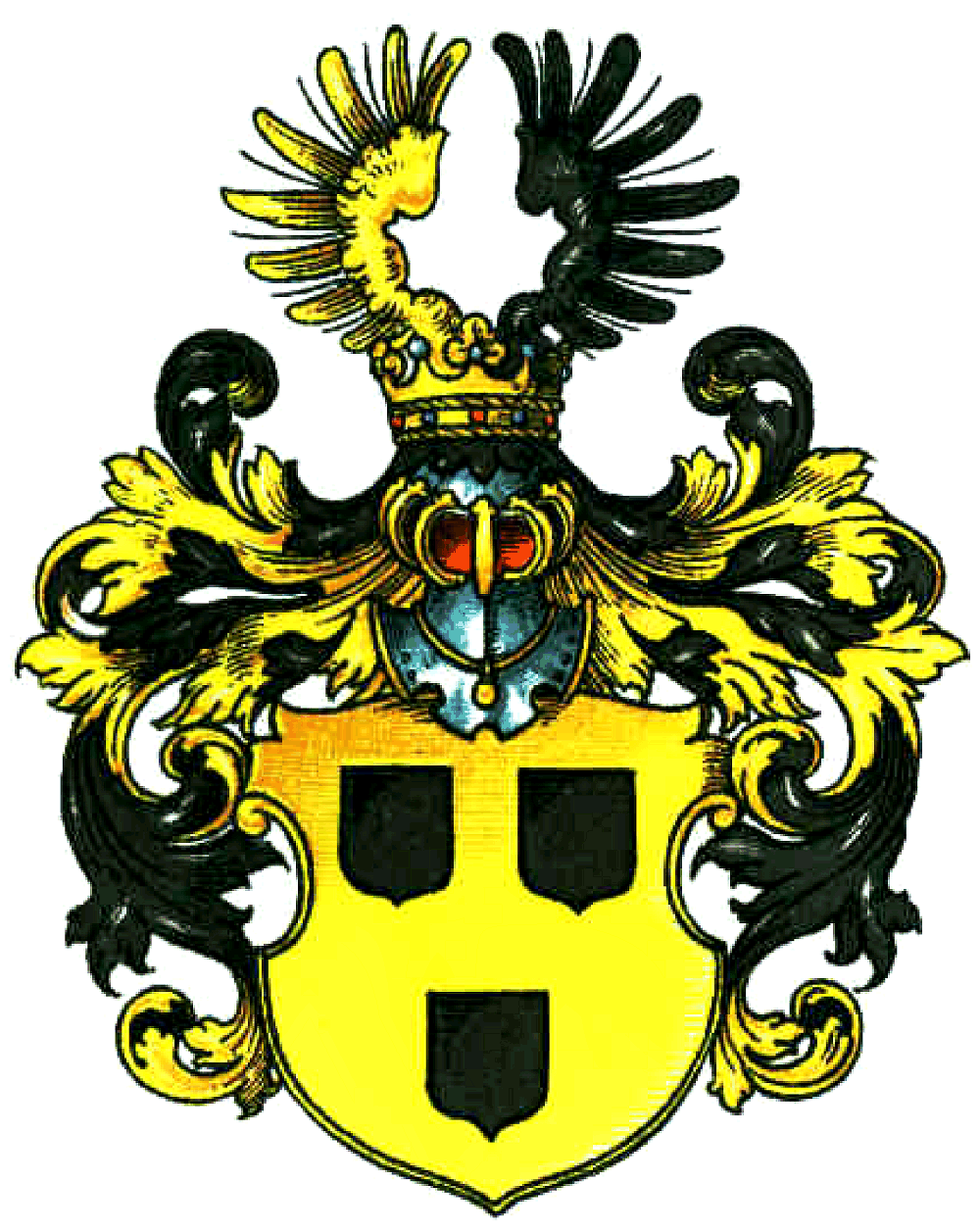
Löbbecke
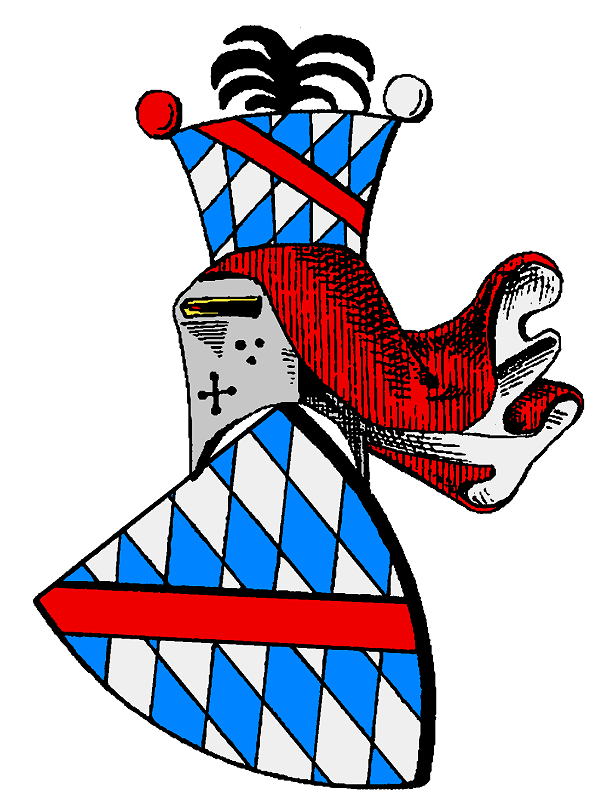
Logau zob. Schellendorf
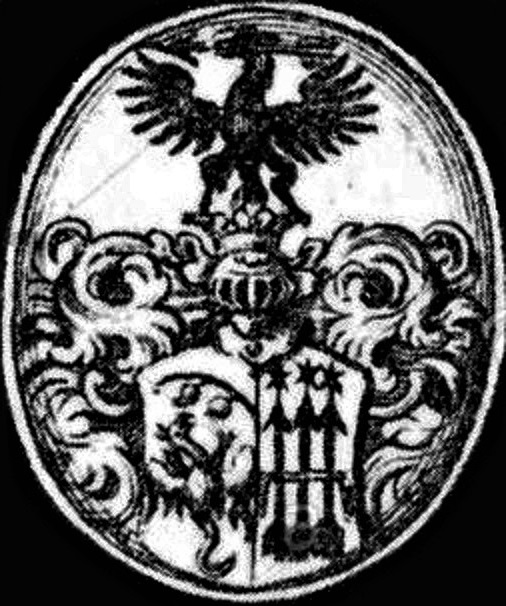
Lohenstein
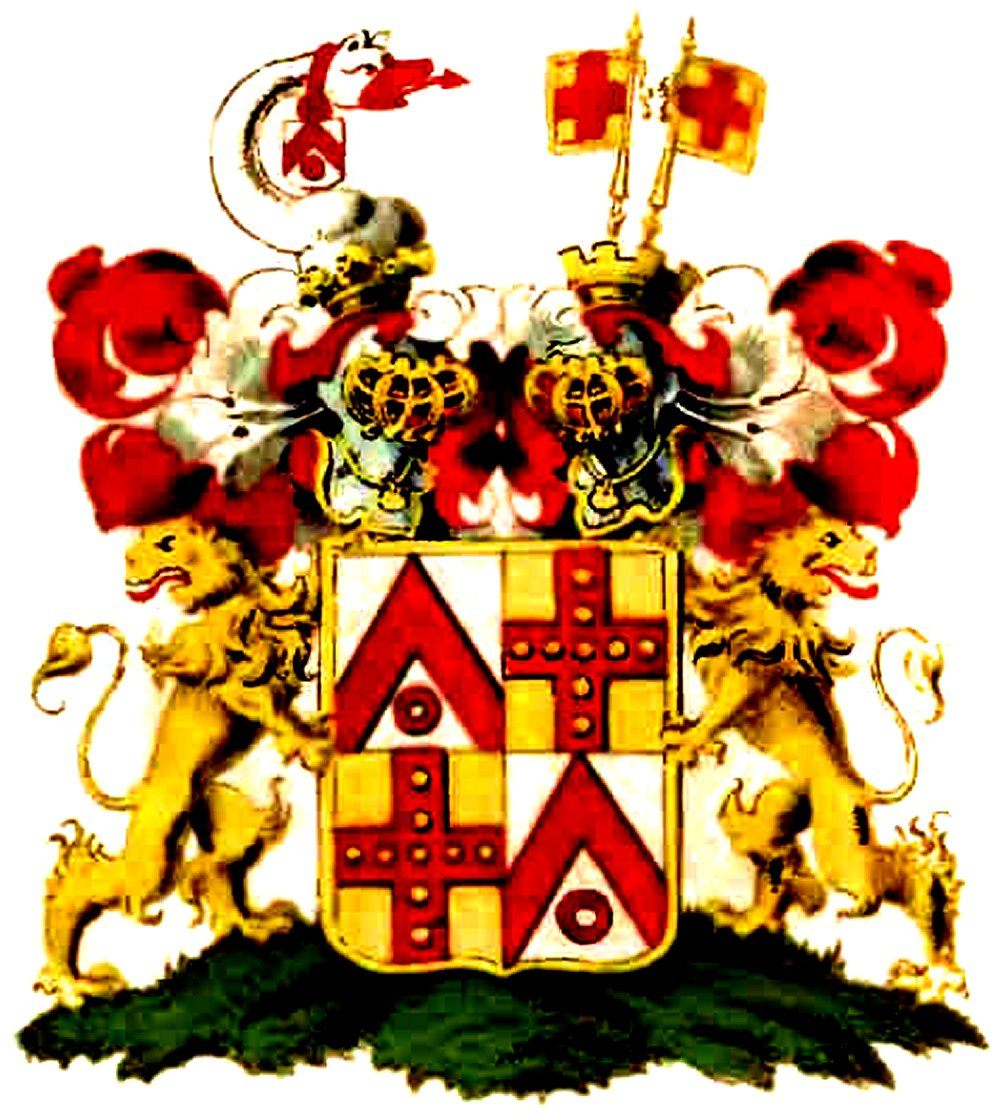
Lottum
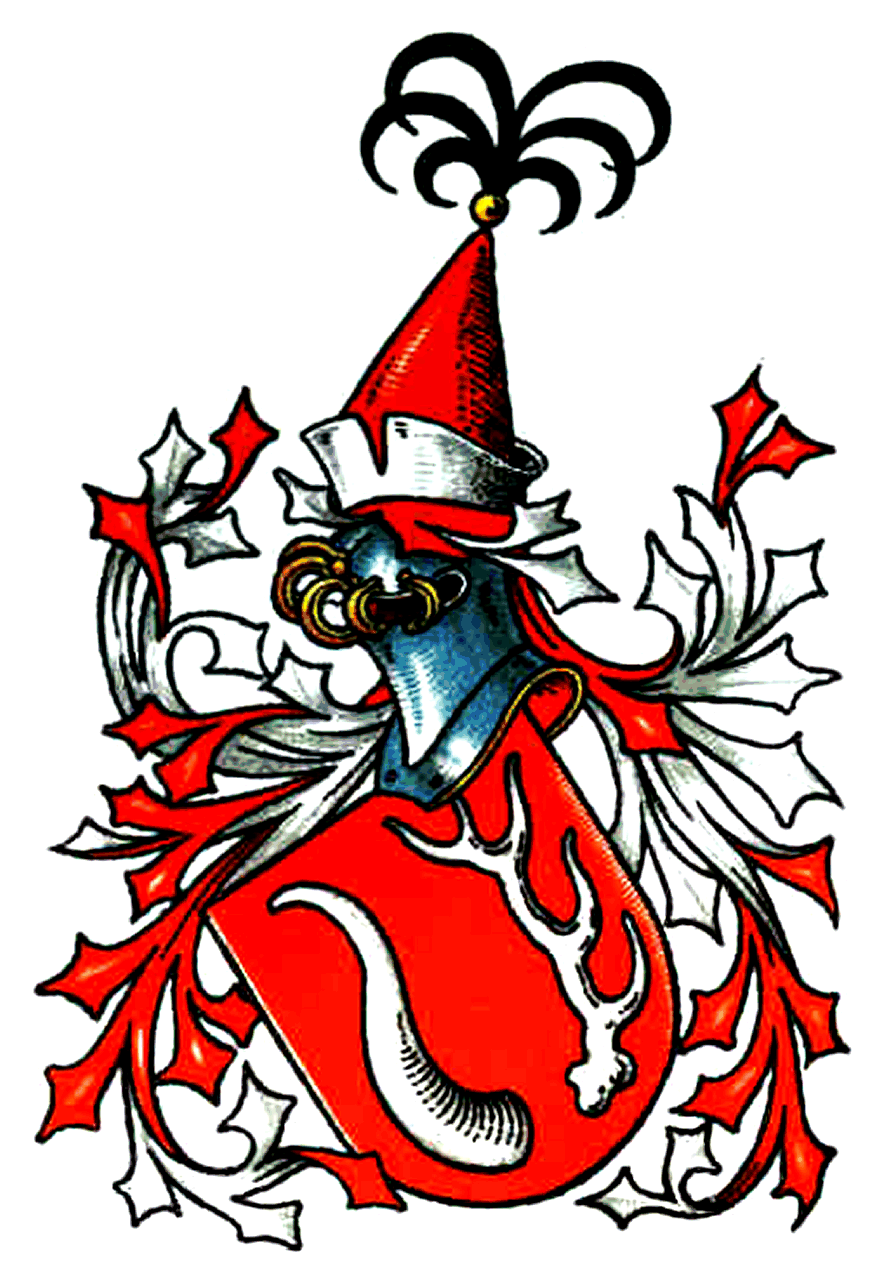
Luck zob. Tschammer, Salisch
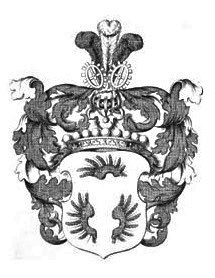
Lüttwitz

## M

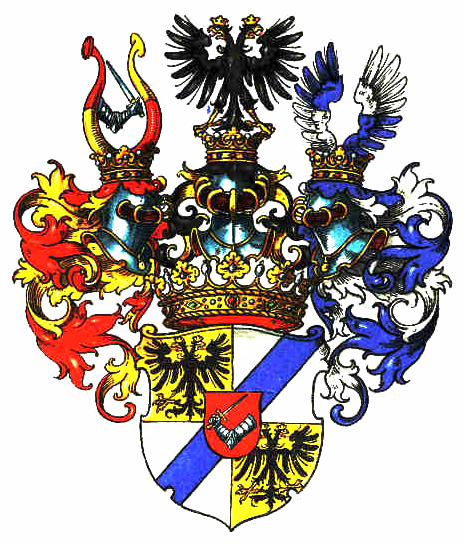
Magnis
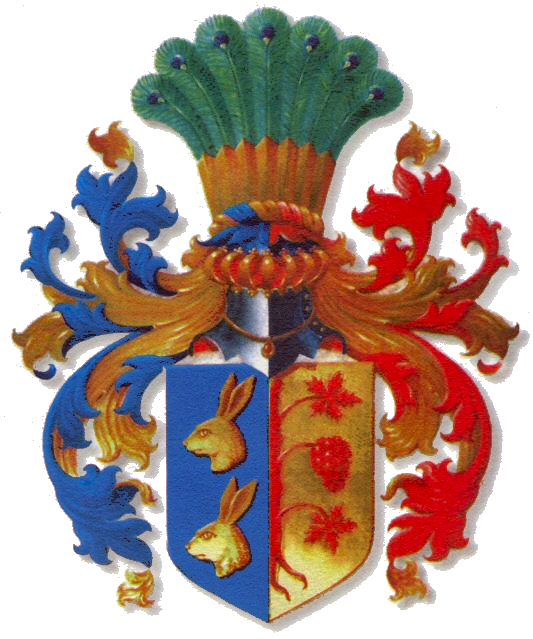
Maltzahn
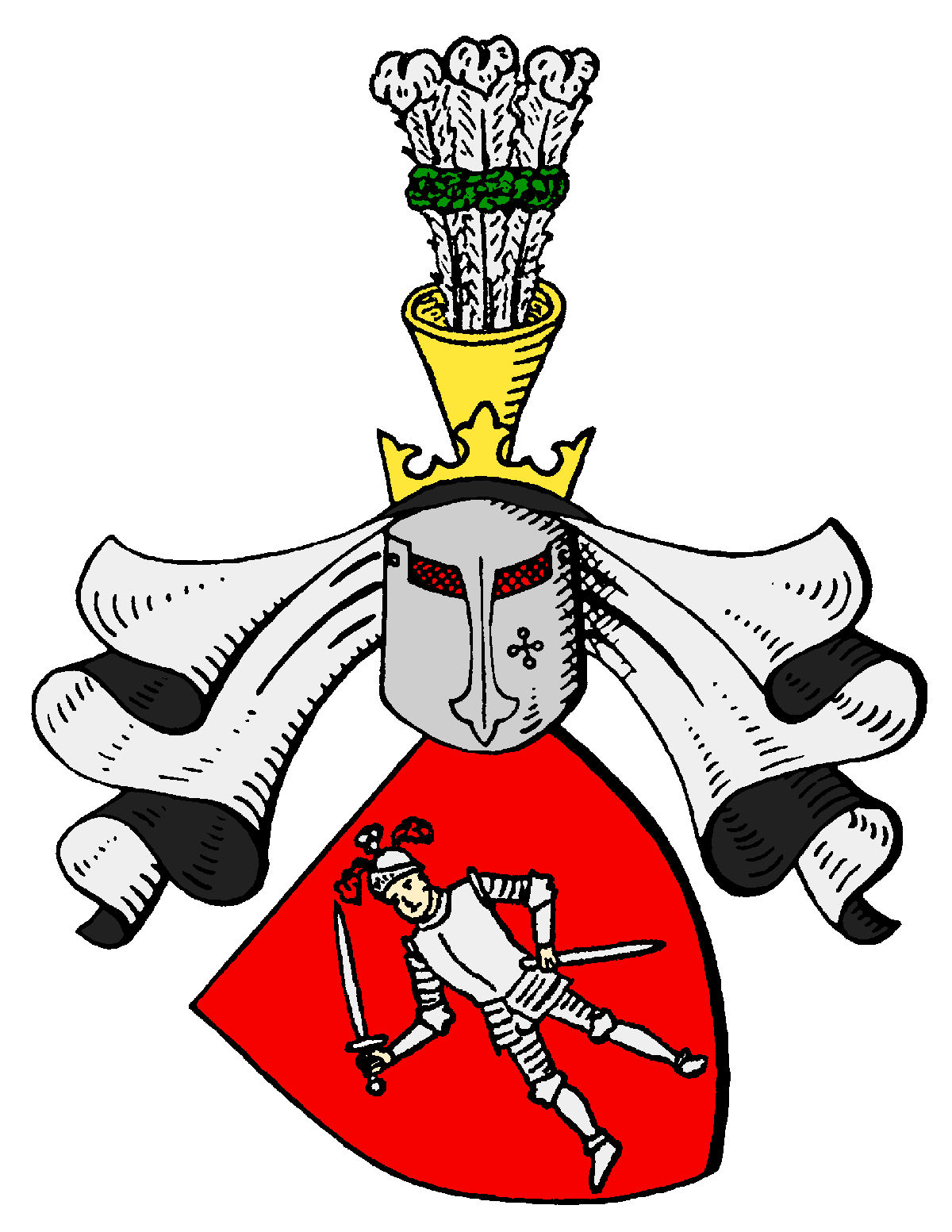
Matuschka
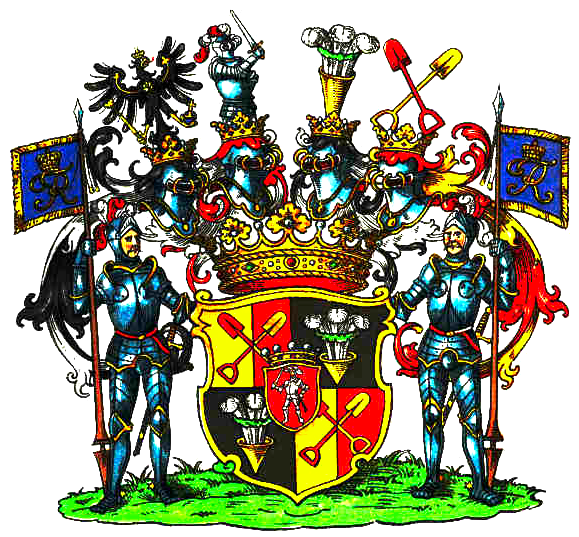
Matuschka, Graf.
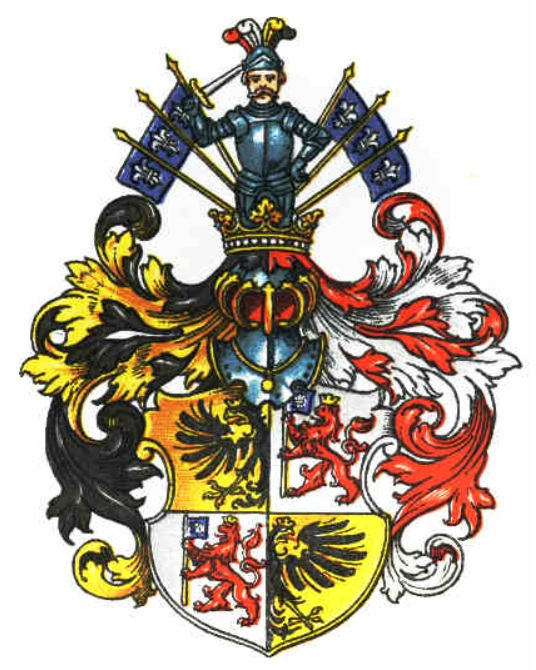
Maubeuge
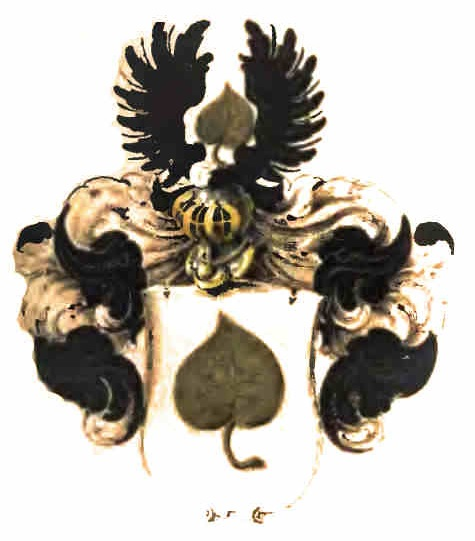
Mauschwitz zb. Dobschitz
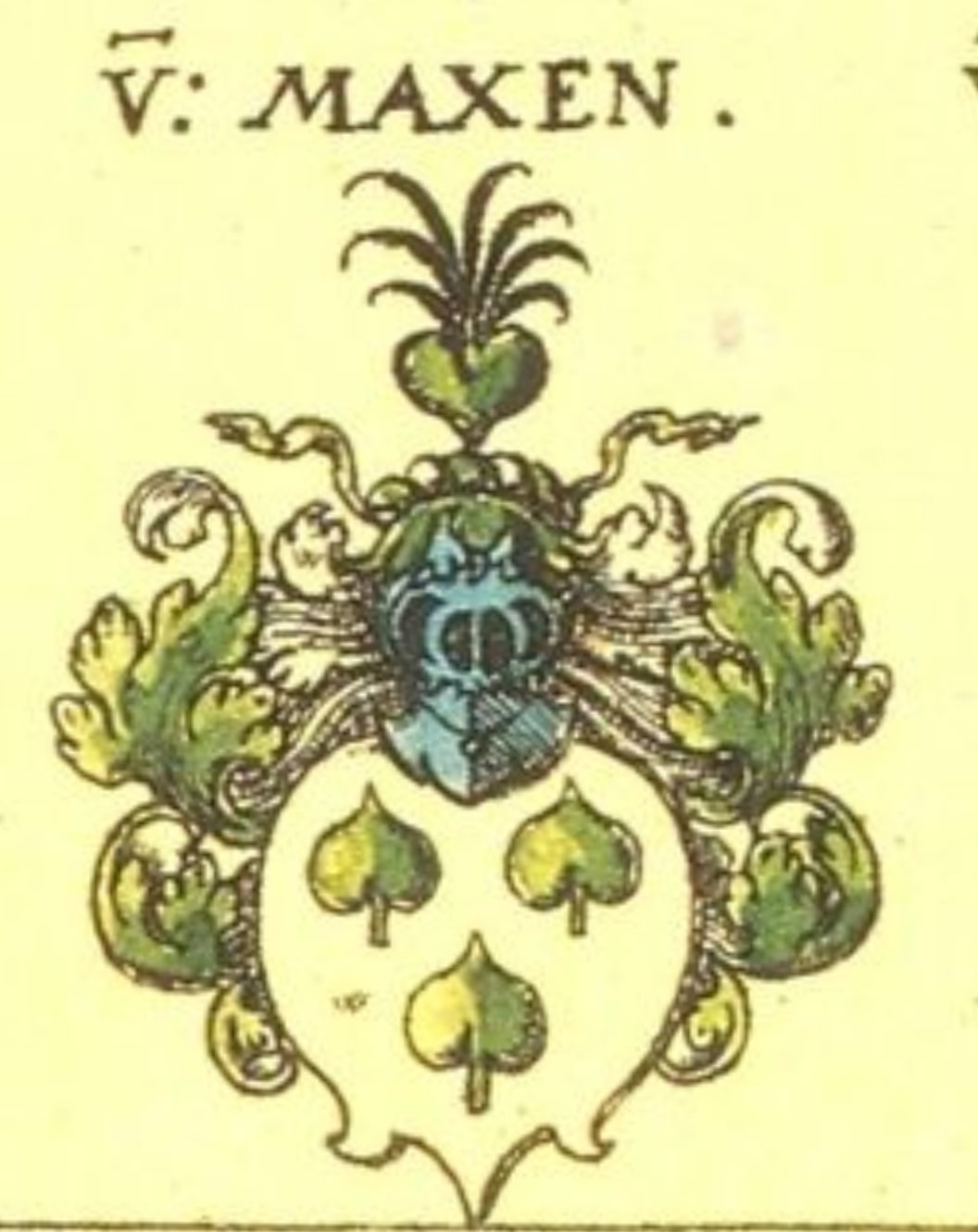
Maxen
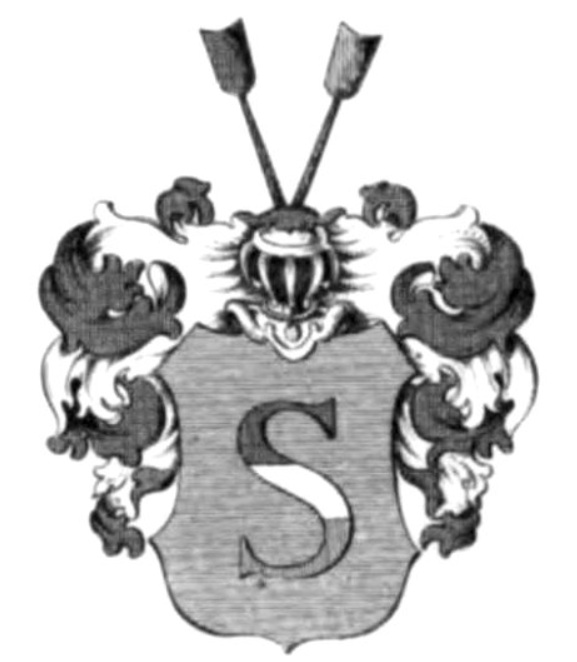
Mesenau
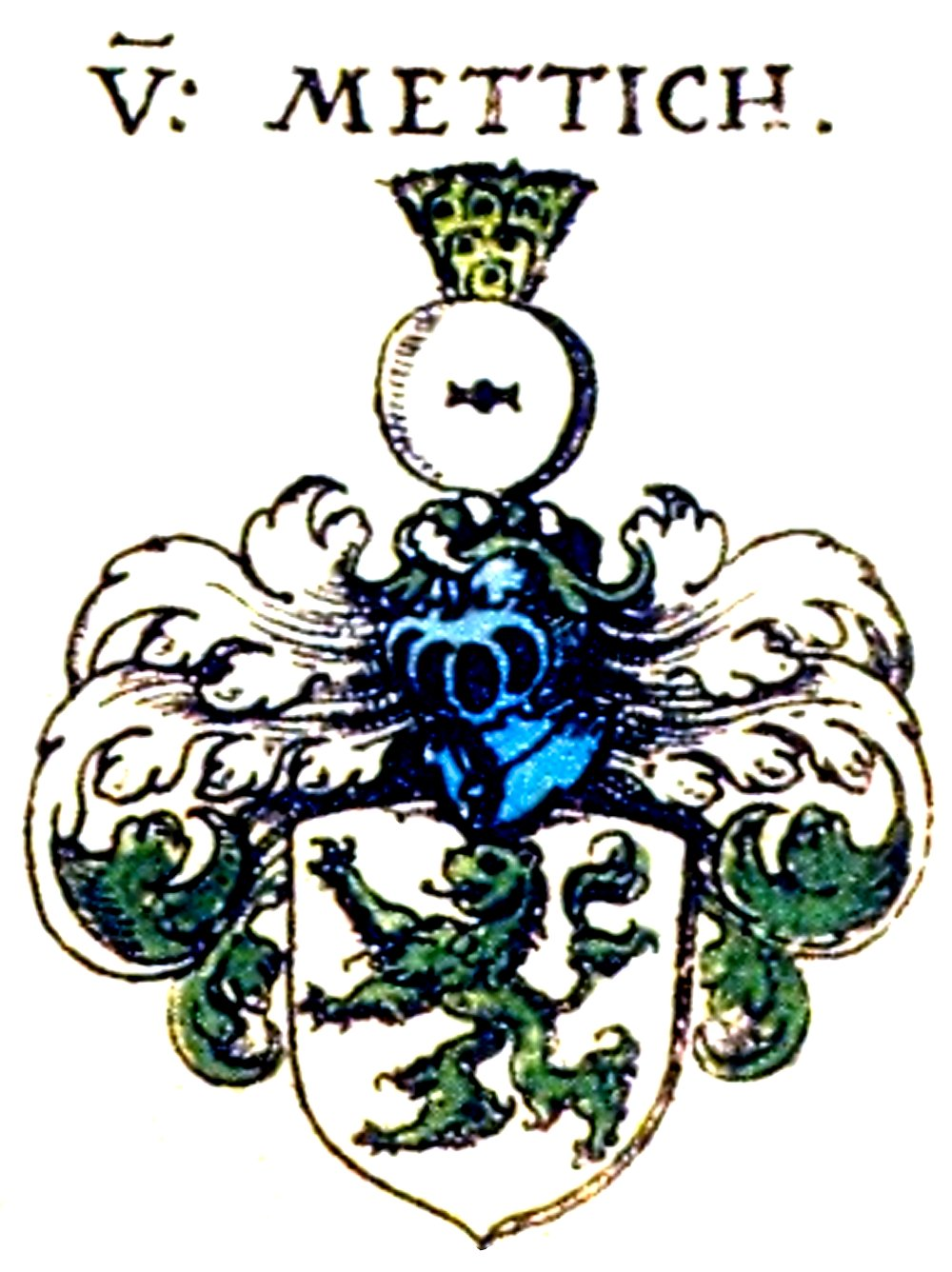
Mettich
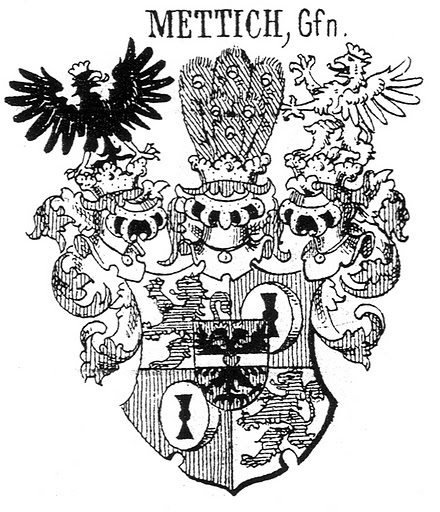
Mettich
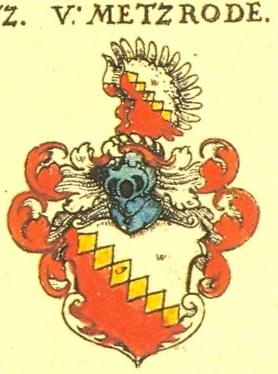
Metzrode
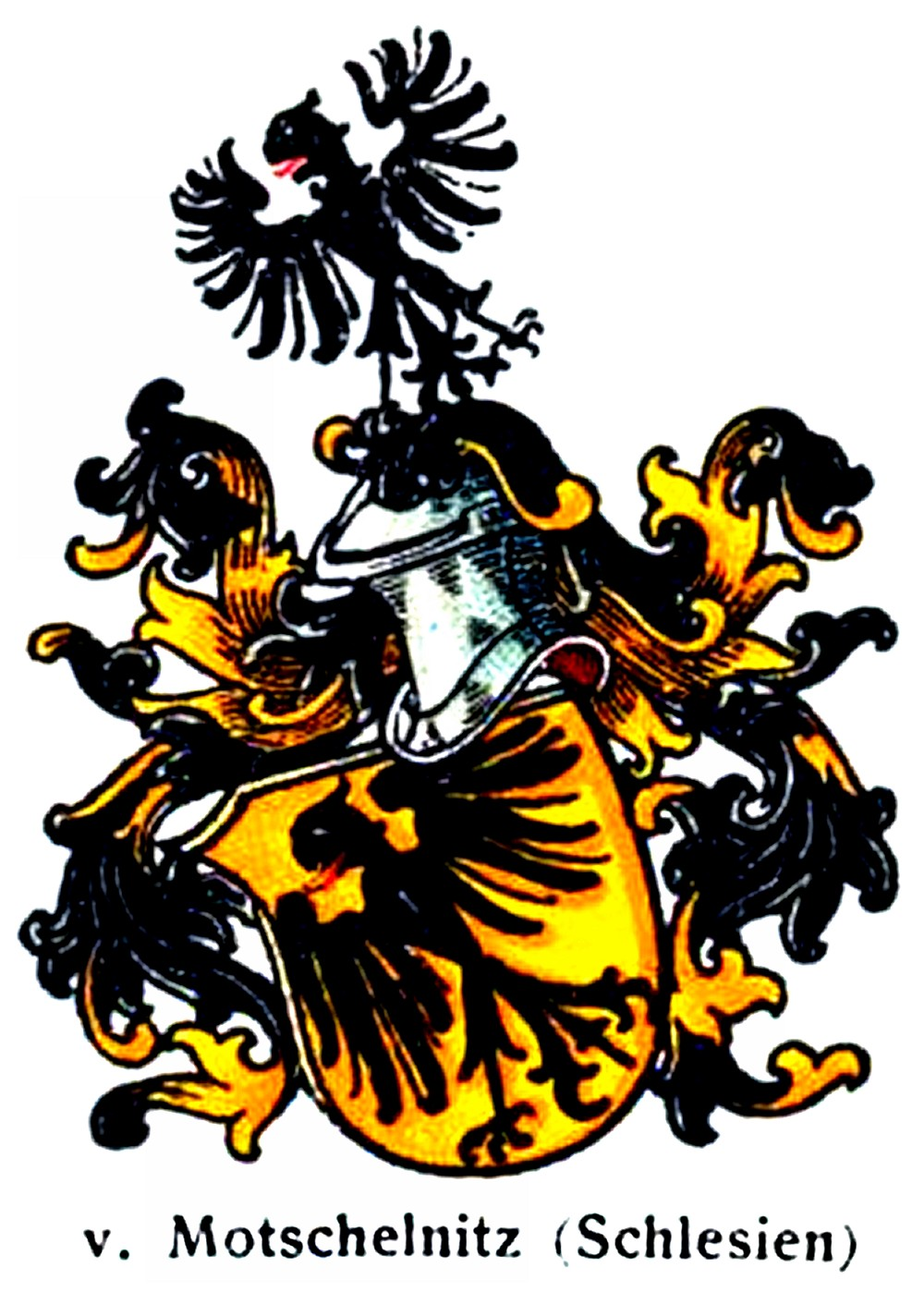
Motschelnitz
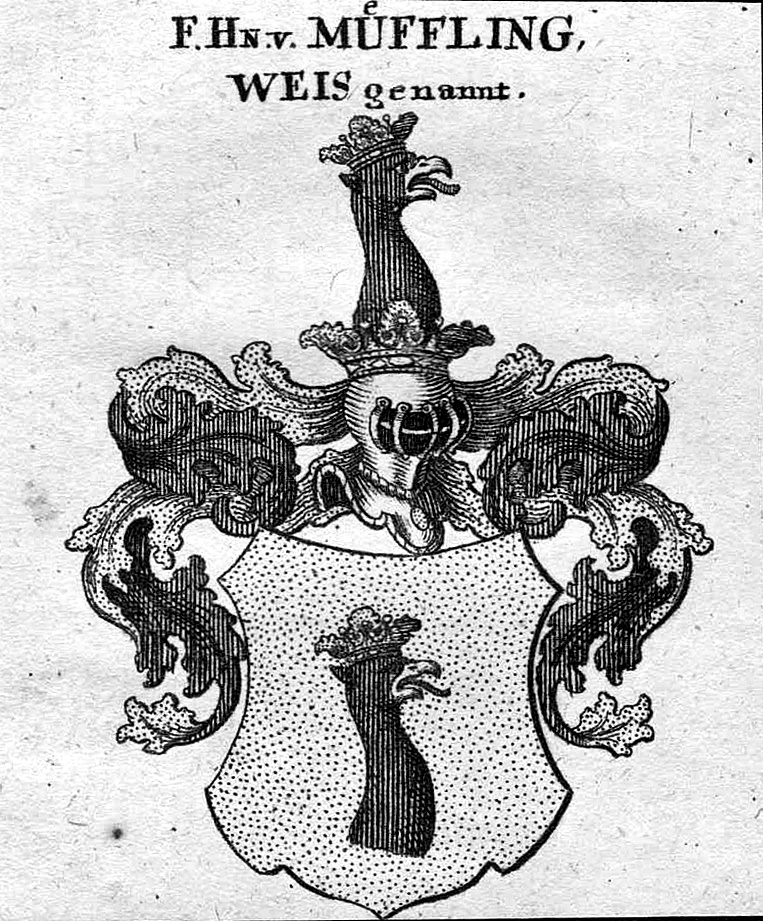
Müffling
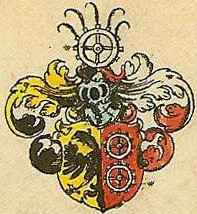
Mühlheim
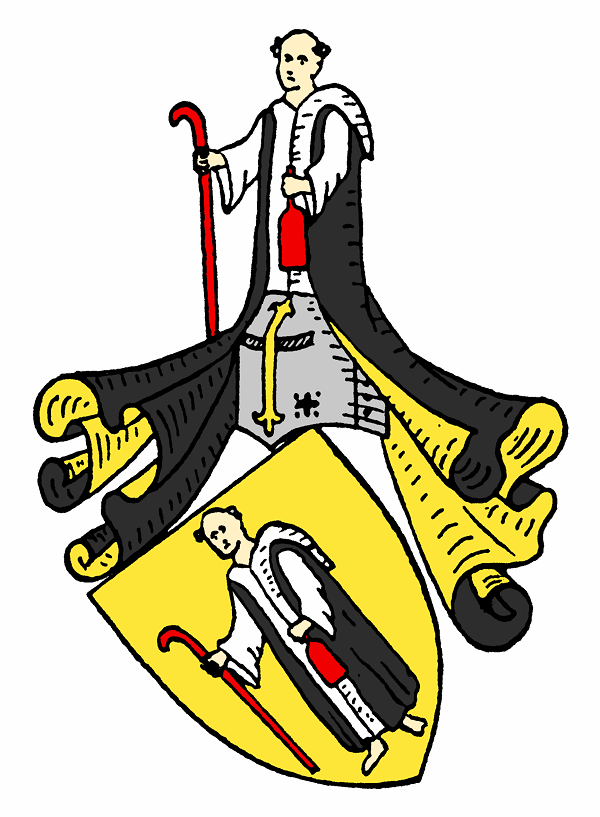
Münchhausen

## N-O

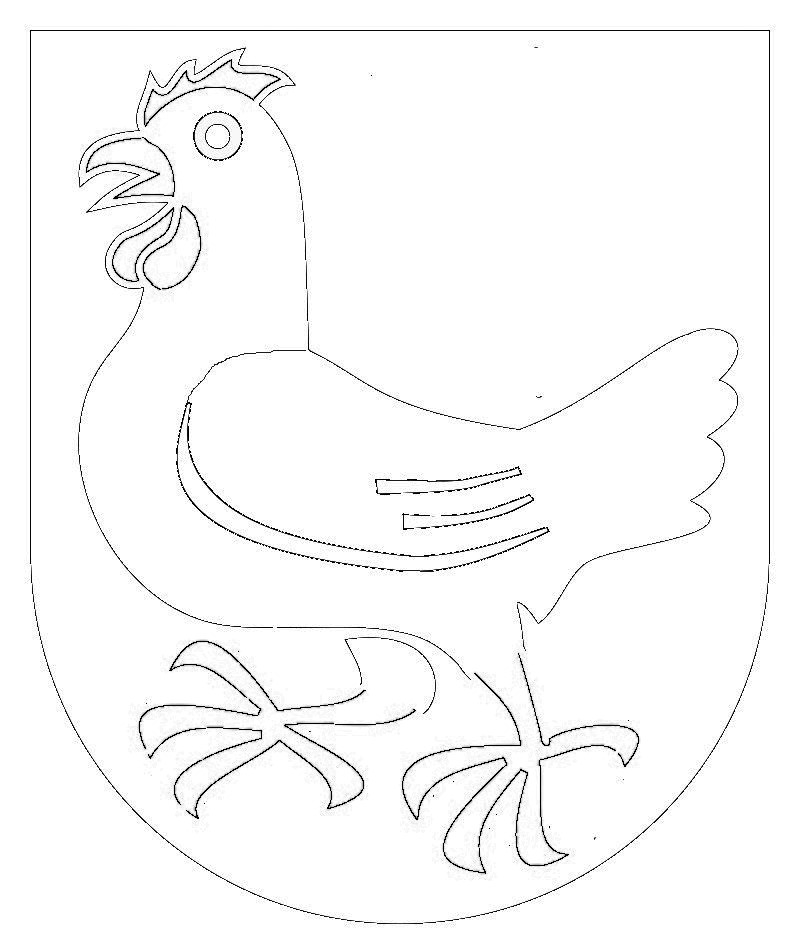
Nassau (tarcza)
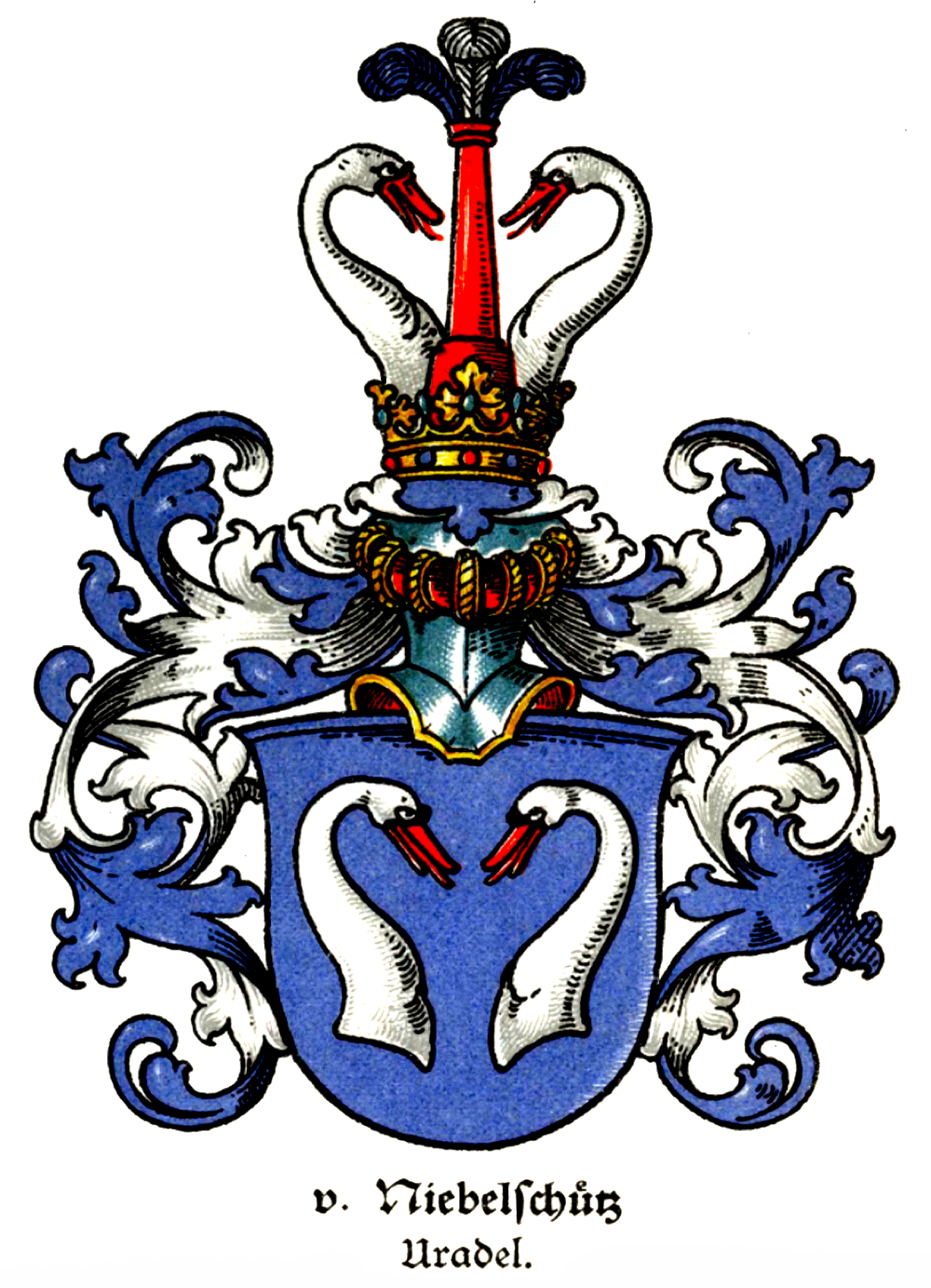
Niebelschütz
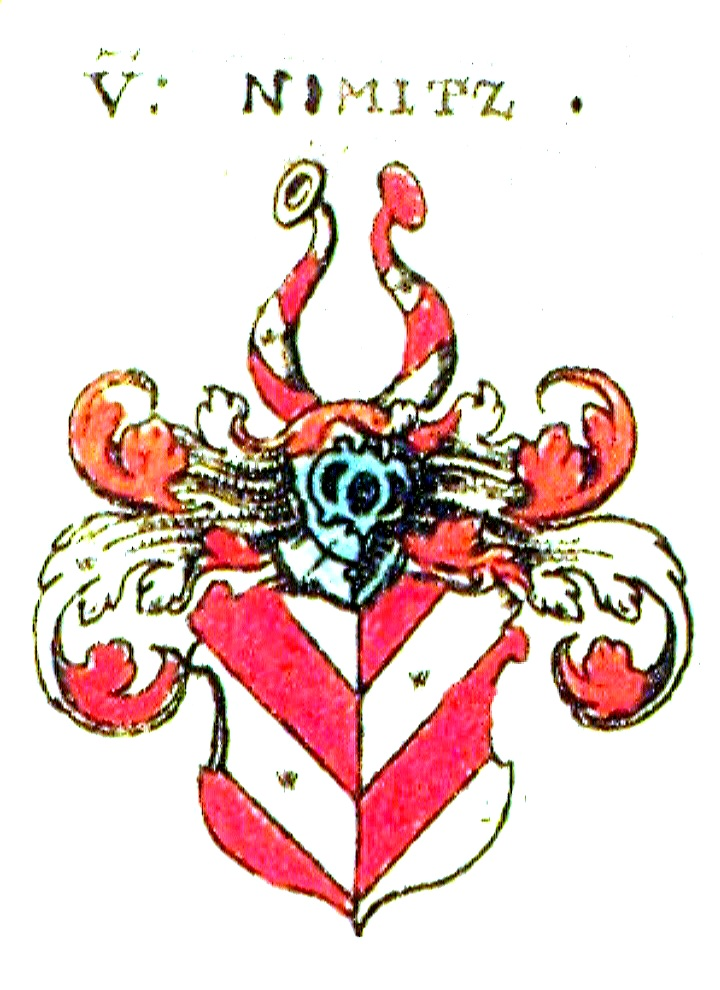
Niemitz
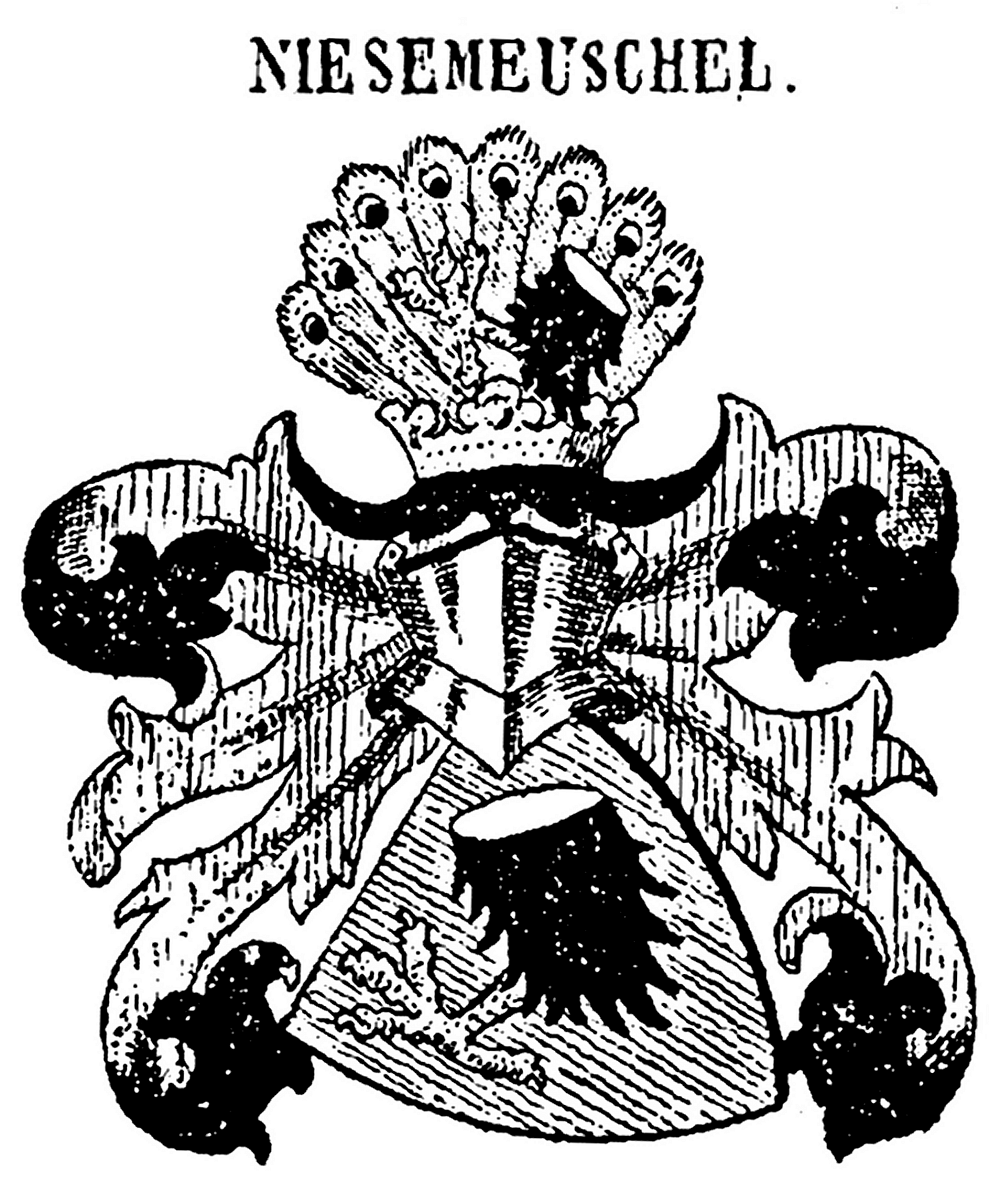
Niesemeuschel
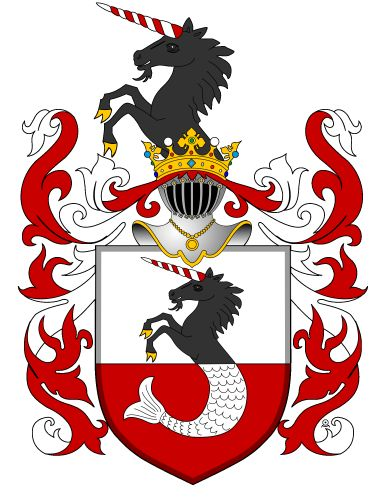
Nimptsch
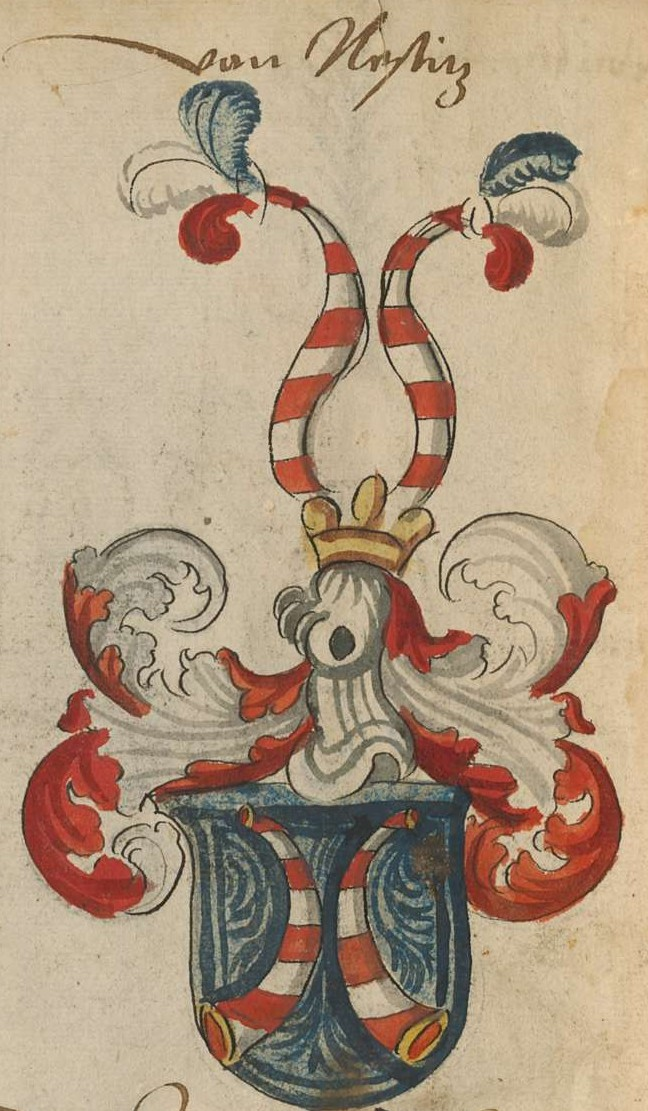
Nostiz
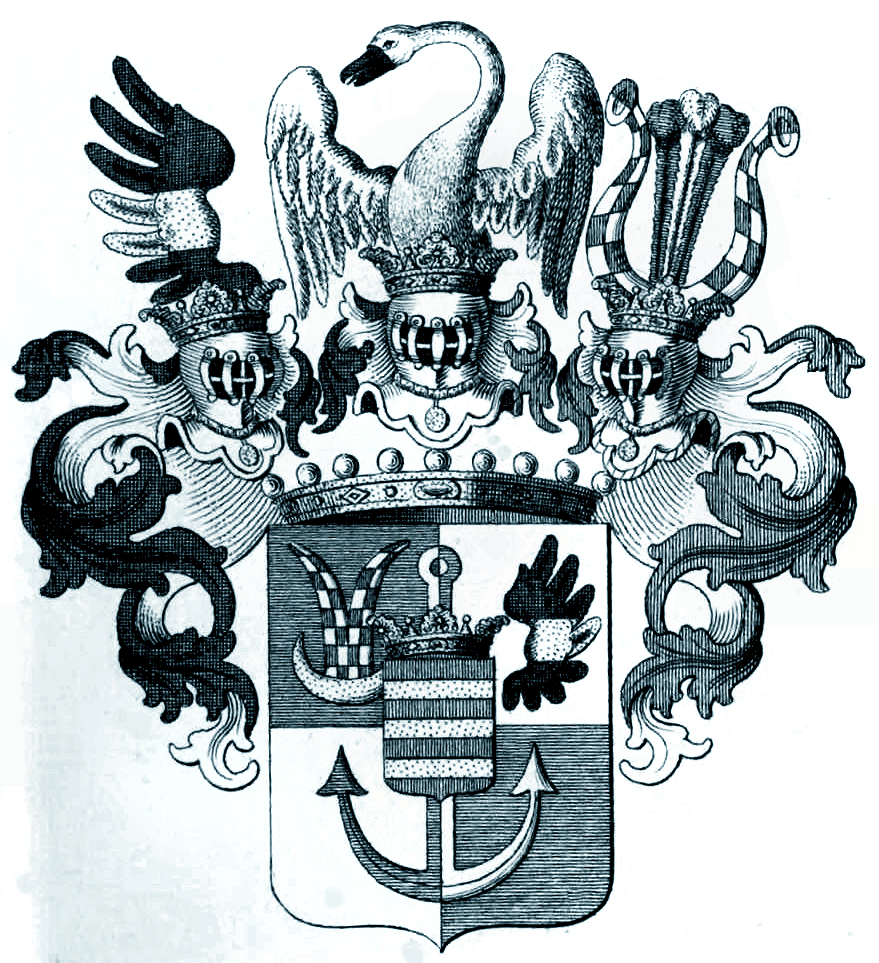
Nostiz
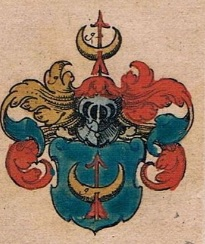
Ogigiel
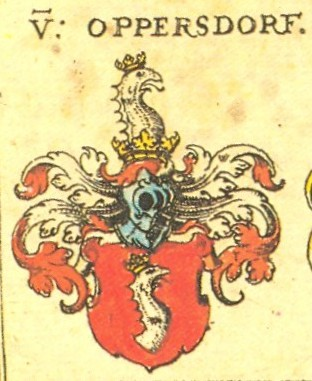
Oppersdoff
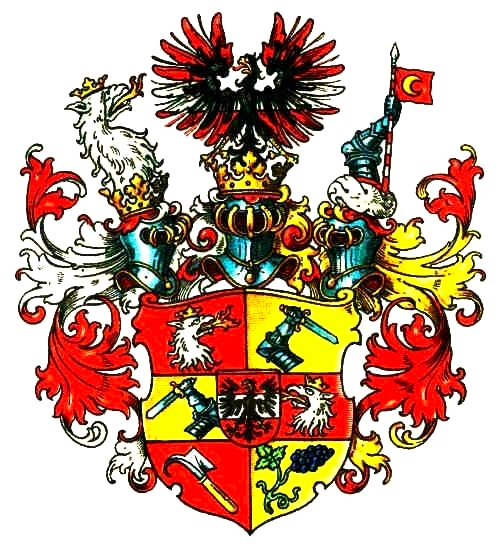
Oppersdorff Gr.
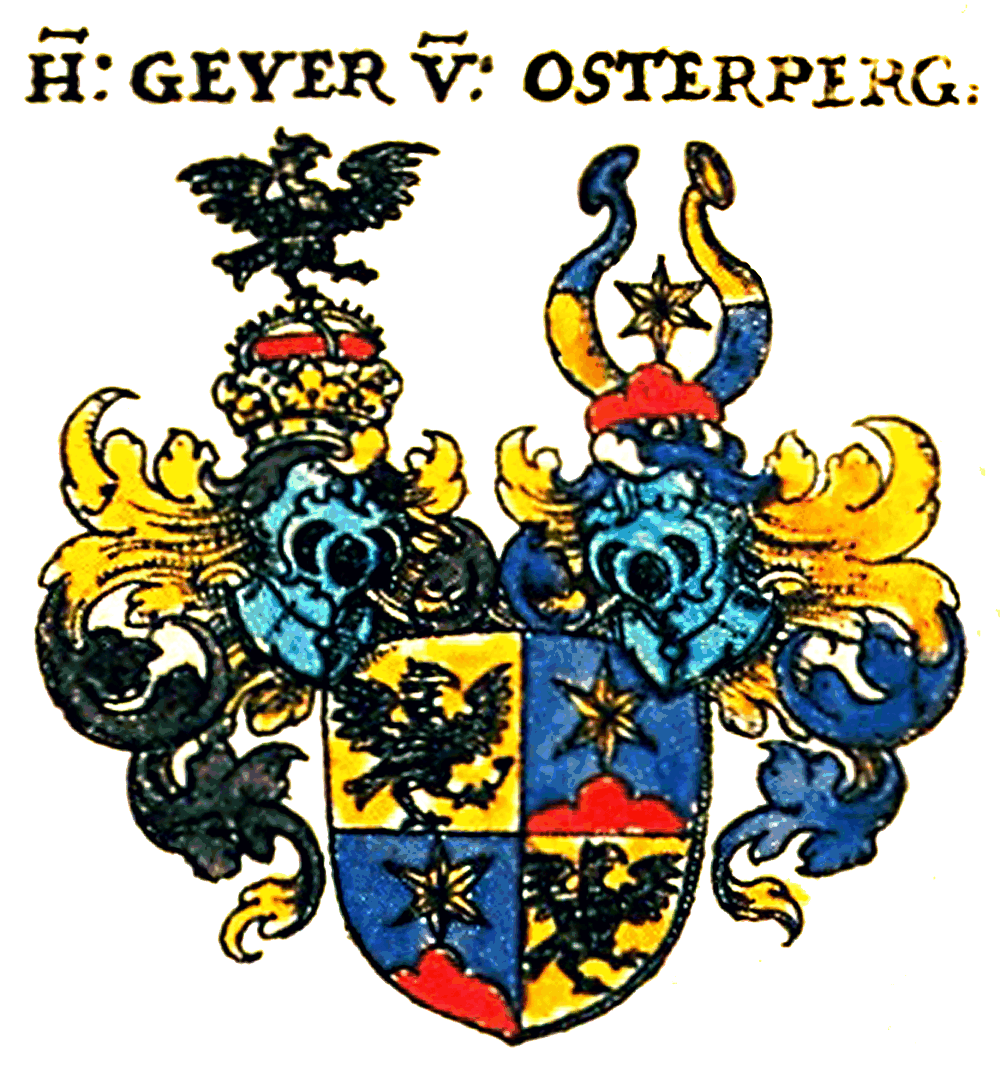
Osterperg
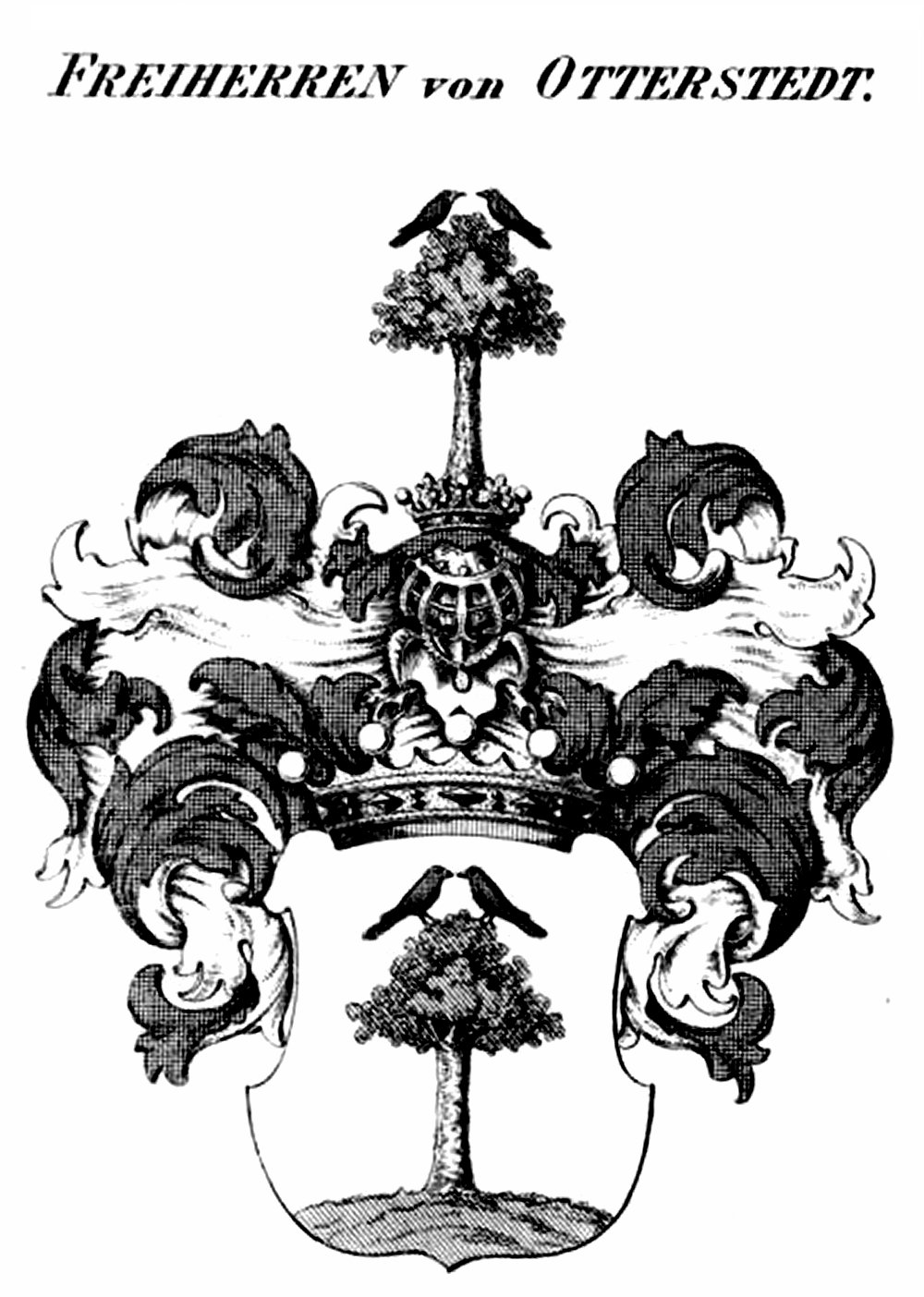
Otterstedt

## P

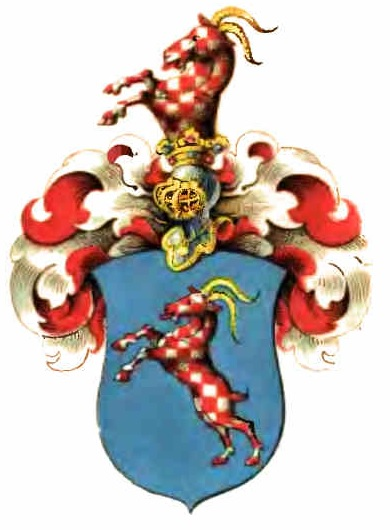
Packisch-Festenberg
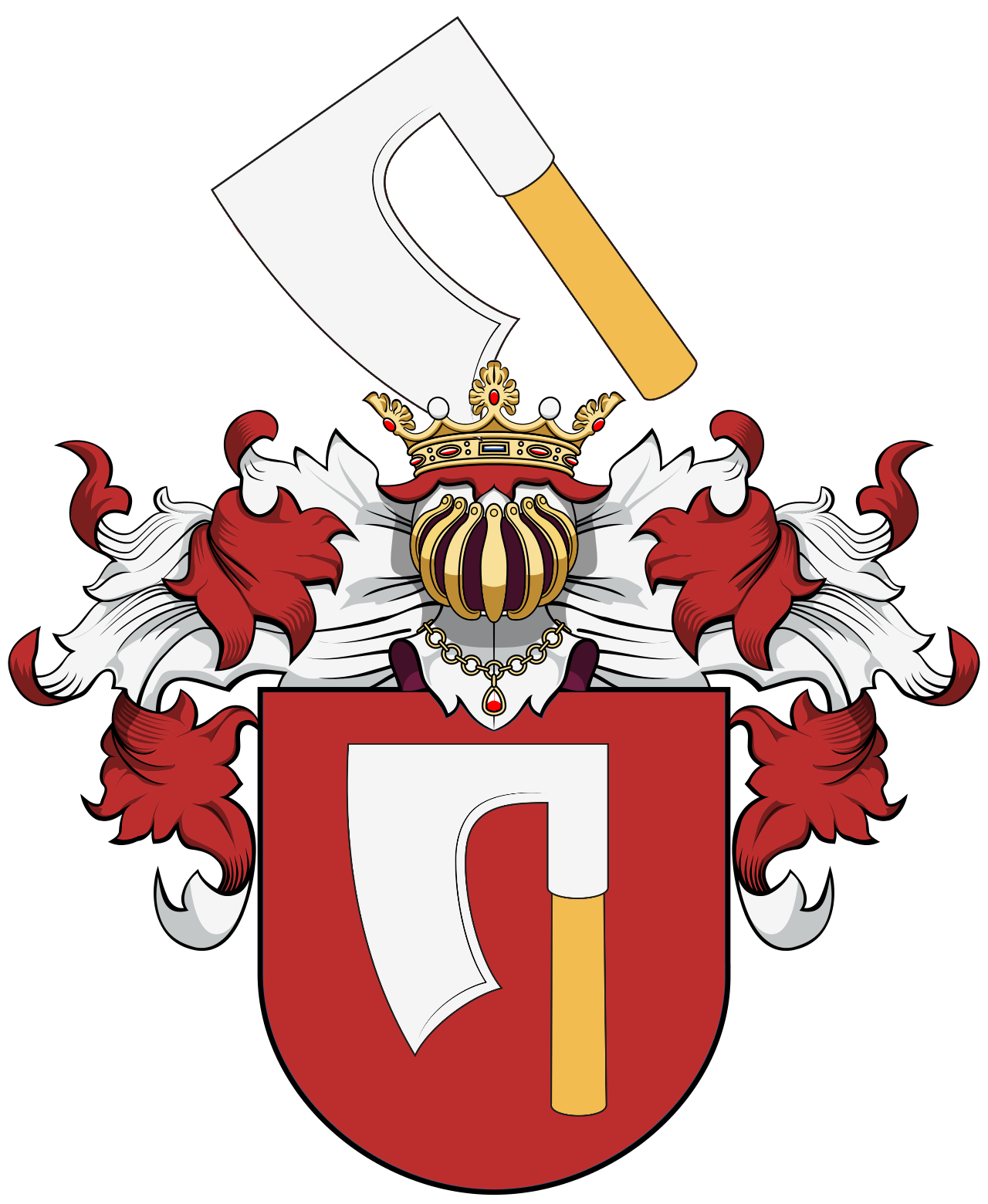
Paczensky
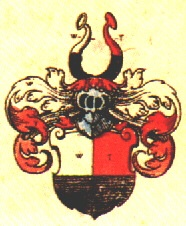
Pannwitz
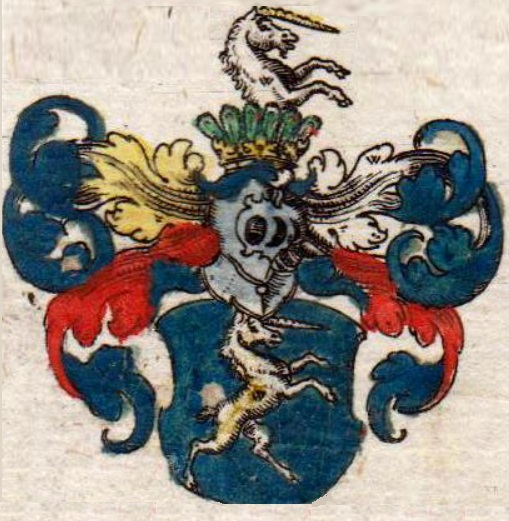
Parchwitz
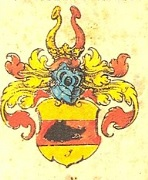
Peterswald
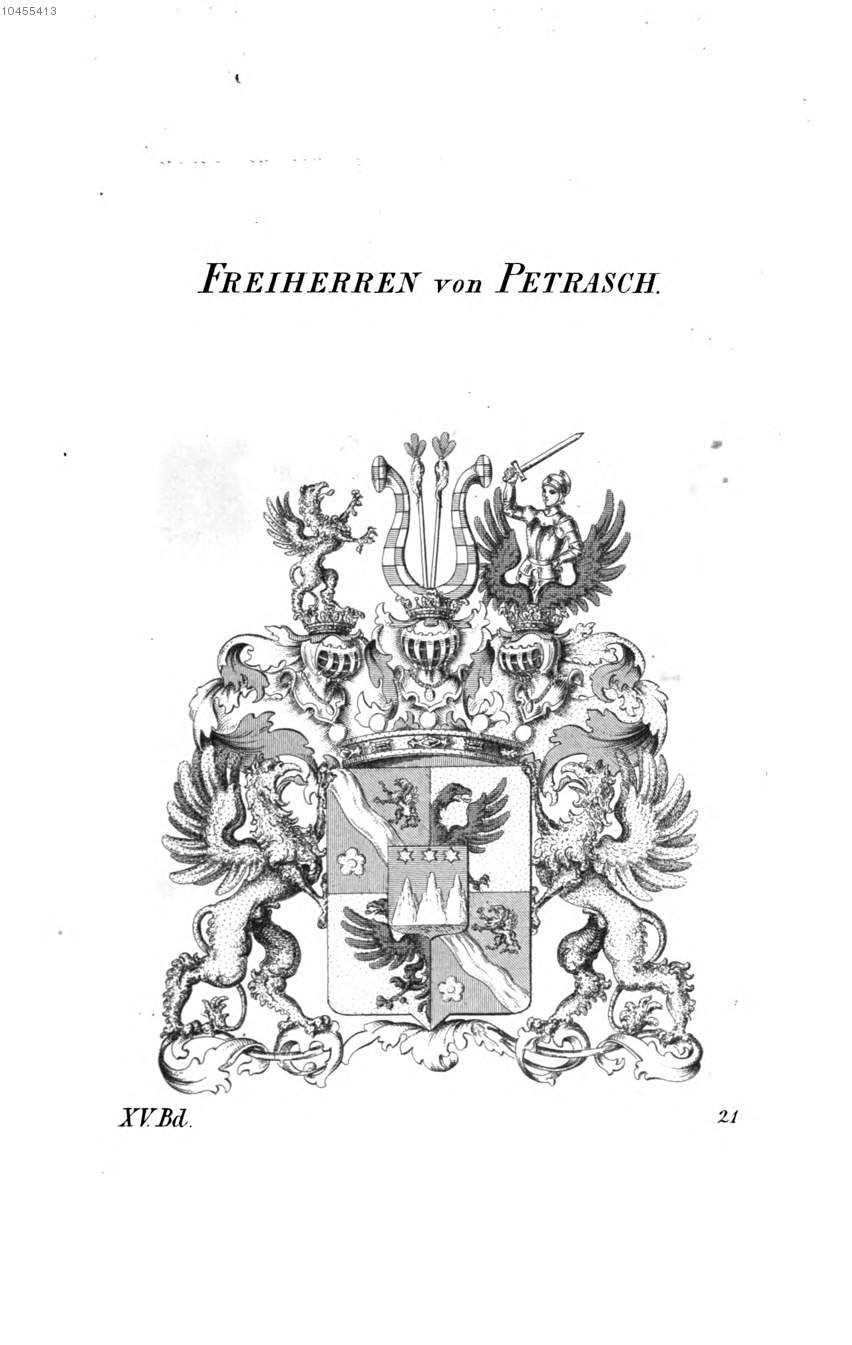
Petrasch
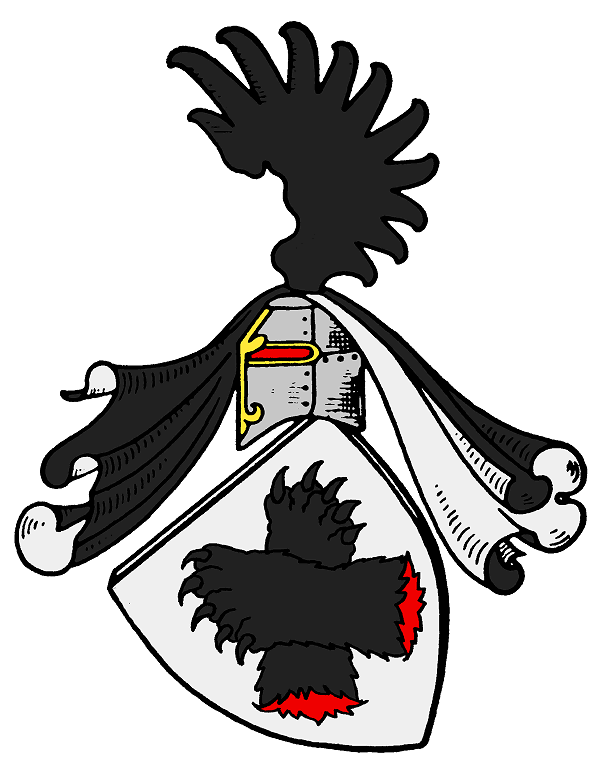
Pfeil
Pfeil
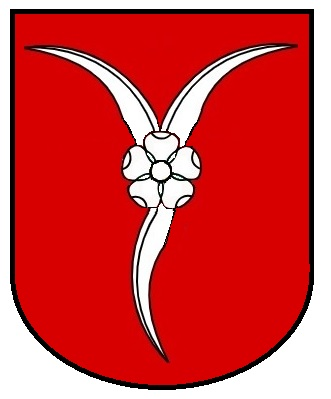
Plissen (odmiana)
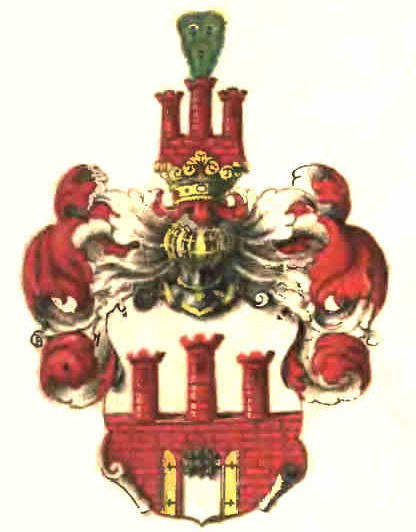
Pogrel
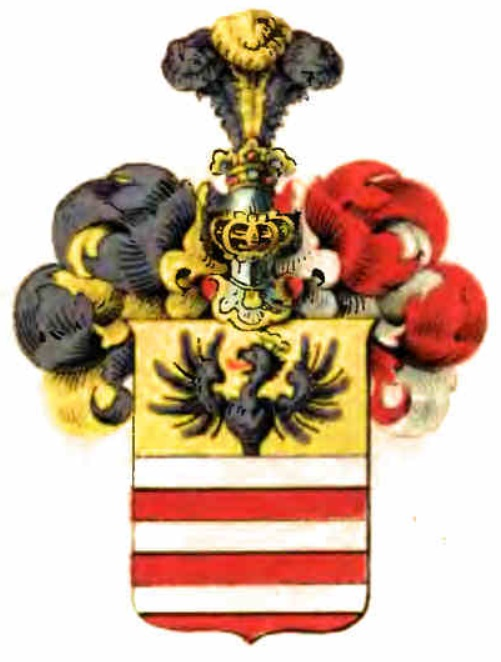
Herb von Poncet
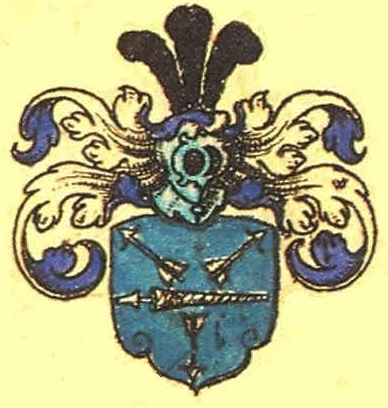
Poppschütz
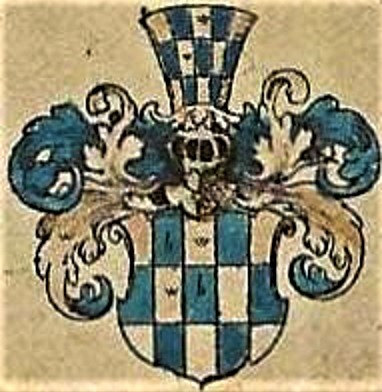
Porschnitz
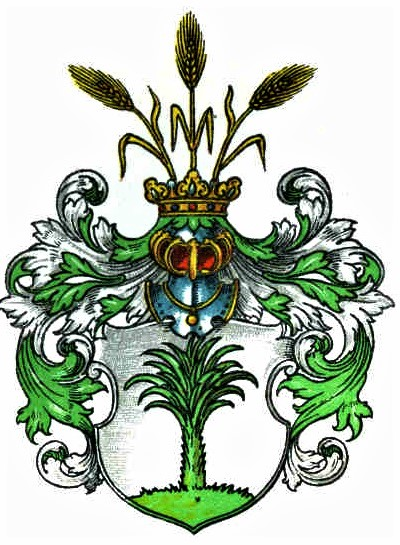
Portatius
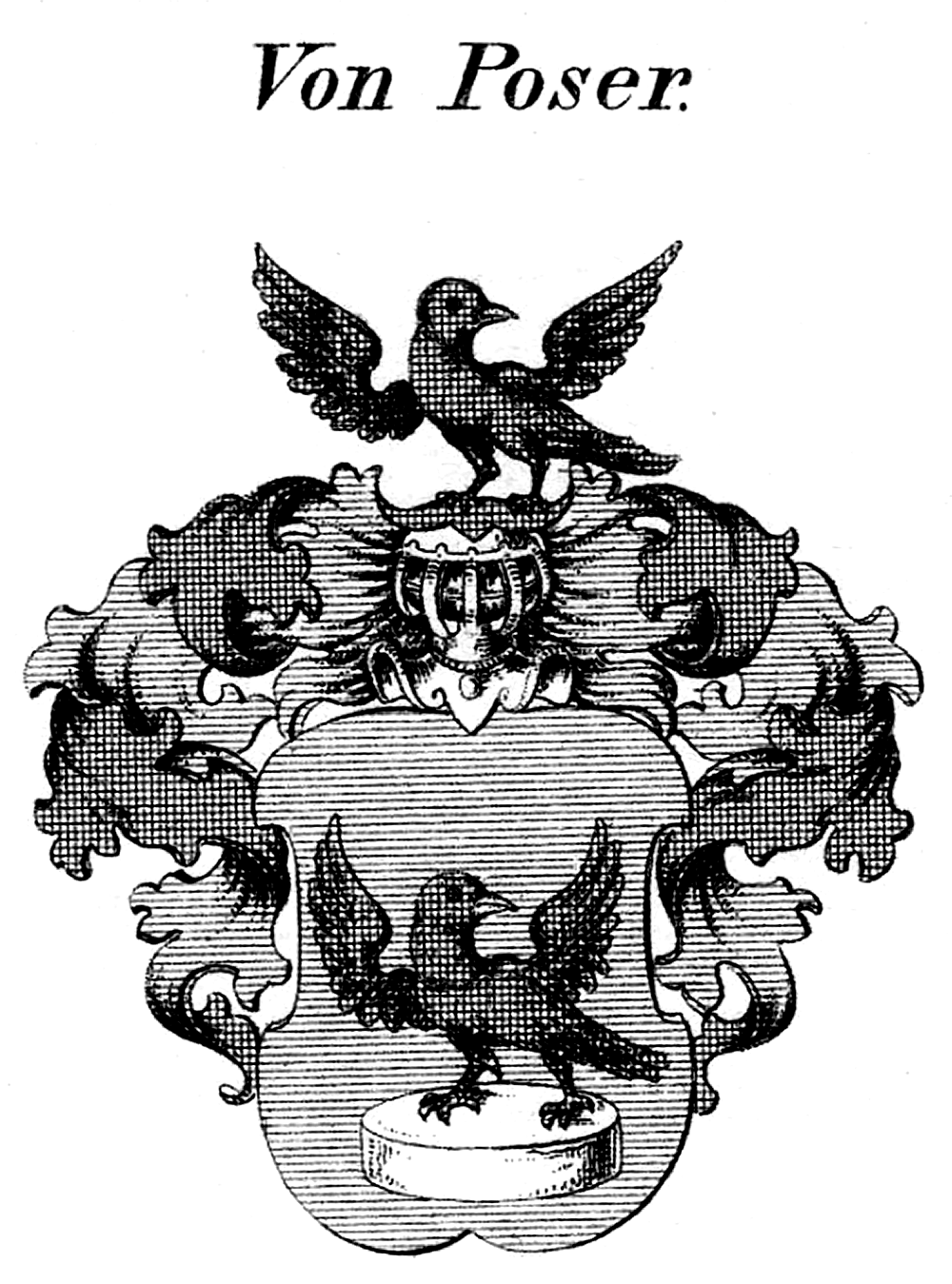
Poser
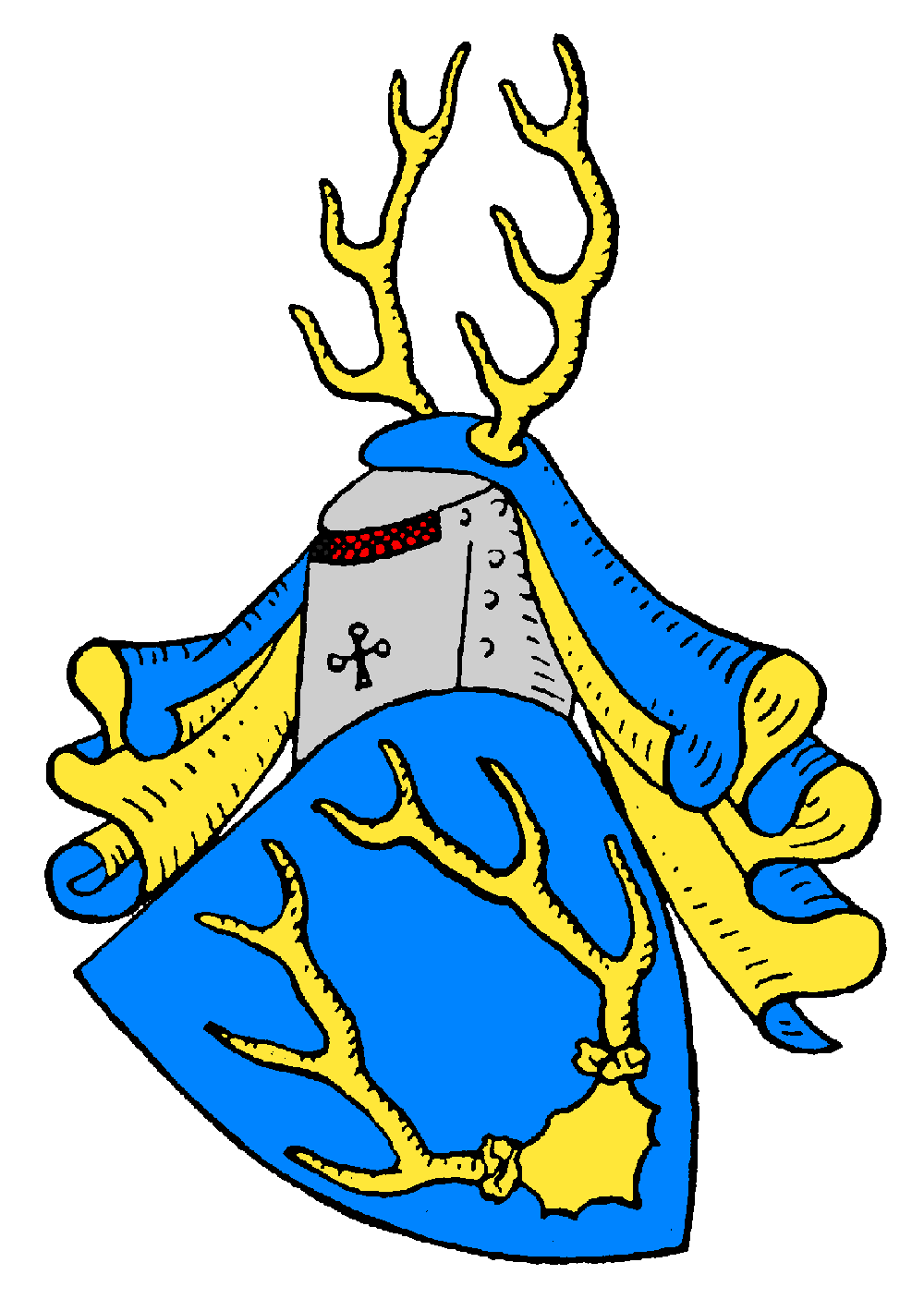
Praschma zob. Schlichting
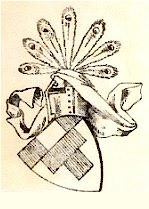
Predel
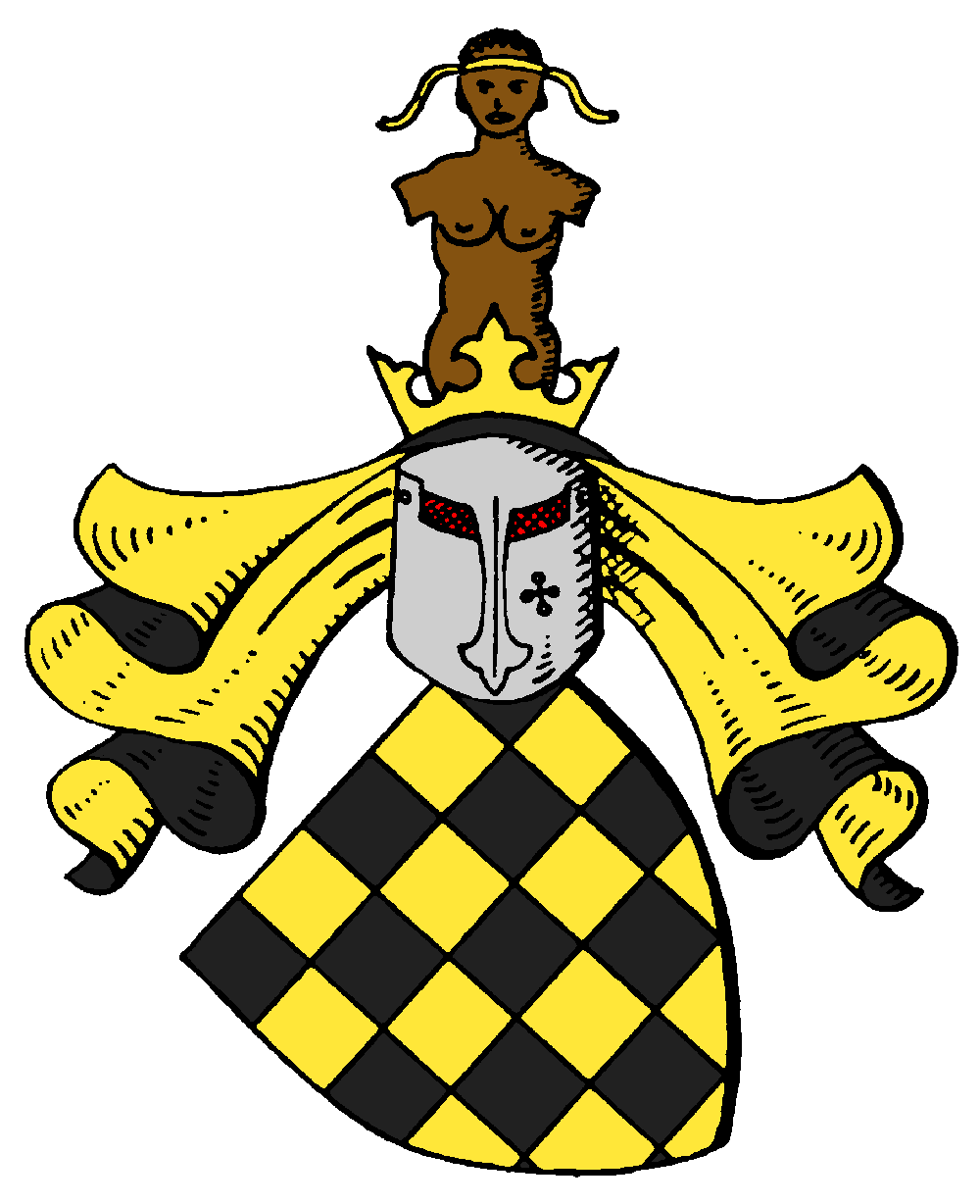
Prittwitz
Promnicz
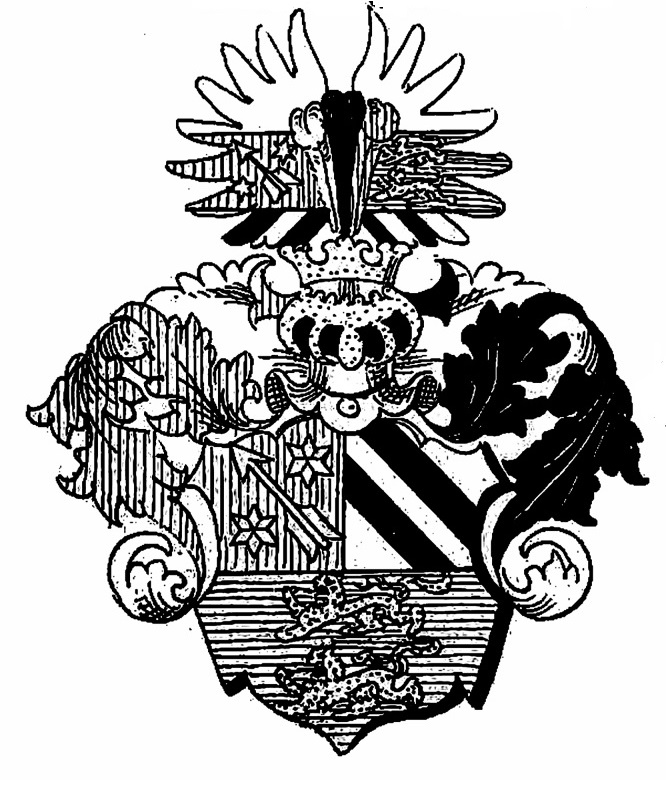
Promnitz, Frhn
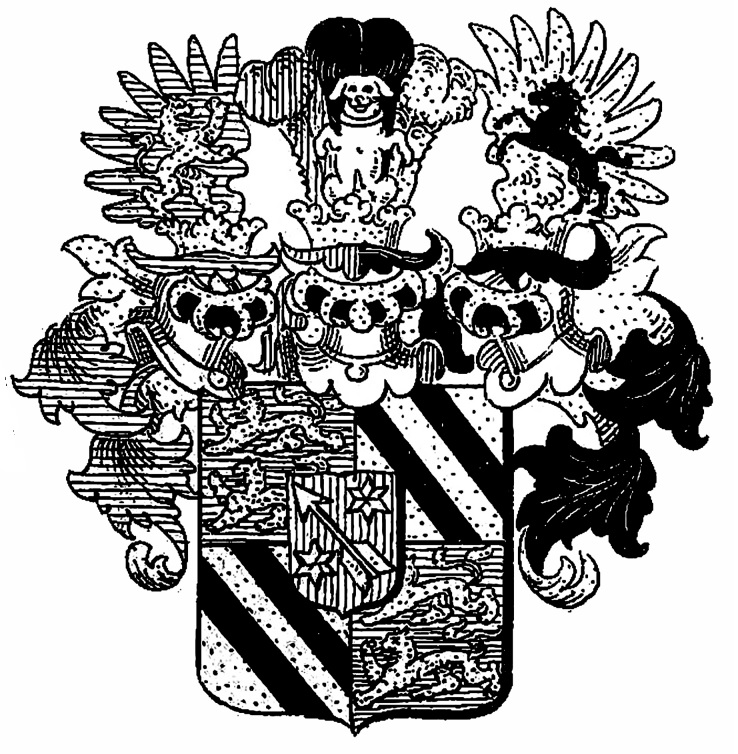
Promnitz, Grfn
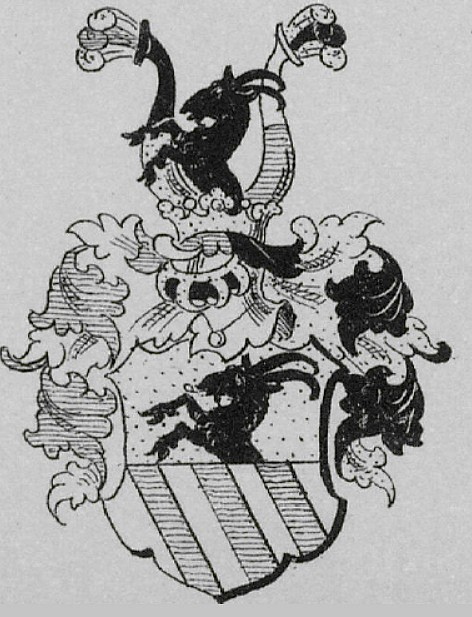
Pusch
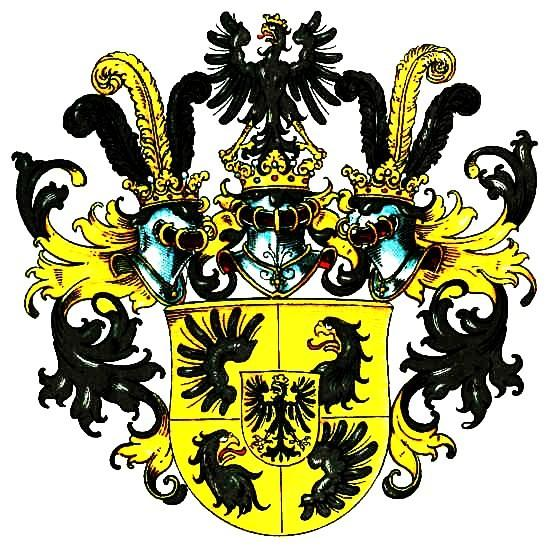
Pückler

## R

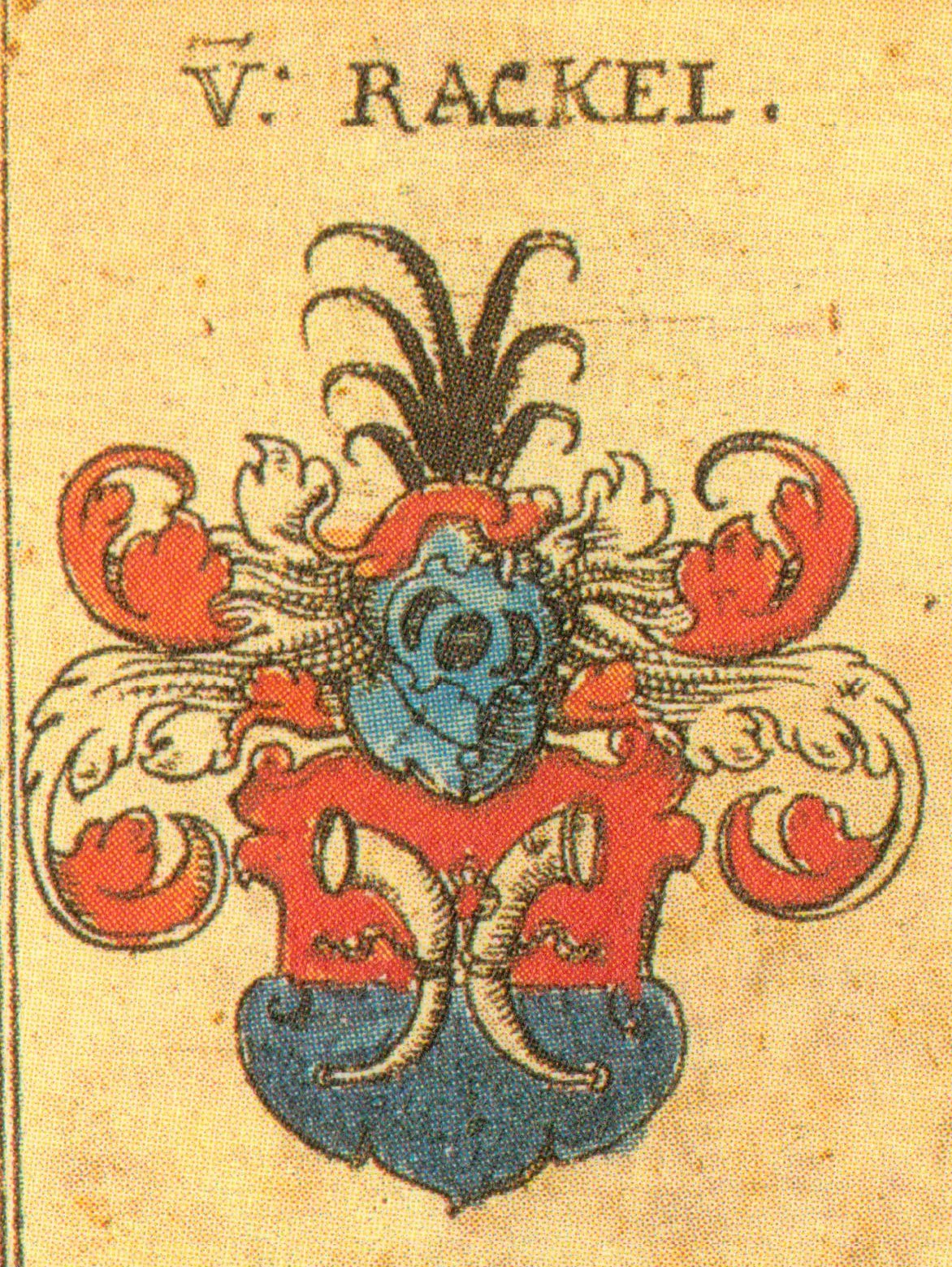
Rackel
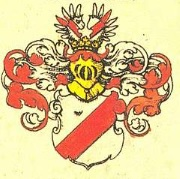
Rappach
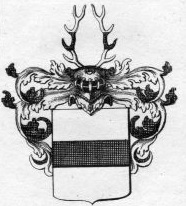
Ratschin
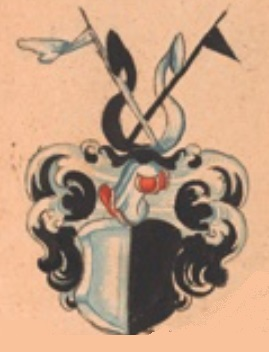
Rätzke
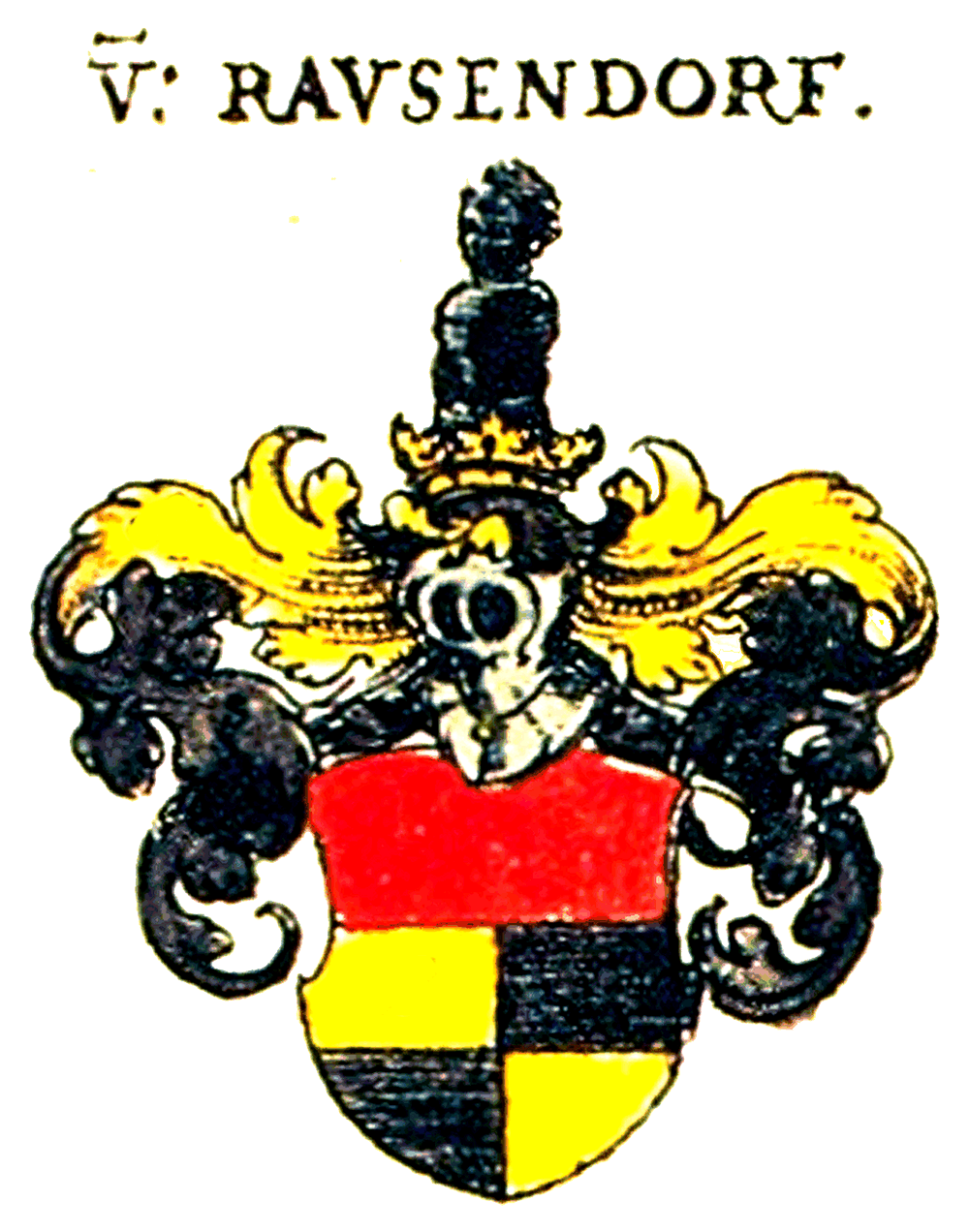
Raussendorff
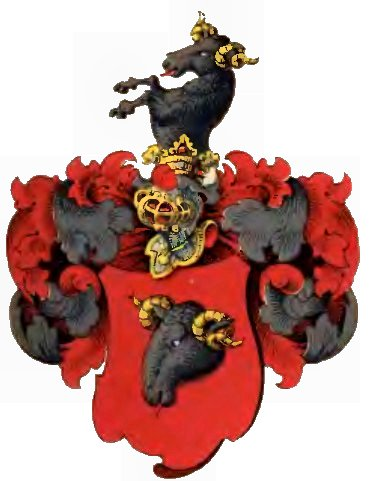
Rechenberg
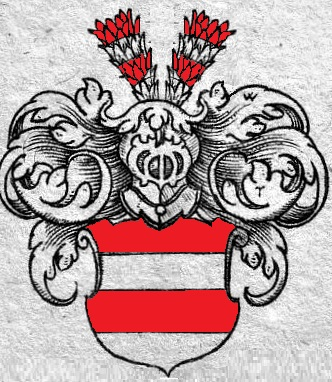
Reden
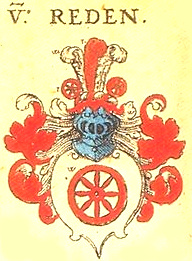
Reden
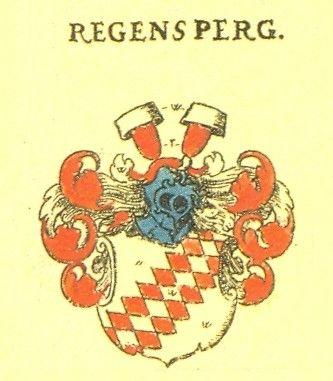
Regensperg
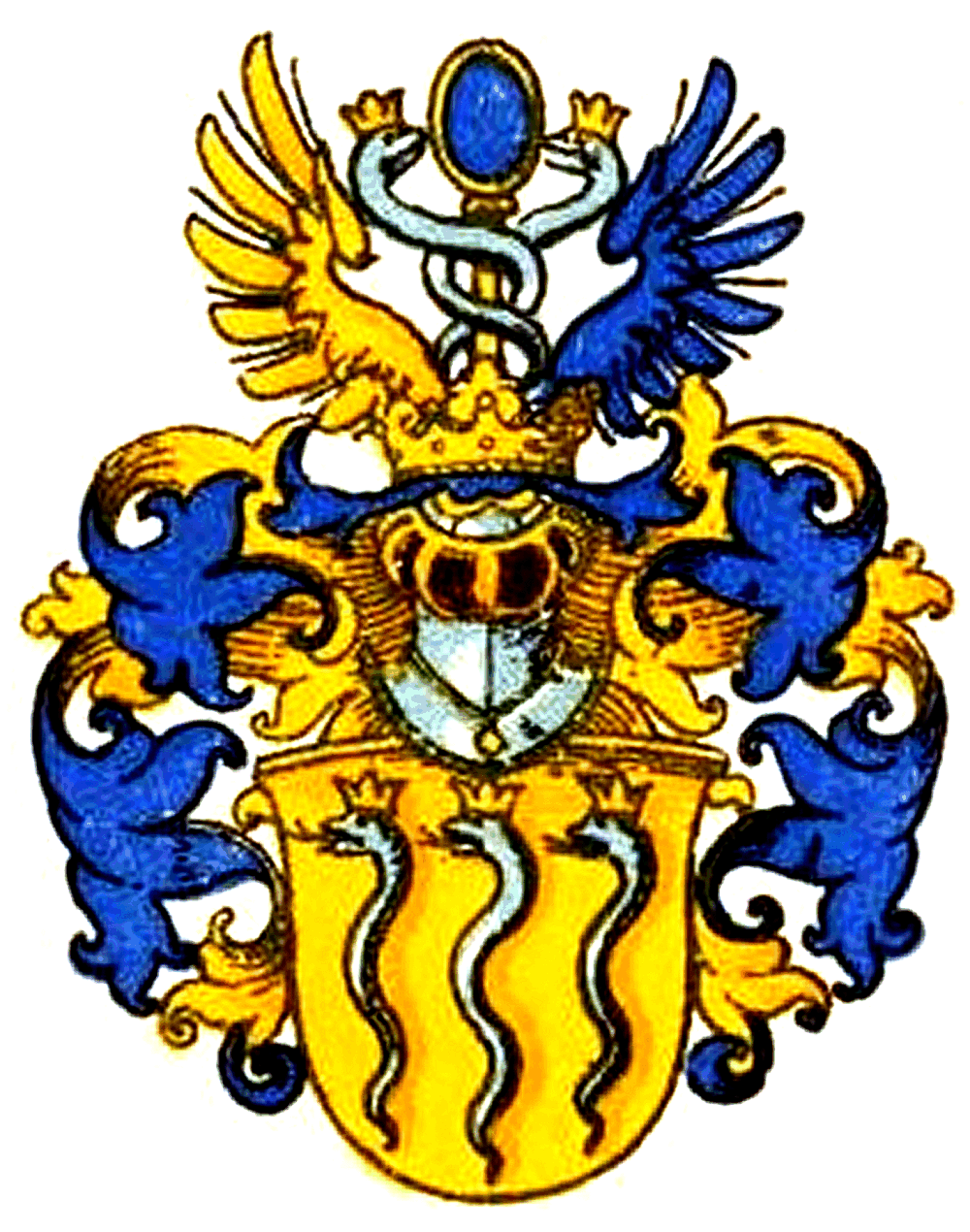
Rehbinder
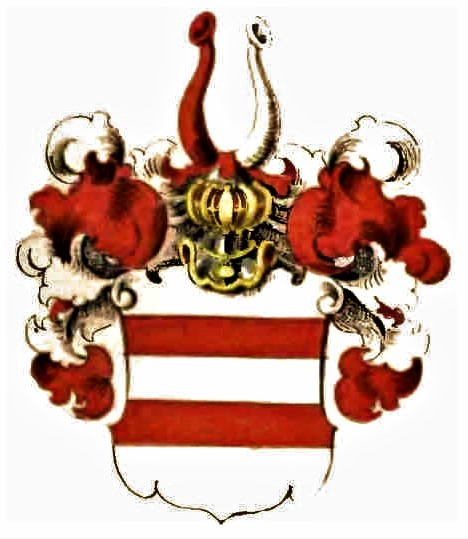
Reibnitz
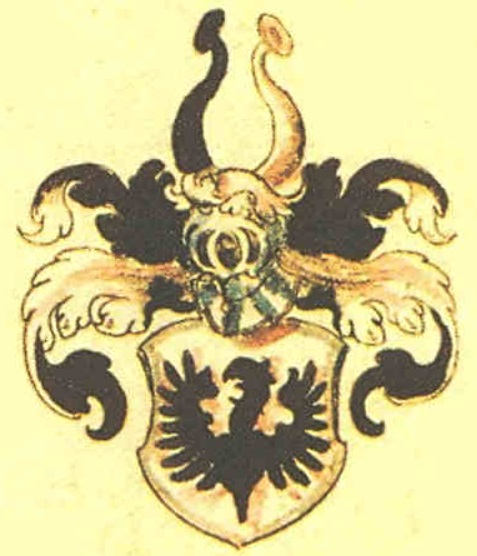
Reichaw
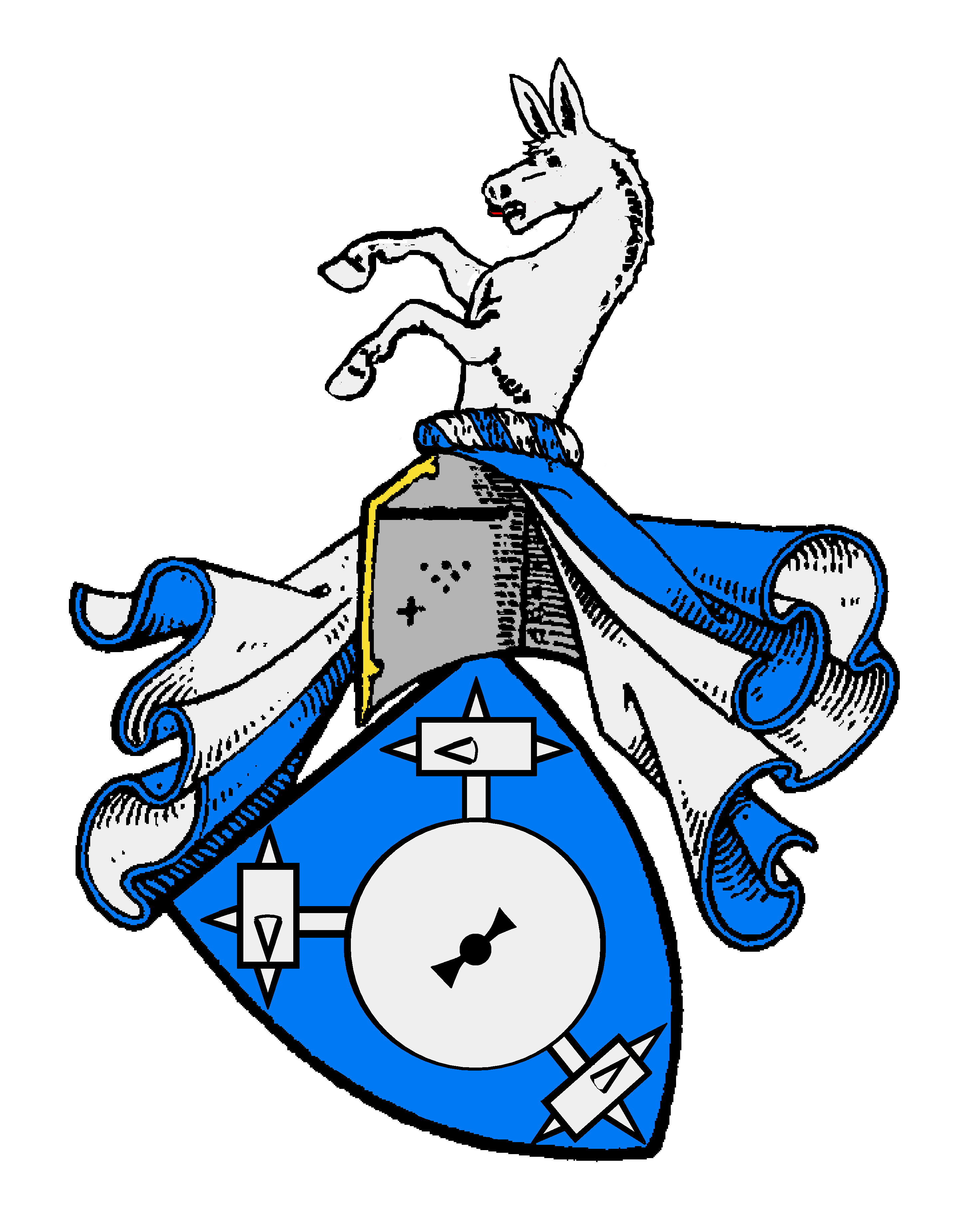
Reichenbach
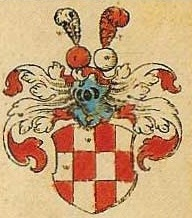
Reideburg
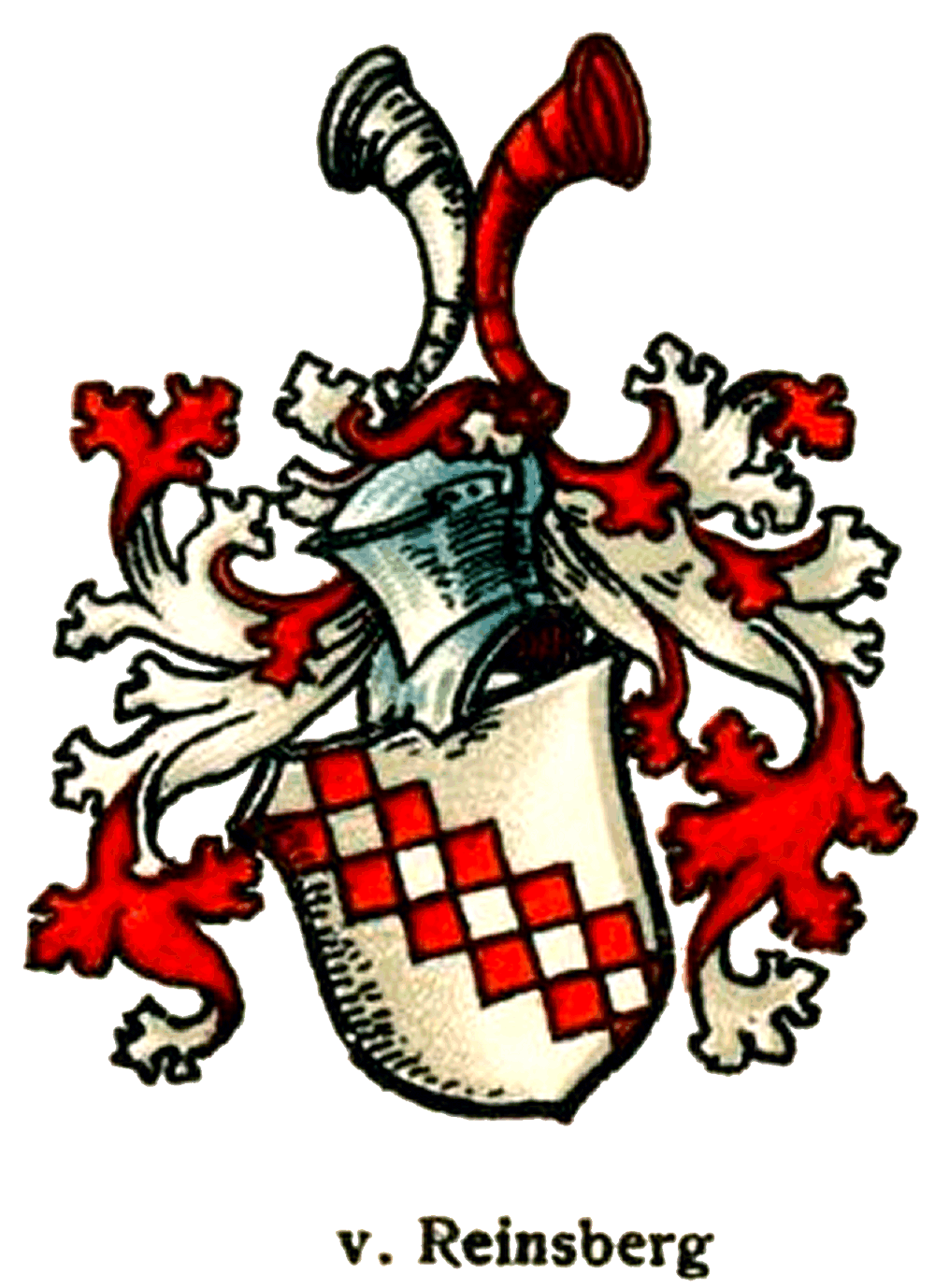
Reinsberg
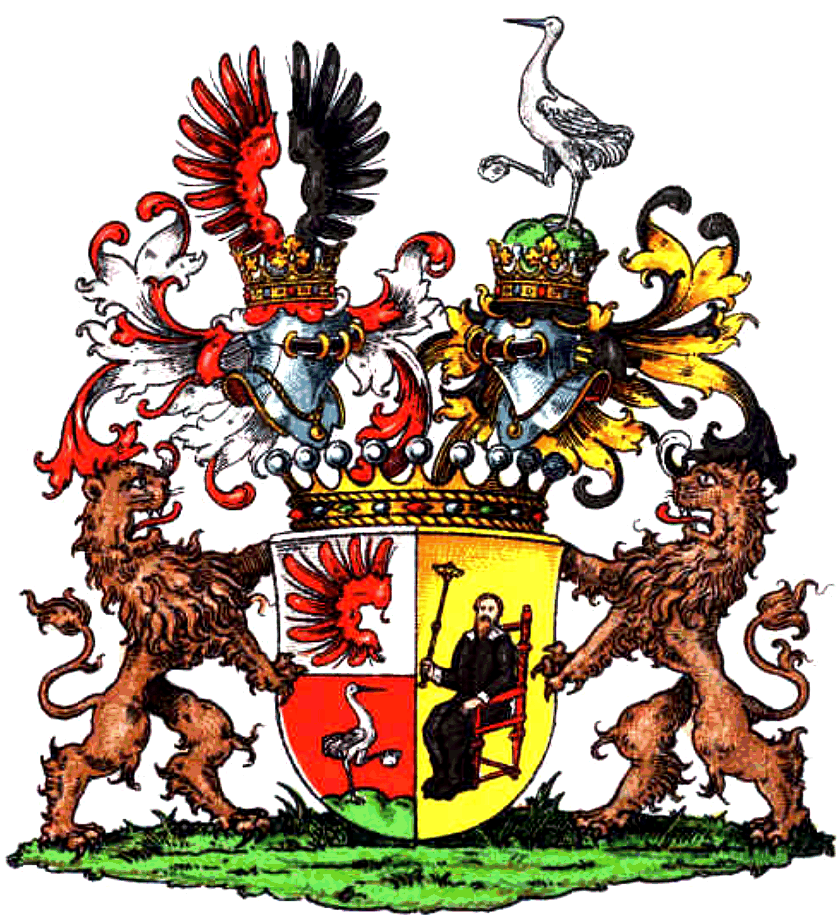
Richthofen
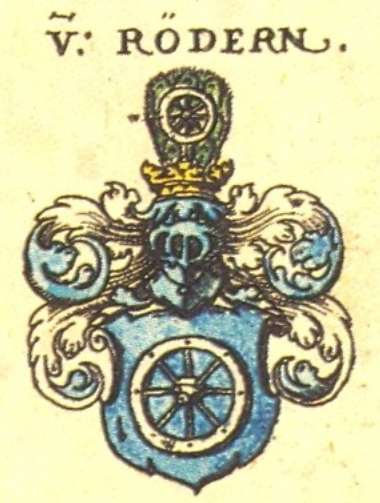
Rödern
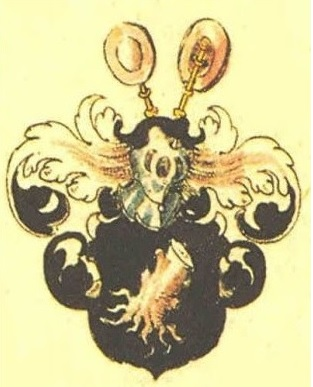
von Rohnau
Rohr
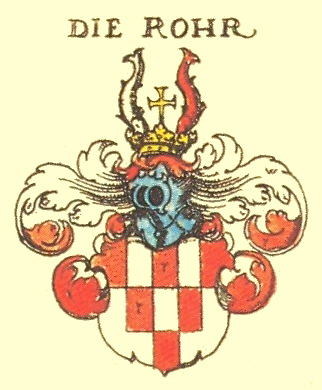
Rohr
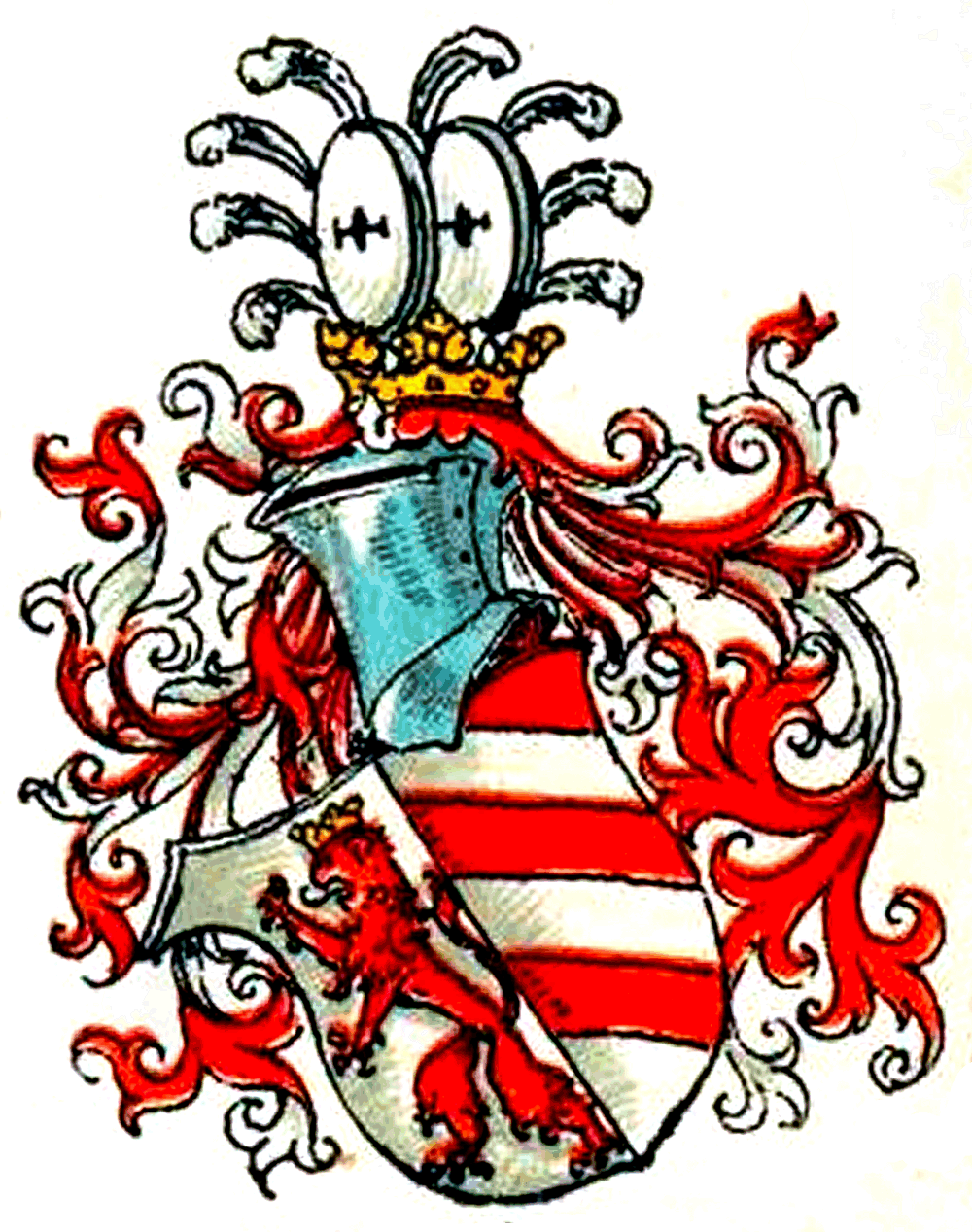
Rothenburg
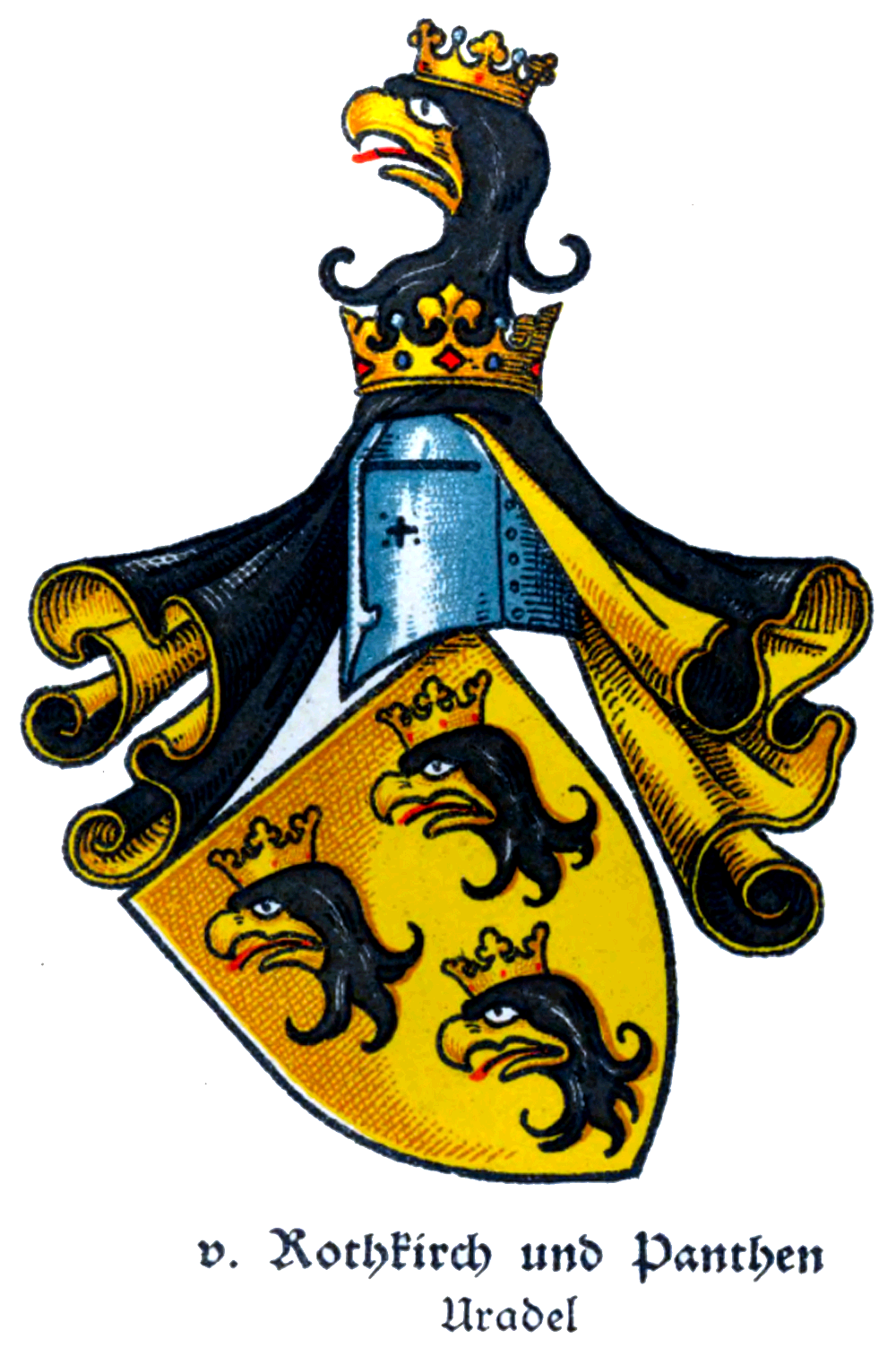
Rothkirch
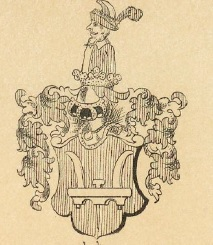
Runge

## S

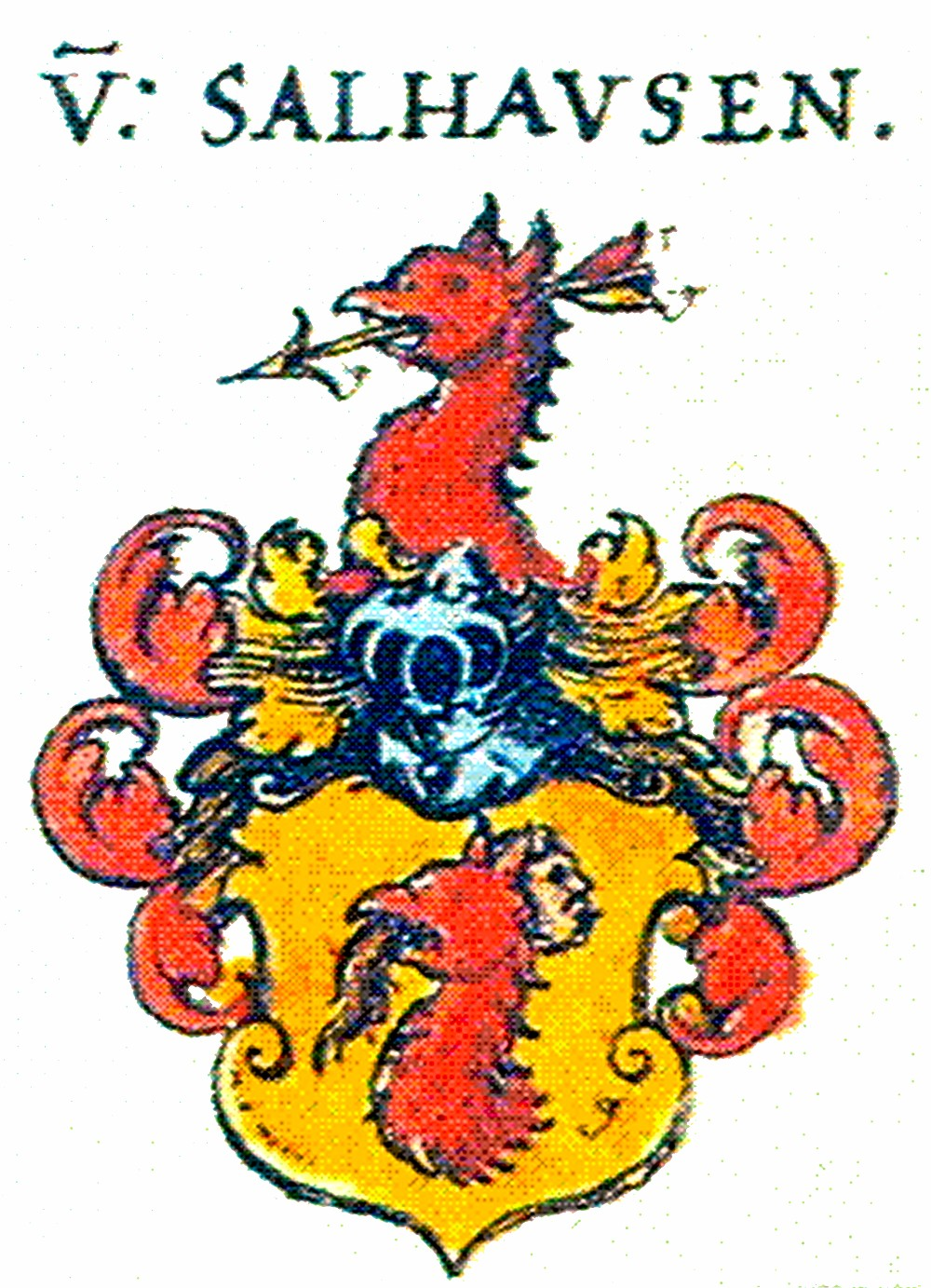
Saalhausen
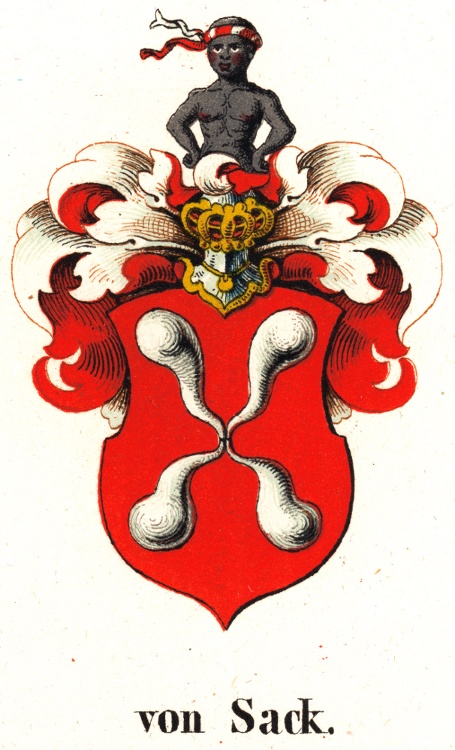
Sack
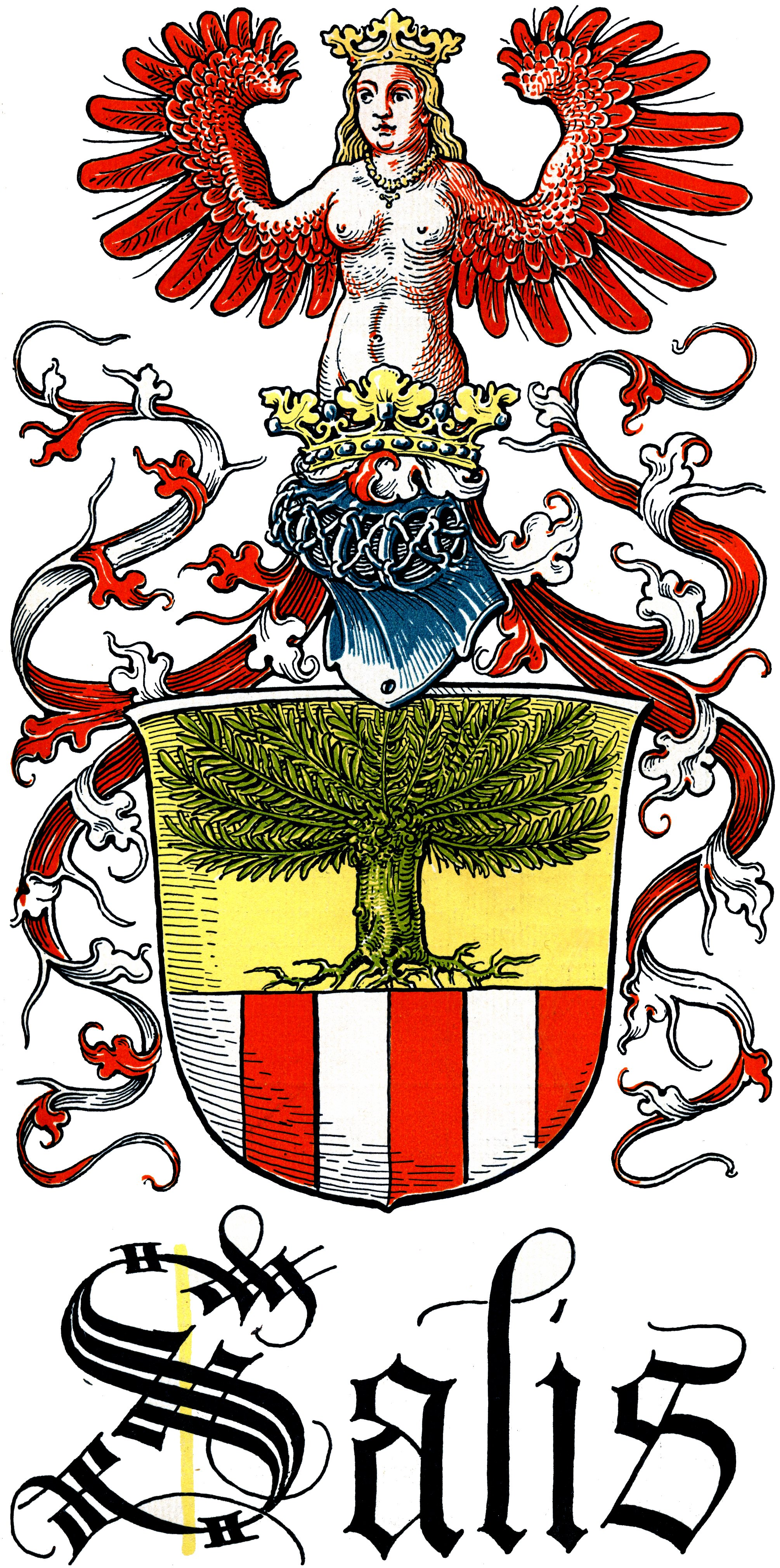
Salis
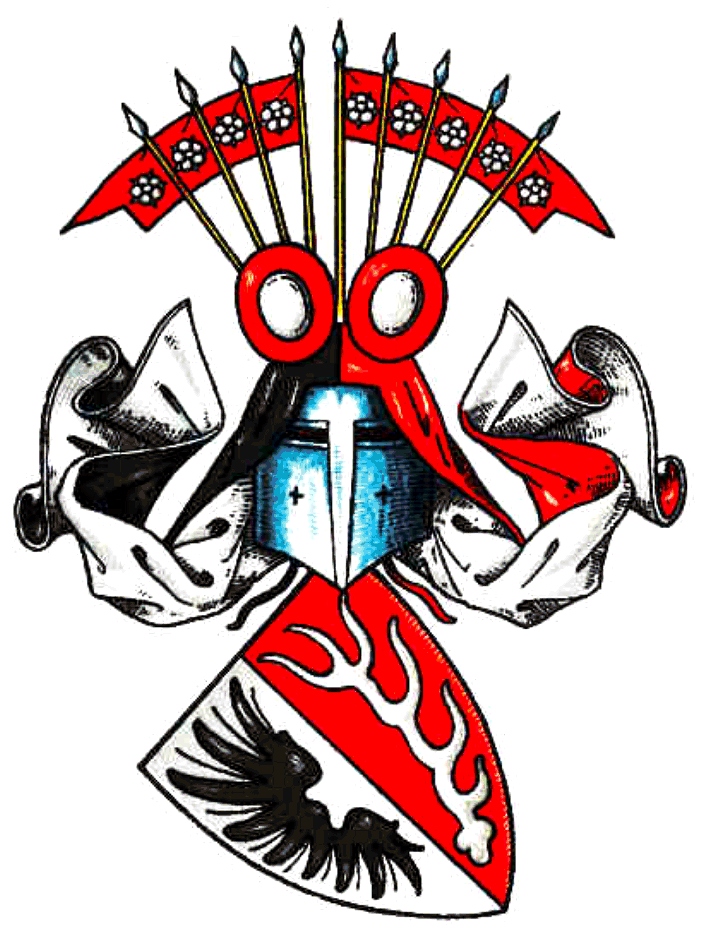
Salisch zob. Luck  Tschammer
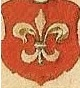
Saltza (tarcza)
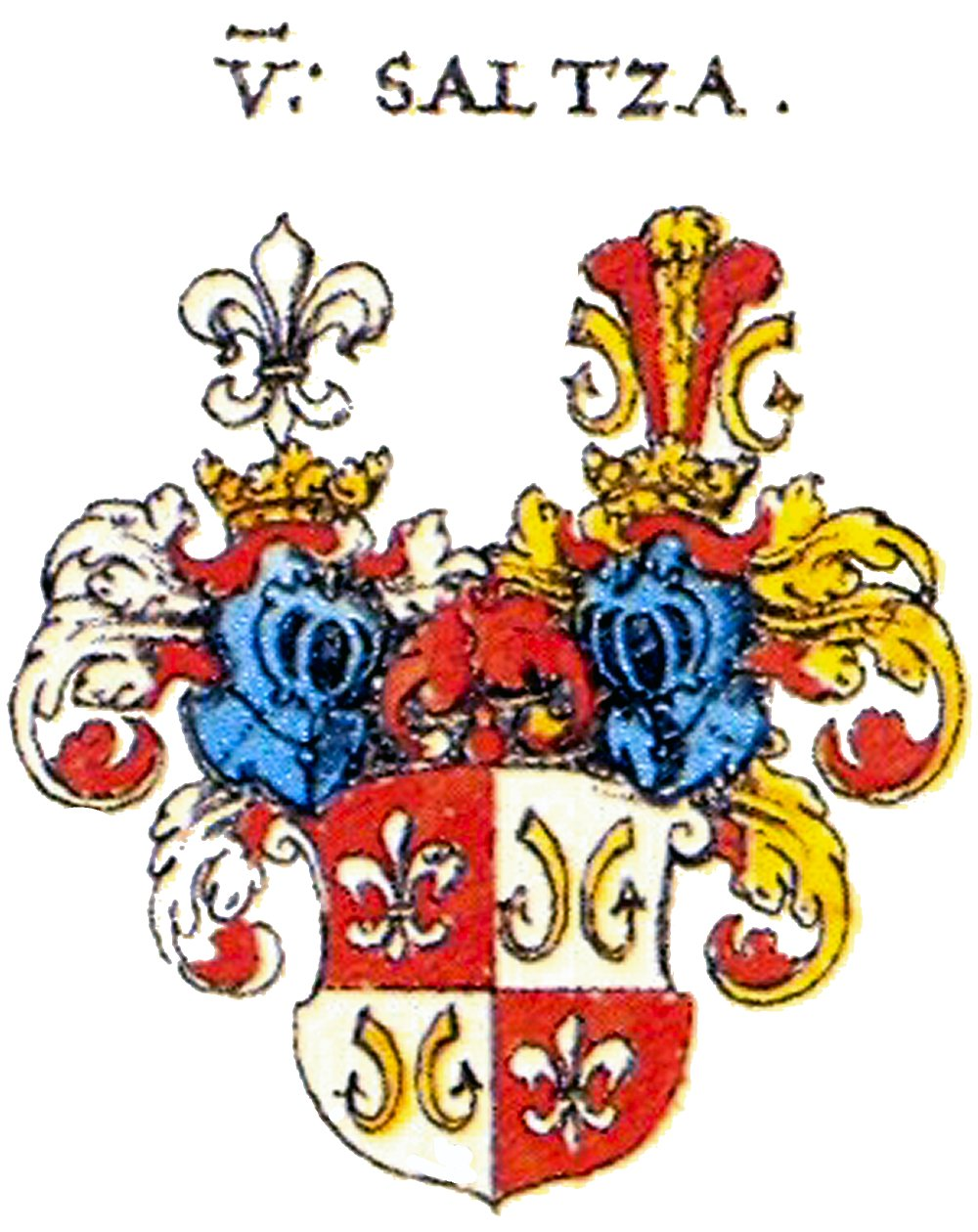
Saltza
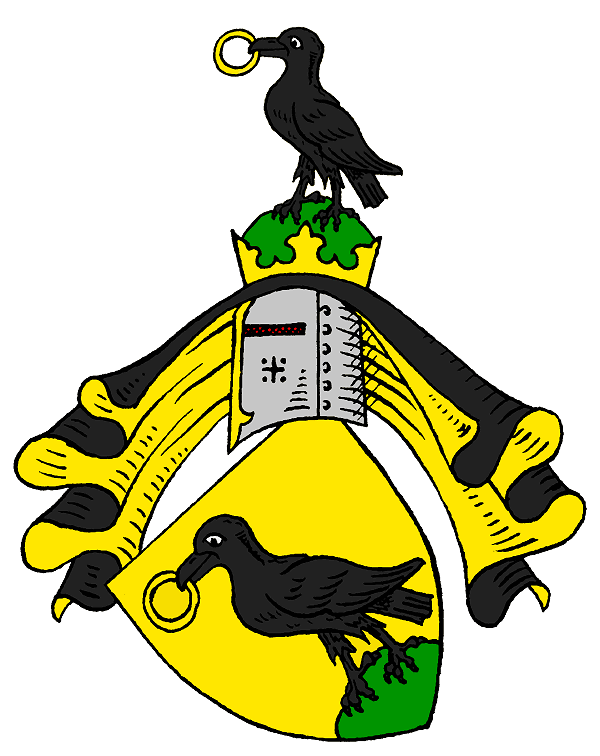
Sandreczky
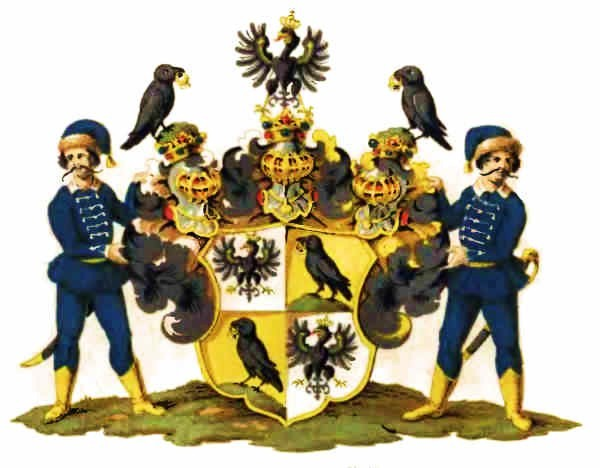
Sandreczky Gr.
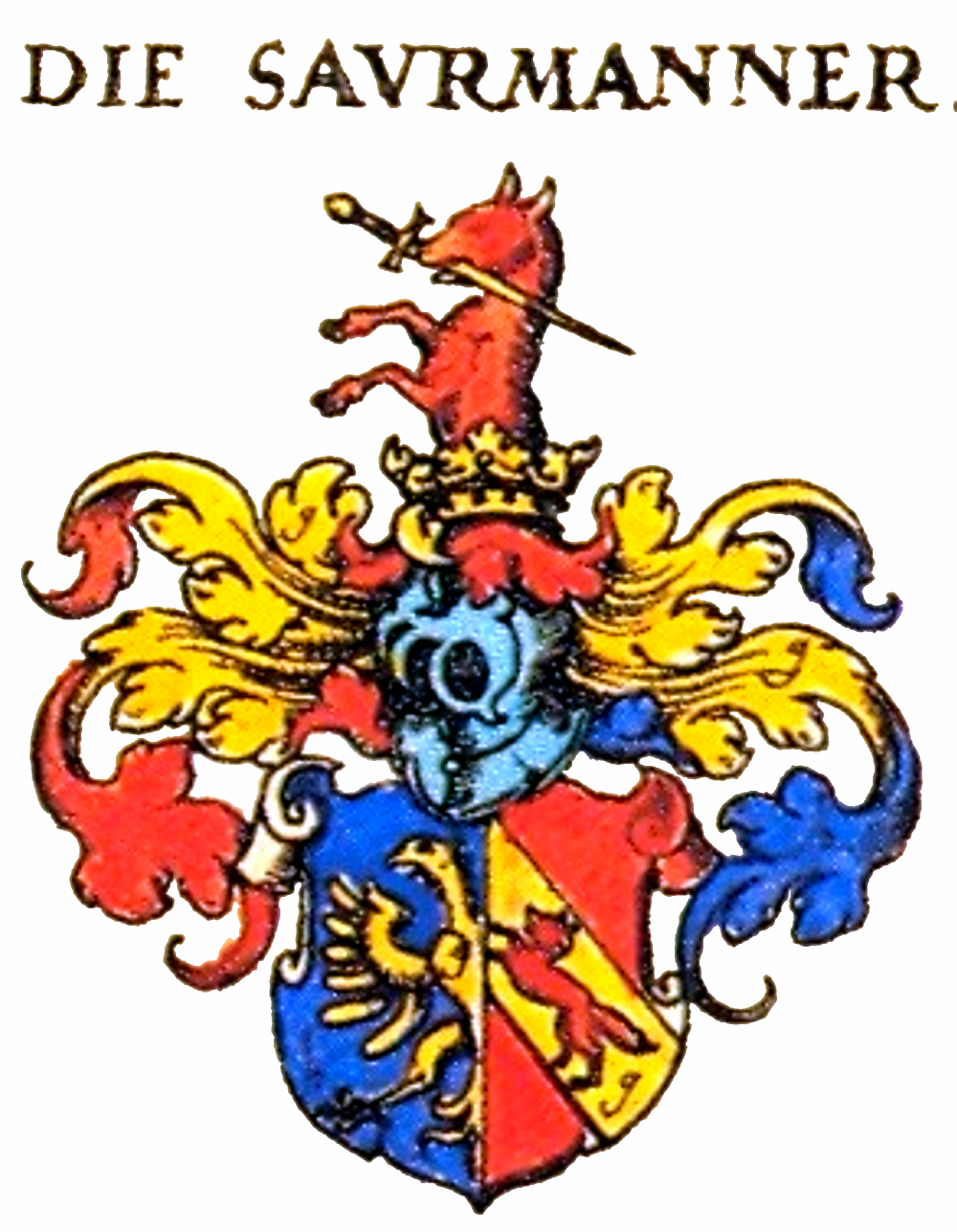
Sauermanner
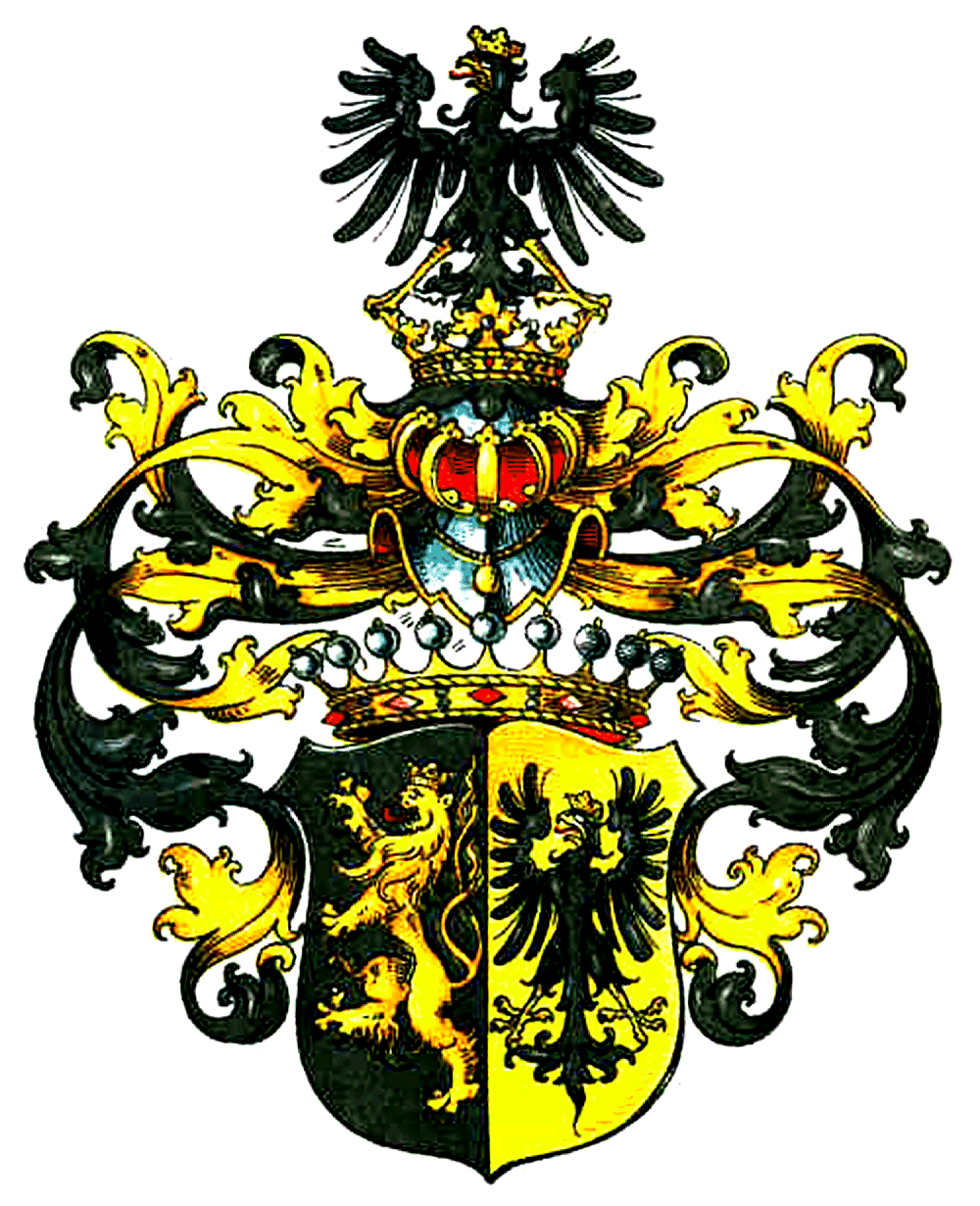
Saurma
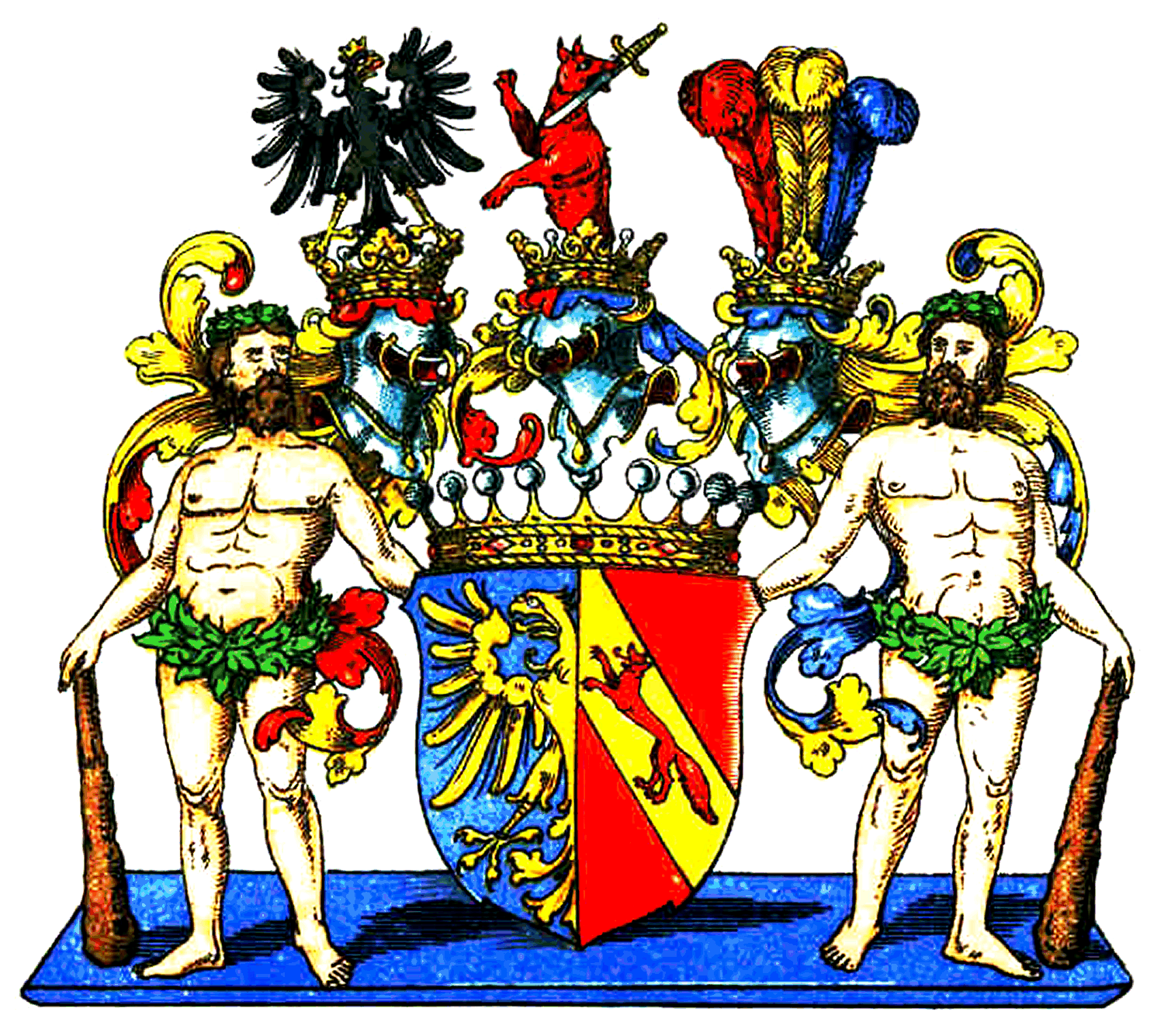
Saurma-Ruppersdorf
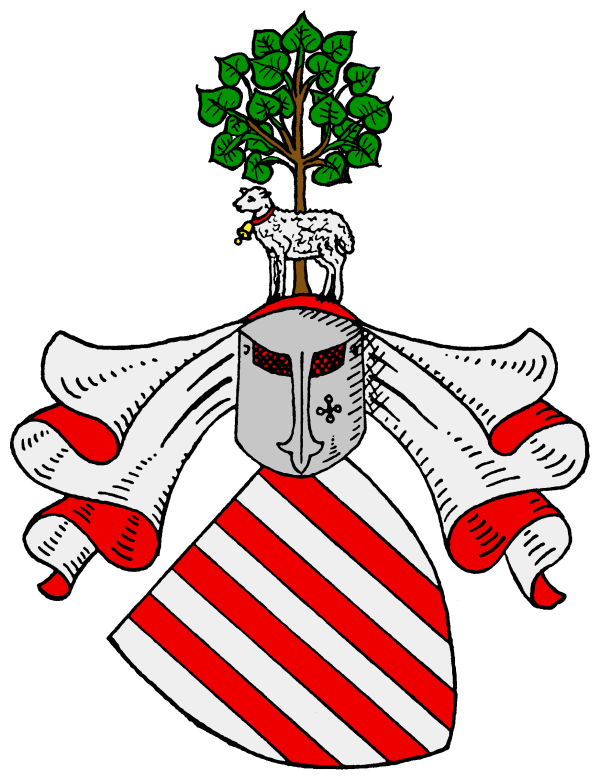
Schaffgotsch
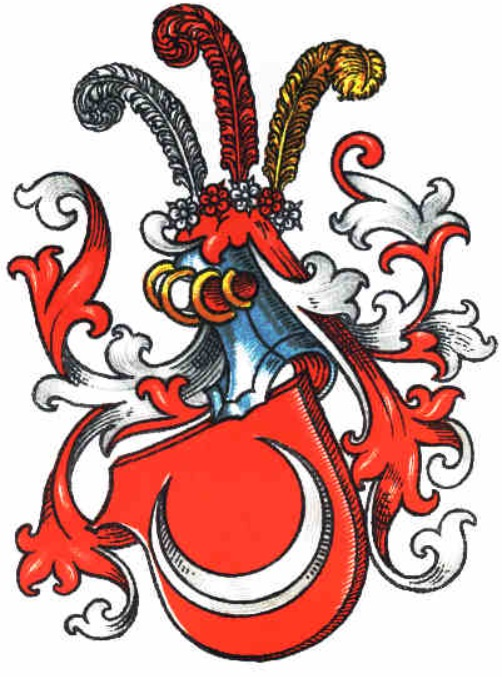
Scheliha
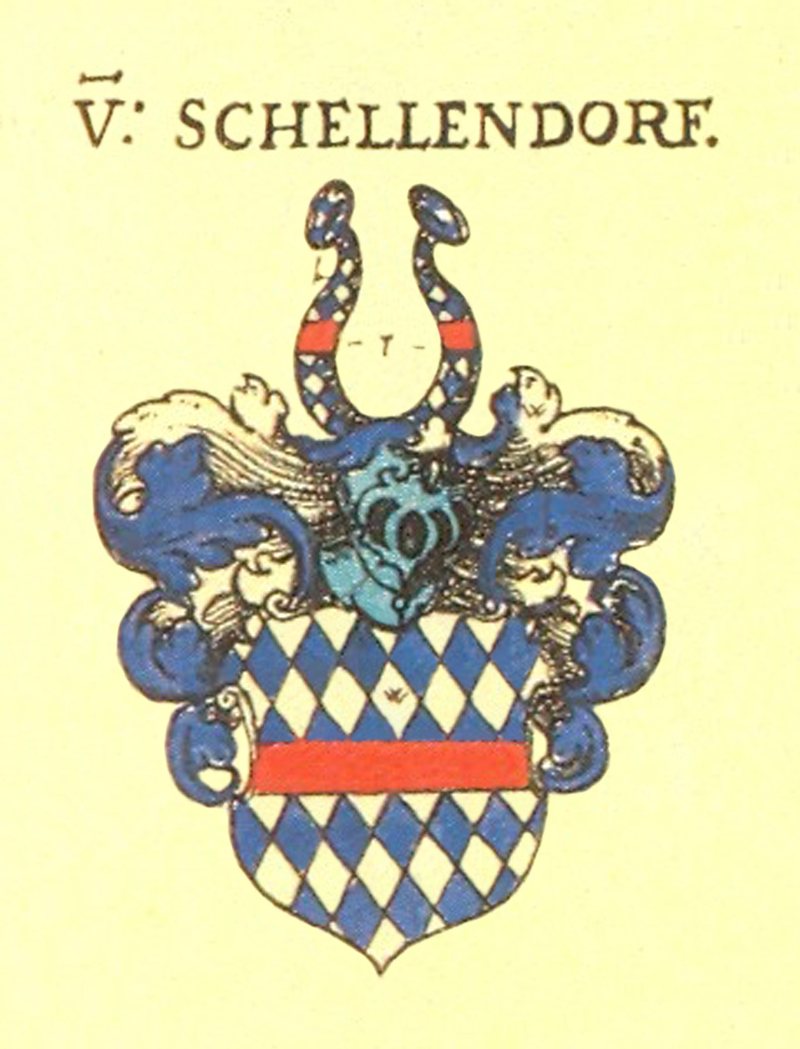
Schellendorf zob. Logau
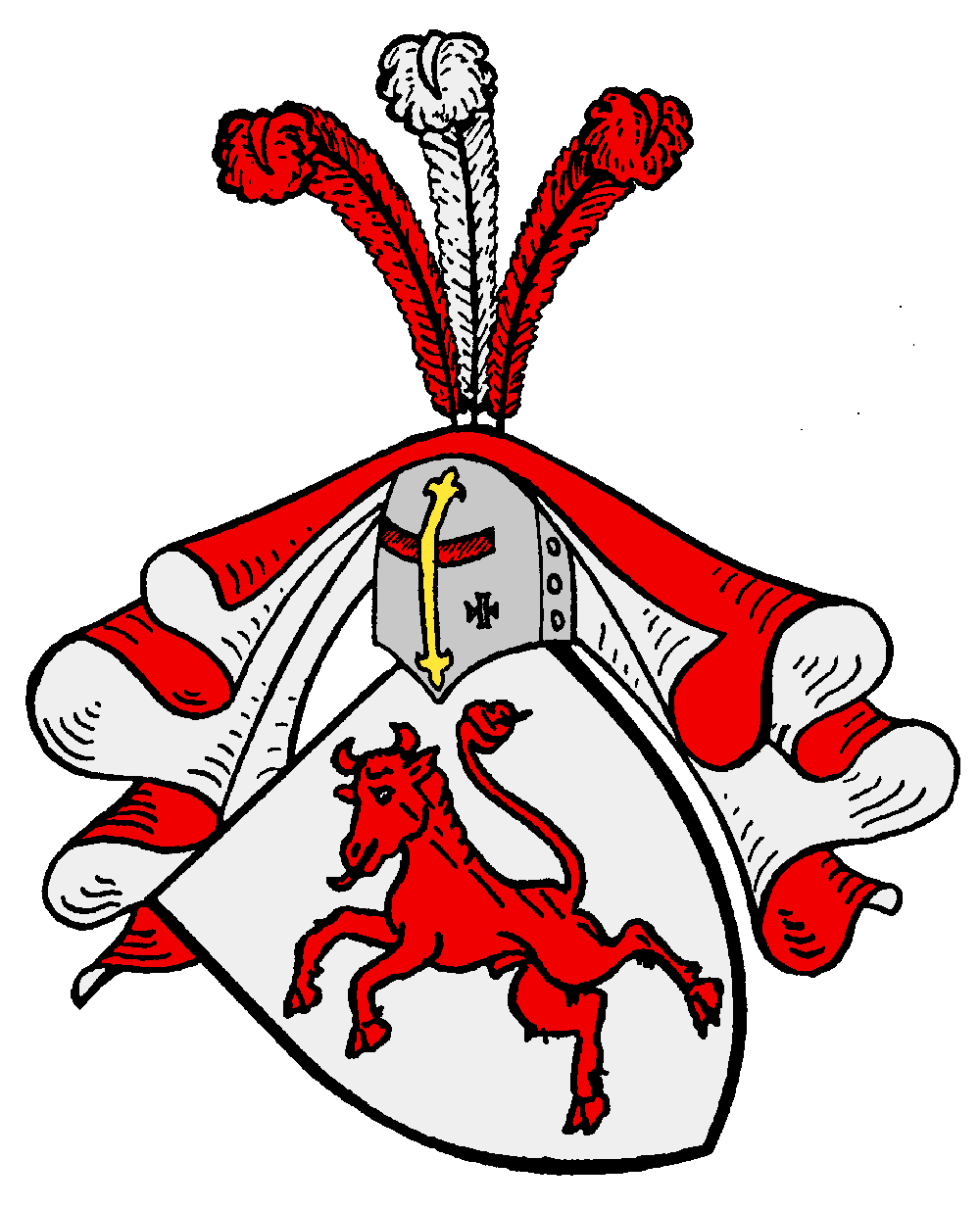
Schenckendorff
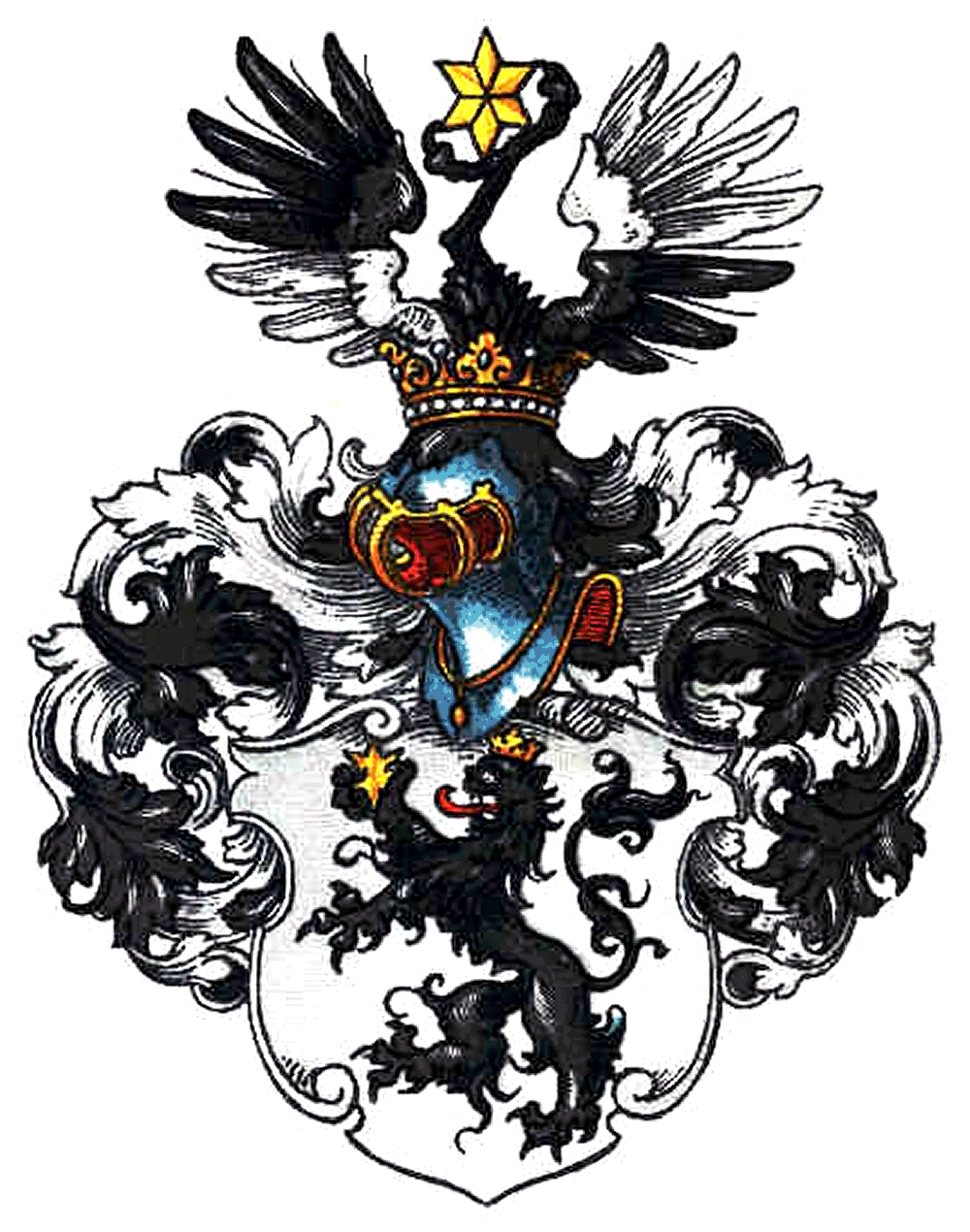
Schickfus
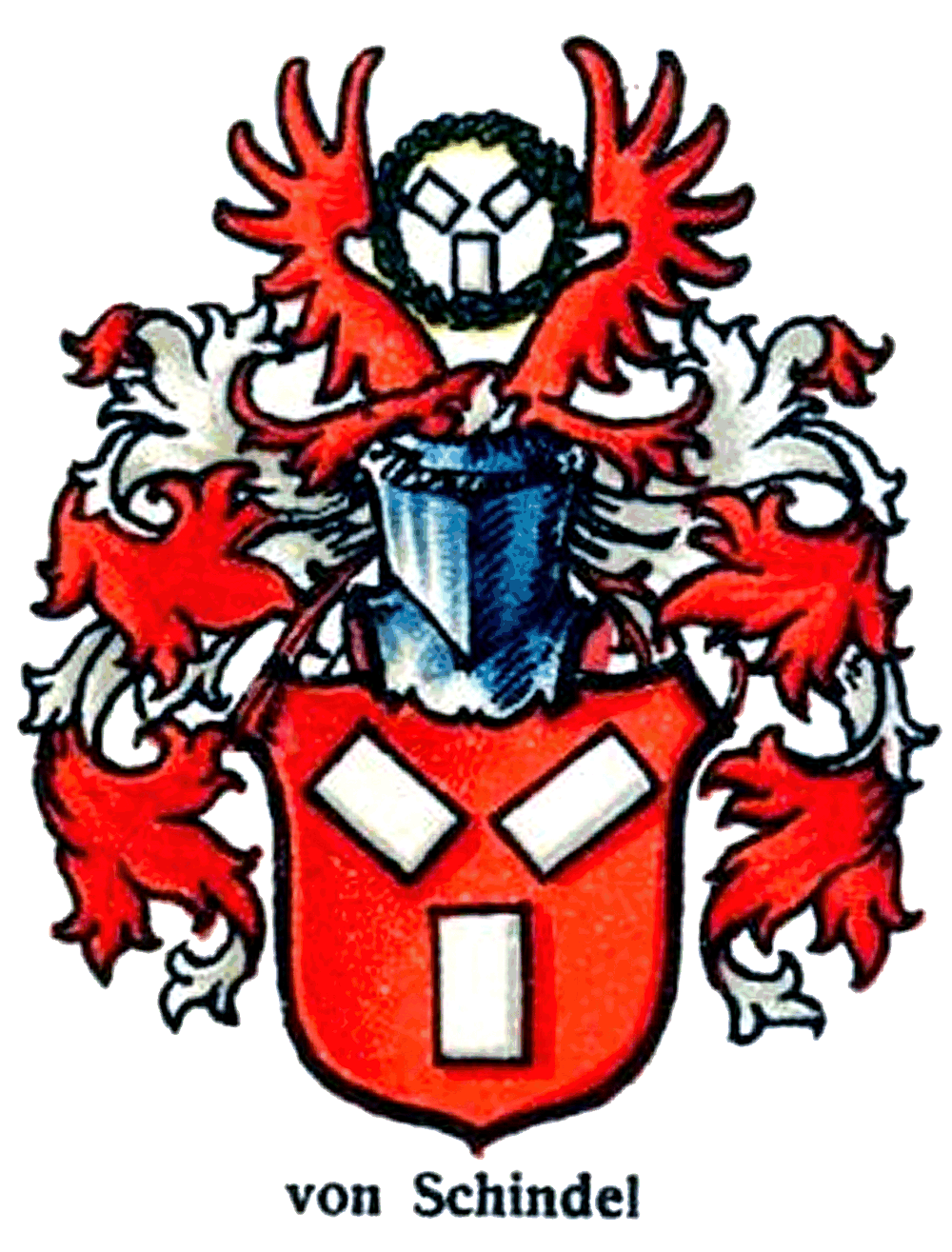
Schindel
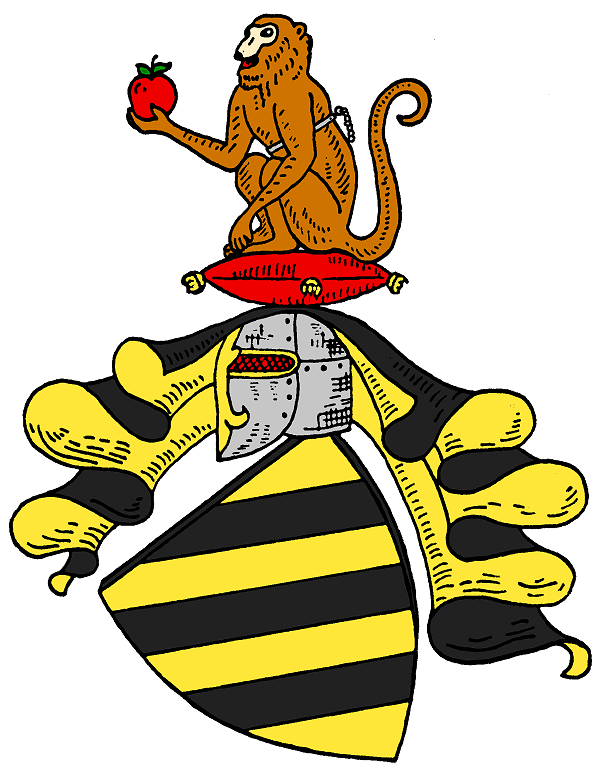
Schlabrendorf
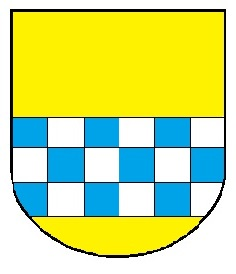
Schlieben (tarcza)
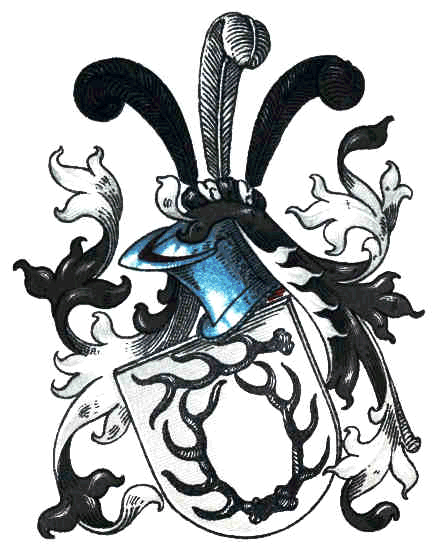
Schlichting, zob. Praschma
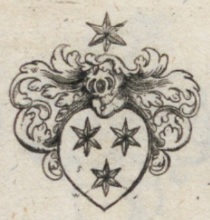
Schliewitz zob. Schmettau
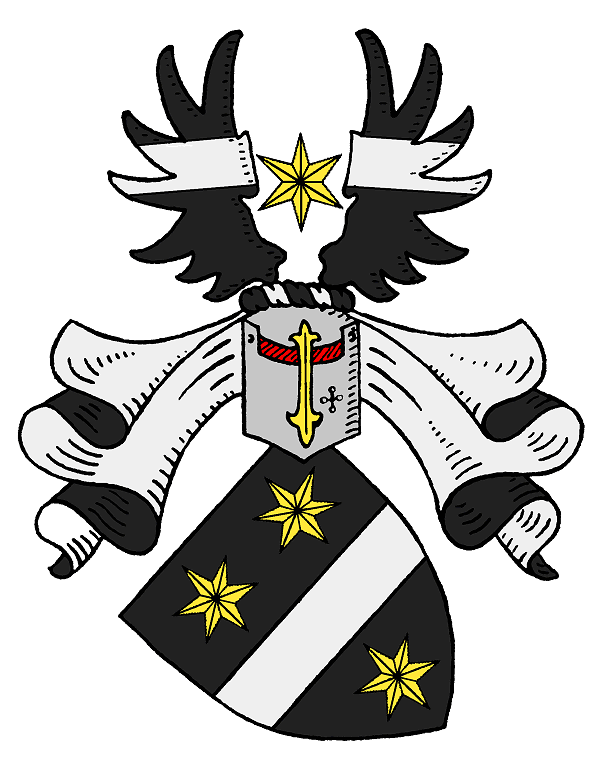
Schmettau zob. Schliewitz
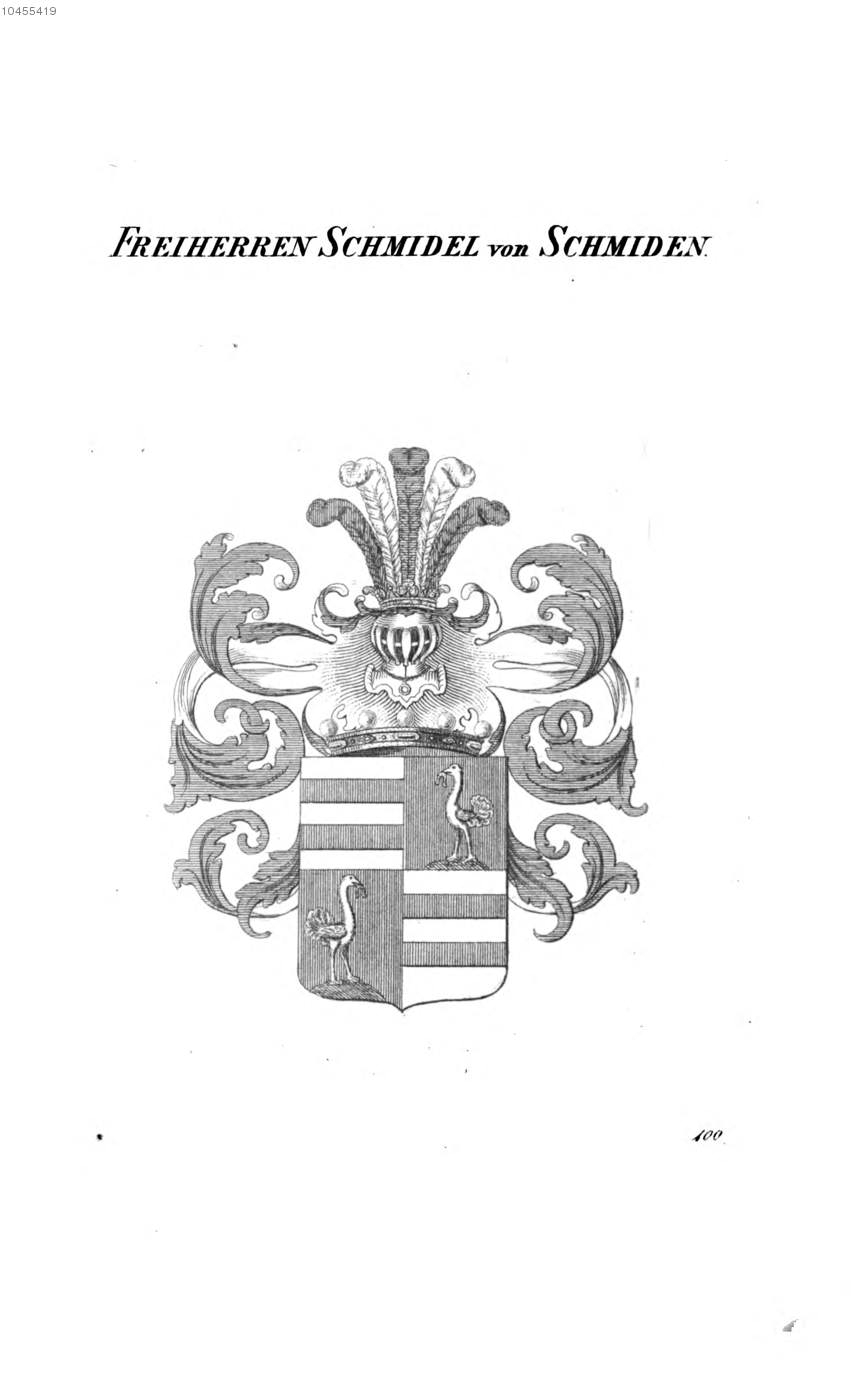
Schmidel von Schmiden
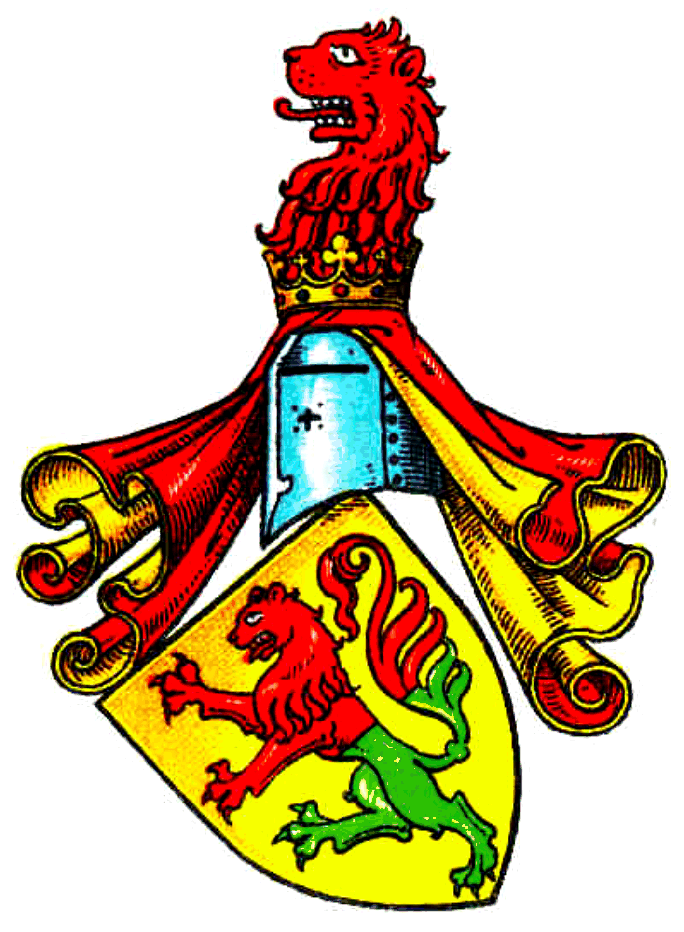
Schoenberg(k)
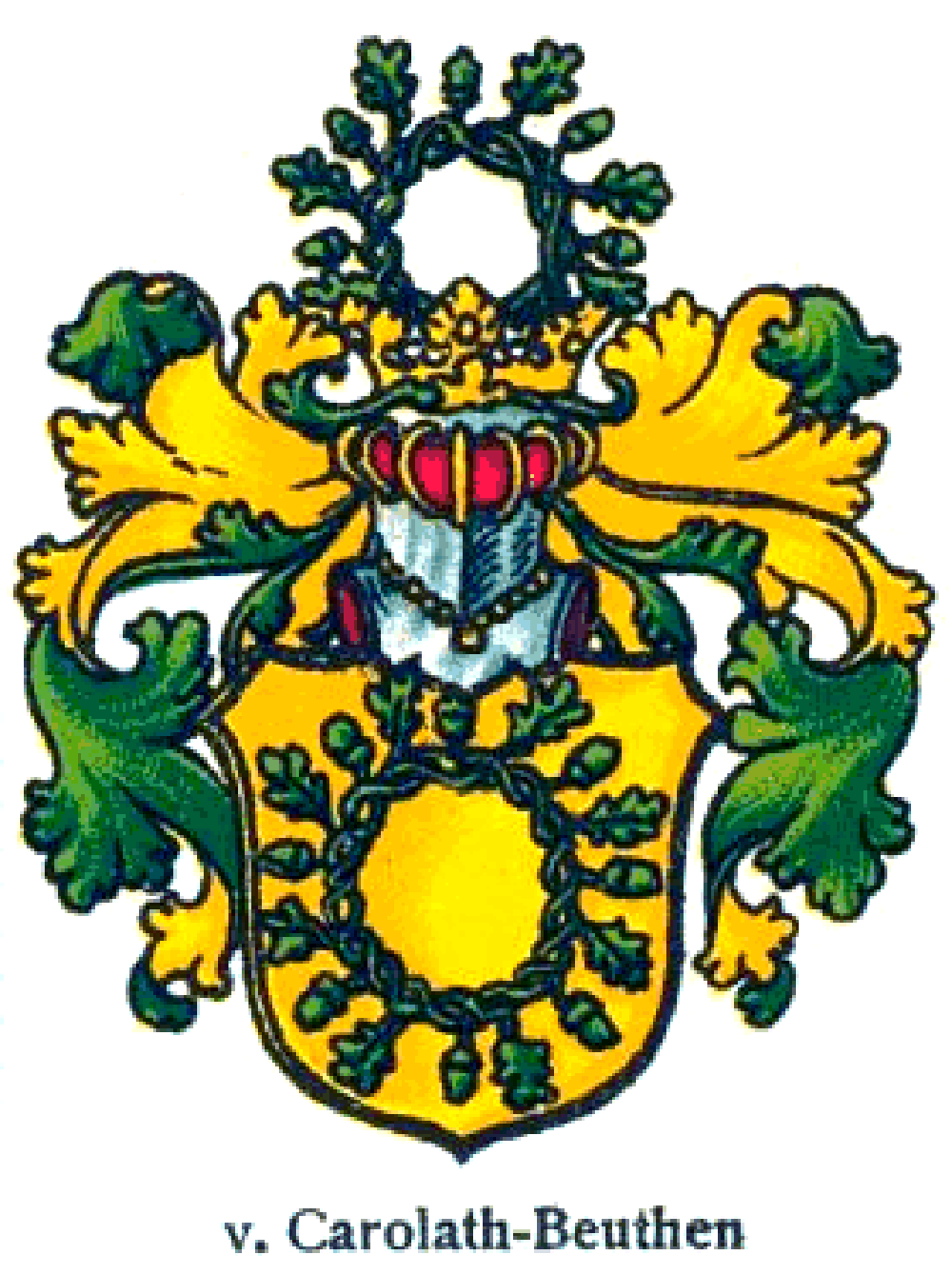
Schönaich-Carolath
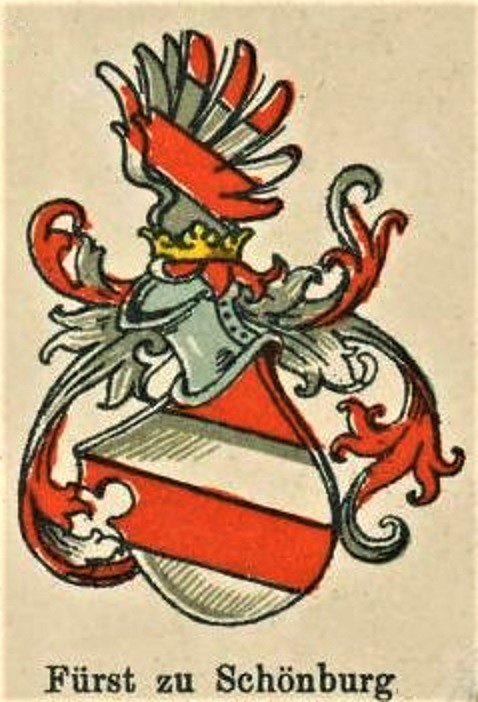
Schönburg
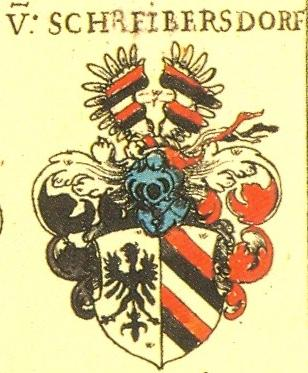
Schreibersdorf
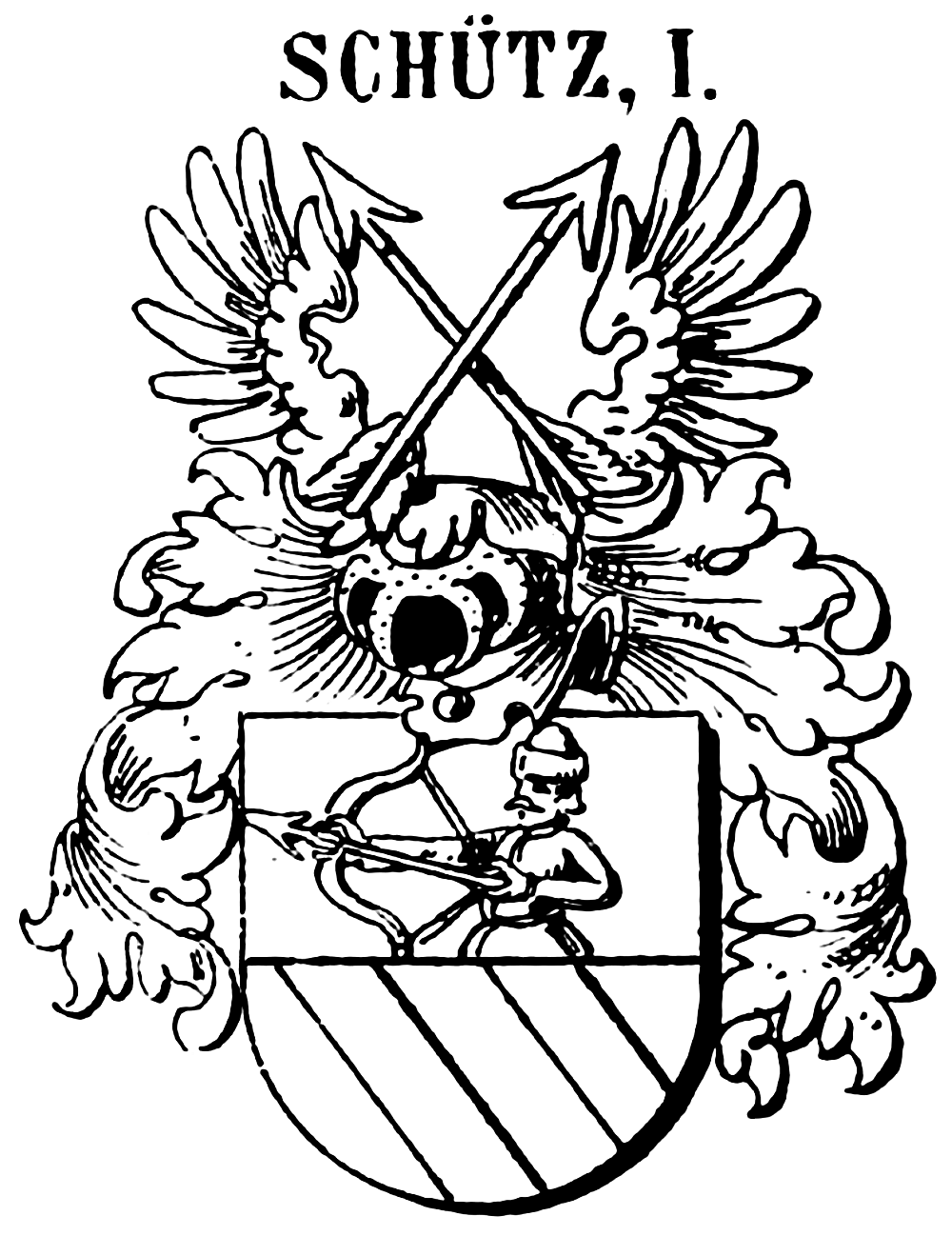
Schütz
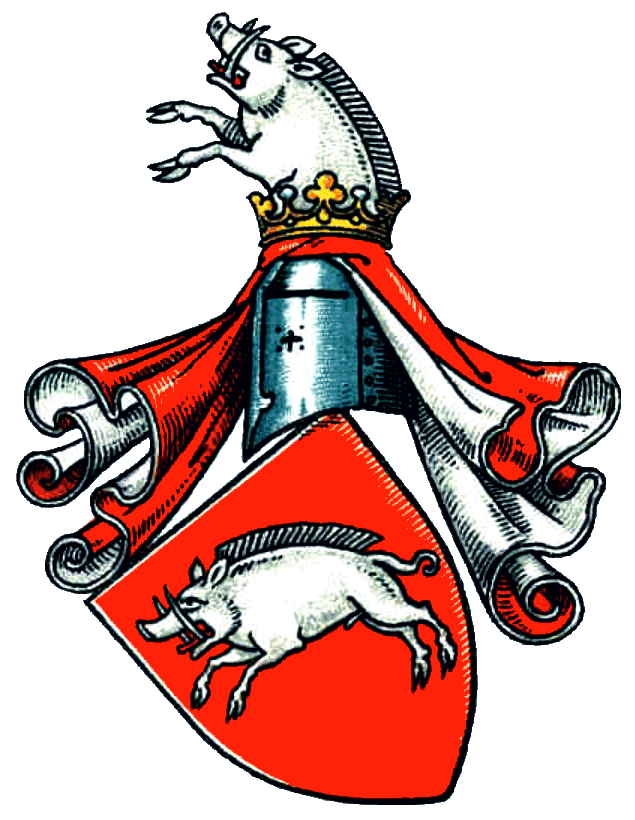
Schweinichen
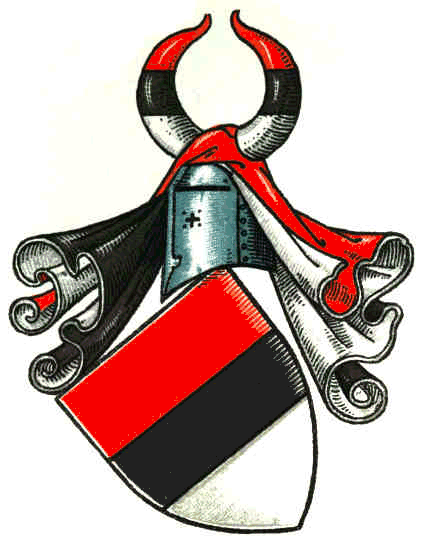
Schweinitz
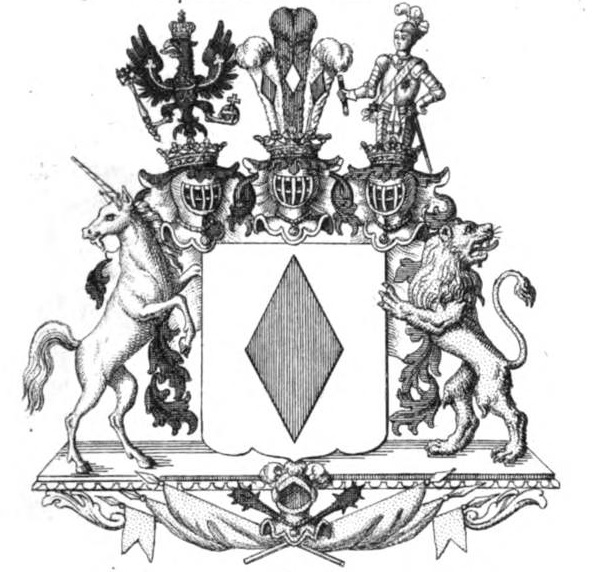
Schwerin
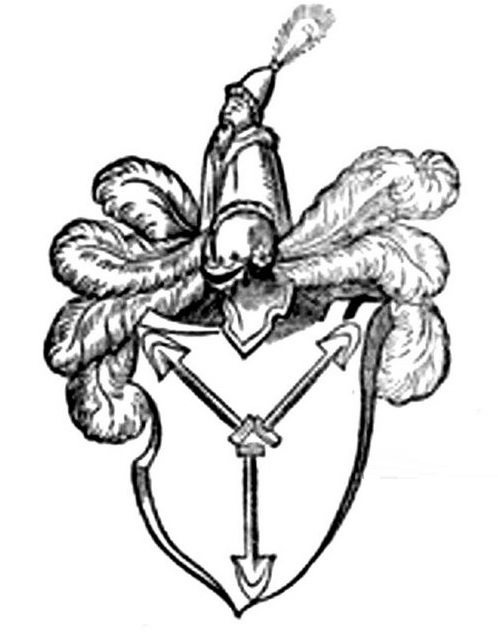
Schwenckfeld
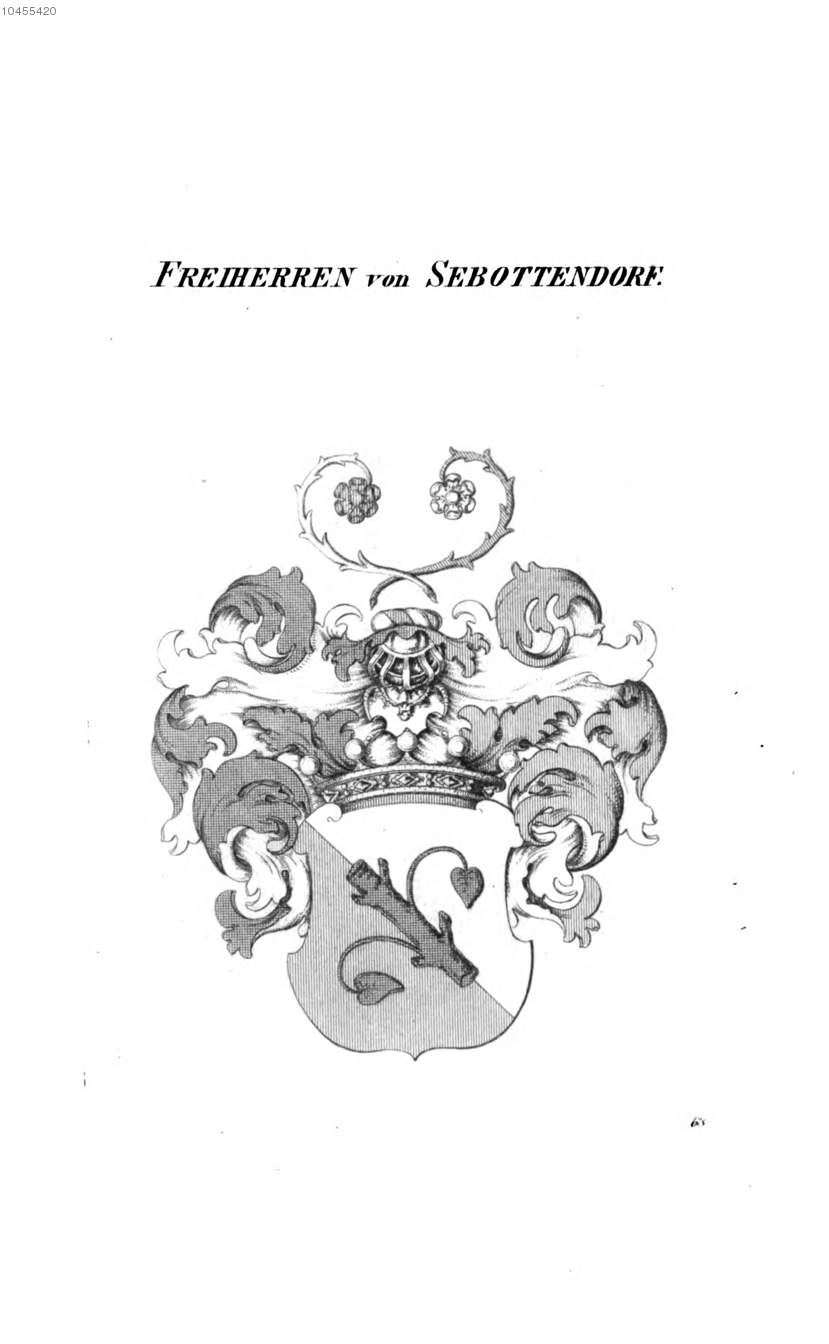
Sebottendorf zob. Bees
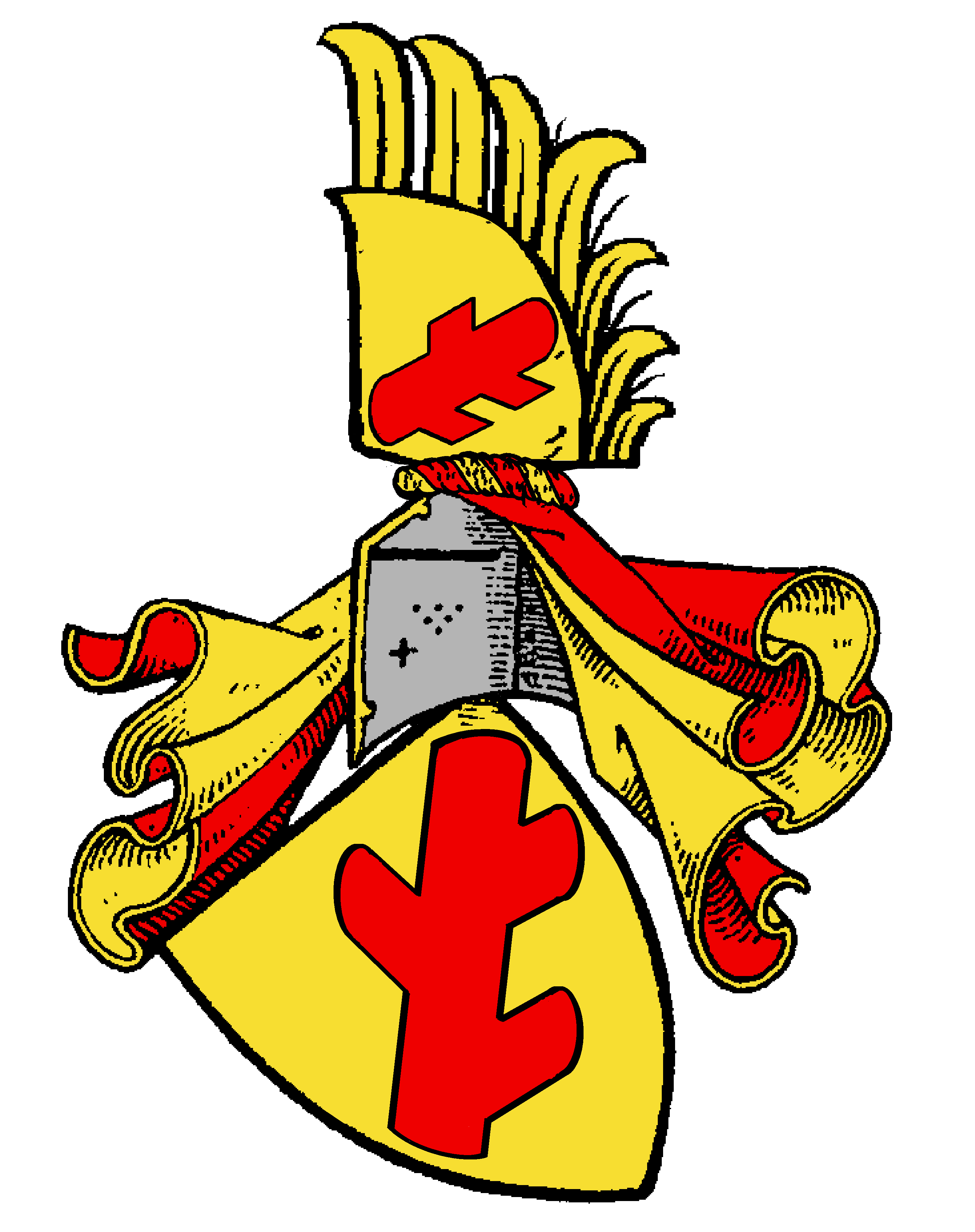
Seherr von Thoss
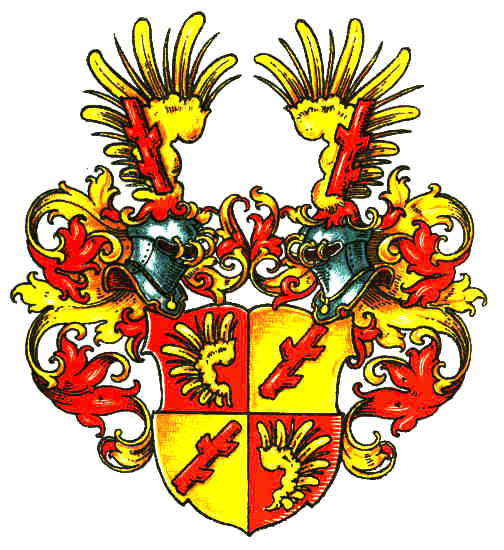
Seherr-Thoss Fr.
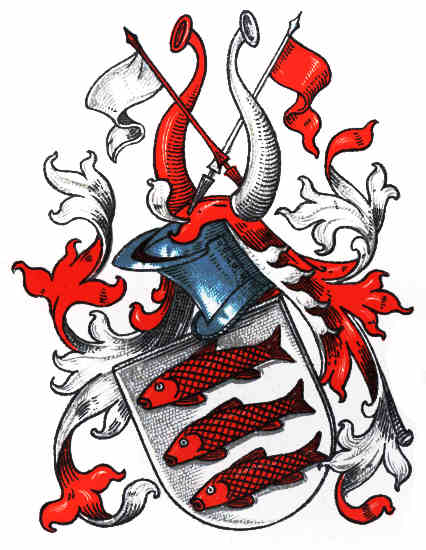
Seidlitz
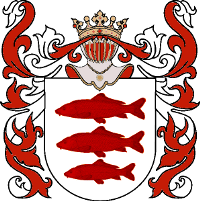
Seydlitz
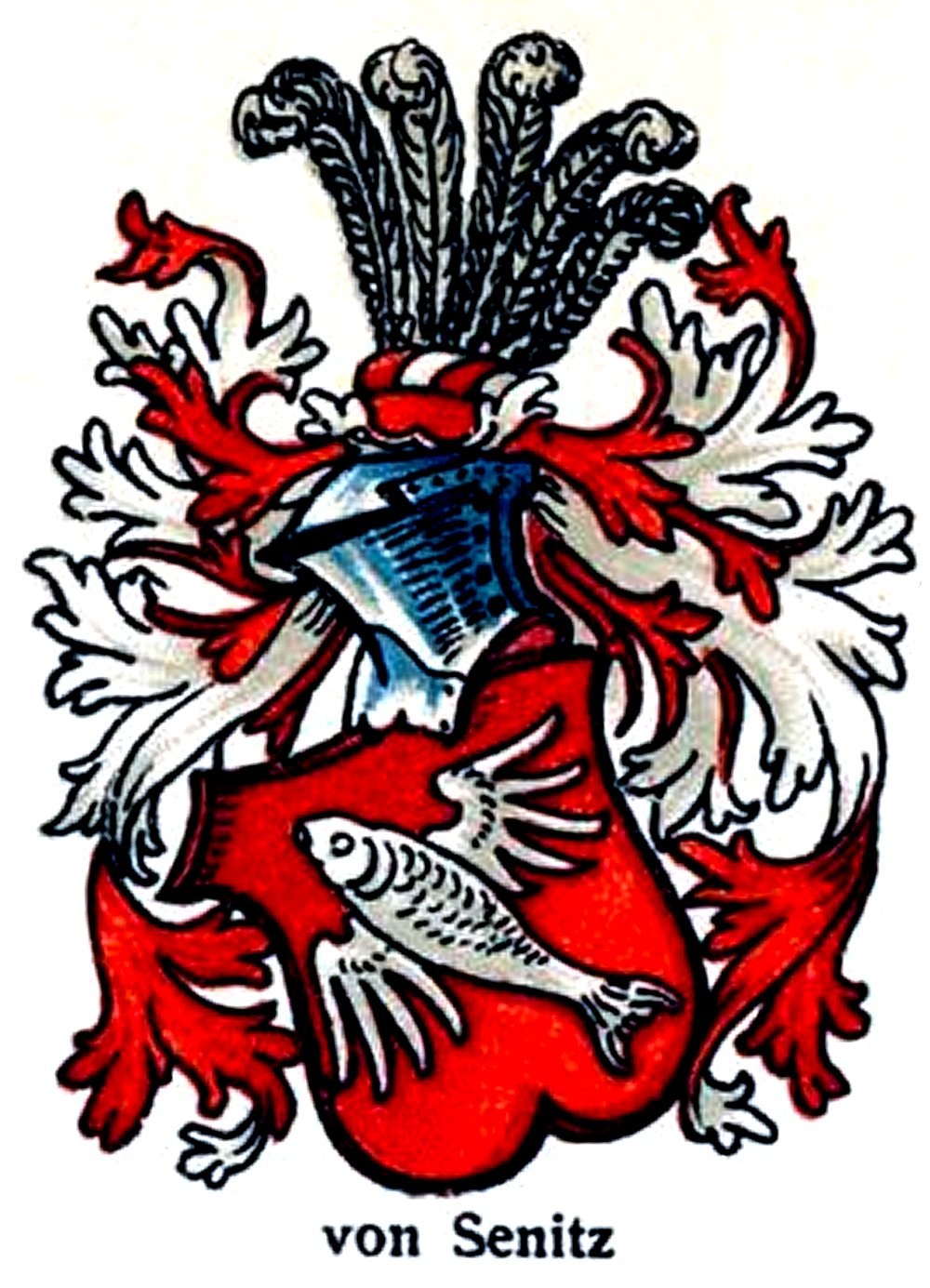
Senitz
Solms-Braunfels
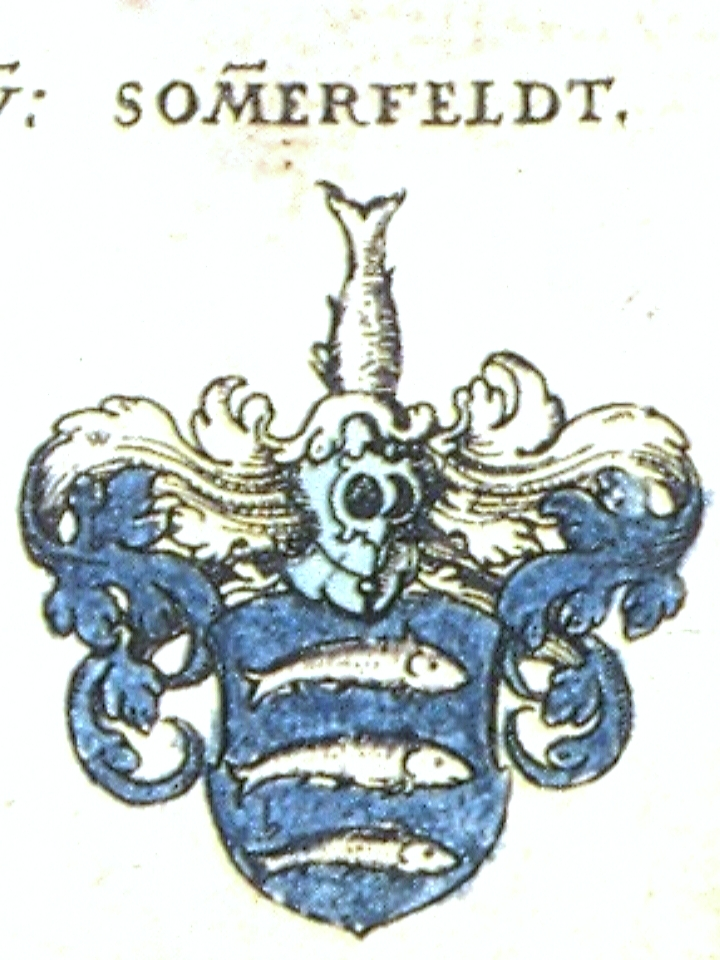
Sommerfeld
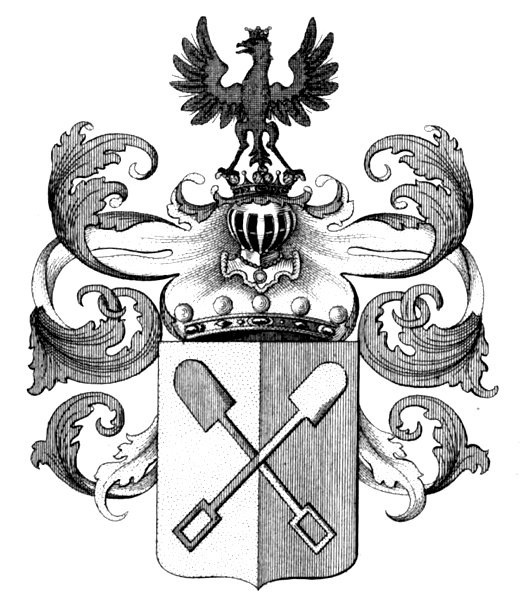
Spaetgen
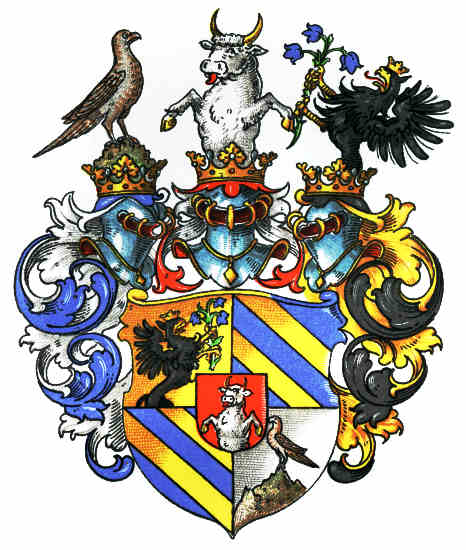
Sprinzenstein
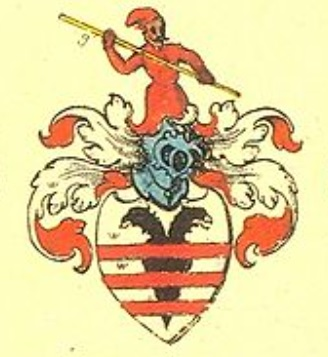
die Stange zu Kunitz
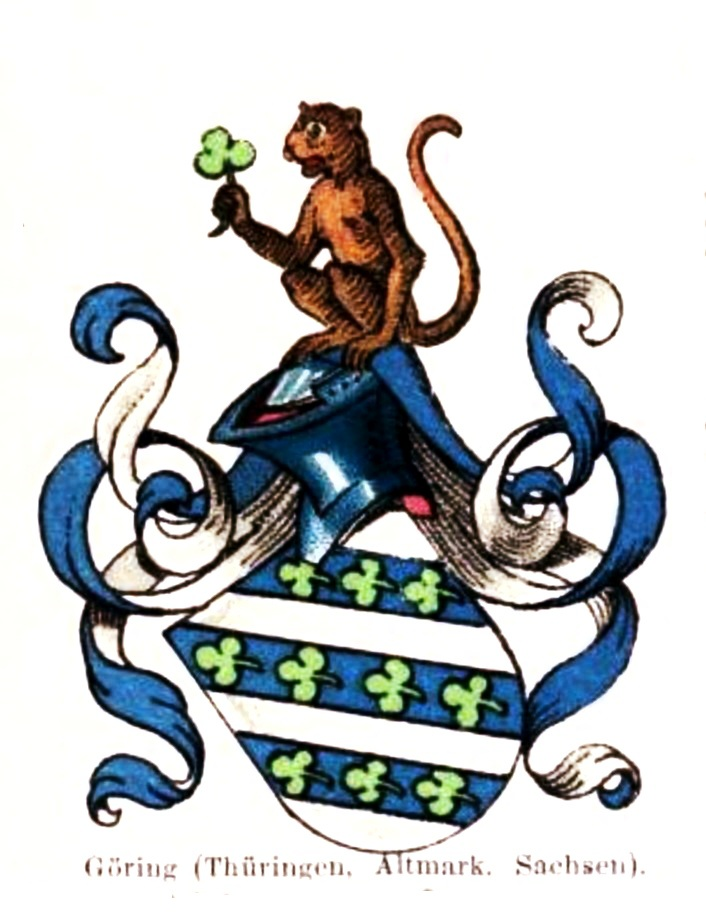
Stechow
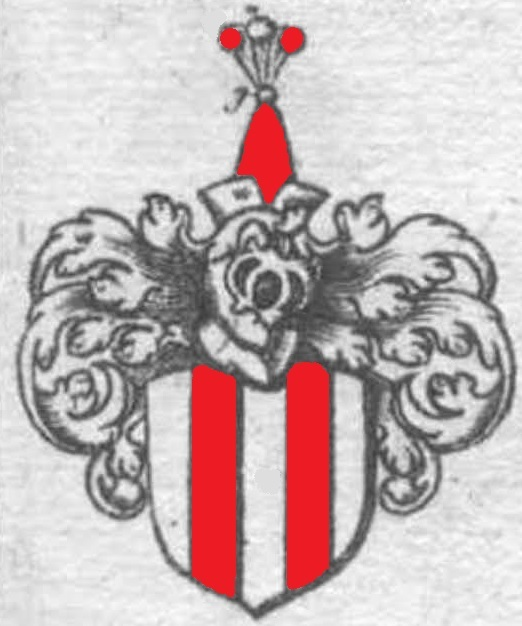
Stiebitz
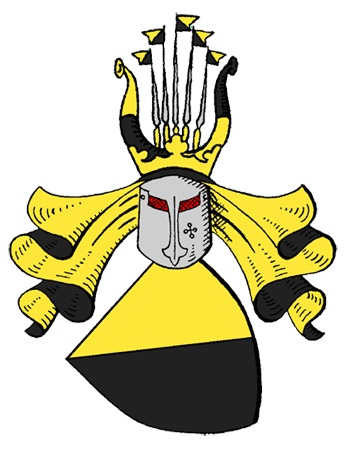
Stillfried
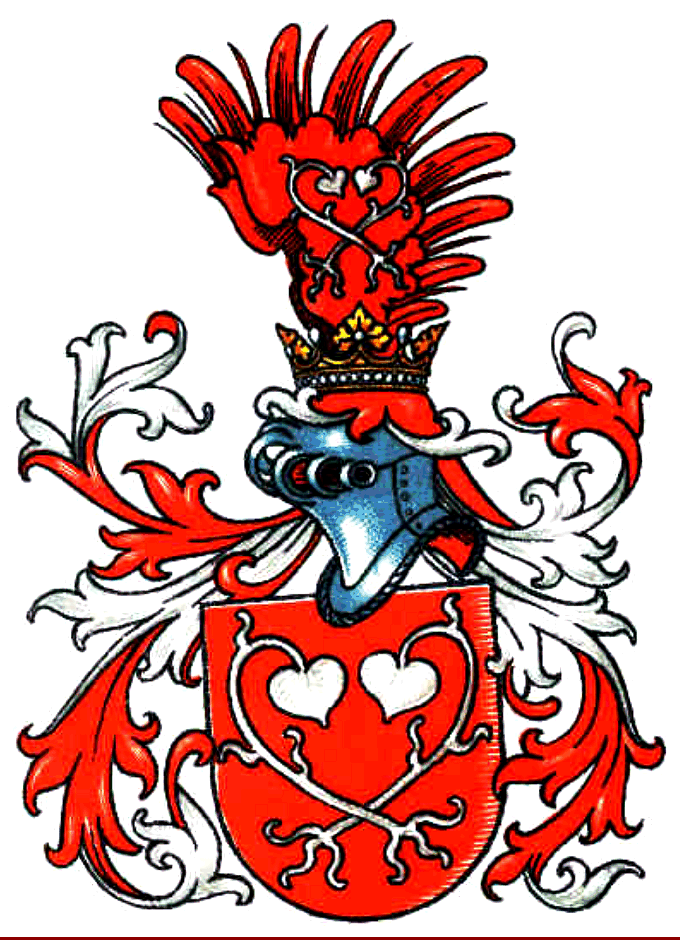
Stosch zob. Talmberg
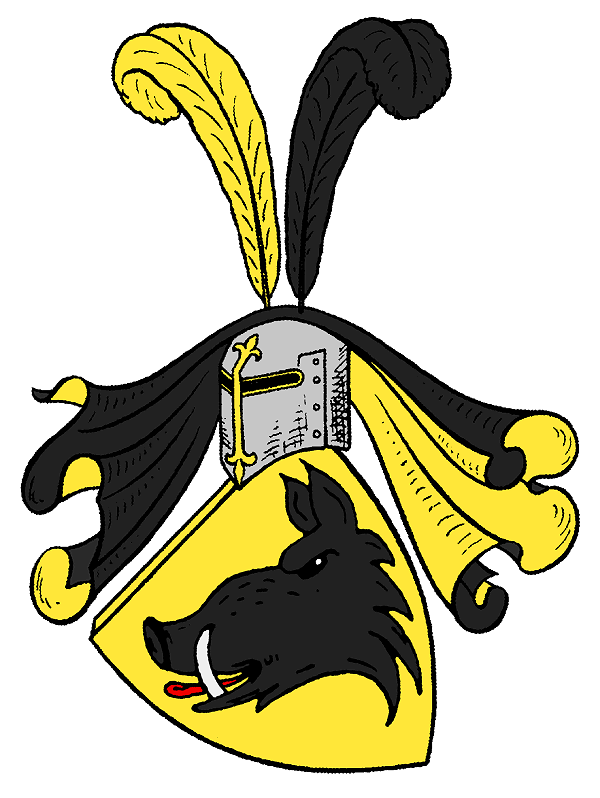
Strachwitz
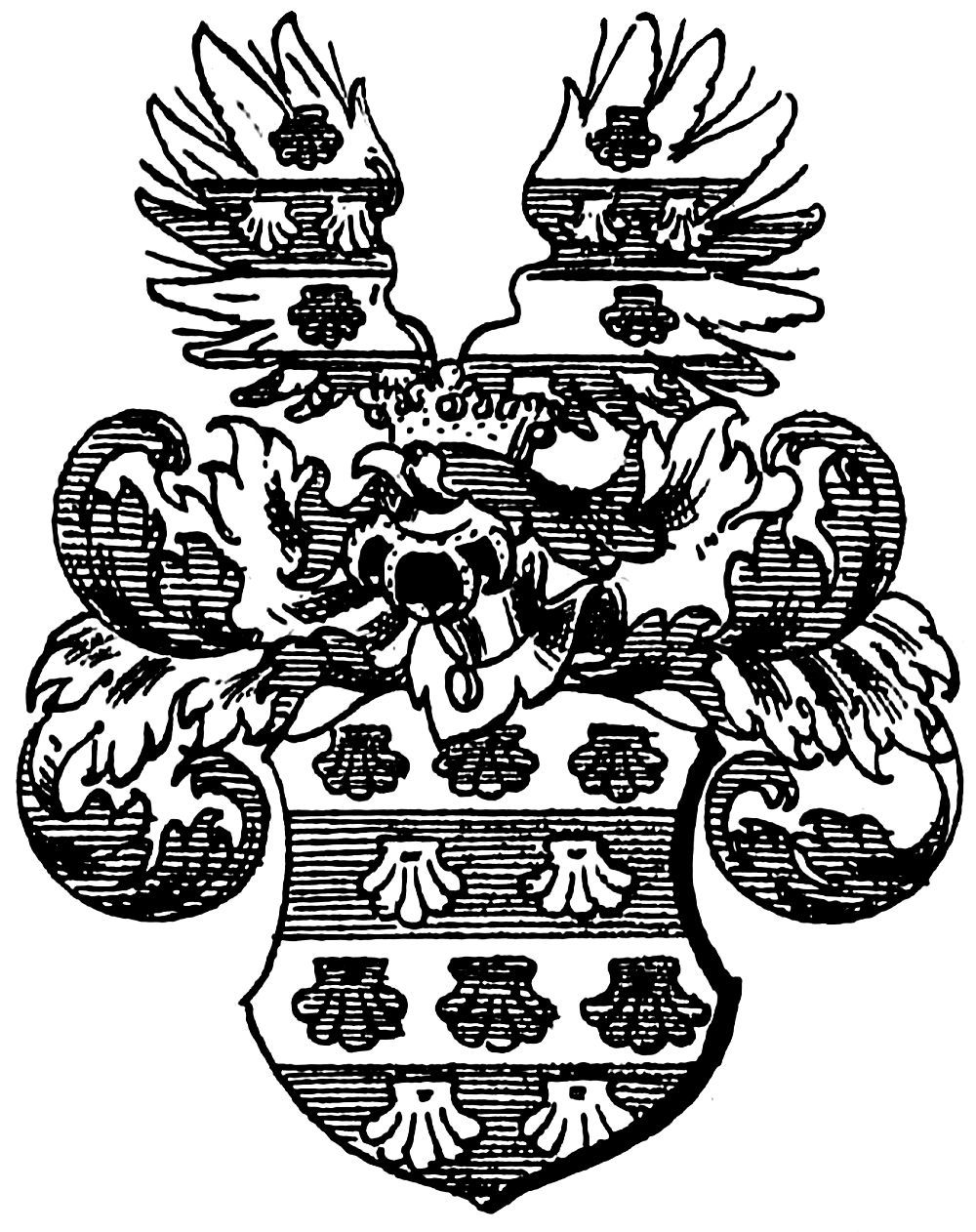
Strachwitz
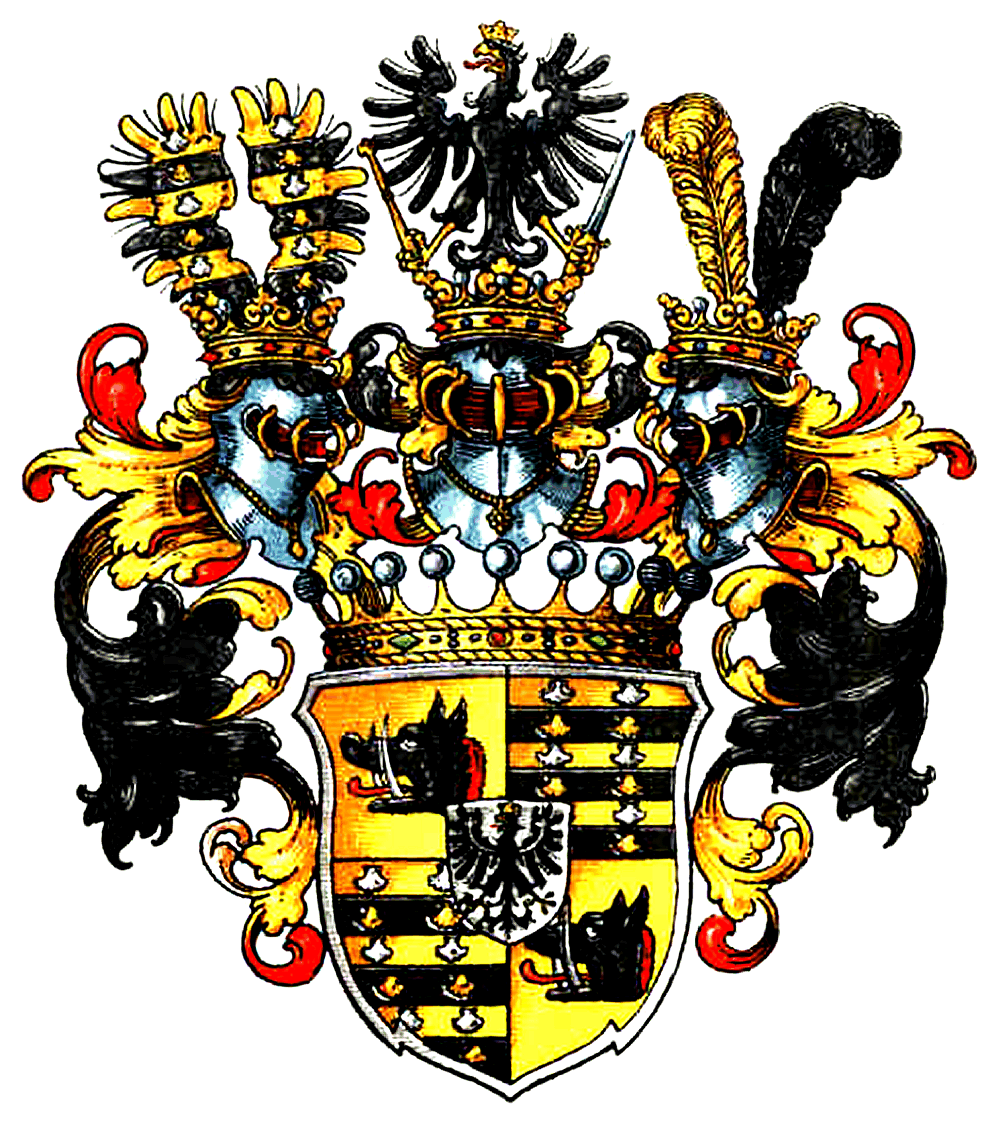
Strachwitz
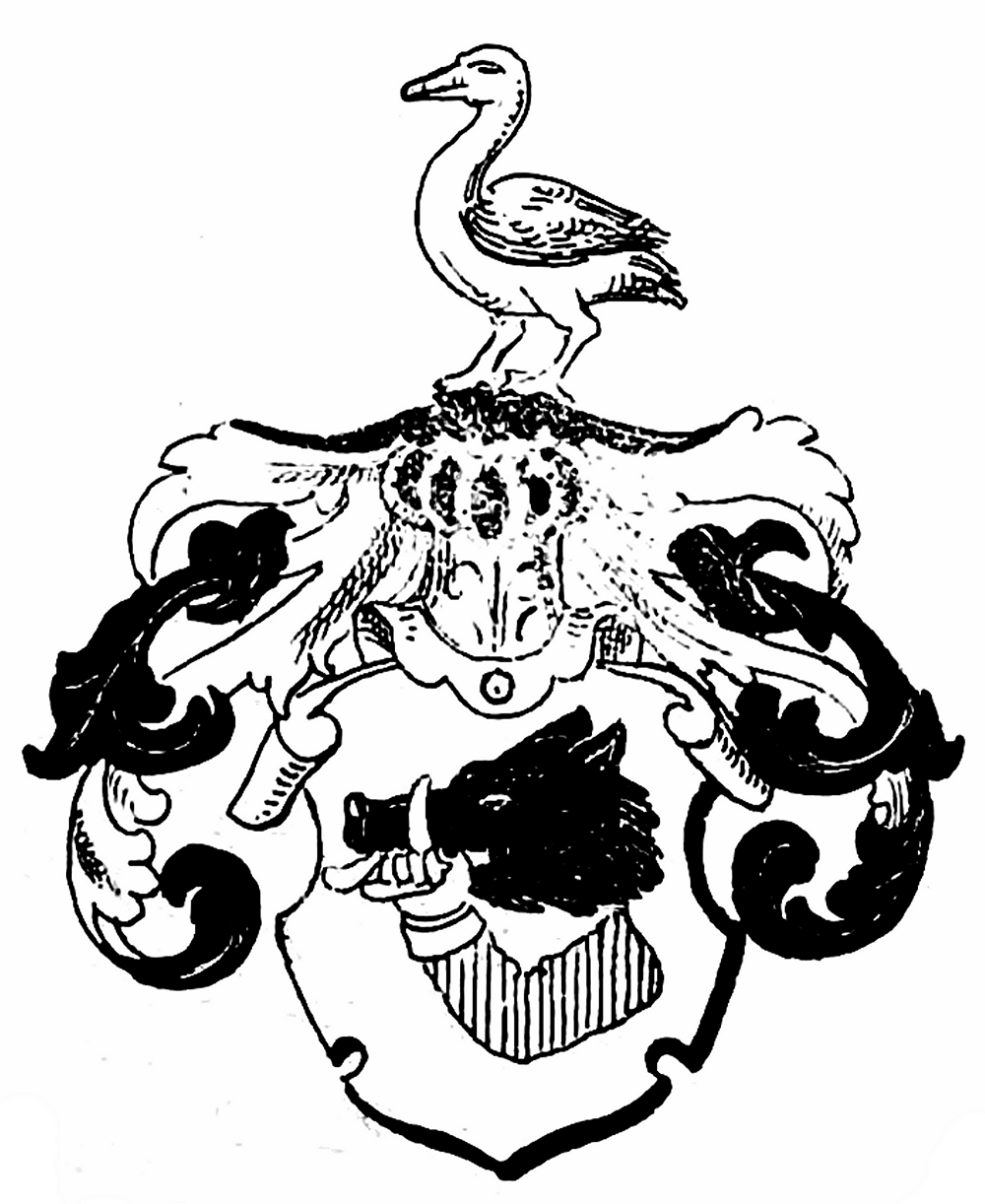
Stwolinsky (Danwitz)

## T-U

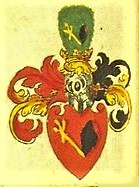
Tader (Thader)
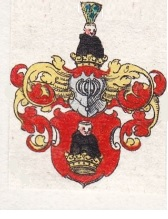
Talckenberg
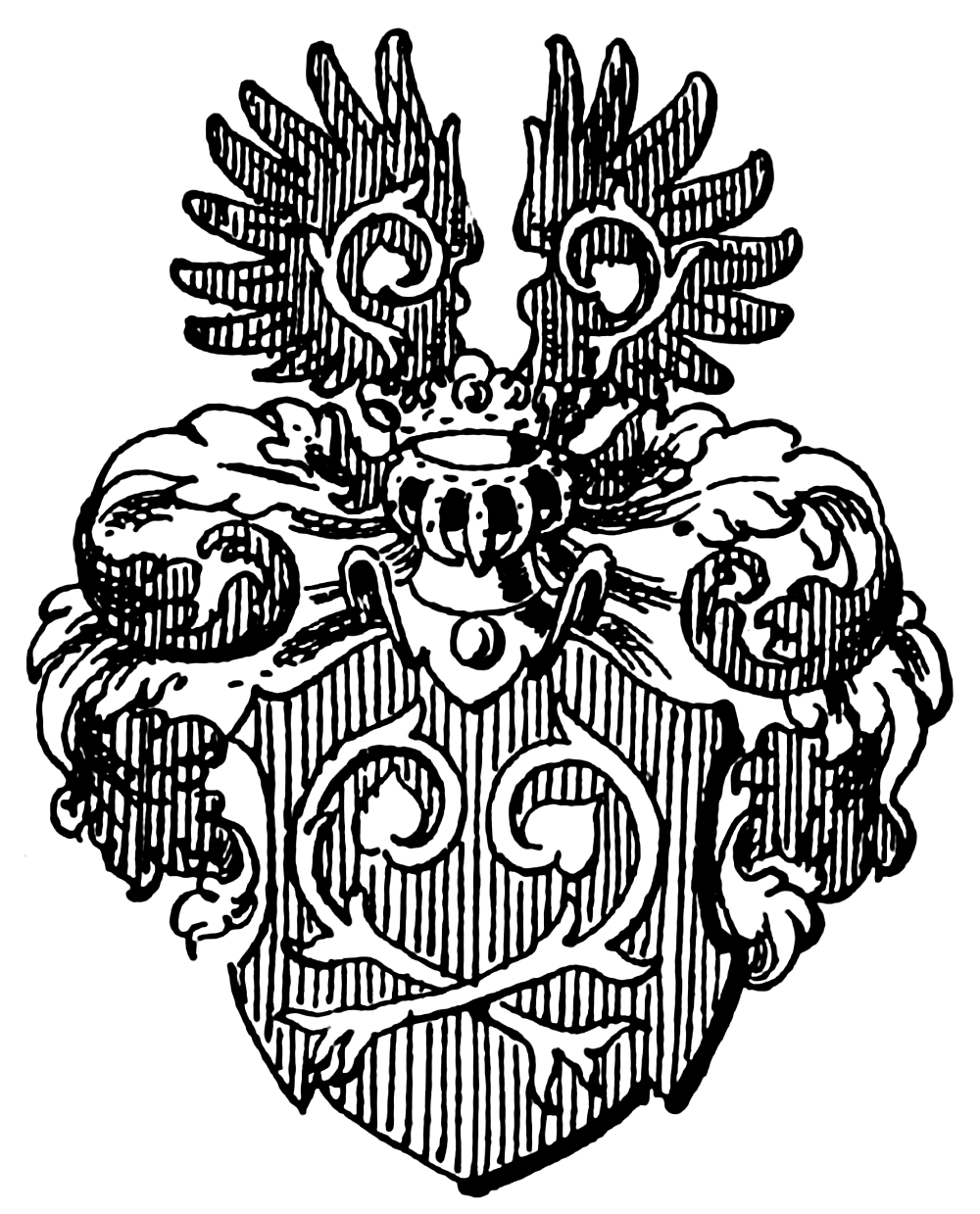
Talmberg zob. Stosch
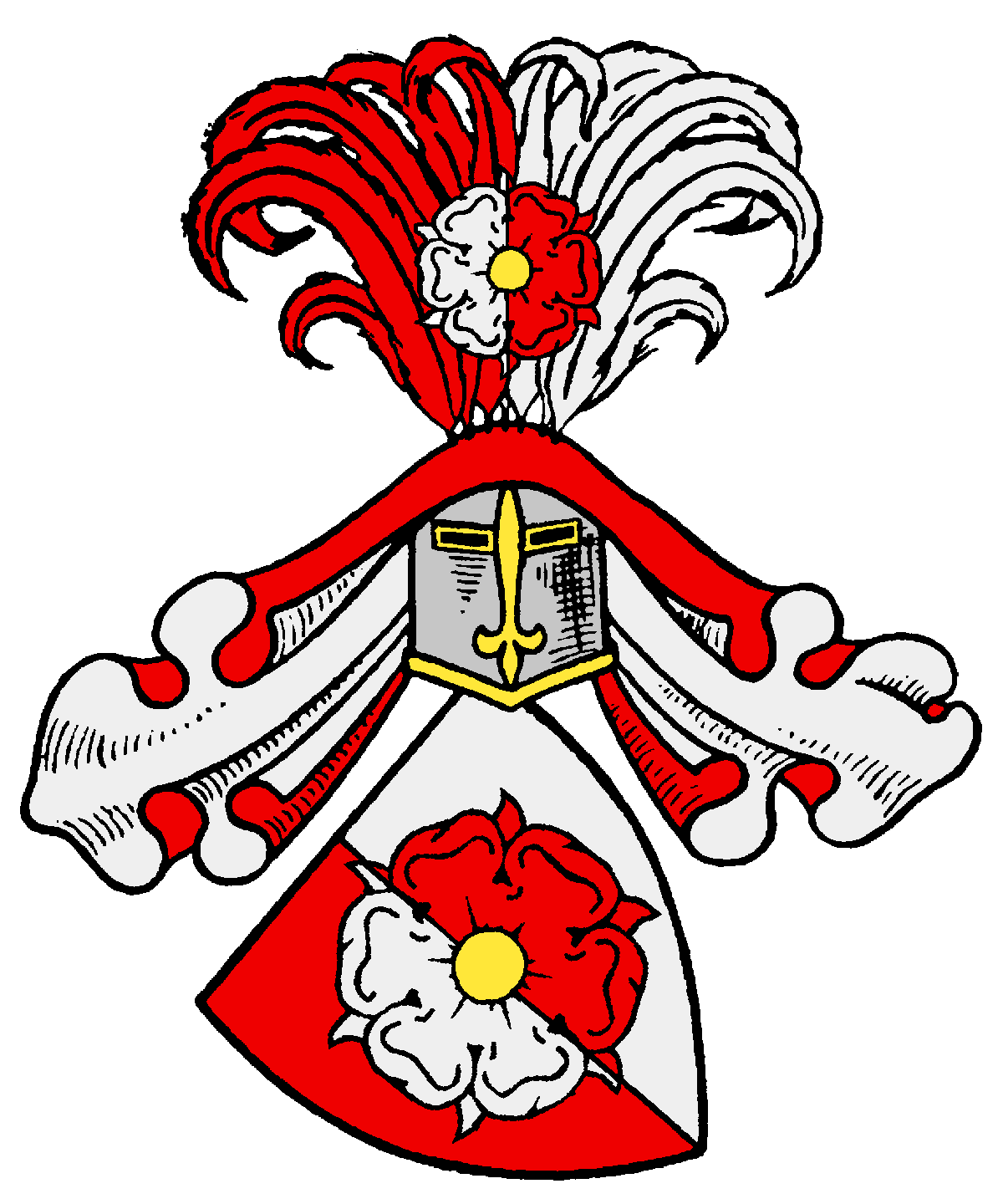
Trauttmansdorff
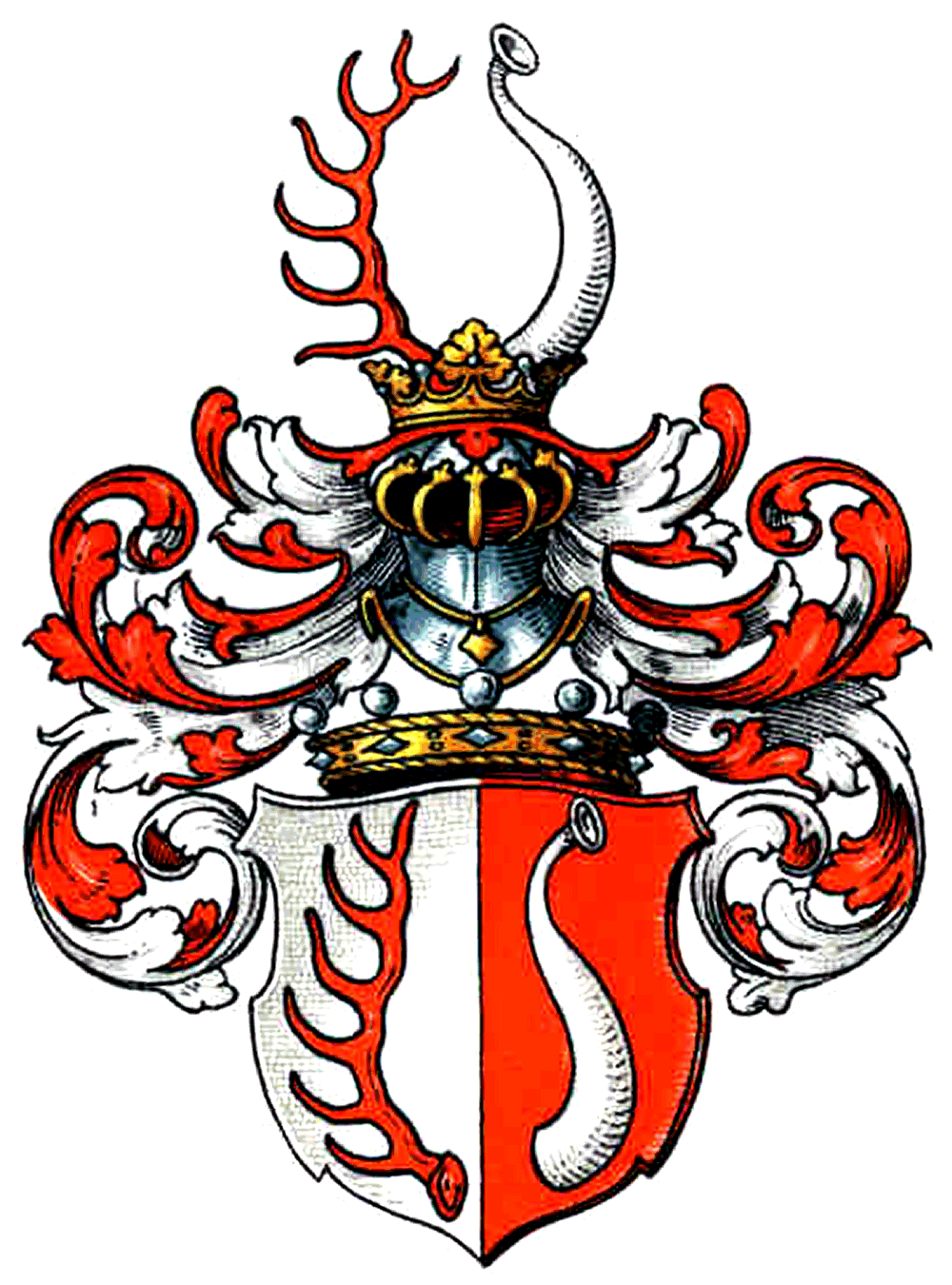
Tschammer zob. Luck, Salisch
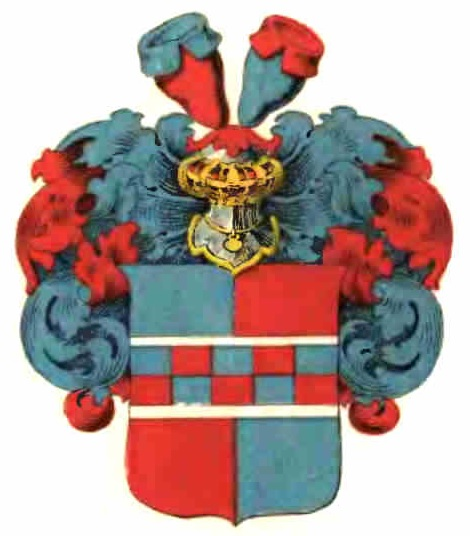
Tschischwitz
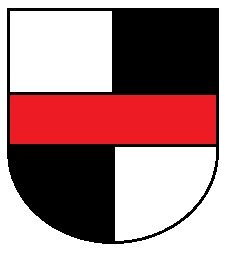
Tscheschaw, Czechau/Zeschau
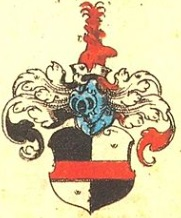
Tcheschau
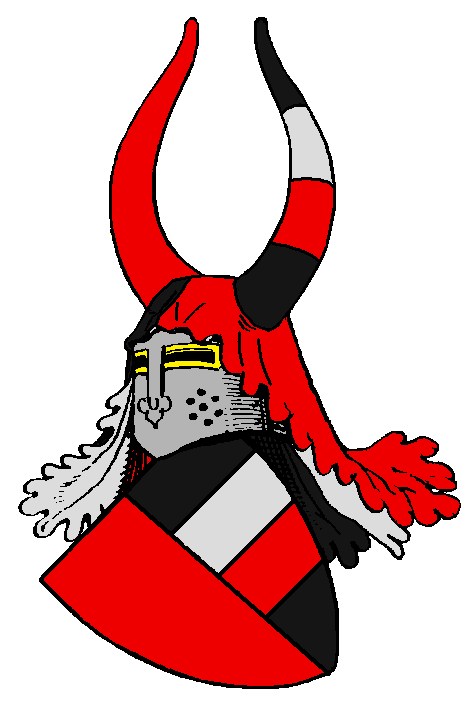
Tschirnhaus
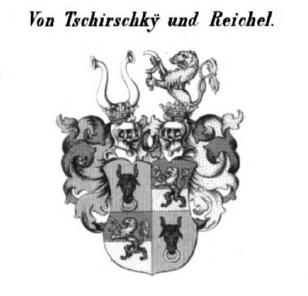
Tschirschky und Reichel
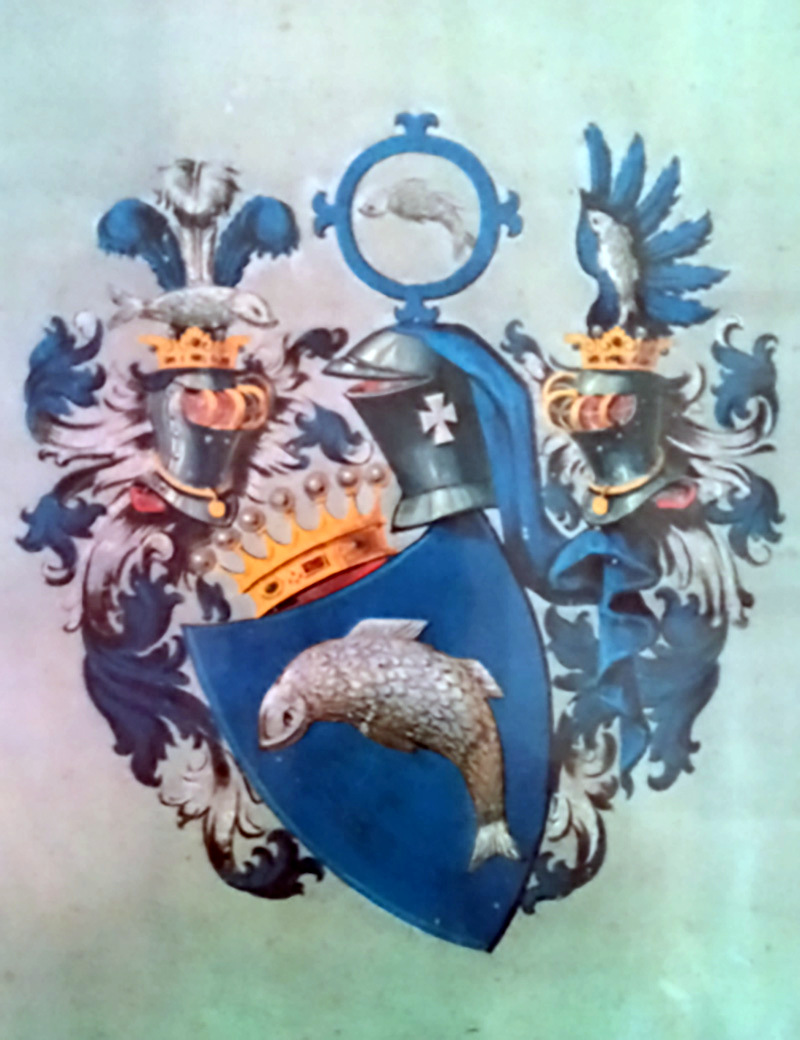
Tunkel
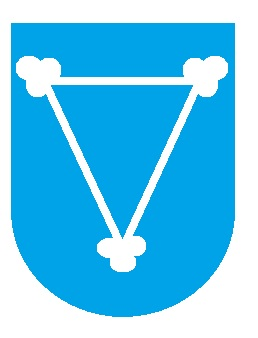
Ullesdorf (tarcza)
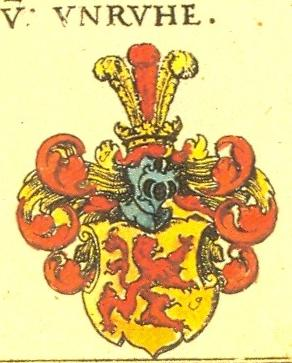
Unruh
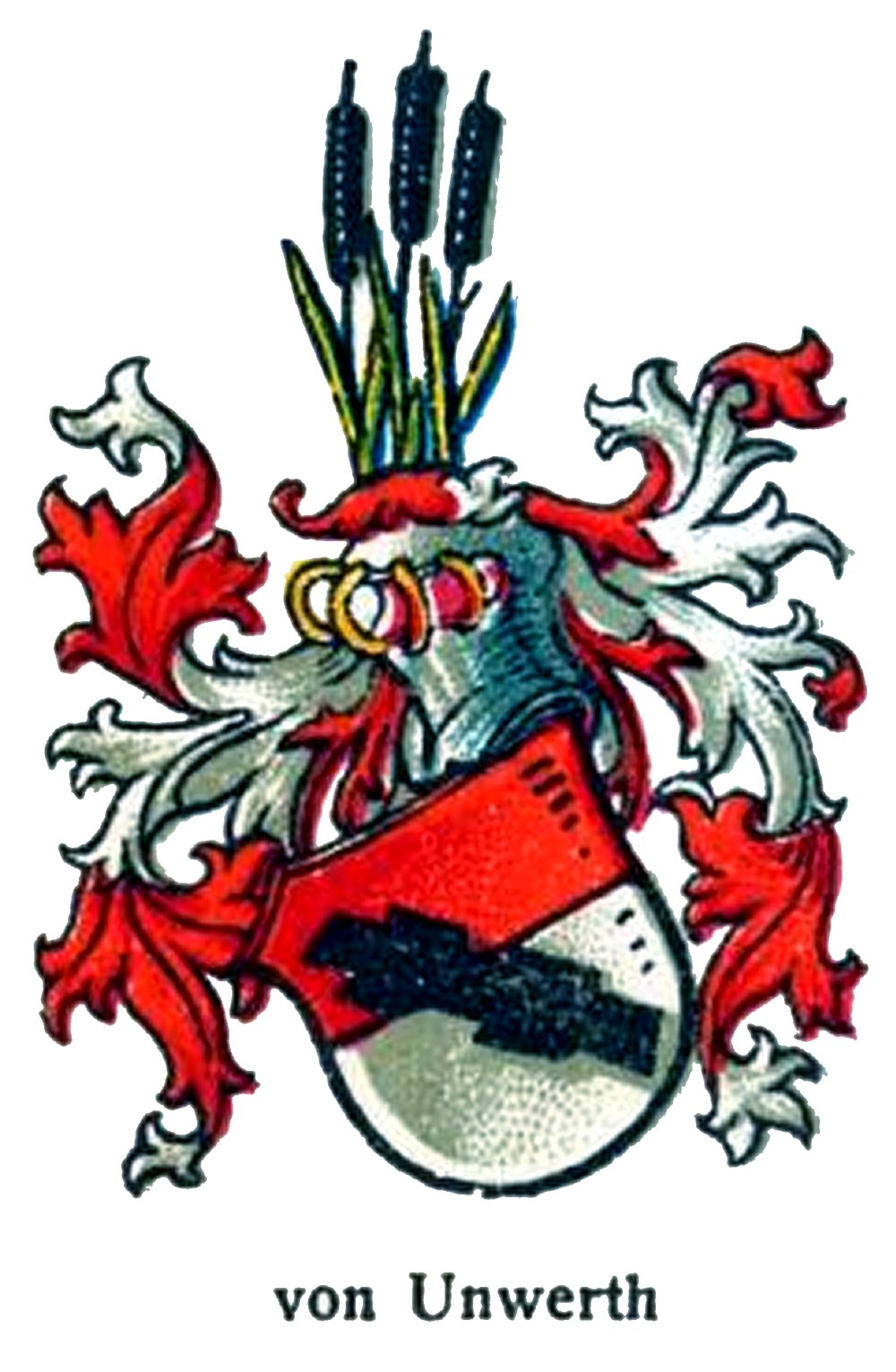
Unwerth
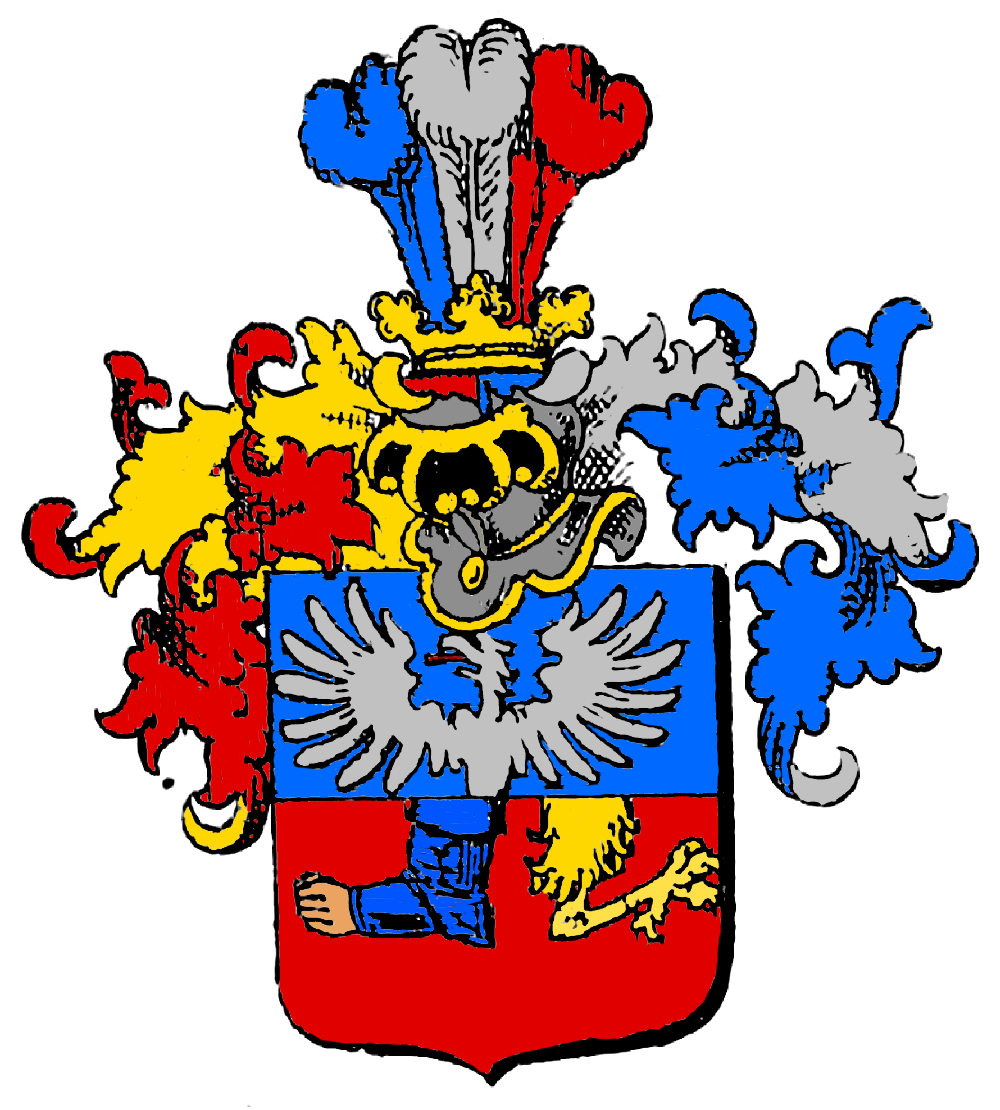
Uthmann
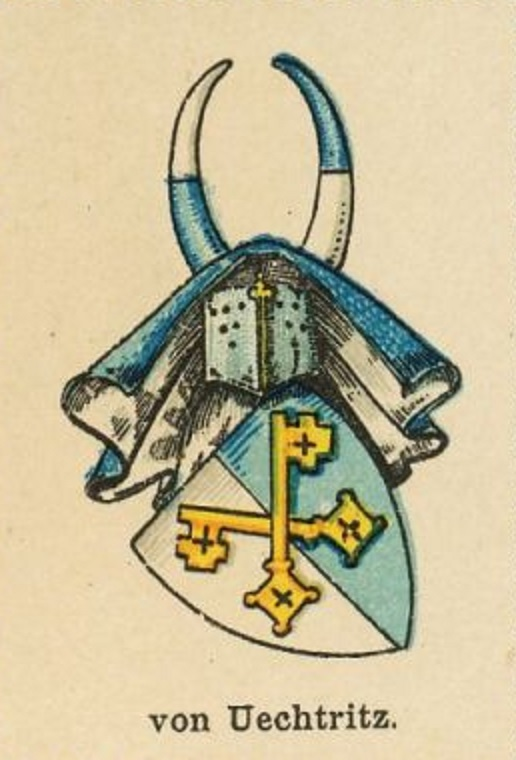
Üchtritz
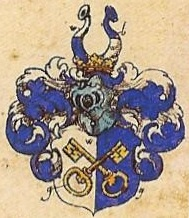
Üchtritz

## W, V

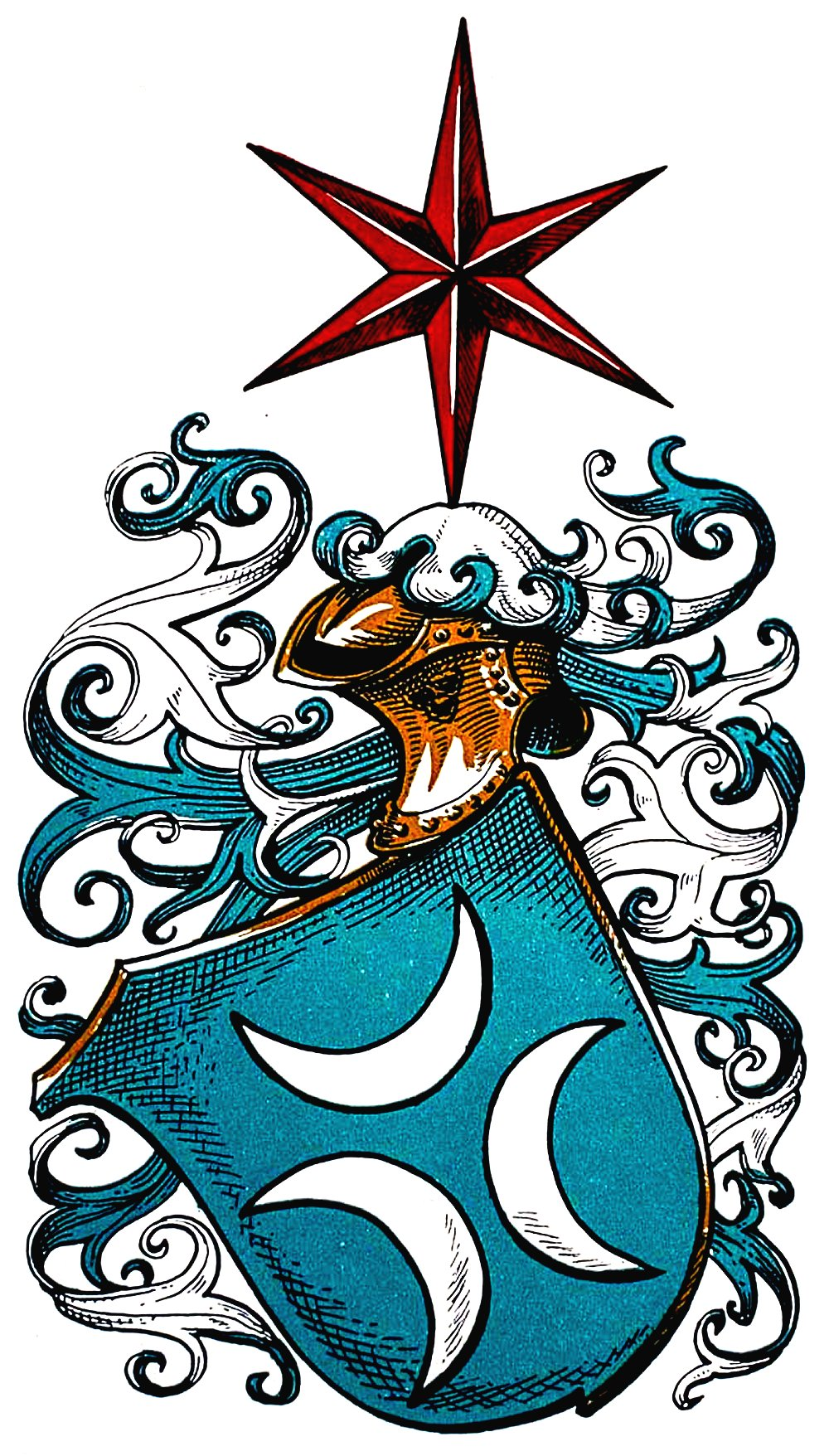
Waldau
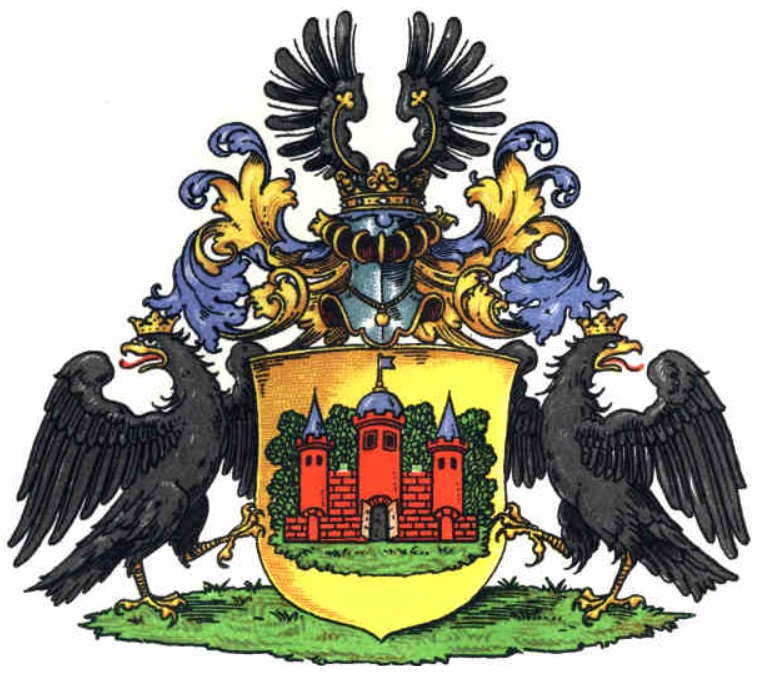
Waldenburg
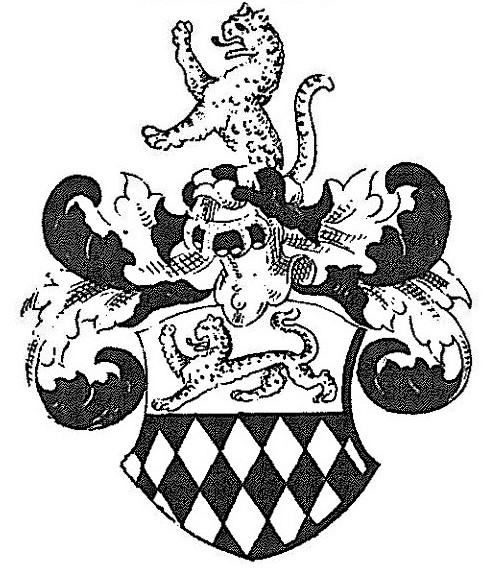
Walditz
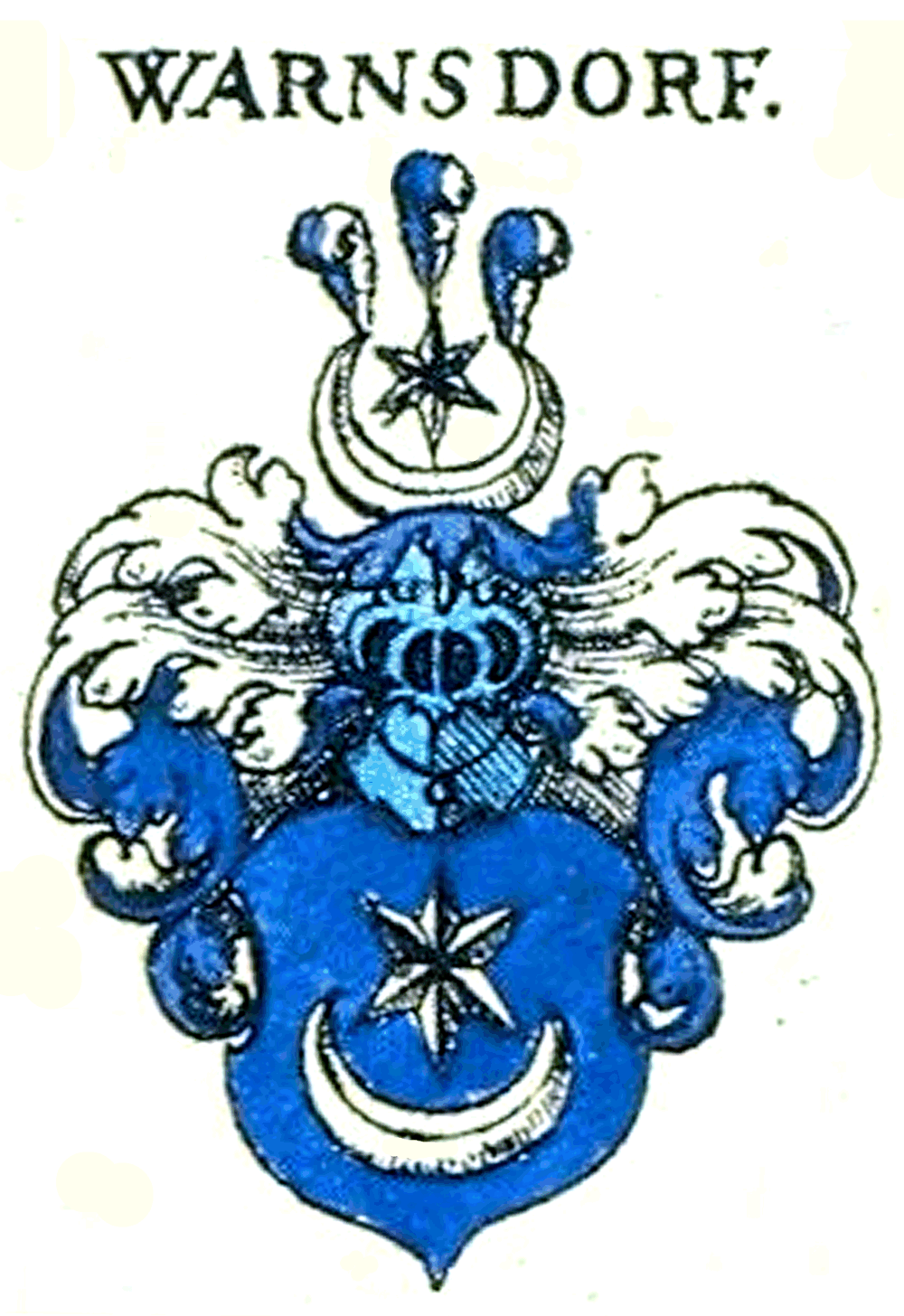
Warnsdorf-
Warnsdorf
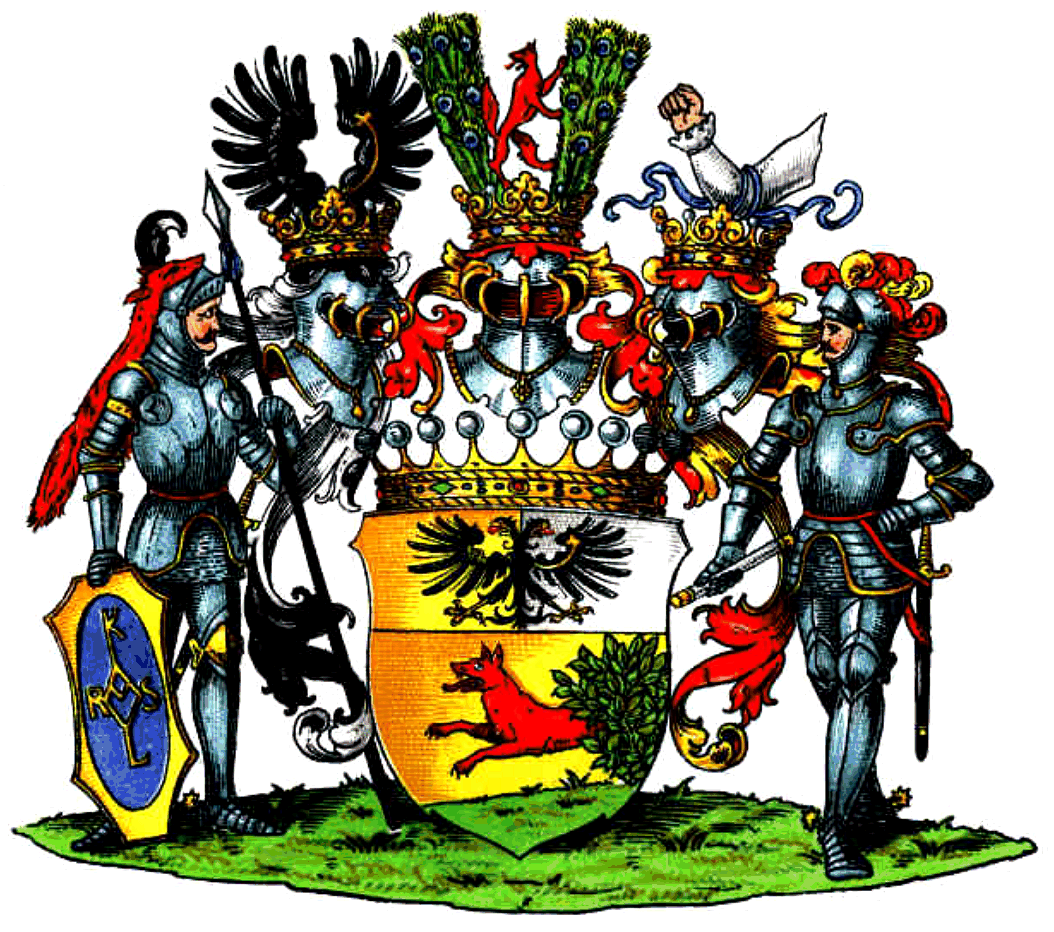
Wartensleben
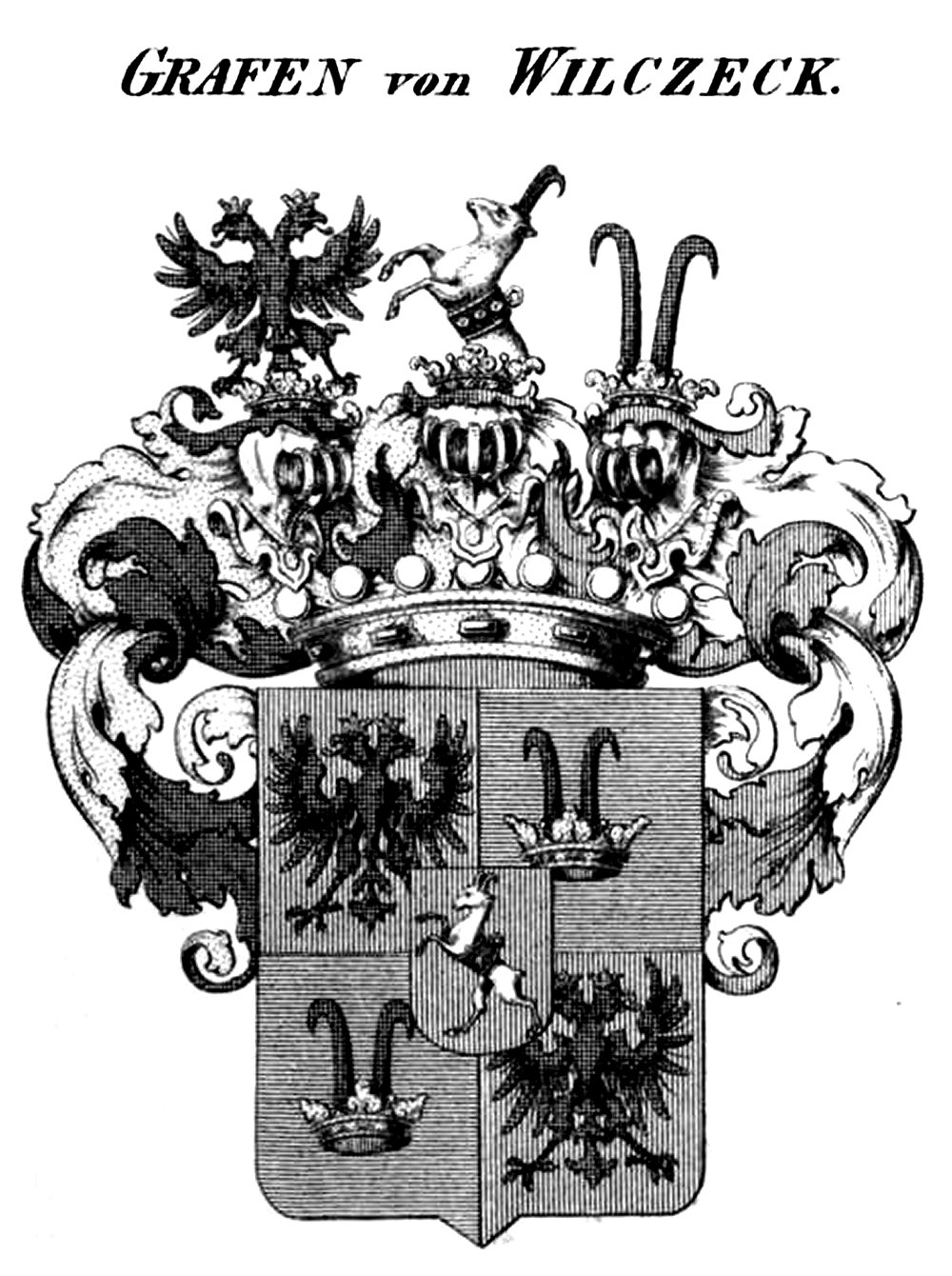
Welczeck, Wilczeck
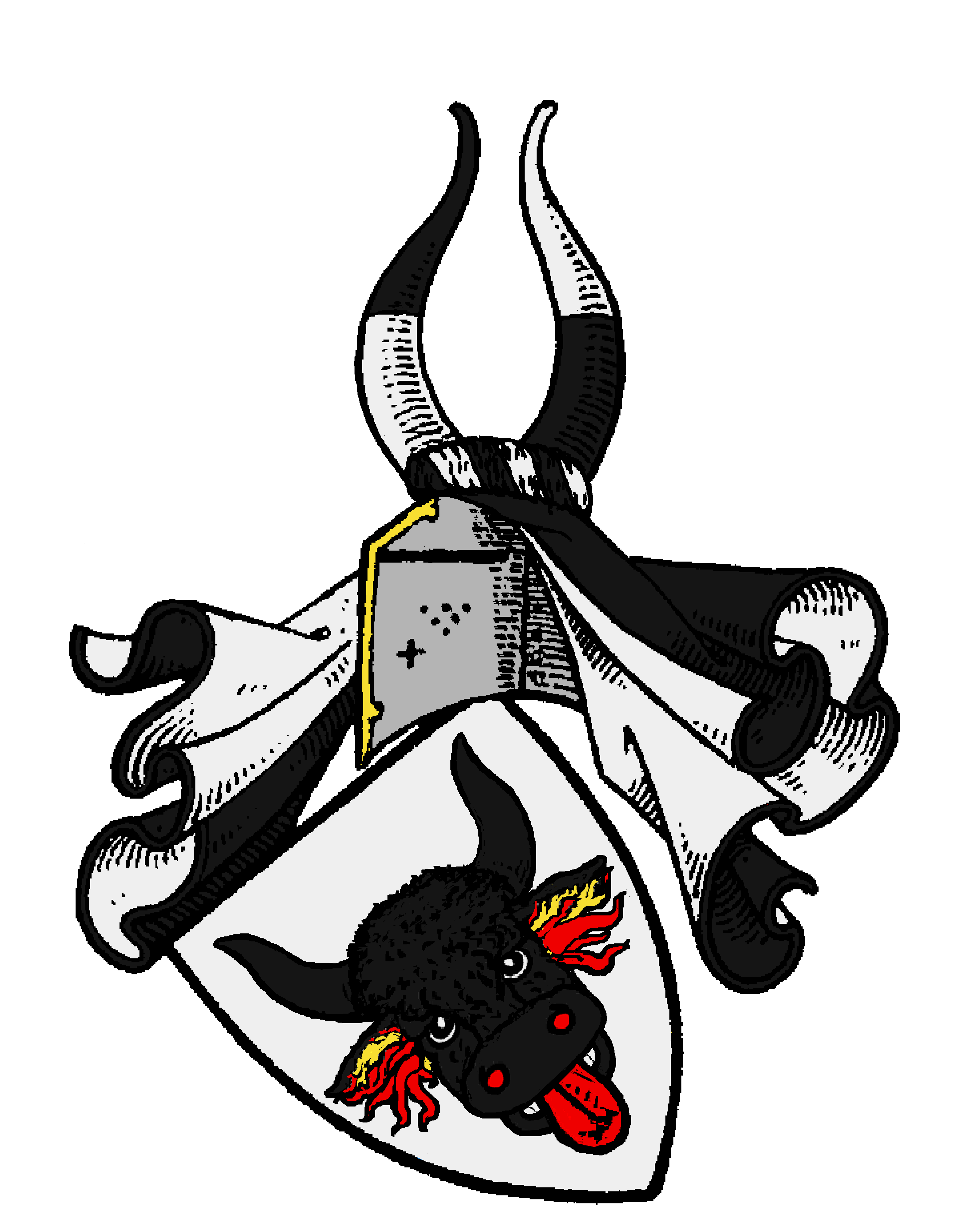
Weisbach
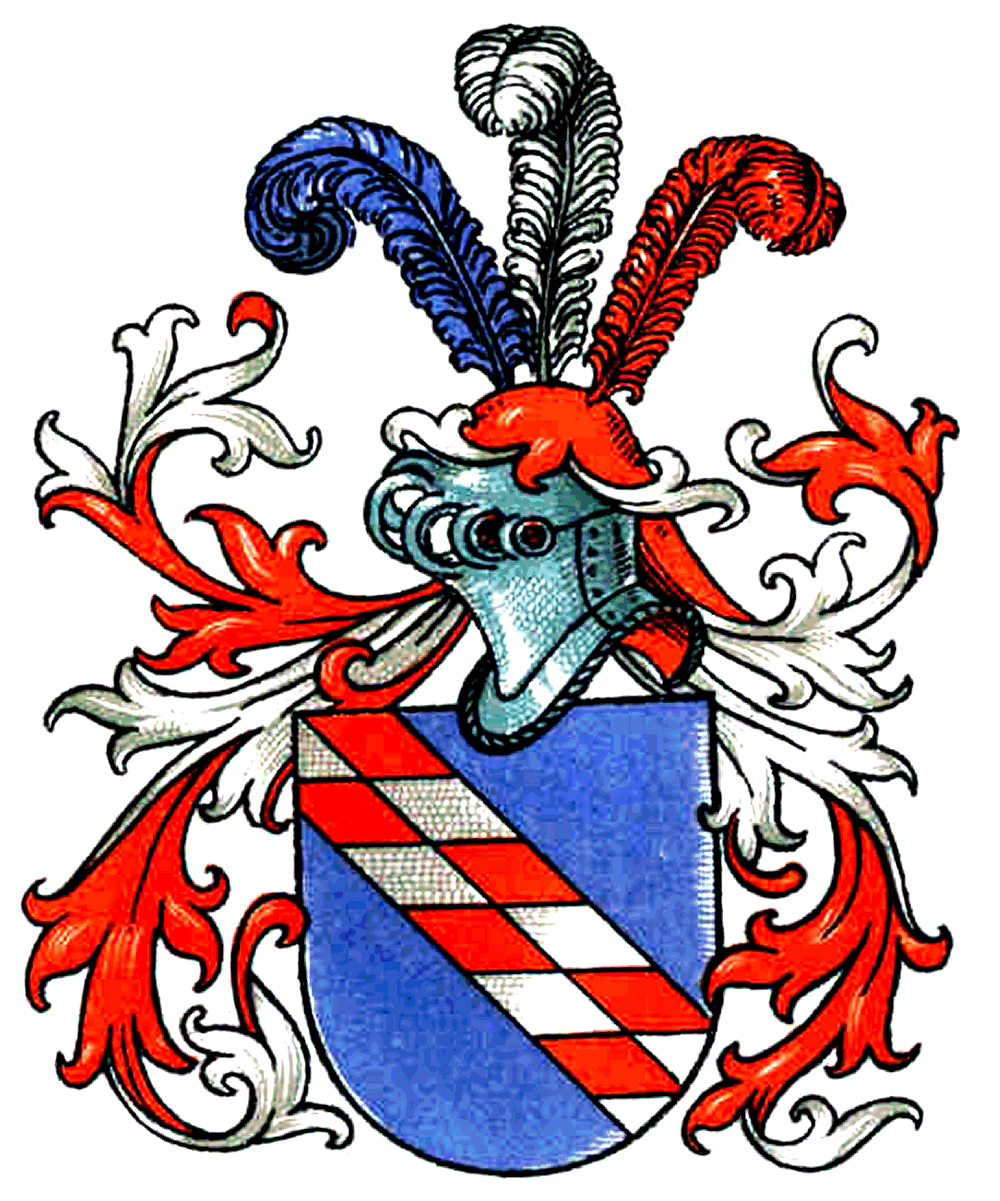
Wiese
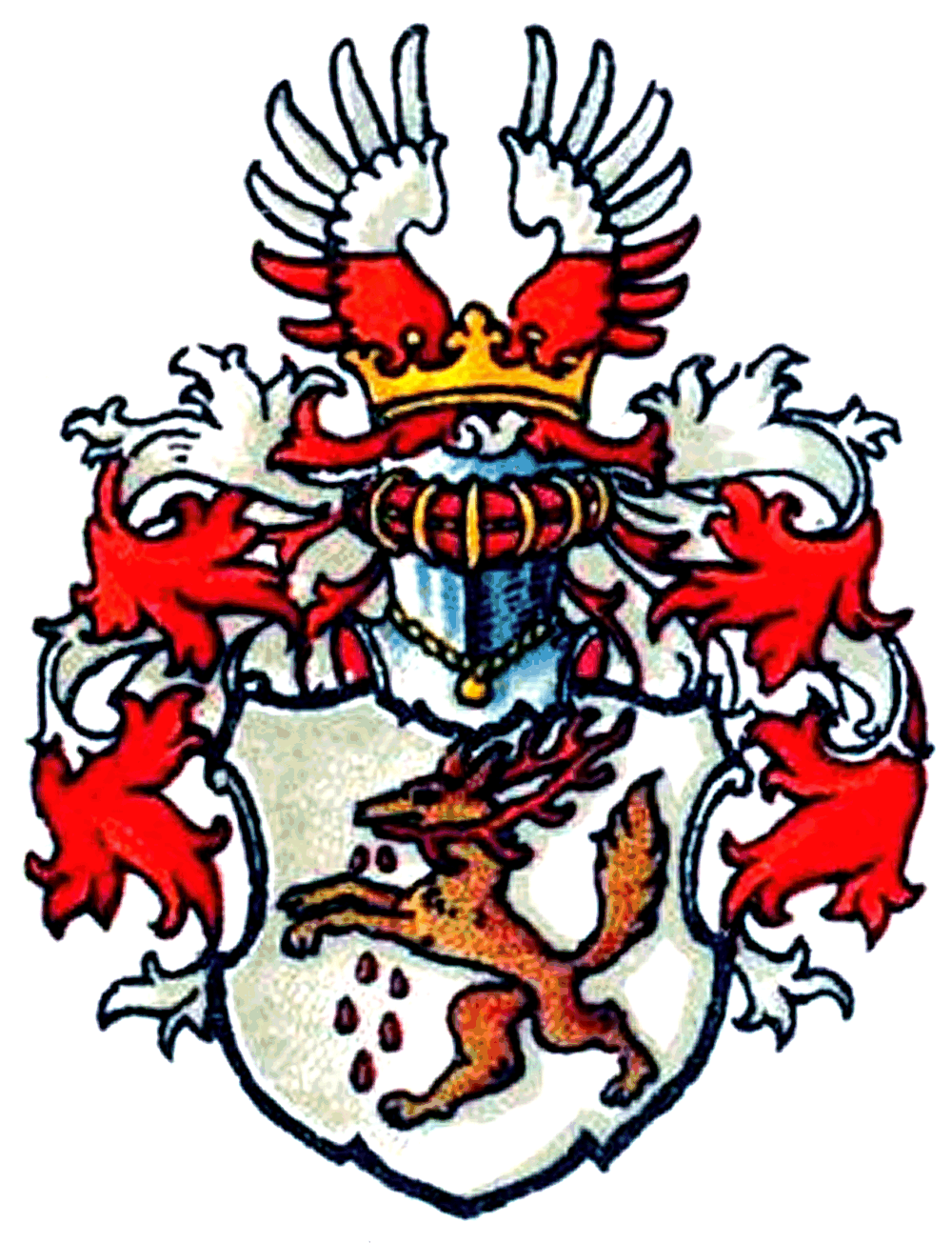
Wolframsdorf
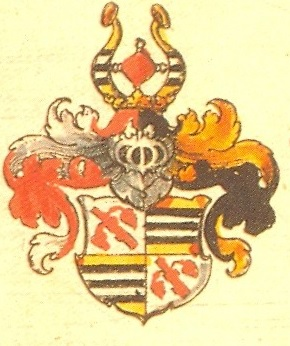
Veltheim

## Z

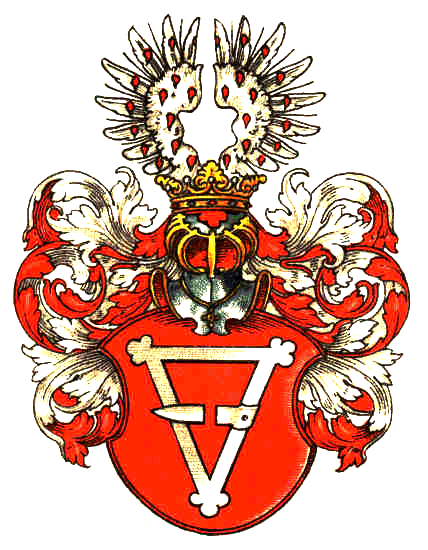
Zedlitz
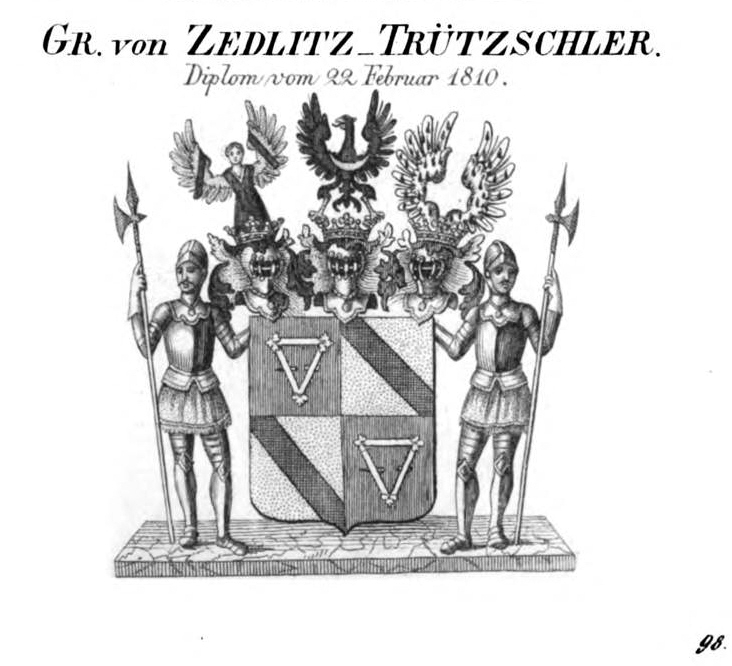
Zedlitz u. Trützschler
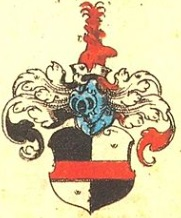
Zeschau
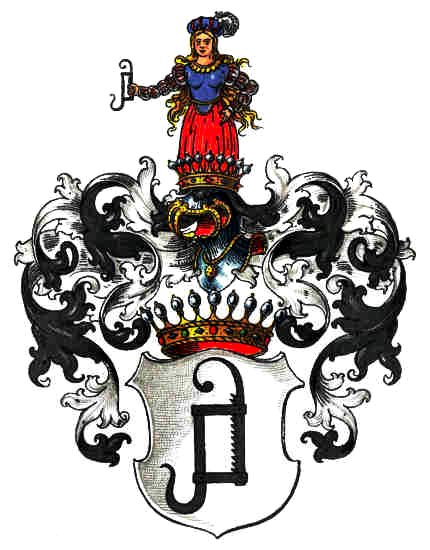
Ziethen
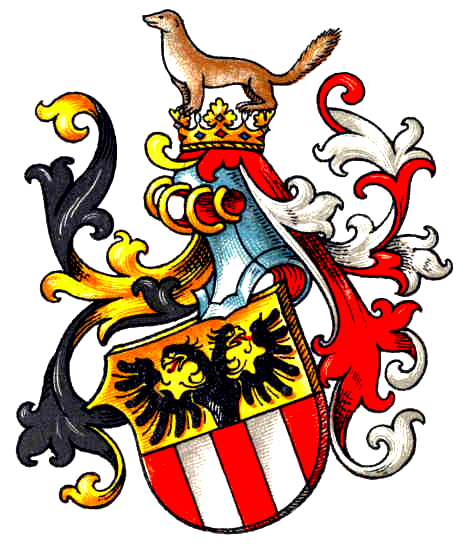
Zobeltitz
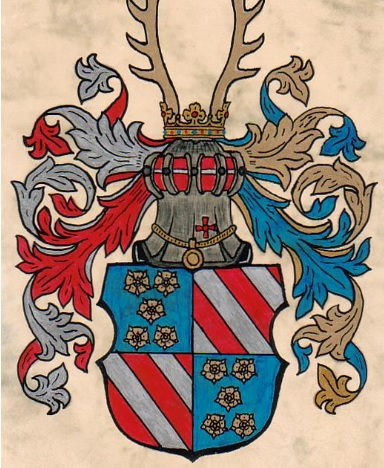
Žampach von Pottenstein